# Architecture de la Finlande

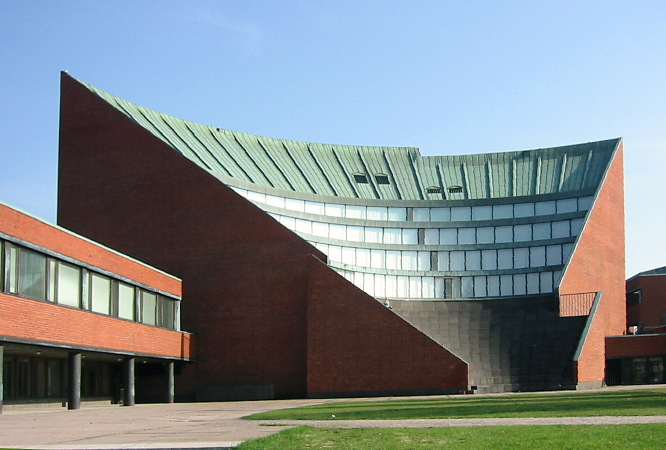
L'auditorium du bâtiment principal, de l'université technologique d'Helsinki, conçu par Alvar Aalto, entre 1949 et 1966.

L'architecture de la Finlande, dont les origines remontent au moins au XIIe siècle, a subi l'ascendance des deux puissances voisines, la Suède et la Russie, mais s'en est émancipée à partir du XIXe siècle, alors que d'autres influences extérieures vinrent enrichir l'architecture finlandaise. Cette transition s'est opérée en deux temps, premièrement lorsque des architectes étrangers itinérants ont commencé à exercer dans le pays, puis lorsque la profession d'architecte finlandais s'y est établie. A la fin du siècle, l'architecture finlandaise a également contribué de manière significative à plusieurs styles internationaux, tels que le Jugendstil, ou Art nouveau, puis au XXe siècle au classicisme nordique et au fonctionnalisme. Plus particulièrement, les travaux de l'architecte moderniste Eliel Saarinen, qui est un des plus célèbres architectes finlandais, ont eu une influence considérable à l'échelle mondiale. Mais l'architecte moderniste Alvar Aalto, considéré comme l'une des figures majeures de l'histoire mondiale de l'architecture moderne, est encore plus renommé qu'Eliel Saarinen. 
Dans un article de 1922, intitulé Motifs des âges passés, Aalto discute des influences nationales et internationales en Finlande :

« En voyant comment les gens dans le passé ont pu être internationaux et sans préjugés et rester fidèles à eux-mêmes, nous pouvons accepter les impulsions de la vieille Italie, de l'Espagne et de la nouvelle Amérique avec les yeux ouverts. Nos ancêtres finlandais sont encore nos maîtres. »

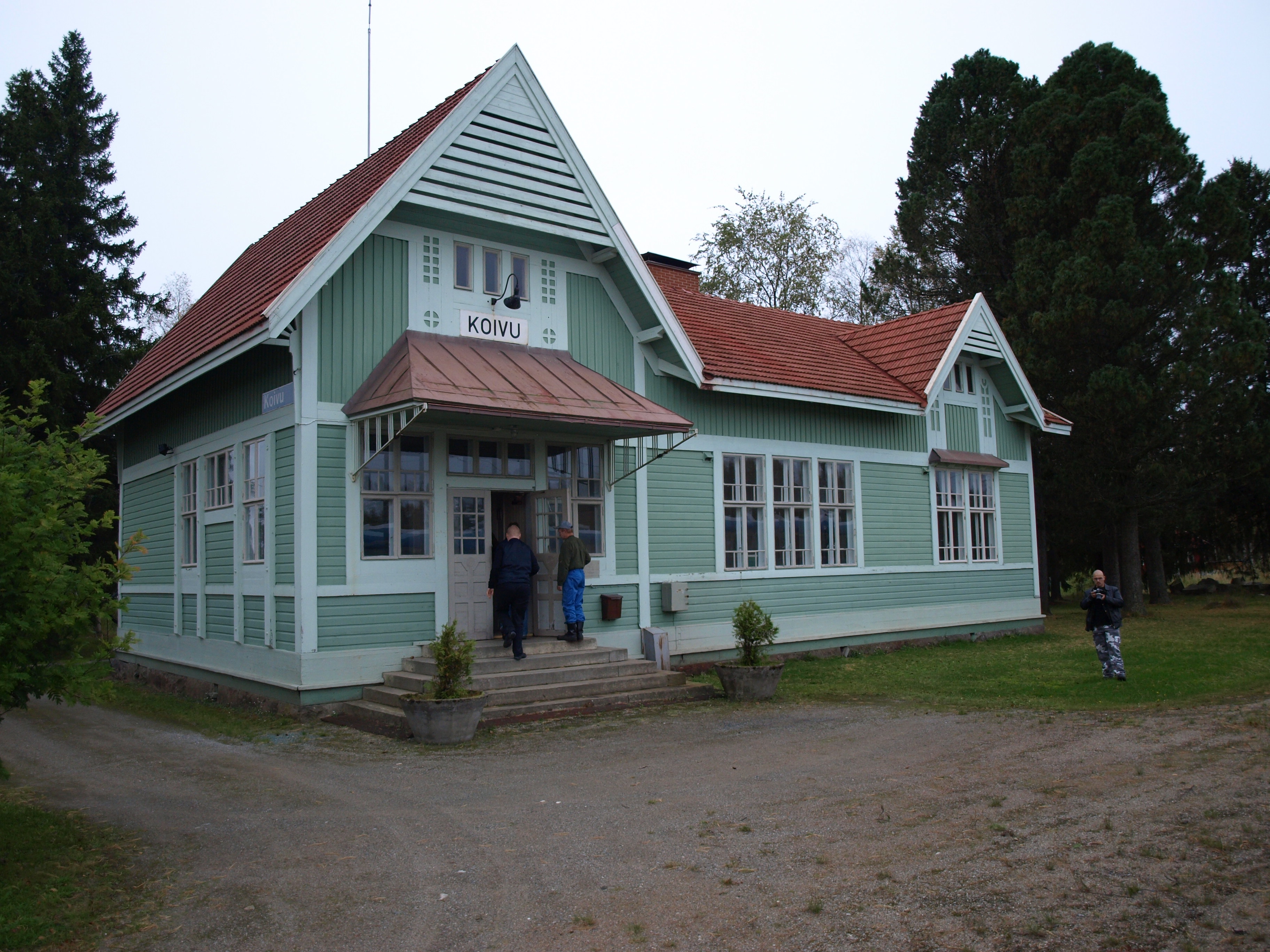
La gare de Koivu, municipalité de Tervola en Laponie.

Dans un article de synthèse de l'architecture finlandaise du XXe siècle, paru en 2000, Frédéric Edelmann, critique d'art du journal Le Monde, laisse entendre que la Finlande compte plus de grands architectes du statut d'Alvar Aalto, par rapport à la population, que n'importe quel autre pays au monde. Les réalisations architecturales les plus significatives de la Finlande sont liées à l'architecture moderne, principalement parce que le parc immobilier actuel compte moins de 20 % de bâtiments datant d'avant 1955, ce qui est rattaché, de manière significative, à la reconstruction après la Seconde Guerre mondiale et au processus d'urbanisation qui n' a fait que s'accélérer après la guerre.
L'année 1249 est la date traditionnellement donnée pour le début de la domination suédoise sur les terres dorénavant connues sous le nom de Finlande (en finnois : Suomi). Ce règne continue jusqu'en 1809, après quoi la Finlande est cédée à la Russie. Cependant, sous la domination russe, elle jouit d'un degré d'autonomie significative en tant que Grand-duché de Finlande. La Finlande déclare son indépendance de la Russie, en 1917, durant la révolution russe. Ces facteurs historiques ont une influence significative sur l'histoire de l'architecture en Finlande, tout comme la fondation des villes, la construction de châteaux et de forteresses (au cours des nombreuses guerres entre la Suède et la Russie en Finlande), ainsi que la disponibilité des matériaux de construction et de l'artisanat et, plus tard, la politique gouvernementale sur des questions telles que le logement et les bâtiments publics. En tant que pays essentiellement forestier, le bois est le matériau de construction naturel, alors que la dureté de la pierre locale, principalement du granit, la rend difficile à travailler. Par ailleurs, la fabrication de la brique est rare, avant le milieu du XIXe siècle. L'utilisation du béton a pris une importance particulière avec l'avènement de l'État-providence, dans les années 1960, en particulier dans le secteur du logement agréé par l'État, avec la prédominance des éléments préfabriqués en béton.

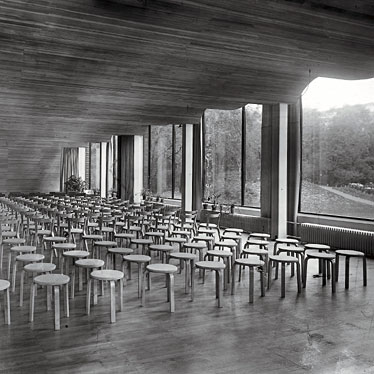
L'auditorium de la bibliothèque municipale de Viipuri, dans les années 1930. Créé par Alvar Aalto, il a été abandonné durant des décennies lors du transfert, de la ville, en Union soviétique.

## De l'architecture primitive à 1809 (incluant la période coloniale suédoise)

### La domination de la construction en bois

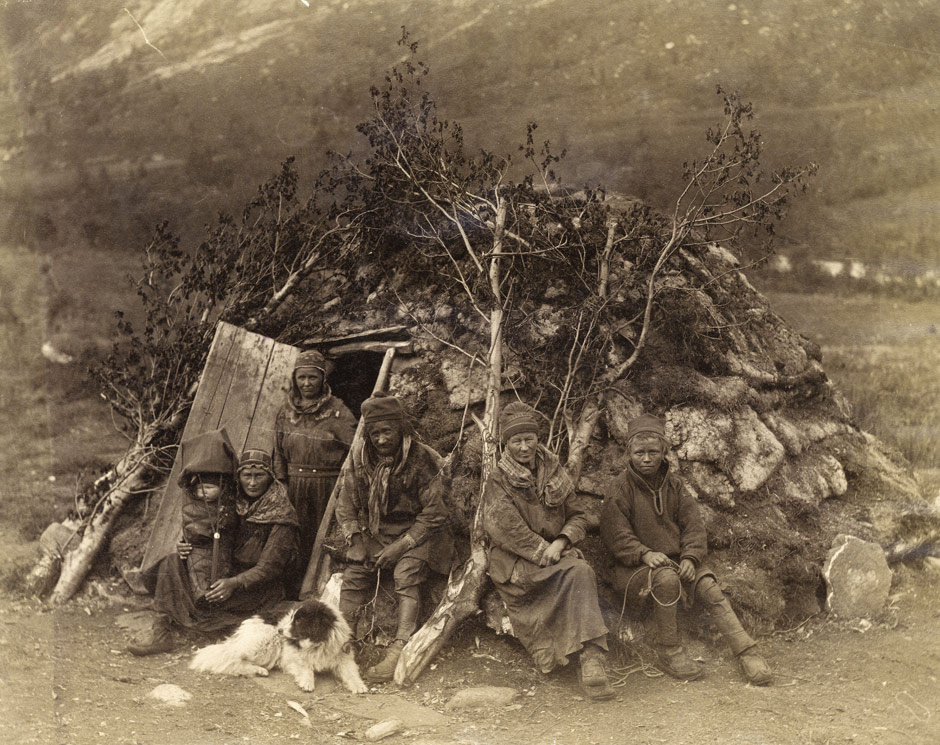
Une famille assise autour d'une goahti, dans les années 1870.

#### Habitat traditionnel
L'architecture vernaculaire de la Finlande se caractérise généralement par l'utilisation prédominante du bois comme matériau de construction. La plus ancienne structure connue est le kota ou goahti, une hutte ou une tente avec un revêtement de tissu, de tourbe, de la mousse ou de bois. Ce type de construction resta en usage dans toute la Finlande jusqu'au XIXe siècle et est toujours utilisée par les Samis de Laponie. Le sauna est également un type de bâtiment traditionnel en Finlande : les plus anciens saunas connus de Finlande ont été réalisées en creusant des fosses dans le sol d'une pente et étaient principalement employés comme logements en hiver. Les premiers saunas finlandais sont aujourd'hui appelés saunas à fumée. Ces saunas se distinguent des saunas modernes par le fait qu'ils ne disposent pas de fenêtre et que la chaleur provient d'un tas de rochers chauffés, appelés kiuas, par la combustion de grandes quantités de bois pendant environ six à huit heures, puis en laissant la fumée s'échapper par une trappe, on peut y pénétrer pour profiter de la chaleur du sauna, appelée löyly.

La tradition de la construction en bois - au-delà de la hutte kota - est répandue dans toute la zone boréale depuis la Préhistoire. Le facteur structurel central de son succès a été la technique du bois massif empilé - qui consiste à poser des rondins de bois horizontalement et à les encocher aux extrémités pour former des joints solidement fixés. Les origines de cette technique sont incertaines. Bien qu'elle ait été utilisée par les Romains dans le Nord de l'Europe, au premier siècle avant J.-C., d'autres sources, encore plus anciennes affirment qu'elle proviendrait de la région de l'actuelle Russie, mais il est également avancé qu'elle était courante parmi les peuples indo-aryens d'Europe de l'Est, du Proche-Orient, d'Iran et d'Inde. Les outils sont fondamentaux, dans le développement de la technique du bois massif empilé, et principalement la hache plutôt que la scie. 

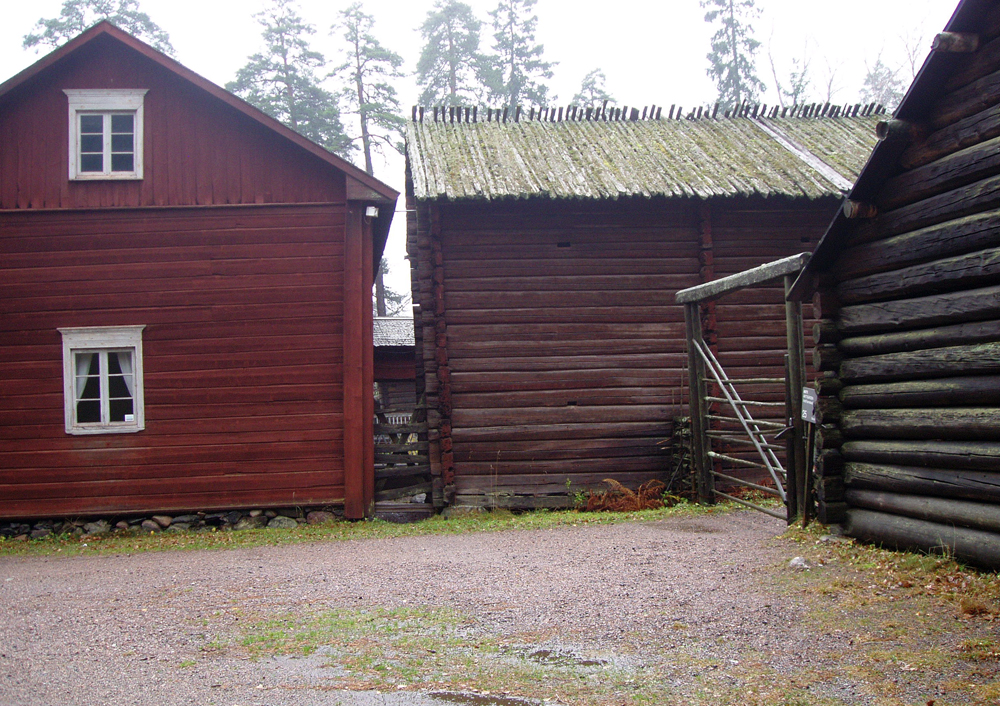
La ferme Antti à Seurasaari.

Le type de bâtiment qui en résulte, de plan rectangulaire, à l'origine composé d'un seul espace intérieur et doté d'un toit en colombage à faible pente, est de la même origine que le mégaron, la première maison d'habitation grecque. Sa première fonction en Finlande était peut-être celle d'un entrepôt, puis un sauna et plus tard une maison familiale. Les premiers exemples de la technique du bois massif empilé montrent que celle-ci aurait été utilisée avec des rondins, mais une forme plus développée a rapidement émergé, en façonnant les rondins, avec une hache, en forme carrée pour un ajustement plus sûr et une meilleure isolation. La taille à la hache est considérée comme préférable au sciage parce que les surfaces coupées à la hache permettent de réduire la pénétration de l'eau dans le bois.

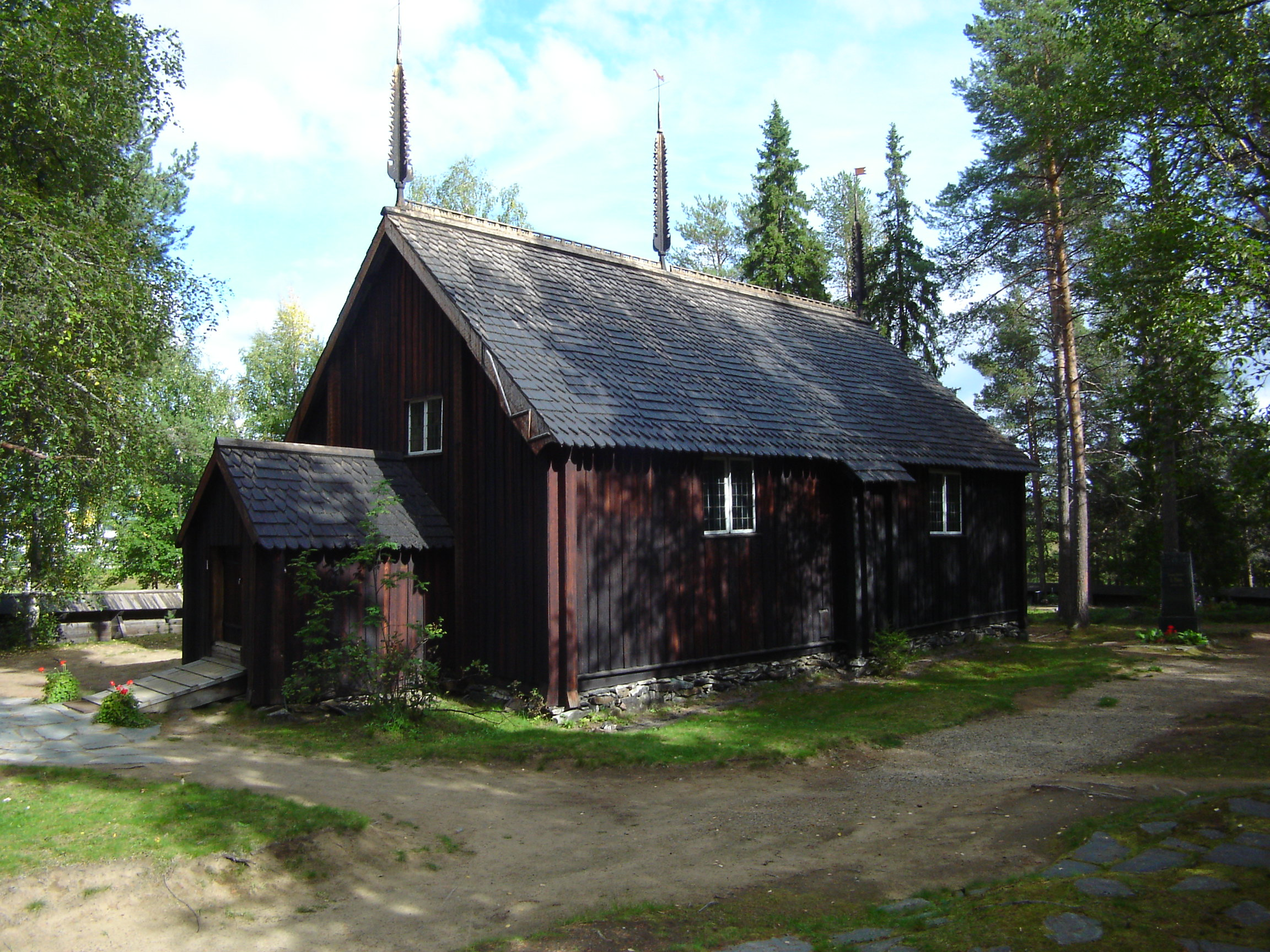
La vieille église de Sodankylä.

Bien que les principes de la construction en bois puissent être venus d'ailleurs, une innovation particulière dans la construction en bois semble être propre à la Finlande. Il s'agit de l'église dite à contreforts(tukipilarikirkko (fi)). Bien qu'elle ait l'air d'une église en bois ordinaire, la nouveauté consiste à construire des piliers creux à partir de rondins de bois servant de contreforts dans les murs extérieurs, ce qui rend les murs eux-mêmes structurellement inutiles. Les piliers sont reliés à l'intérieur de la nef par de grandes solives. Habituellement, il y en avait deux et parfois trois piliers sur chaque mur longitudinal. La plus grande église à contreforts préservée se trouve à Tornio (1686). Les églises de Vörå (1627) et de Tervola (1687), en sont d'autres exemples.

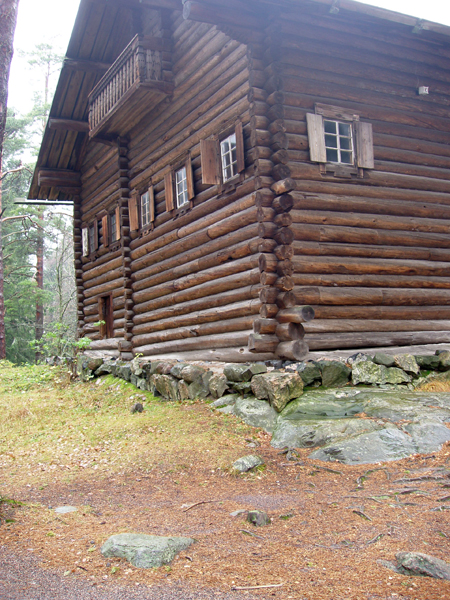
La maison Pertinotsa du musée de Seurasaari.

Dans les innovations ultérieures, en particulier dans les contextes urbains, la charpente de bois est recouverte d'une couche de planches de bois. On suppose que ce n'est qu' à partir du XVIe siècle que les maisons en bois sont peintes en ocre rouge ou punamulta, qui contient jusqu'à 95 % d'oxyde de fer, souvent mélangé à du goudron. La technique d'ossature dite balloon frame, utilisée pour les constructions en bois, popularisée dans toute l'Amérique du Nord, n'est apparue en Finlande qu'au XXe siècle. Certains maîtres bâtisseurs finlandais se sont rendus aux États-Unis pour étudier l'industrialisation de la technique des charpentes en bois et ont contribué, dès leur retour, à sa diffusion par l'intermédiaire de revues spécialisées. Quelques expériences ont été faites en utilisant la charpente en bois, mais sans grand succès au départ.
L'une des raisons pour lesquelles les mauvaises performances climatiques de la construction mince sont également déterminantes est le prix relativement bas du bois, amélioré dans les années 1930 par l'ajout de l'isolation, et celui de la main-d'œuvre en Finlande. Cependant, à partir du milieu des années 1910, le système de construction industrielle du bois s'est répandu en Finlande. L'utilisation de bardeaux de bois pour les toits, datant seulement du début du XIXe siècle, est également une technique importée à une époque relativement récente en Finlande. Auparavant, le système traditionnel était un toit en écorce de bouleau (en finnois : malkakatto), composé d'une base en lattes de bois, recouverte de plusieurs couches d'écorce de bouleau et recouverte d'une couche de longs poteaux en bois, par endroits lesté de blocs rocheux dans certains cas. Traditionnellement, toute la structure n'était pas peinte. L'enrobage des bardeaux, avec du goudron, est une adaptation contemporaine à partir d'un matériau produit pour la première fois dans les pays nordiques dès l'âge du fer et qui a longtemps été exporté pour assurer l'étanchéité des bateaux en bois.
La maison traditionnelle en bois, se divise généralement en deux types : en Finlande orientale, elle est influencée par les traditions russes. Par exemple, dans la maison Pertinotsa, actuellement préservée par le Musée en plein air de Seurasaari, les pièces d'habitation de la famille se trouvent aux étages supérieurs, tandis que les étables et les granges d'animaux se situent au rez-de-chaussée, comprenant des greniers à foin au-dessus. En Finlande occidentale, elle est influencée par les traditions suédoises. Par exemple, la ferme d'Antti, originaire du village de Säkylä, également préservée à Seurasaari, était constituée d'un groupe de bâtiments individuels en rondins disposés autour d'une cour centrale. Traditionnellement, le premier bâtiment à être construit dans une telle ferme était le sauna, suivi de la première ou salle principale (appelée tupa) de la maison principale, où la famille cuisinait, mangeait et dormait. En été, c’est à l’extérieur que l’on cuisinait et certains membres de la famille choisissaient même de dormir dans les granges.

#### Églises de bois

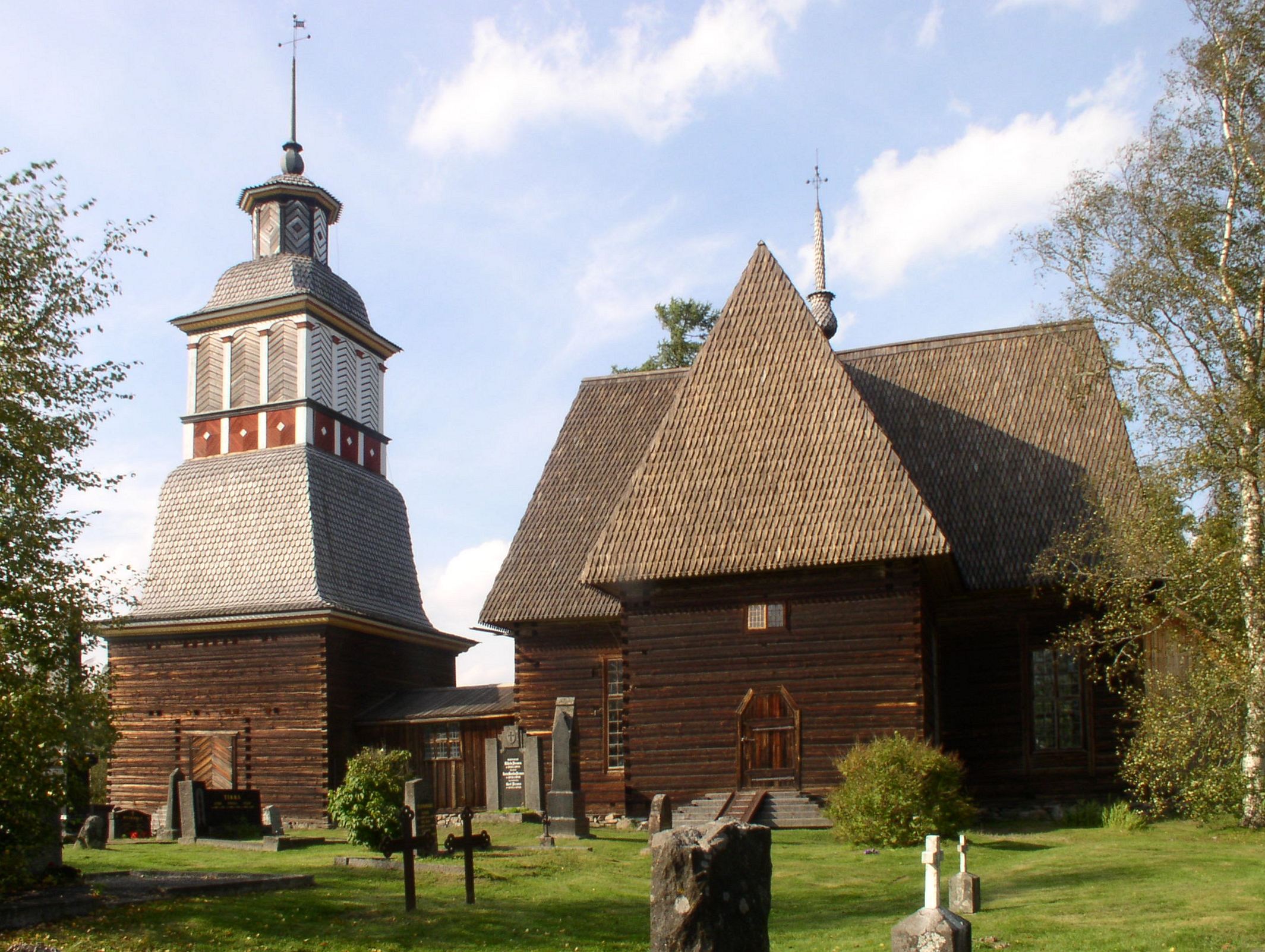
Vieille église de Petäjävesi, (1765) et son beffroi de 1861.

En ce qui concerne la construction des églises, les techniques de constructions en bois se sont progressivement perfectionnées. Les premiers exemples n'ont pas été conçus par des architectes, mais plutôt par des maîtres d'œuvre, qui étaient également responsables de leur construction. L'une des plus anciennes églises en bois est celle de Santamala, à Nousiainen, datant du XIIe siècle. Il n'en reste que quelques vestiges archéologiques. Celle-ci a un simple plan rectangulaire de 11,5 × 15 mètres. Les églises en bois les plus anciennes conservées de Finlande remontent au XVIIe siècle ; ainsi par exemple l'ancienne église de Sodankylä en Laponie qui remonte à 1689. Aucune des églises médiévales ne subsiste car, comme toutes les constructions en bois, elles étaient sujettes au feu : il n'existe ainsi plus que seize églises en bois du XVIIe siècle. Par ailleurs, plusieurs églises en bois ont été détruites pour laisser place à une église en pierre plus grande.
La conception des églises en bois est clairement influencée par l'architecture des églises d'Europe centrale et méridionale ainsi que celles de Russie, avec des plans cruciformes et des détails gothiques, romans et Renaissance. Ces influences sont toutefois le plus souvent venues par l'intermédiaire de la Suède.
Le développement de l'église en bois en Finlande est marqué par une plus grande complexité du plan, l'augmentation de la taille et le raffinement des détails. L'église de Sodankylä, constitue l'archétype de l'église finlandaise en bois car elle est la mieux conservée de Finlande, n'ayant subi presque aucune modification. C'est un simple bloc rectangulaire non peint, à toit en colombage, mesurant 13 × 8,5 mètres et dont les murs s'élèvent à 3,85 mètres. Elle ressemble à une habitation paysanne. En revanche, la vieille église de Petäjävesi, est conçue et construite par le maître d'œuvre Jaakko Klemetinpoika Leppänen en 1765. La sacristie et le beffroi sont d'Erkki Leppänen et datent de 1821. L'église est inscrite au patrimoine mondial. Bien qu'elle ne soit pas peinte à l'extérieur, elle est bâtie sur un plan en forme de croix grecque, mesurant 18 × 18 mètres, et son élévation intérieure (en bois) s'éleve à 13 mètres de hauteur. L'atmosphère de l'intérieur de l'église de Petäjävesi est considérée comme unique : les grandes fenêtres, inhabituelles pour une construction en rondins, lui donnent une lumière douce.

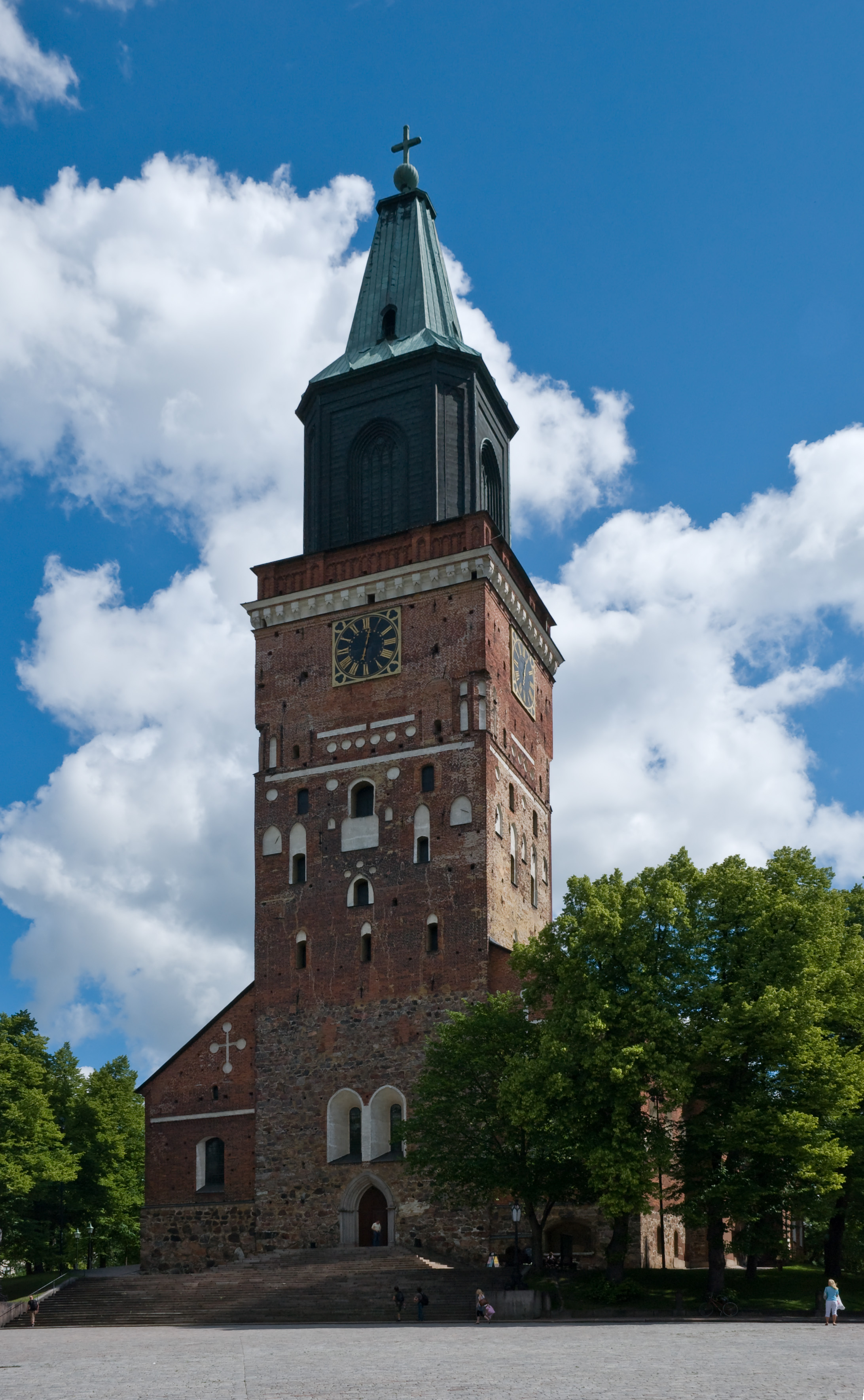
La cathédrale de Turku, construite à partir du XIIIe siècle.

Même au moment de la construction de l'église de Petäjävesi, avec son plan en croix, il existait déjà en Finlande d'autres églises au plan plus complexe. Dans les années suivantes, ceux-ci deviennent encore plus élaborés. En Finlande, le premier plan dit « à double croix » est probablement celui de l'église Ulrika Eleonora à Hamina (1731-1742), construite sous la direction du maître d'œuvre Henrik Schultz. Elle a ensuite été remplacée par une église assez similaire, l'église d'Élisabeth, elle-même détruite en 1821, construite sous la direction d'Arvi Junkkarinen. Le double plan cruciforme comporte une croix avec des extensions aux angles intérieurs. Il a servi de modèle pour les églises postérieures, par exemple, pour l'église de Mikkeli (1754, détruite en 1806) et l'église de Lappee (Juhana Salonen, 1794). Cette dernière incorpore encore un développement ultérieur, où les transepts sont effilés et même chanfreinés aux coins, comme on le voit dans le plan de l'église de Ruovesi (1776). L'historien Lars Pettersson a suggéré que l'église Catherine (1724) à Stockholm, conçue par l'architecte français Jean de la Vallée a servi de modèle pour le plan de l'église d'Hamina et a donc contribué à sa diffusion dans le pays.

##### Églises de brique
L'architecture gothique permit le développement d'une architecture de brique, qui, quoique minoritaire, traduit une austérité fonctionnelle propre à la vie rurale finlandaise, qui est rude et qui révèle un profond attachement à la terre. L'ancien sanctuaire national de Turku domine tous les autres ; sa haute nef est illuminée par de grandes baies percées entre chaque contrefort. Elle se compose de voûtes d'arêtes à branches plates divisées en huit compartiments. Son clocher, de plan carré selon la tradition latine, dont l'appareil de briques est criblé d'ouvertures irrégulièrement disposées, dont l'arc brisé tend à se déprimer. Plusieurs séries d'oculi aveugles ornent la partie supérieure du clocher ; par ailleurs, sa flèche est construite en bois. Le soubassement de l'église tout comme celui du clocher (jusqu'à la hauteur du pignon) sont quant à eux constitués de moellons de pierre. 

#### Urbanisme traditionnel

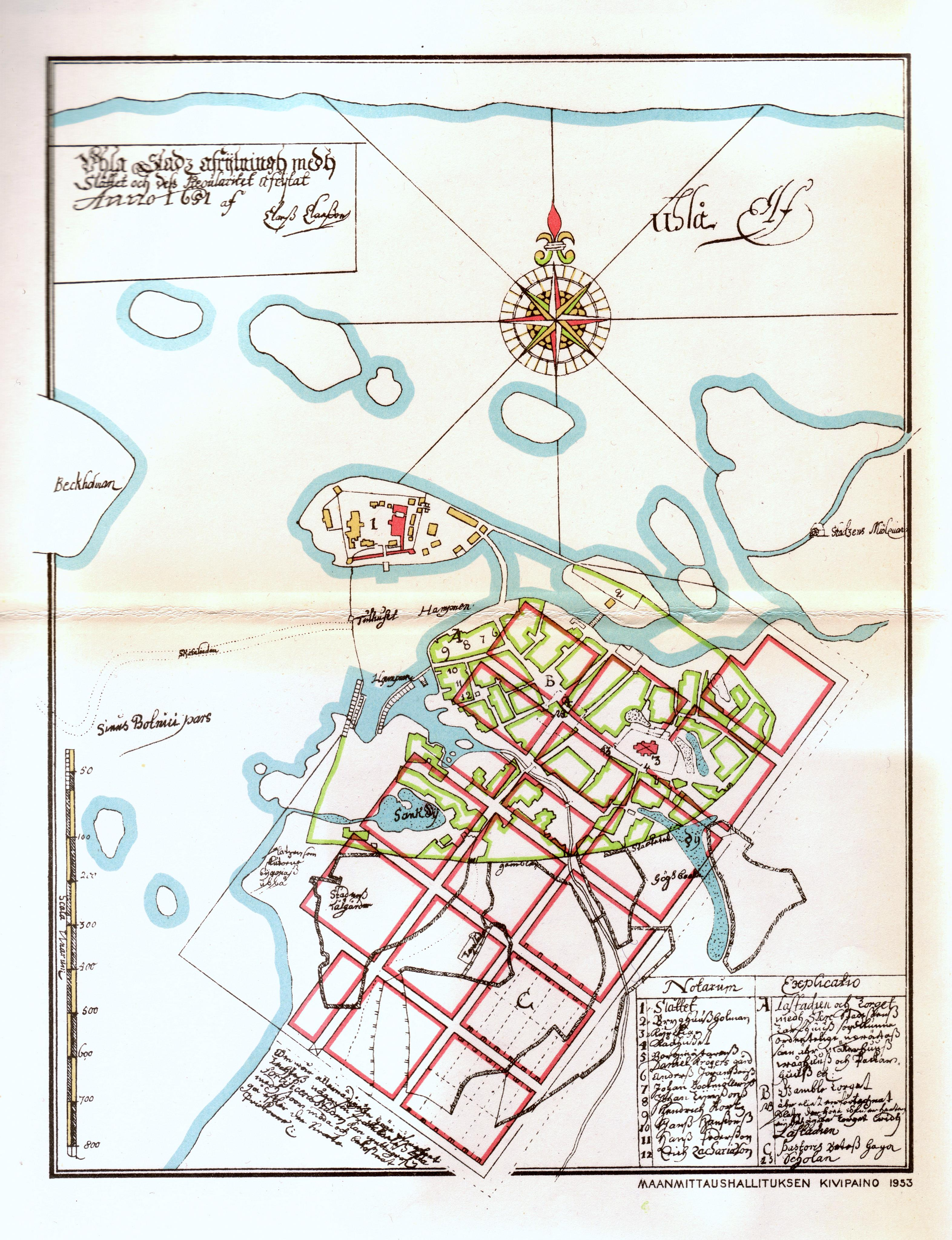
Le plan de la ville d'Oulu esquissé, sur la carte médiévale existante, par Claes Claesson (1621). Les nouvelles rues, de la nouvelle ville, plus rectilignes, sont en rouge.

Au Moyen Âge, il n'existait que six villes en Finlande (Turku, Porvoo, Naantali, Rauma, Ulvila et Vyborg), avec des constructions en bois qui se développaient organiquement autour d'une église en pierre et/ou d'un château. L'historien Henrik Lilius souligne que les villes finlandaises, en bois, étaient en moyenne détruites par le feu tous les trente à quarante ans. Elles ne sont jamais reconstruites exactement telles qu'elles existaient auparavant et les dommages causés par le feu offraient la possibilité de créer de nouvelles structures urbaines en accord avec les idéaux qui régnaient alors. Par exemple, un maillage complètement nouveaux, des rues rectifiées, moins sinueuses et élargies, des codes pour construire des bâtiments en pierre (dans la pratique souvent ignorés) et l'introduction de coupe-feux, sous la forme d'espaces verts entre les propriétés. En raison des incendies, la plus grande partie des villes en bois qui a pu être conservée date du XIXe siècle. C'est le cas de la ville d'Oulu, fondée en 1605 par Charles IX (roi de Suède) à côté d'un château médiéval et, comme c'est le cas pour l'époque, celle-ci a connu une croissance organique. En 1651, Claes Claesson dresse un nouveau plan comprenant un réseau de rues régulières et rectilignes. Sa proposition esquissée sur la carte médiévale existante, conserve la position de l'église encore en place. Au cours des années suivantes, de nouveaux incendies (notamment en 1822 et en 1824) entraine de nouveaux règlements plus exigeants dans les nouveaux plans d'urbanisme intégrant des rues plus larges et des coupe-feux. Parmi les six villes médiévales de Finlande, seule Porvoo a conservé son plan d'urbanisme du Moyen Âge.

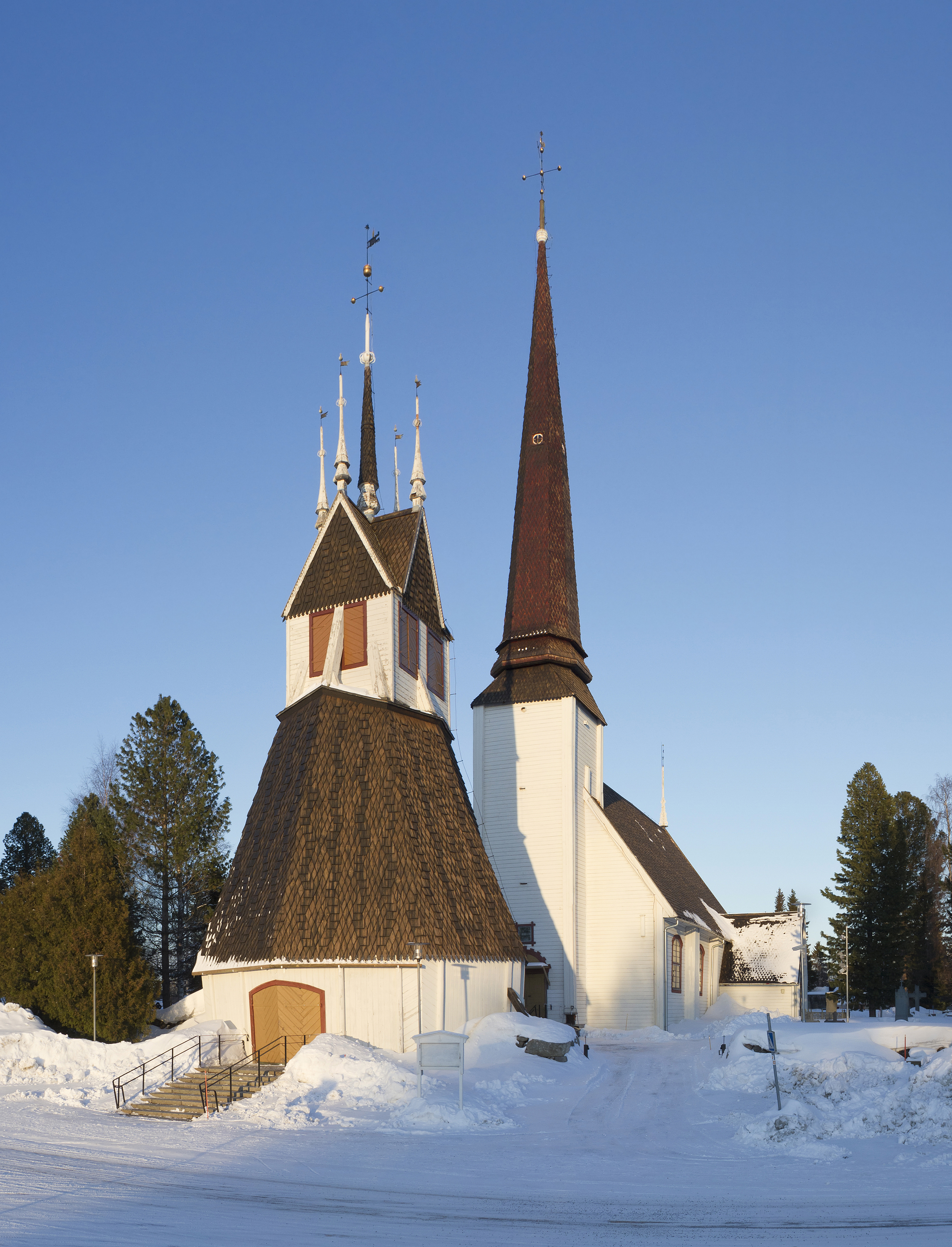
Église de Tornio, 1686.
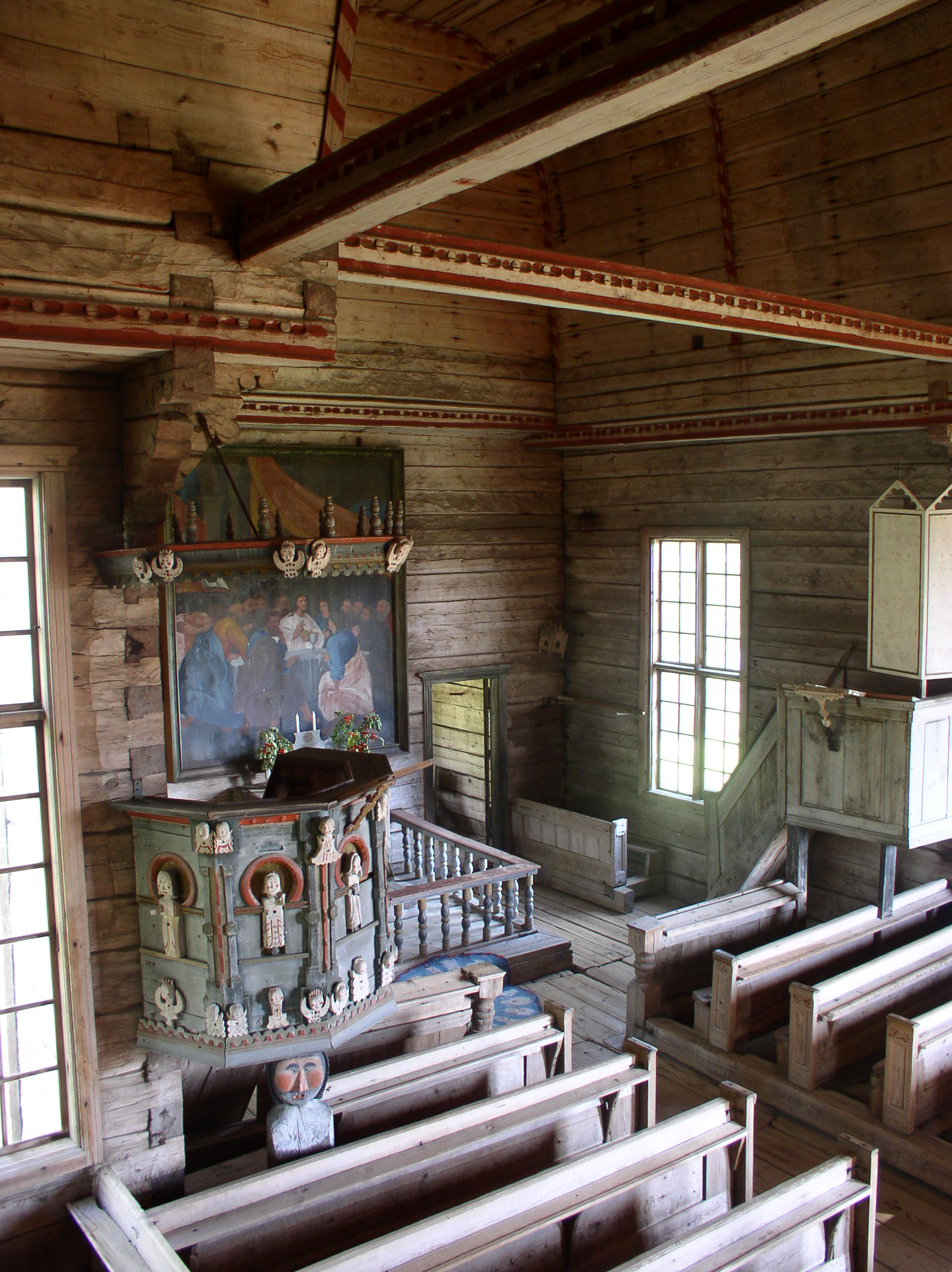
Intérieur de la vieille église de Petäjävesi.
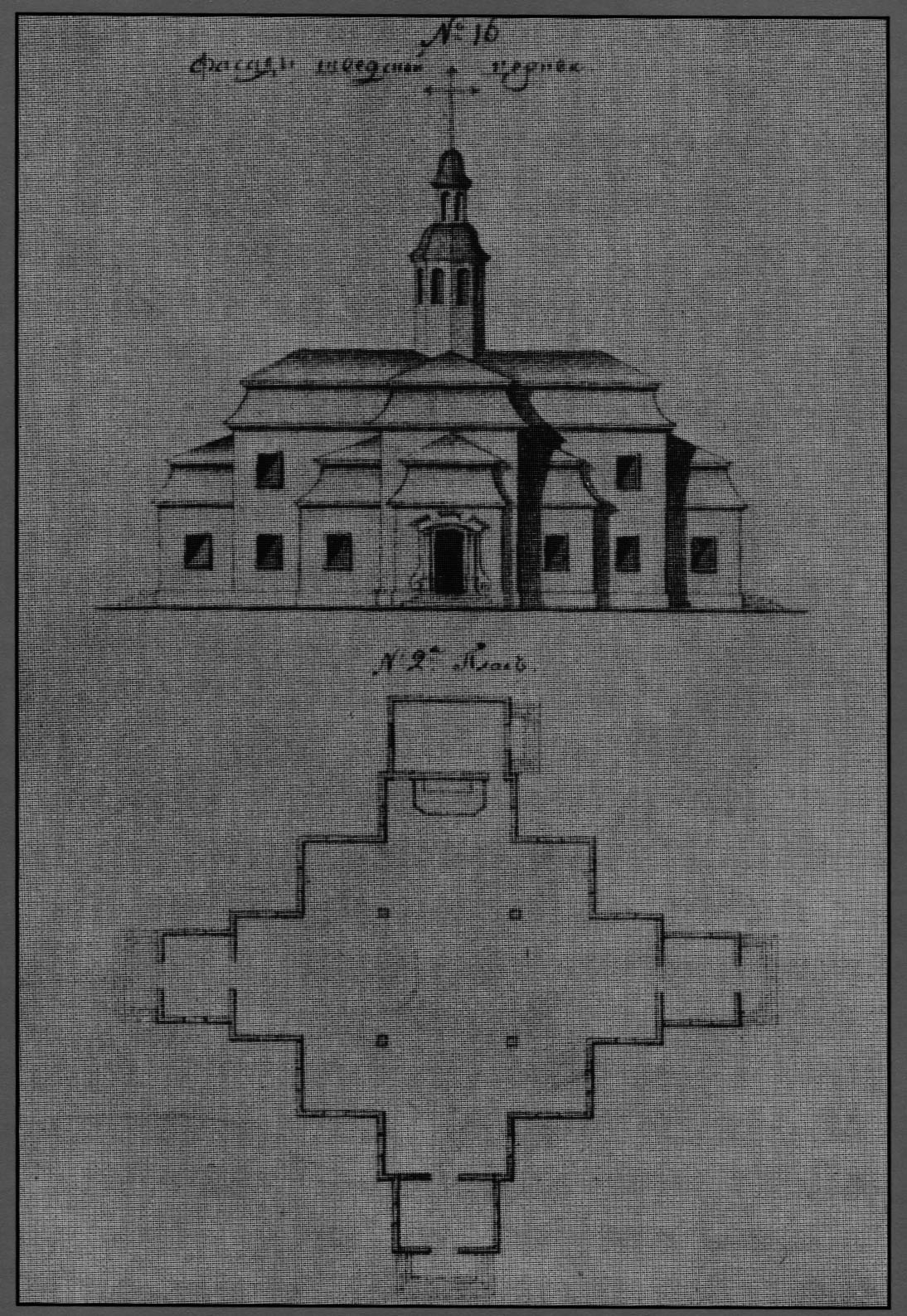
Église Élisabeth de Hamina, (1748–51), détruite en 1821.
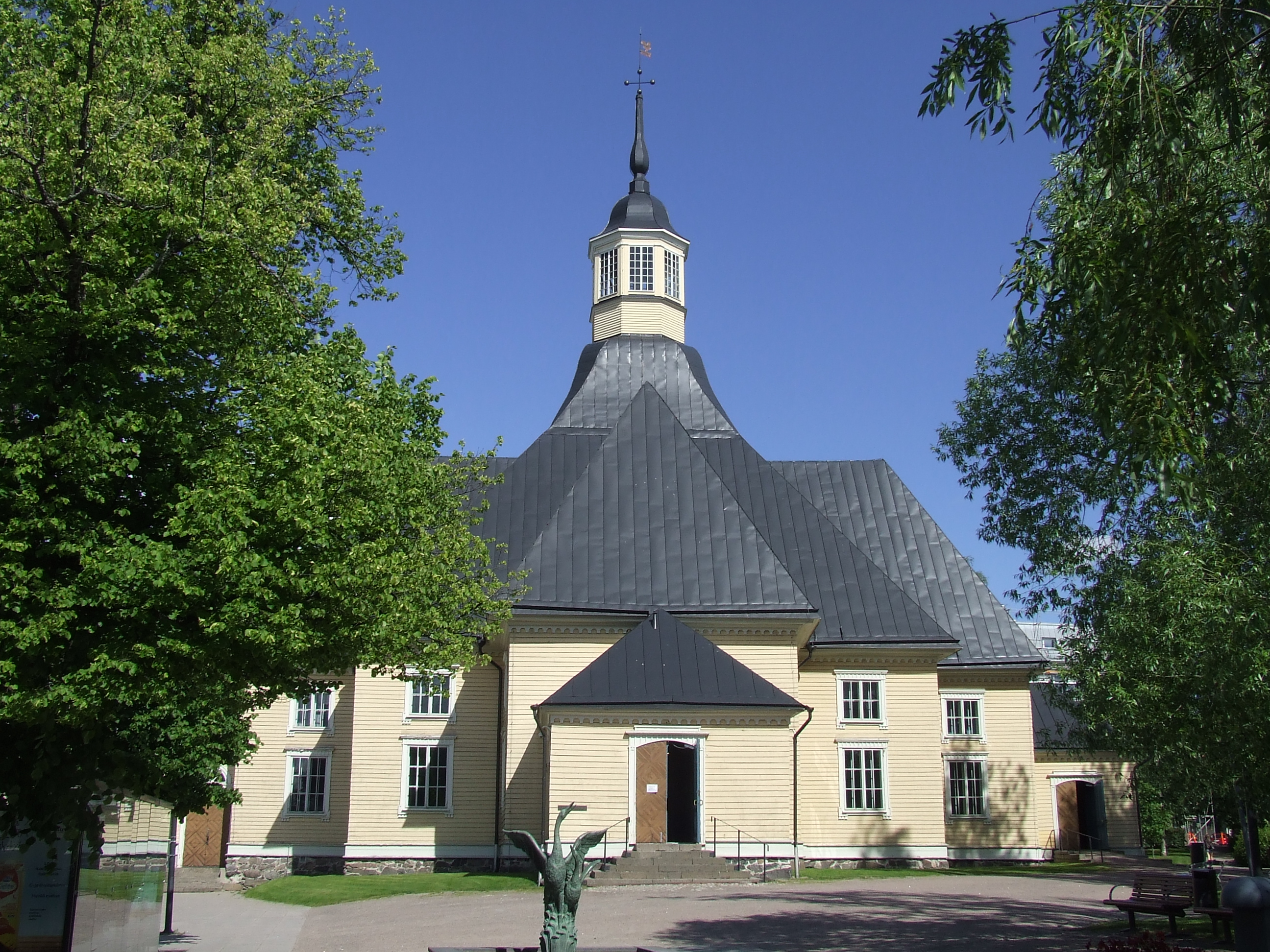
Église de Lappee (1799).
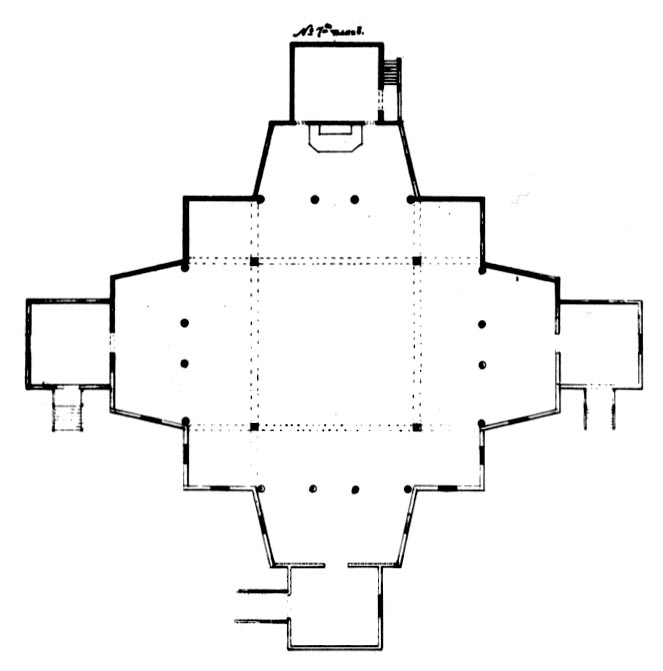
Plan de l'église de Lappee.
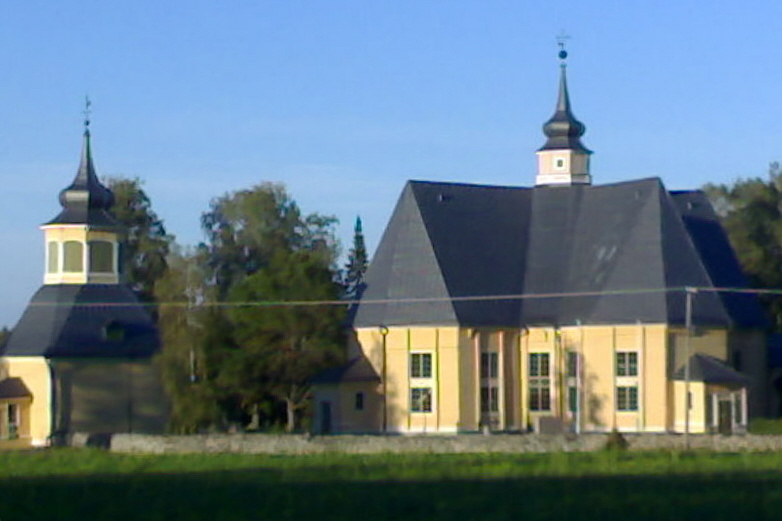
Église de Ruovesi et son beffroi
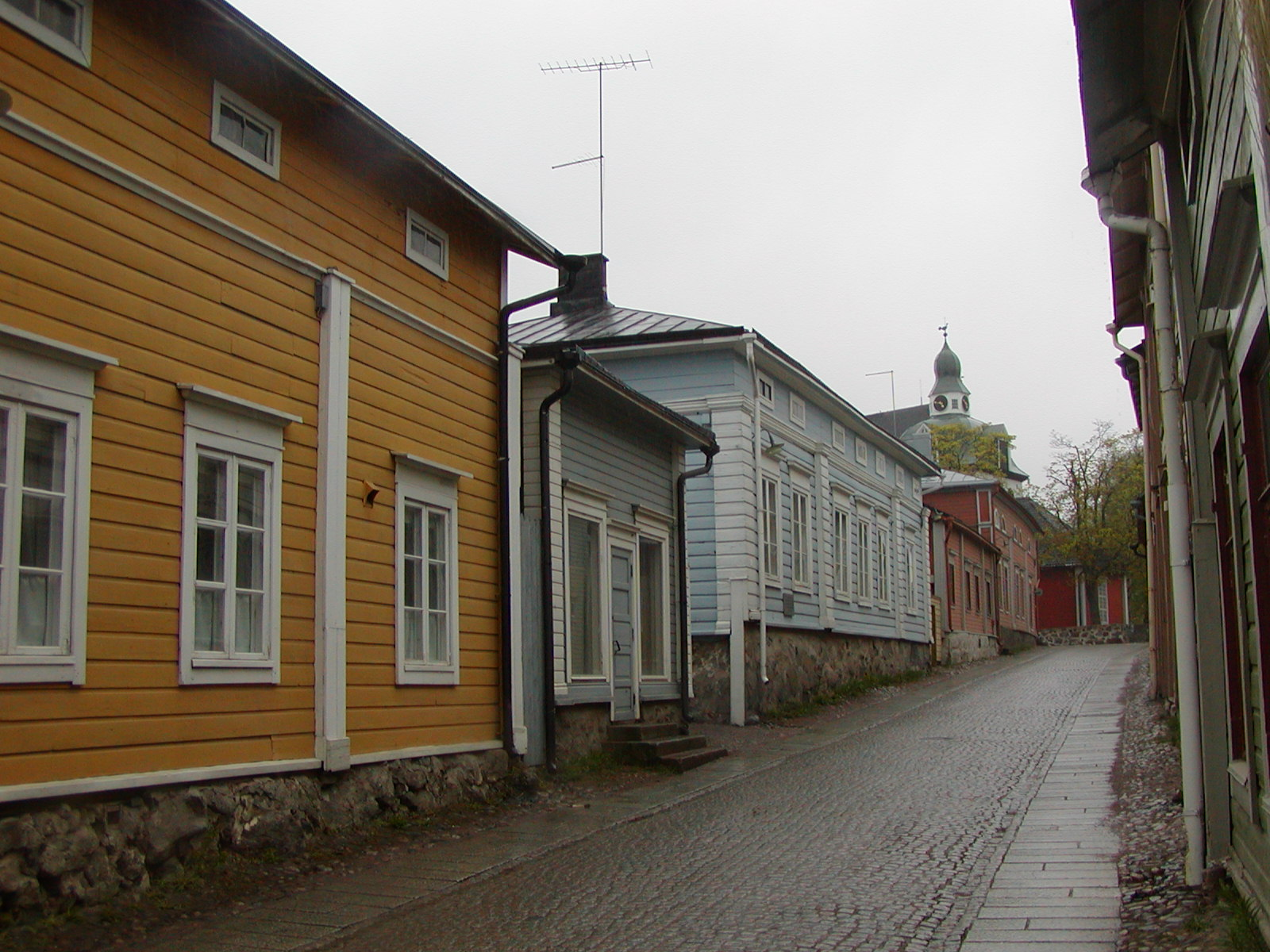
Cathédrale et maisons de bois du vieux Porvoo.
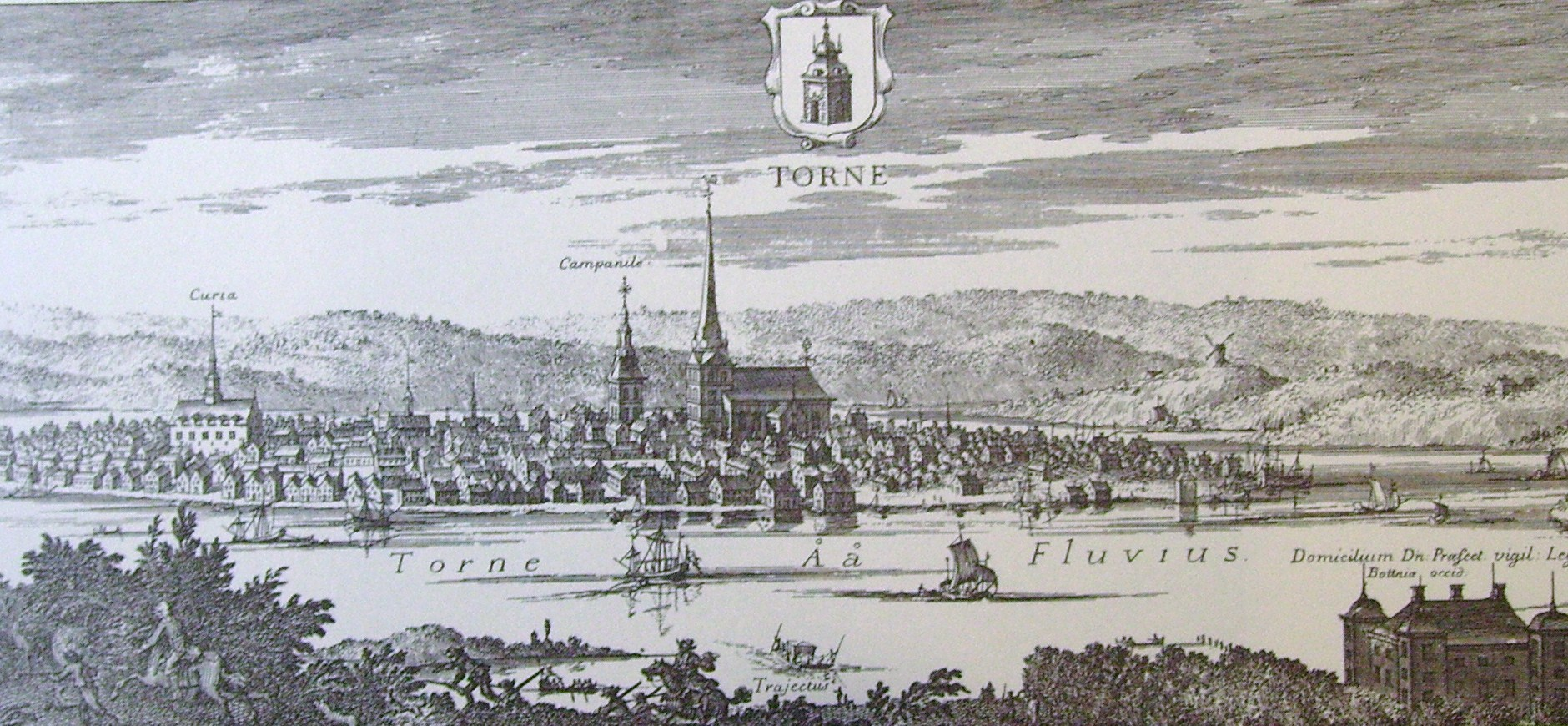
Torneå (fondée en 1620) décrite par Erik Dahlbergh dans son Suecia antiqua et hodierna (1716).
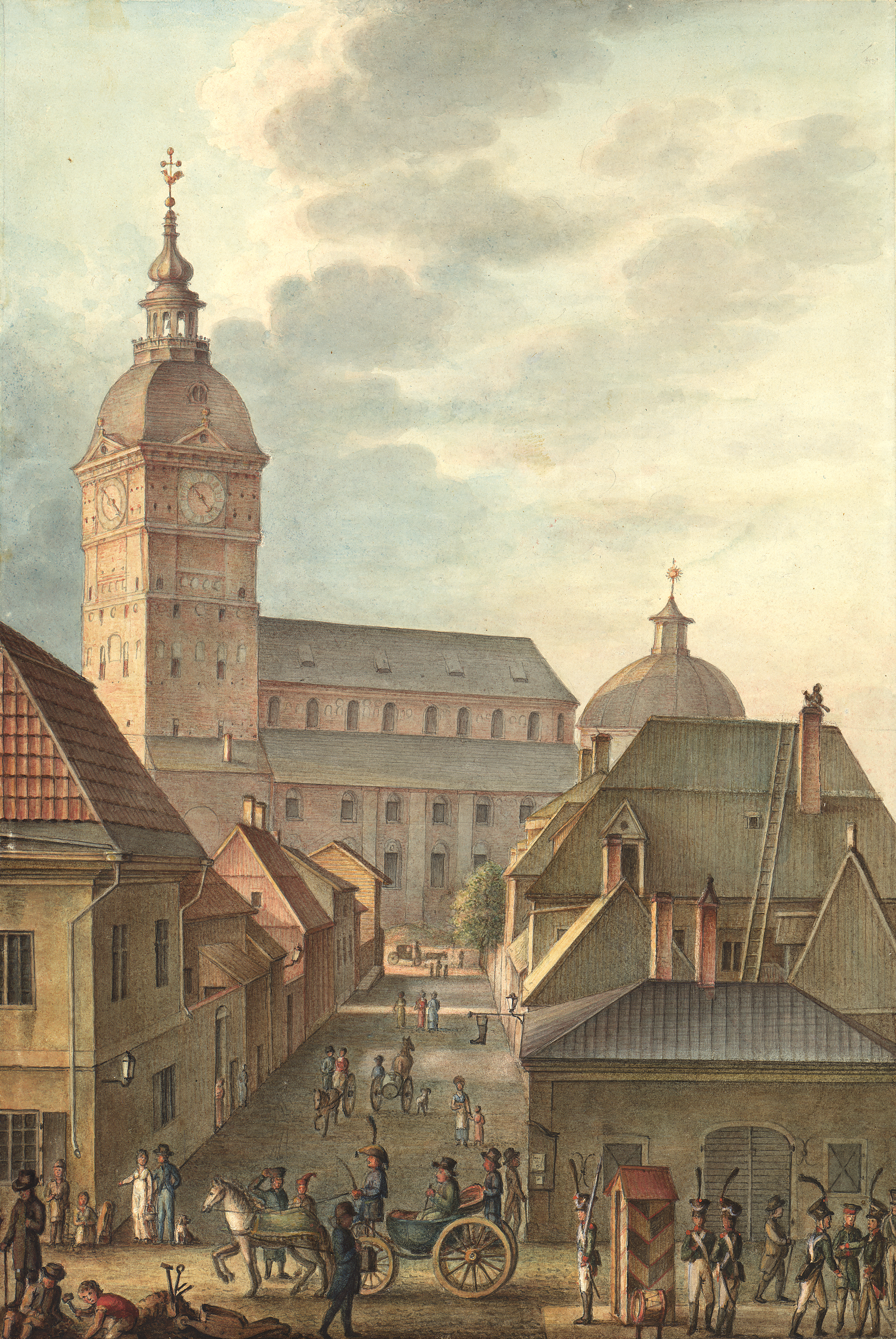
Vue de la cathédrale de Turku, avant le grand incendie de 1827.

### Le développement de la construction en pierre

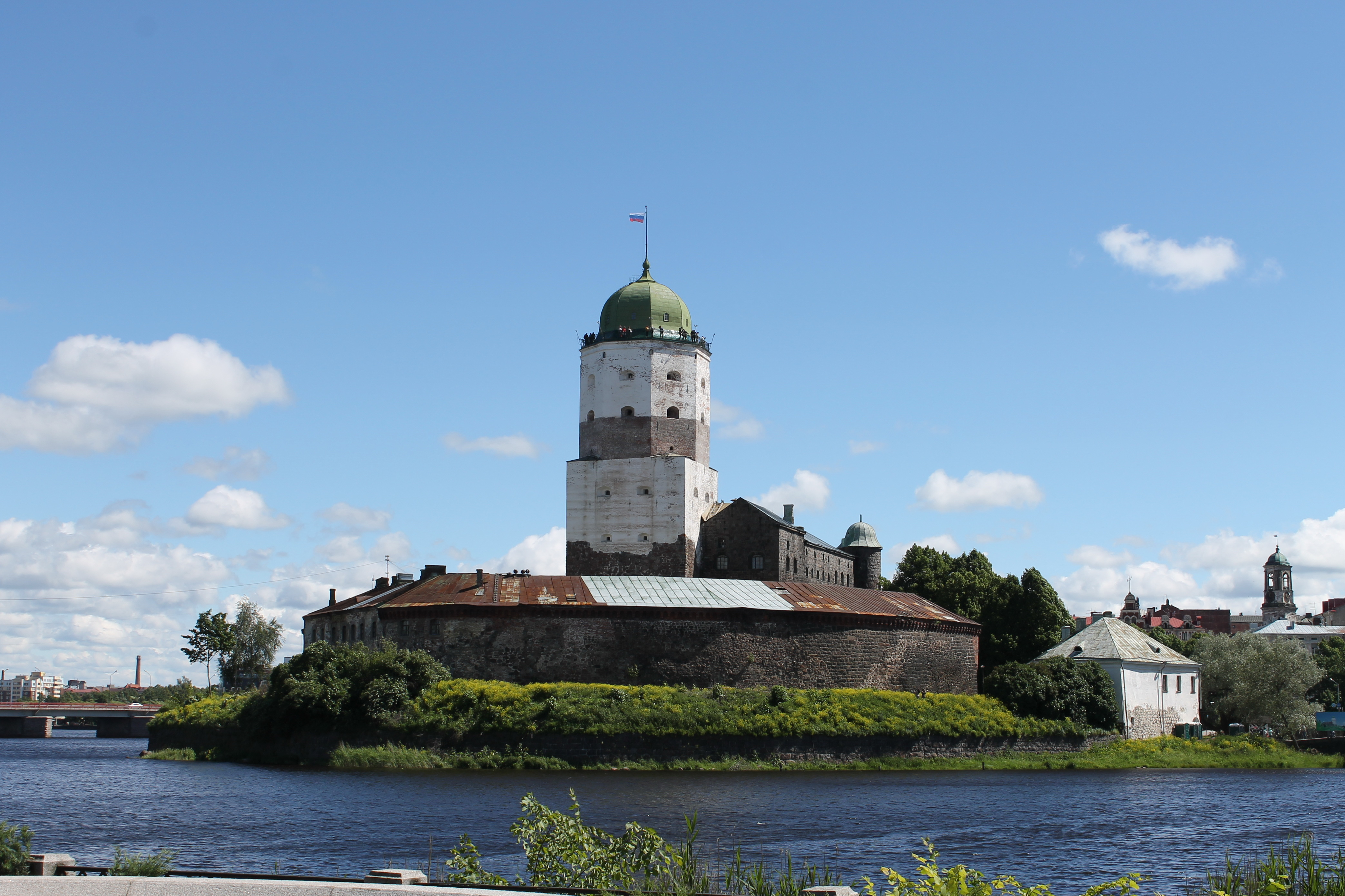
Le château de Vyborg.

#### Châteaux médiévaux
L'utilisation de la pierre, en Finlande, se limitait, à l'origine, aux rares châteaux et églises médiévales du pays. La construction des châteaux faisait partie d'un projet de la couronne suédoise visant à construire des centres défensifs et administratifs dans toute la Finlande. À partir de la seconde moitié du XIIIe siècle, six châteaux d'importance nationale sont construits : Kastelholm sur les îles Åland, Turku et celui de Raseborg, sur la côte sud-ouest, Vyborg, sur un îlot au large de la côte sud-est, Häme et Olavinlinna, plus à l'intérieur des terres. Le château le plus au nord, situé à l'intérieur des terres, Kajaani, date du début du XVIIe siècle. Kuusisto, sur l'île du même nom et Korsholm, sur la côte, datent également de cette période tardive. La première phase d'édification de châteaux se caractérise par de lourdes constructions en granit, mais aux détails architecturaux qui gagnent en raffinement au cours des périodes ultérieures.

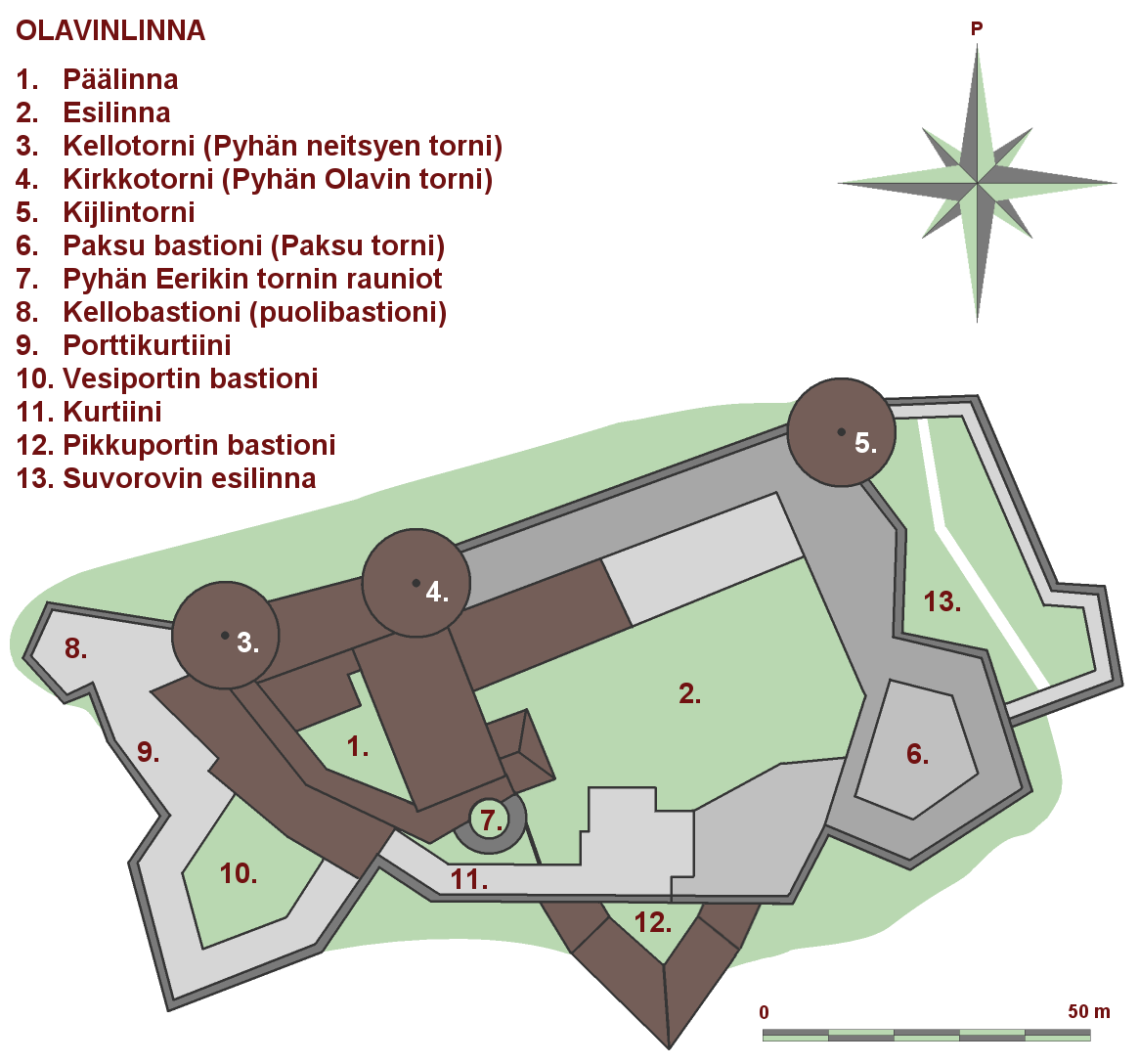
Plan du château Olavinlinna.

Stratégiquement, les deux châteaux les plus importants sont ceux de Turku et de Vyborg. Les trois châteaux situés au fiefs sont, jusqu'aux années 1360, ceux de Turku, Hämeenlinna et Vyborg. Le château de Turku est l'un des plus grands d'Europe du Nord, avec plus de 40 pièces. Au milieu du XVIe siècle, il subira d'autres modifications pour s'adapter aux progrès de l'artillerie. La construction du château de Vyborg commence en 1293, sur ordre de Torgils Knutsson, grand maréchal de Suède. La construction d'Olavinlinna est particulièrement bien connue grâce aux documents d'archives : le château est construit en 1475, par un chevalier danois, Erik Axelsson Tott, qui travaillait au service de la couronne suédoise et était également gouverneur du château de Vyborg. Le rôle stratégique du château, ainsi que celui du château de Vyborg, est de protéger la frontière orientale de la république de Novgorod à l'est. Selon les dires d'Axelsson, le château fut construit par « seize bons maîtres maçons étrangers », dont certains provenant de Tallinn. Il est implanté sur une île, dans le détroit de Kyrönsalmi qui relie les lacs Haukivesi et Pihlajavesi. Son architecture s'organise autour de trois grandes tours, sur une ligne orientée au nord-ouest et un mur d'enceinte. Le bon état actuel du château est dû à une restauration profonde effectuée dans les années 1960 et 1970. Le château de Häme, dont les plus anciennes parties en pierre dateraient des années 1260, a été construit à l'origine en bois, puis reconstruit en pierre, avant d'être transformé radicalement au XIVe siècle avec l'emploi de briques rouges, fait unique pour la Finlande, ainsi que l'ajonction de lignes de défense supplémentaires, également en briques, ajoutées au-delà du bastion central. Au XIXe siècle, elle fut transformée en prison d'après un projet de l'architecte Carl Ludwig Engel.

#### Églises médiévales
La tradition médiévale de la construction en pierre, en Finlande, est également s'illustre aujourd'hui encore par la présence de 73 églises de pierre et 9 sacristies de pierre adjointes à d'autres églises en bois à l'origine. La plus ancienne église en pierre est probablement l'église Saint-Olaf à Jomala, achevée vers 1260-1280. Les églises en pierre se caractérisent par leurs murs massifs et surtout par une nef ne comprenant qu'un vaisseau. De détails architecturaux, comme les fenêtres, sont parfois décorés avec des apports en briques rouges, en particulier au niveau des pignons : c'est le cas de la vieille église de Sipoo, construite en 1454. La cathédrale de Turku fait exception à la règle : elle est construite en bois, à la fin du XIIIe siècle, puis elle est considérablement agrandie au cours des XIVe et XVe siècles, principalement en pierre mais aussi en briques. La cathédrale a été gravement endommagée pendant l'incendie de Turku, en 1827, et a été reconstruite plus tard, en grande partie en briques.

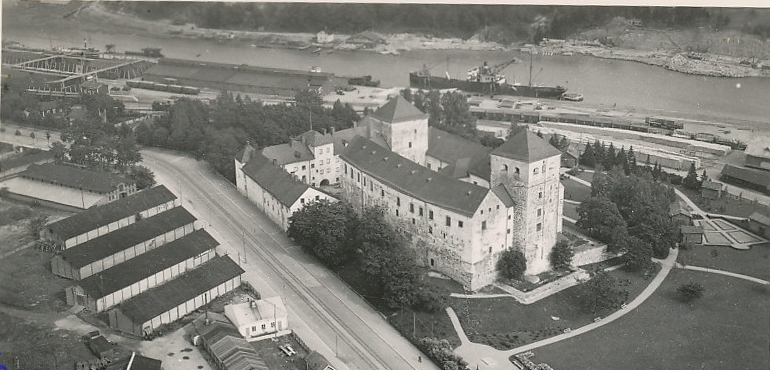
Le château de Turku, du XIIIe siècle (photo de 1934).
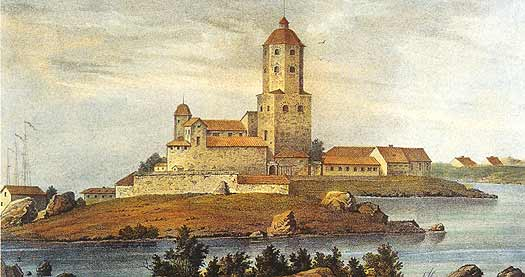
Le château de Vyborg, du XIIIe siècle, peint par Torsten Wilhelm Forstén en 1840.
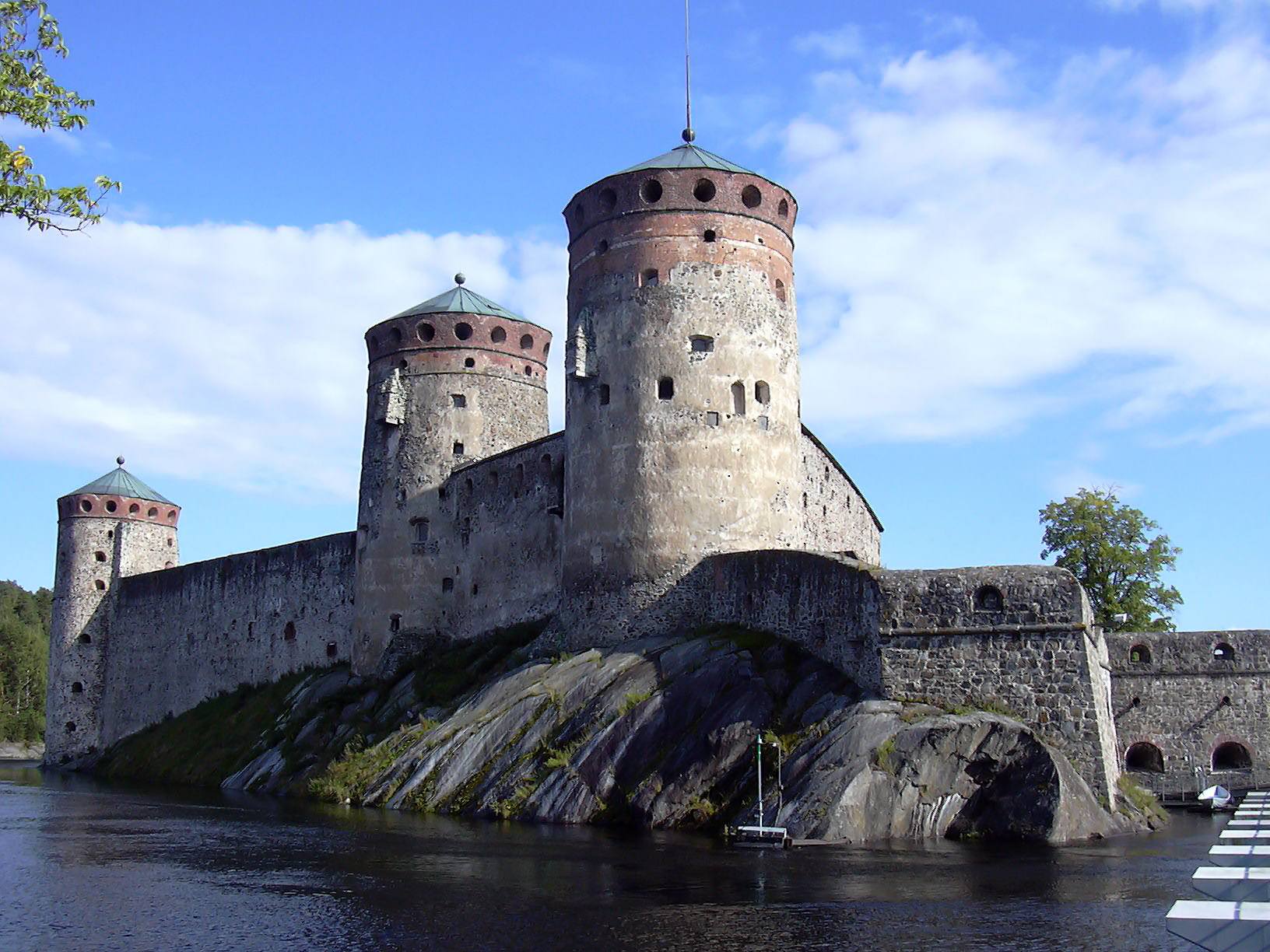
Le château Olavinlinna date de 1475.
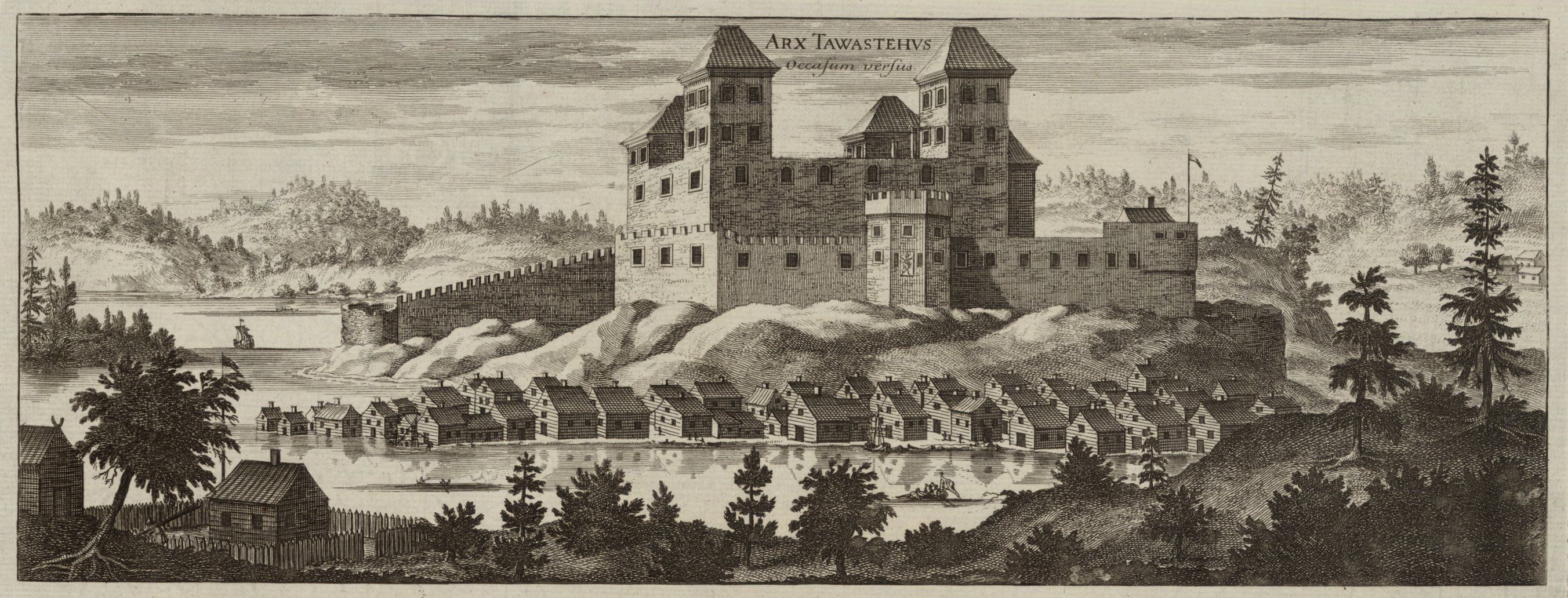
Le château du Häme dessiné par Erik Dahlbergh.
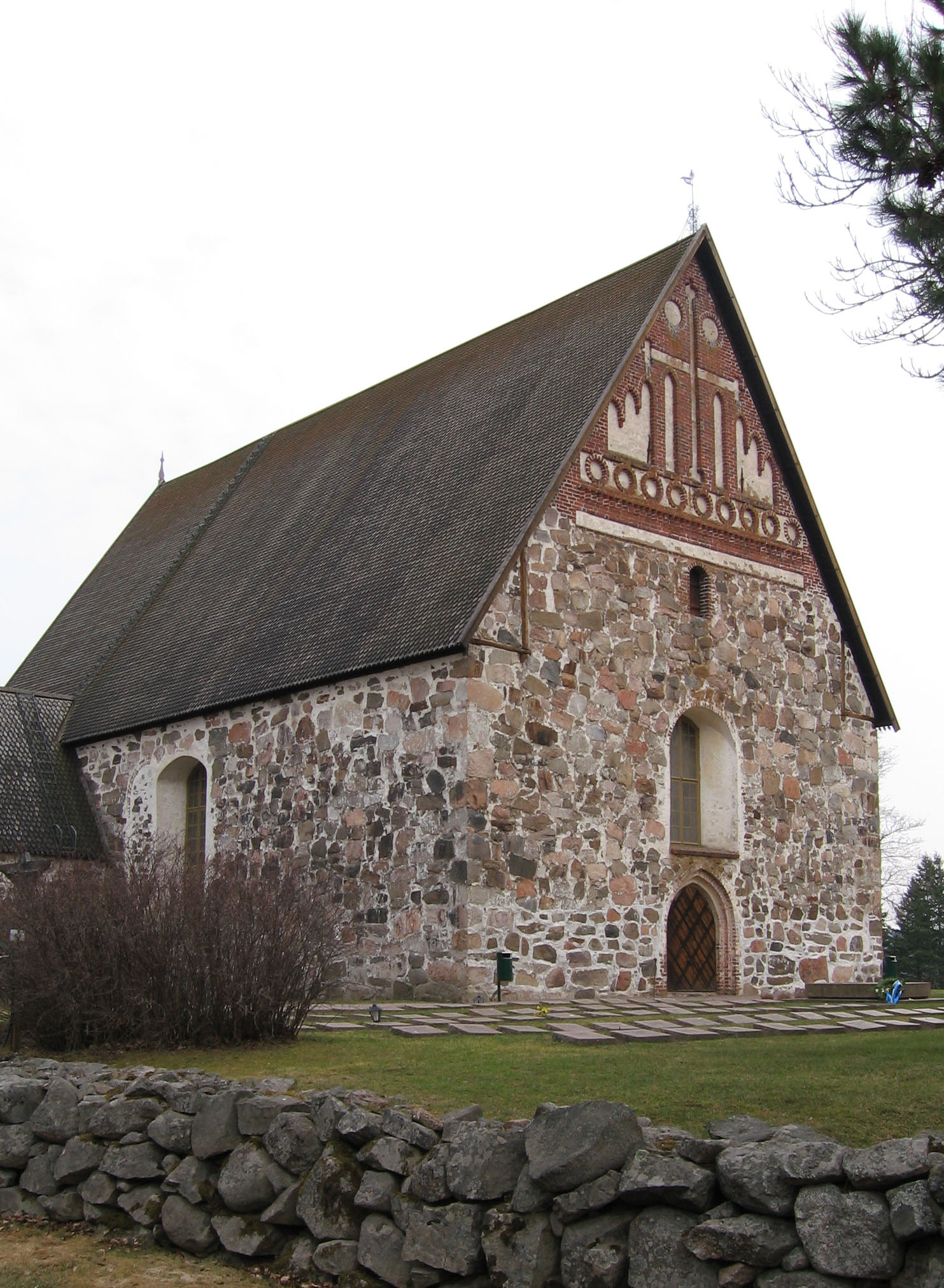
La vieille église de Sipoo (1454).
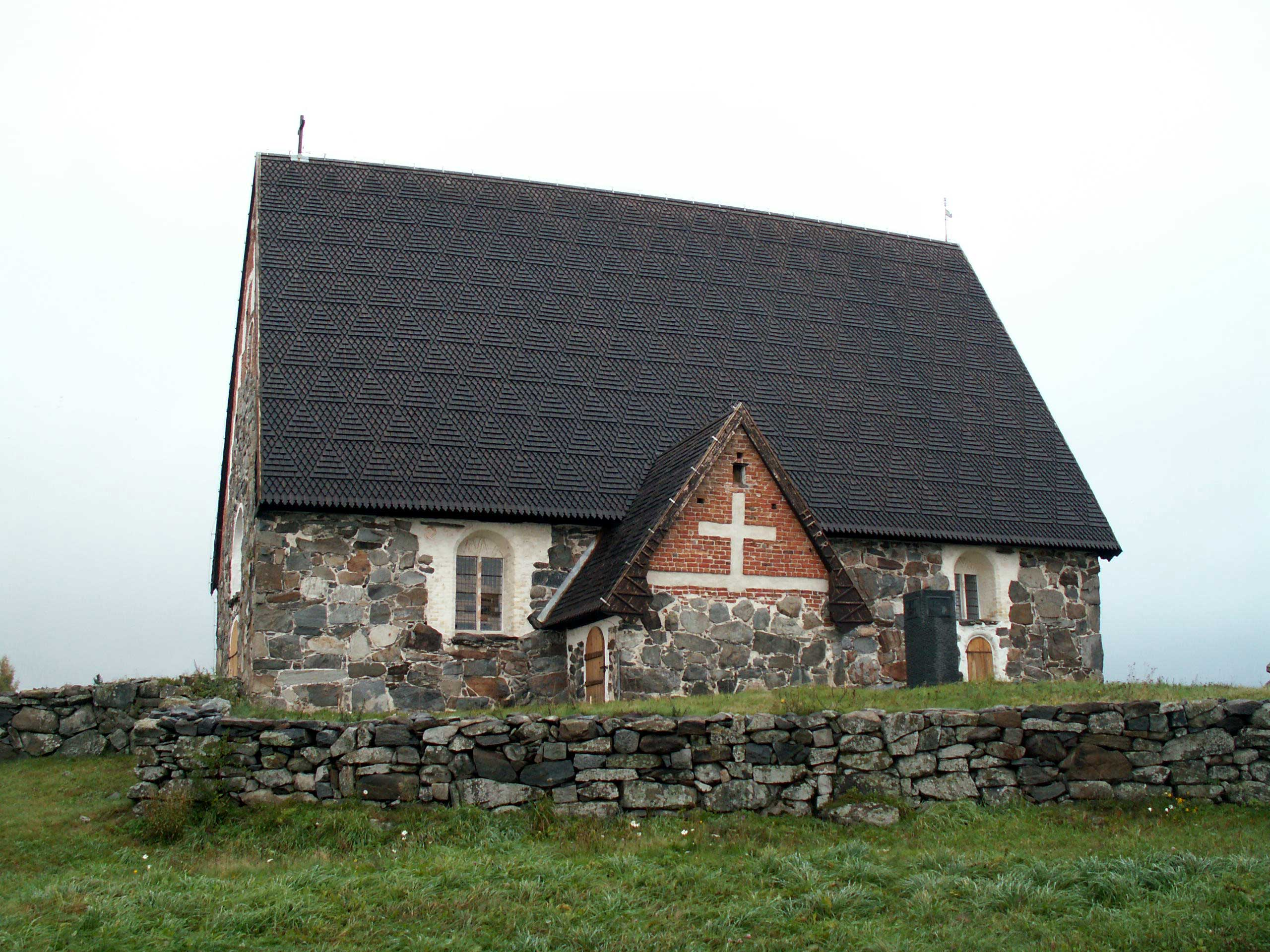
La vieille église St. Olaf à Jomala (vers 1516).

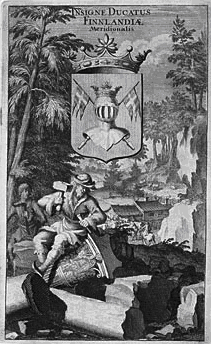
Gravure relative à la Finlande du sud, extraite du livre Suecia antiqua et hodierna de l'architecte Erik Dahlbergh.

### L'époque moderne: le développement des villes

#### XVIIesiècle
Dès le milieu du XVIe siècle, des modèles d'architecture de la Renaissance sont importés en Finlande. Le duc Jean de Finlande (1537-1592), qui devient plus tard Jean III, roi de Suède, fait aménager des intérieurs inspirés de ce style dans le château médiéval de Turku. Au cours du XVIIe siècle, la Suède devient une puissance politique majeure en Europe, étendant son territoire à l'Estonie, la Russie et la Pologne d'aujourd'hui. Cette expansion se reflète dans son architecture au cours du siècle suivant. Ces ambitions architecturales se concrétisent également en Finlande et notamment lors de la fondation de villes nouvelles. Quatre villes sont fondées le long du golfe de Botnie, sur la côte ouest de la Finlande, sous le règne de Gustave II Adolphe : Nystad (en finnois : Uusikaupunki) et Nykarleby (en finnois : Uusikaarlepyy), en 1617, Karleby (en finnois : Kokkola) et Torneå (en finnois : Tornio), en 1620. Toutes possèdent des plans de rues à tracé régulier, longées de bâtiments en bois de style vernaculaire, à un étage. Des règlements de construction et d'urbanisme encore plus stricts arrivent avec la nomination de Per Brahe, Grand Sénéchal de Suède, au poste de gouverneur général de la Finlande, en 1637, poste qu'il occupe de façon intermittente jusqu'en 1653. Parmi les villes nouvelles fondées par Brahe, on trouve Hämeenlinna, Savonlinna, Kajaani, Raahe et Kristinestad, ainsi que le déplacement de la ville d'Helsinki.

#### La Finlande auXVIIIesiècle
La grande guerre du Nord (1700-1721) qui s'accompagne de l'occupation de la Finlande par la Russie, connue sous le nom de Grande colère (1713-1721), conduit à la perte de vastes parties du territoire suédois au profit de la Russie, bien que la Finlande fasse toujours partie de la Suède. Cela conduit à repenser les politiques de défense de la Suède, y compris la création d'ouvrages de fortification dans l'est de la Finlande, et en particulier la fondation de la ville fortifiée de Fredrikshamn (Hamina), avec un premier plan signé par Axel von Löwen, en 1723. Von Löwen conçoit le plan d'une cité idéale baroque et octogonale, inspiré de villes fortifiées similaires d'Europe centrale - bien qu'en termes de formes et de rues, elle présente d'importantes similitudes avec la ville de Palmanova en Italie. Cependant, après la guerre des chapeaux entre la Suède et la Russie, de 1741 à 1743, encore perdue par la Suède, une grande partie de la Finlande orientale est cédée à la Russie, y compris Hamina et les villes fortifiées de Lappeenranta et Savonlinna. Le point principal de défense du pays se déplace alors vers une petite ville côtière provinciale, Helsinki. Par ailleurs, sous le contrôle de la Russie, Hamina continue de se développer selon les normes néoclassiques. Ainsi en 1809, lorsque la ville est rendue à la Finlande, au moment où tout le pays devient un Grand-Duché de Russie, de nouveaux bâtiments sont conçus par Carl Ludwig Engel dans le style néoclassique dominant.
L'apogée de l'expansion politique de la Suède est marquée par la publication, à l'instigation de la couronne, de Suecia antiqua et hodierna (en français : Suède Ancienne et Moderne), de l'architecte Erik Dahlbergh, publié entre 1660 et 1716, qui contient plus de 400 gravures soigneusement réalisées. Elles illustrent les monuments du royaume de Suède. Cependant, seules neuf d'entre elles présentent la Finlande : les villes de Torneå et de Vyborg, ainsi que quelques châteaux, mais surtout des blasons des comtés finlandais. Ces gravures dépeignent le pays comme un territoire sauvage, une représentation imagée étant même employée dans le cas de la Finlande du Sud : celle d'un artisan sculptant une colonne classique dans une région sauvage. En 1721, le règne de la Suède en tant que grande puissance est terminé, et la Russie domine maintenant le nord. Le parlement suédois, le Riksdag, lassé par la guerre, s'arroge de nouveaux pouvoirs et réduit la couronne à une monarchie constitutionnelle. Le pouvoir est détenu par un gouvernement civil contrôlé par le parlement, bien que Gustav IIIe souhaite imposer une monarchie absolue, en 1772, et que la Suède et la Russie soient à nouveau en guerre (1788-1790). Mais avant la guerre, le nouvel « âge de la liberté » (1719-1772) s'ouvre et l'économie suédoise est reconstruite. Les progrès des sciences naturelles ouvrent une nouvelle perspective à la culture. C'est le cas des techniques de construction qui se sont améliorées, de l'utilisation du four à bois carrelé et des fenêtres vitrées devenues plus courantes. En outre, la conception des fortifications, souvent combinée avec des idées d'urbanisme et d'architecture, était à la pointe de la technologie de la guerre, les officiers des fortifications se rendant en Europe centrale pour suivre les nouveautés.

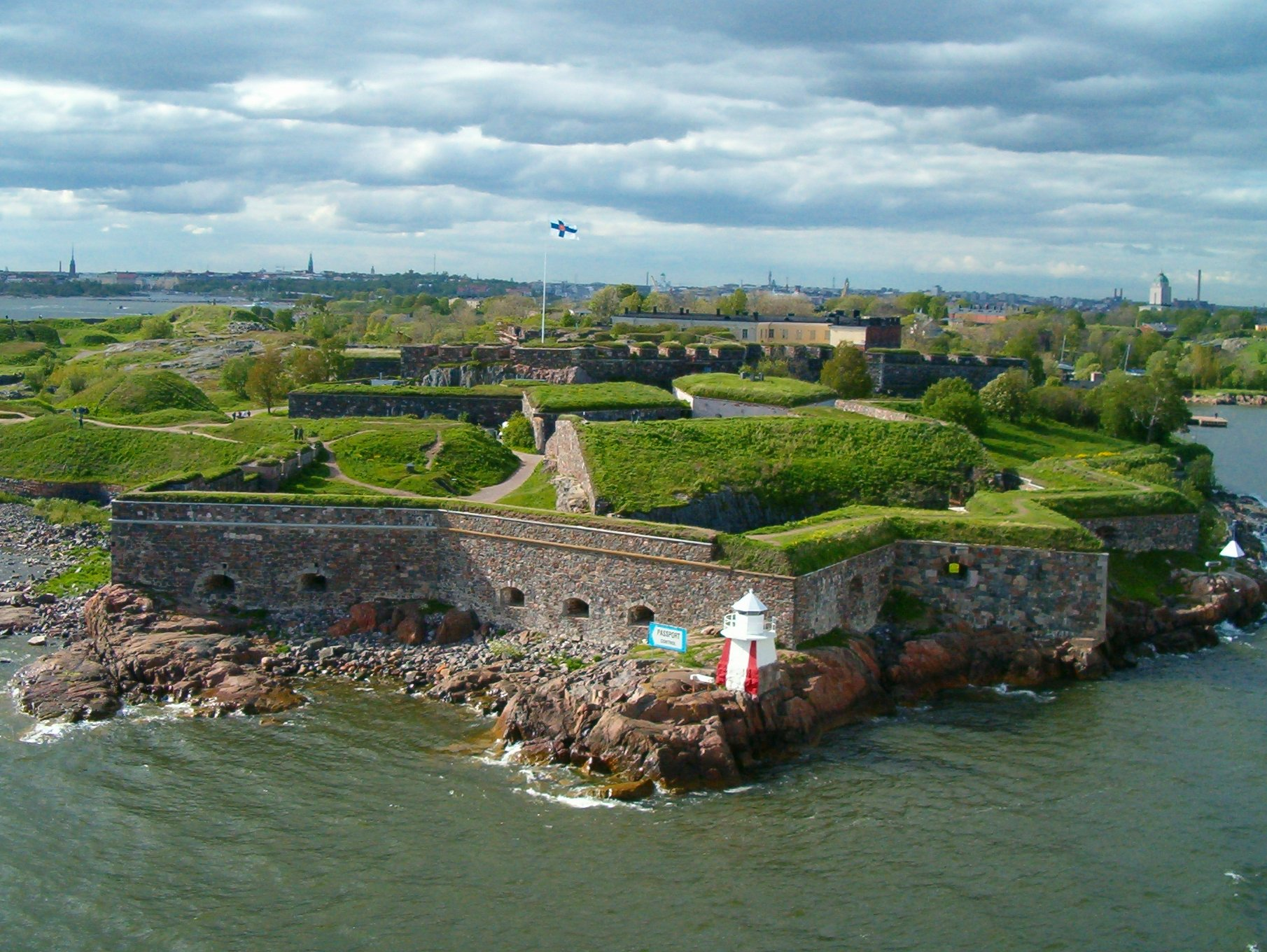
La forteresse de Sveaborg, classée sur la liste du patrimoine mondial par l'UNESCO.

#### Fondation et développement d'Helsinki
Helsinki a été fondée en 1550, par Gustave Ier Vasa, roi de Suède sous le nom de Helsingfors. Cette ville destinée au commerce devait constituer la rivale de Reval (aujourd'hui connue sous le nom de Tallinn), située immédiatement en face du golfe de Finlande. L'emplacement s'avère défavorable et la ville reste petite et insignifiante, en proie à la pauvreté et aux épidémies. La ville est déplacée en 1640. Mais même avec un nouveau plan d'urbanisme, l'architecture de la ville reste modeste, composée principalement de bâtiments d'un seul étage. L'architecture d'Helsinki connait un nouvel essor après 1748 avec la construction de la forteresse de Sveaborg - aujourd'hui classée au patrimoine mondial de l'humanité - planifiée pour la première fois par Augustin Ehrensvärd sur un groupe d'îles juste au large de la côte de la ville. Le cœur de la forteresse est un chantier naval, mais dans le système de fortifications, par ailleurs asymétriques, ont été construits des édifices d'architecture baroque ainsi qu'un parc paysager de style anglais. Ces édifices ont été réalisés en pierre et en brique, et comprennent un décor peint simulant de nombreuses fenêtres.
L'architecture de ces constructions s'inspire du style rococo, mais demeure fidèle par sa sobriété aux traditions classiques, sous l'influence de l'architecte suédois Carl Hårleman (1700-1753). Carl Hårleman avait été responsable de l'achèvement du palais royal de Stockholm, commencé par l'architecte français Nicodème Tessin le Jeune, mais il était déjà responsable de la conception de la grande entrée de la forteresse de Sveaborg, nommée Porte du Roi ainsi que peut-être de la conception d'autres bâtiments résidentiels importants.

#### Architecture officielle et militaire

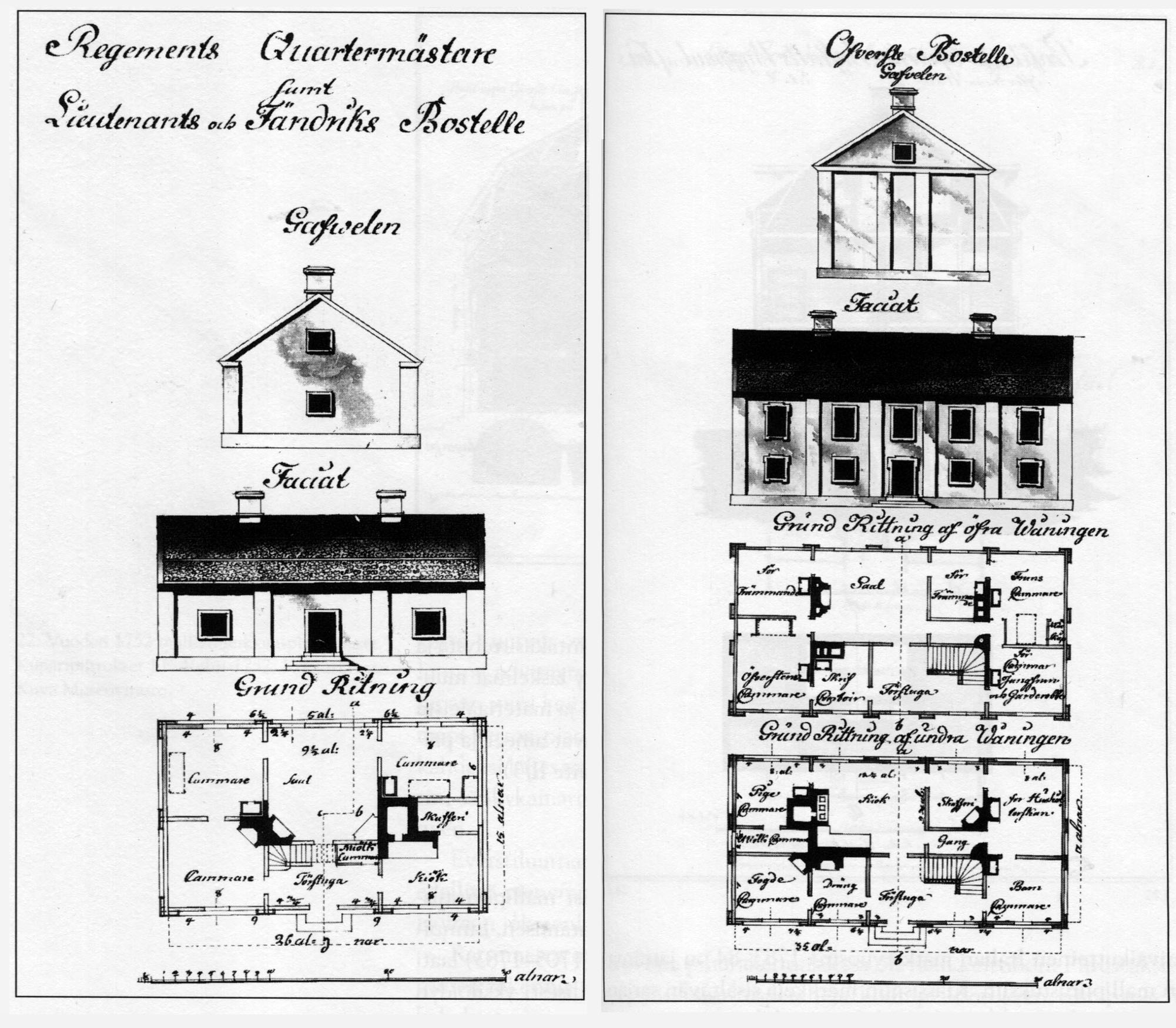
Plans de maisons standardisées pour les officiers de l'armée finlandaise (1766).

À partir de 1776, les plans de tous les bâtiments publics doivent être envoyés à Stockholm pour approbation et révision, et de nouvelles lois sont introduites pour prévenir les incendies, si fréquents dans les villes en bois. L'introduction de plans types normalisés favorise les tentatives d'uniformisation de l'architecture. Ceux-ci sont introduits dans la législation, déjà en 1682, pour la première fois par Charles XI de Suède lors de la restructuration de l'armée. Chaque pays de Suède doit en effet avoir 1 200 soldats à sa disposition, à tout moment et deux fermes doivent fournir des logements à un seul soldat. Parmi les plans types, ceux des quartiers de militaires, montrent des façades détaillées et une échelle, conçus dans le style classique roccoco de Hårleman. L'autre influence déterminante est le style palladien d'après le traité du XVIe siècle d'Andrea Palladio, Les Quatre Livres de l'architecture dont les dessins les dessins ont influencé les architectes partout en Europe et dans les colonies. Ce style influence à son tour l'architecture vernaculaire en Suède et notamment en Finlande. Parmi les livres de modèles les plus influents, il y a ceux composés par l'officier de fortifications suédois Carl Wijnbladh (sv) (1702-1768), publiés en 1755, 1756 et 1766, qui ont été largement diffusés dans le pays. Un exemple emblématique est la maison du commandant dans la cour de château, au cœur de la forteresse Sveaborg de Helsinki.

#### Manoirs
Par rapport au reste de l'Europe, les manoirs finlandais sont extrêmement modestes, en termes de taille et de qualité architecturale. Strictement parlant, un manoir est un cadeau du roi de Suède et il jouit de privilèges fiscaux. Les manoirs qui sont construits ultérieurement par des forges privées, découlent du modèle des maisons d'officiers militaires. Les plus anciens manoirs, en pierre, ayant survécu, datent de l'époque Vasa, au XVIe siècle. Pour exemple, on peut citer le manoir Kankainen (en), construit dans les années 1410 et le manoir Vuorentaka qui date de la fin des années 1400, tous deux près de Turku. Toujours dans le Sud-Ouest de la Finlande, le manoir de Louhisaari, achevé en 1655 et d'architecte inconnu, mais probablement dessiné par son maître d'ouvrage Herman Klasson Fleming. Il est l'exemple rare en Finlande d'une maison de campagne de style palladien. Plusieurs manoirs en Finlande son l'œuvre d'un architecte étranger, le Prussien Christian Friedrich Schröder (1722-1789), maçon de formation ayant travaillé à Stockholm, avant de s'installer à Turku en 1756. Parmi ses œuvres, à Turku, on peut citer la reconstruction de la tour de la cathédrale de Turku. Il dessine dans les styles rococo et classique français, quoique plus modestement, les manoirs de Lapila (1763), Paddais (milieu des années 1760), Nuhjala (1764), Ala-Lemu (1767), Teijo (1770) et Fagervik (1773), mais aussi la mairie de Rauma (1776).

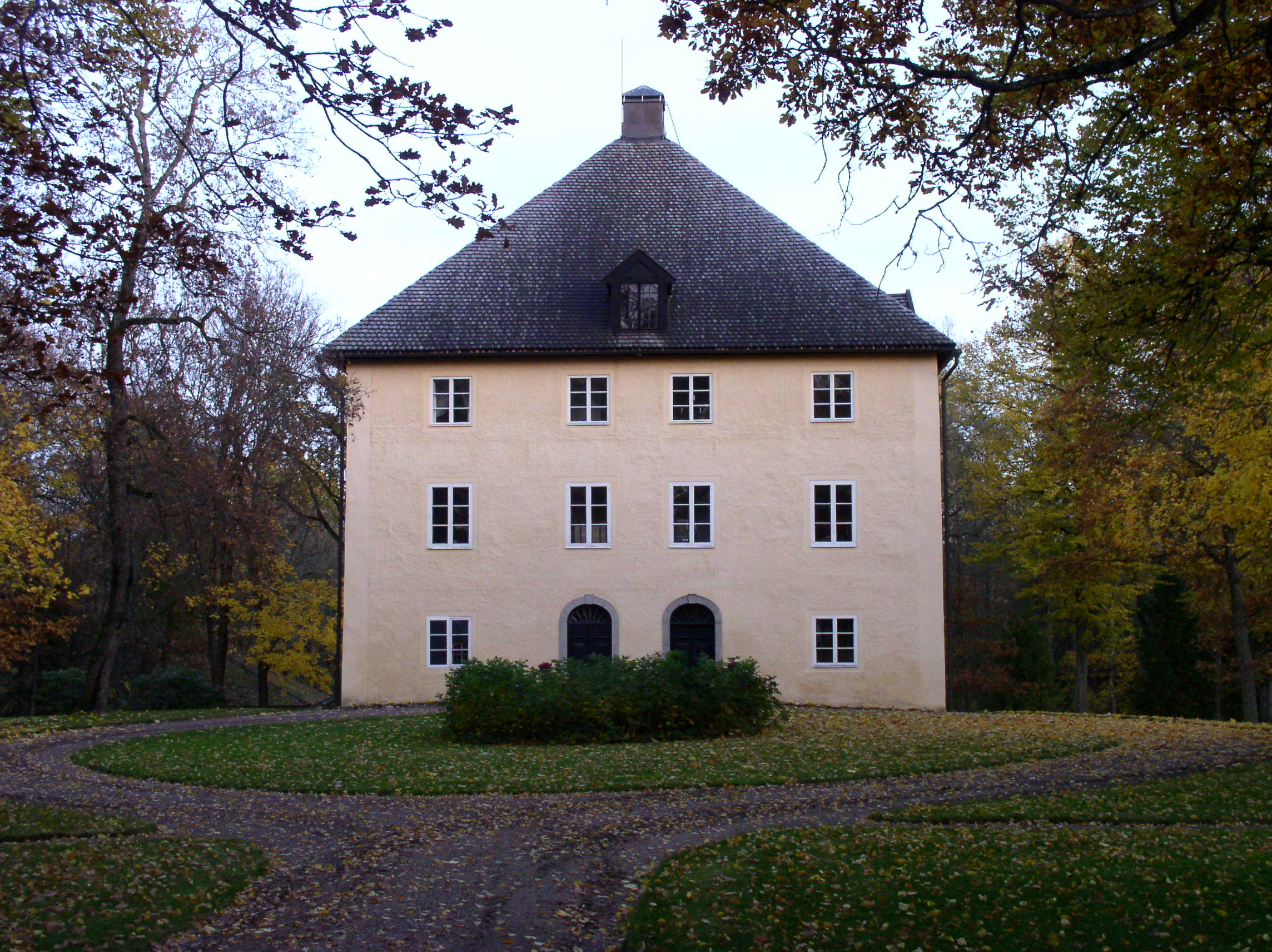
Manoir Kankainen (en) à Masku.
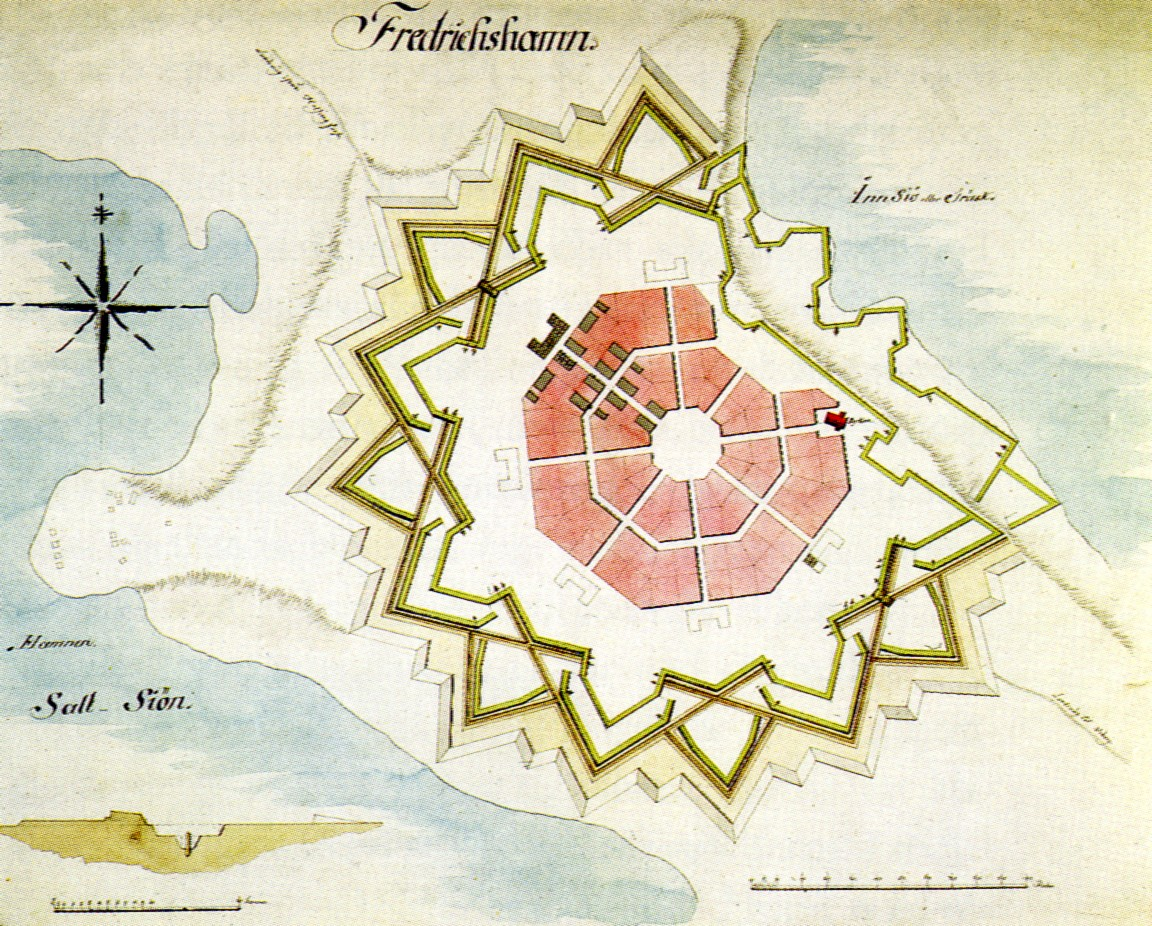
Plan de la forteresse Suomenlinna.
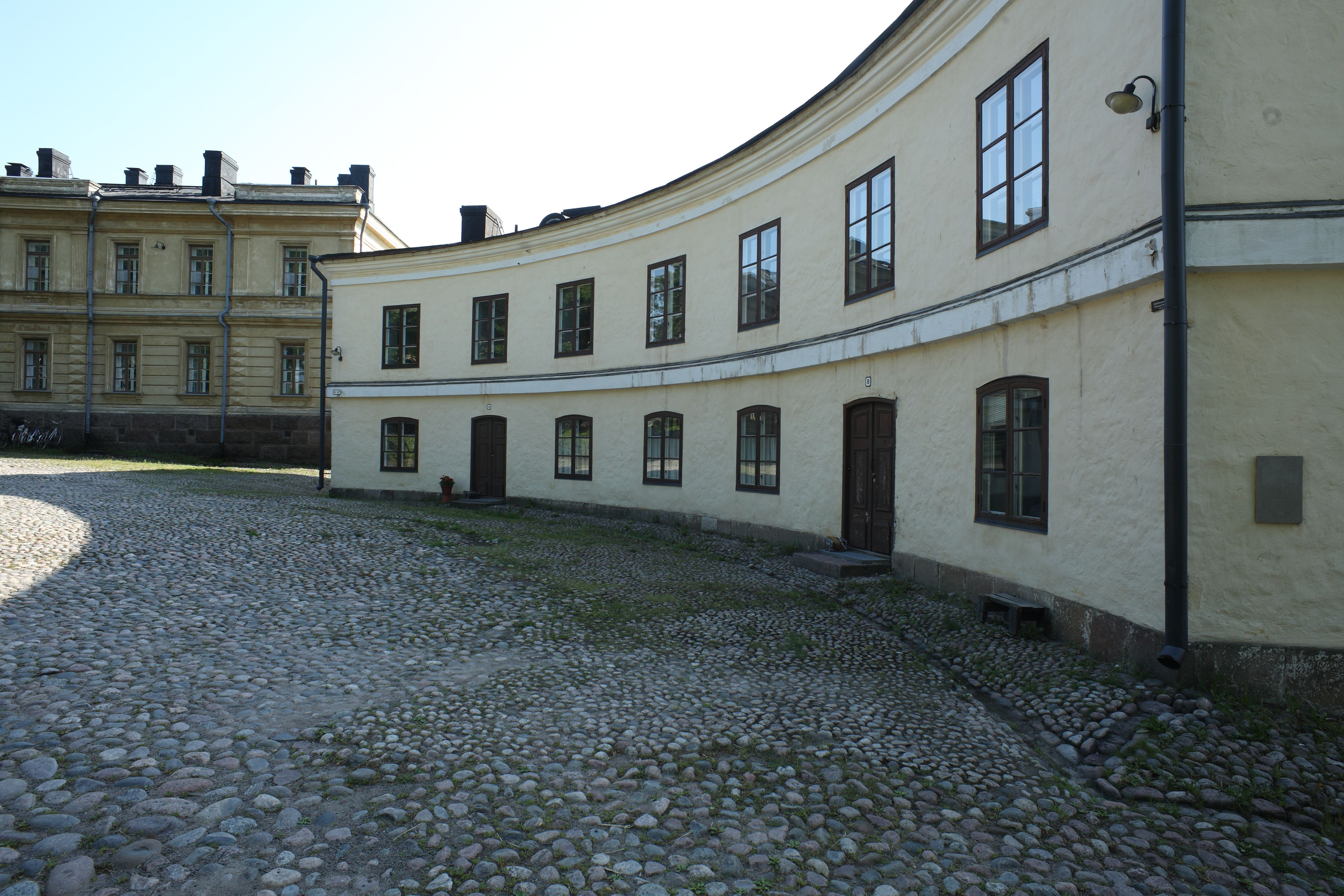
Cour du château de la forteresse Suomenlinna.
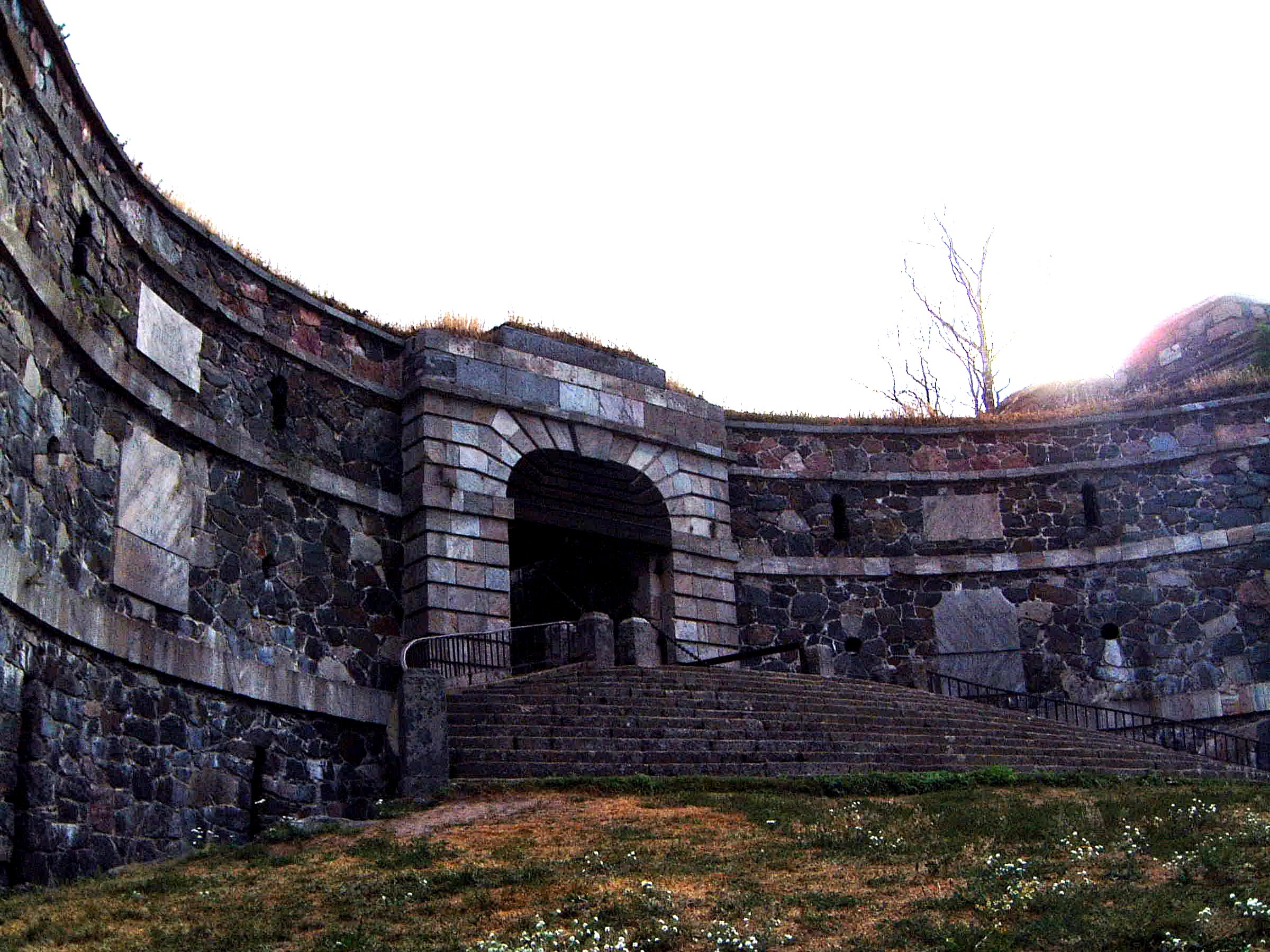
La porte du Roi de la forteresse Suomenlinna.
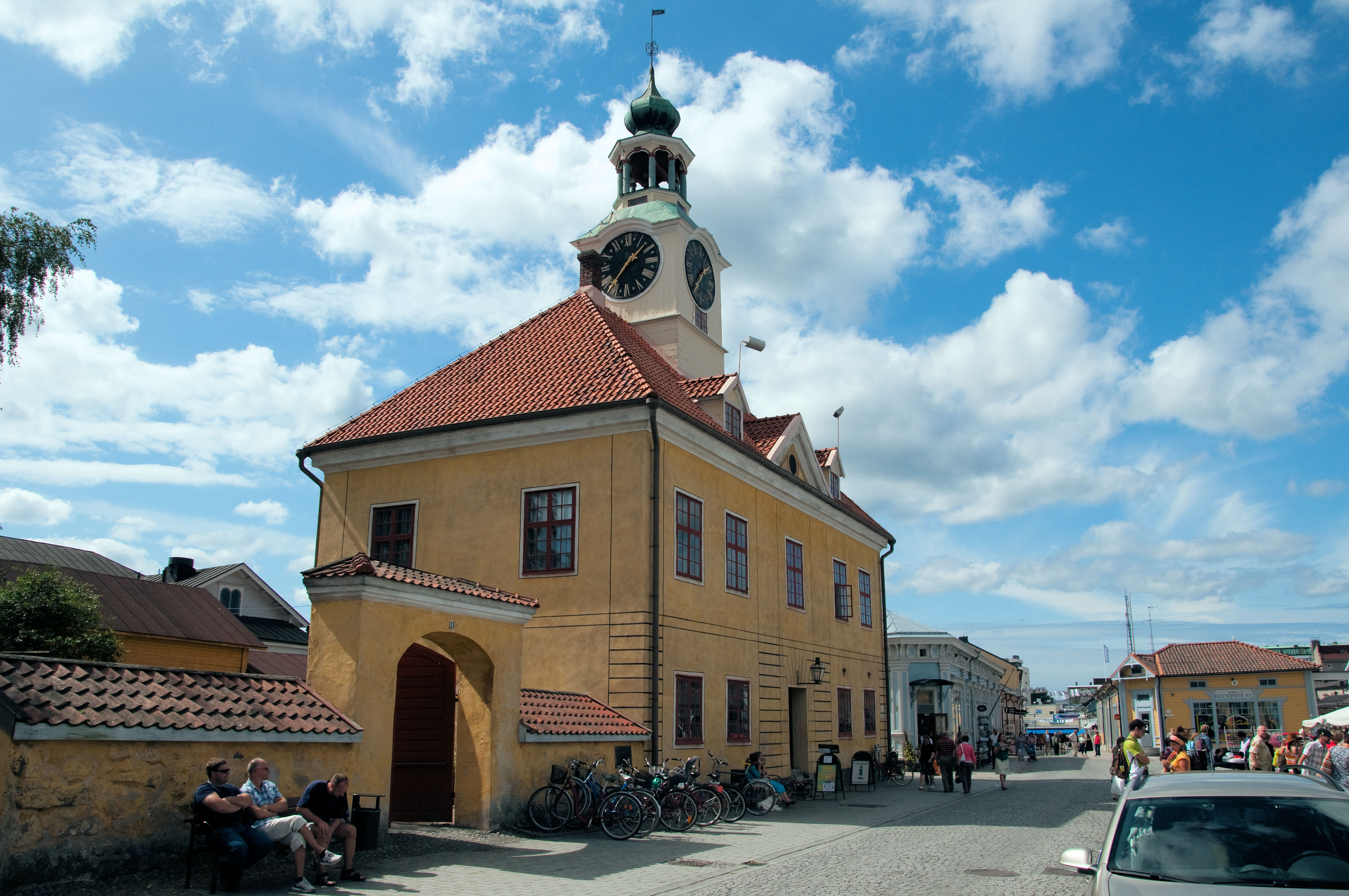
L'ancienne mairie de Rauma.
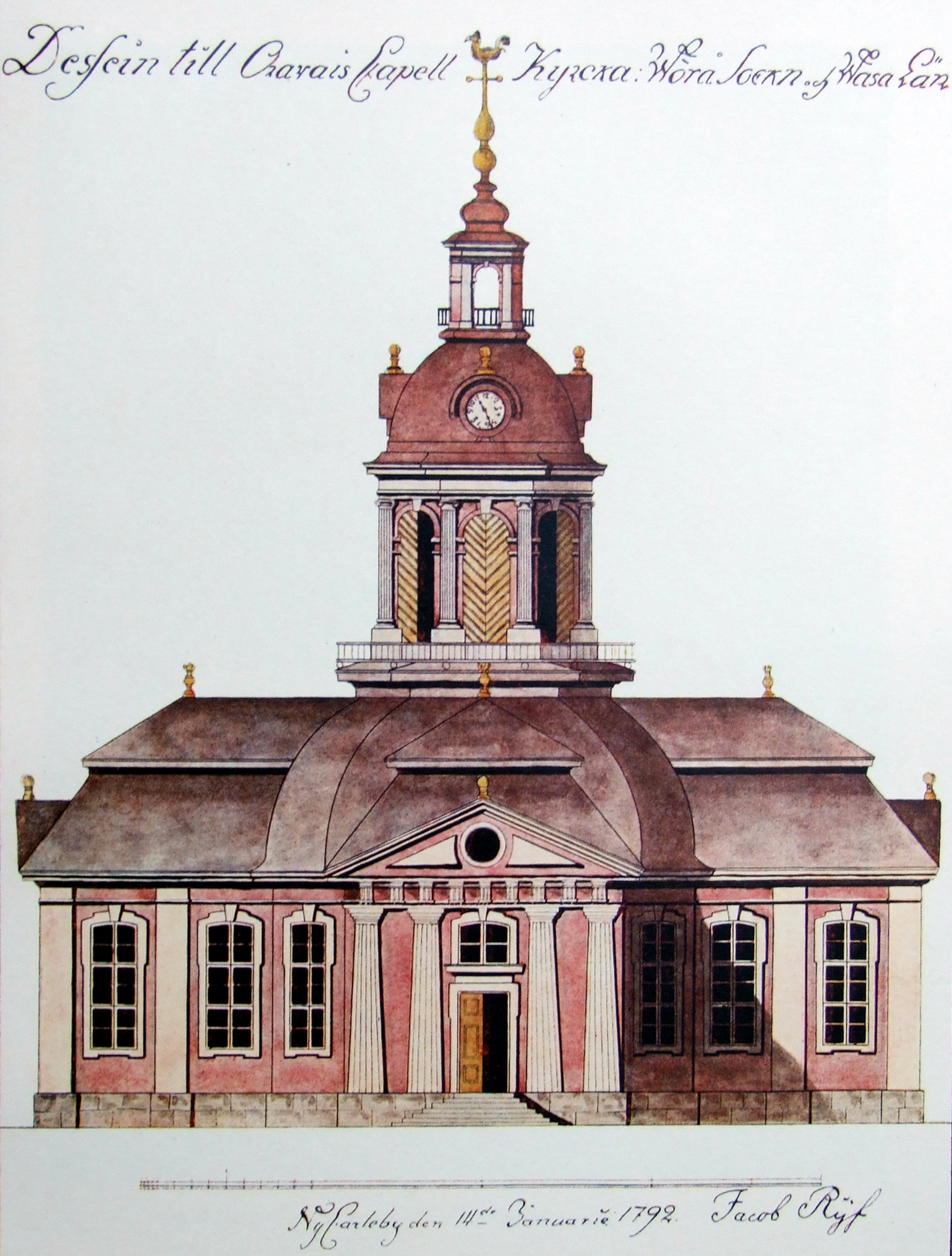
Église d'Oravais.
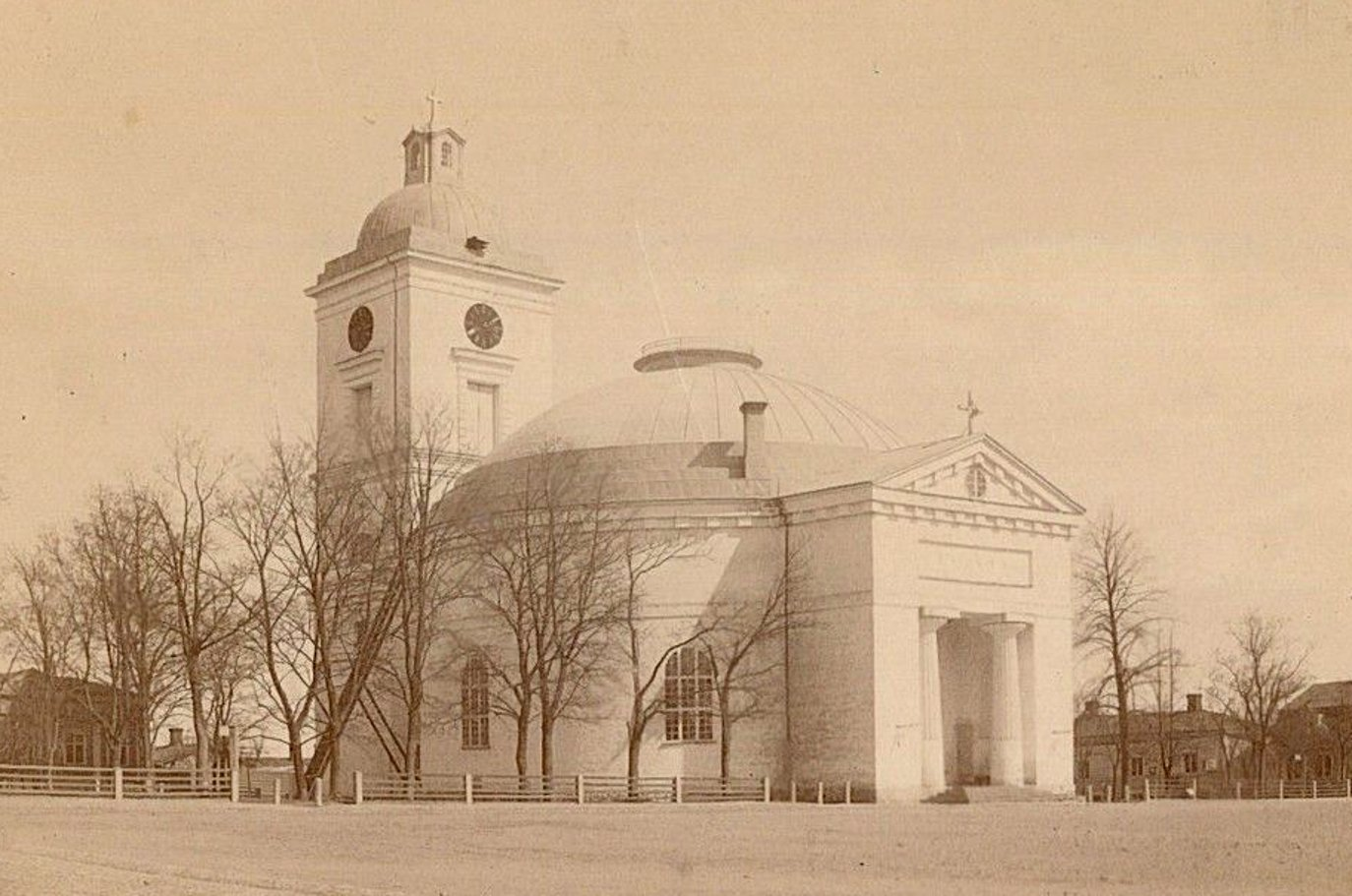
Église d'Hämeenlinna.
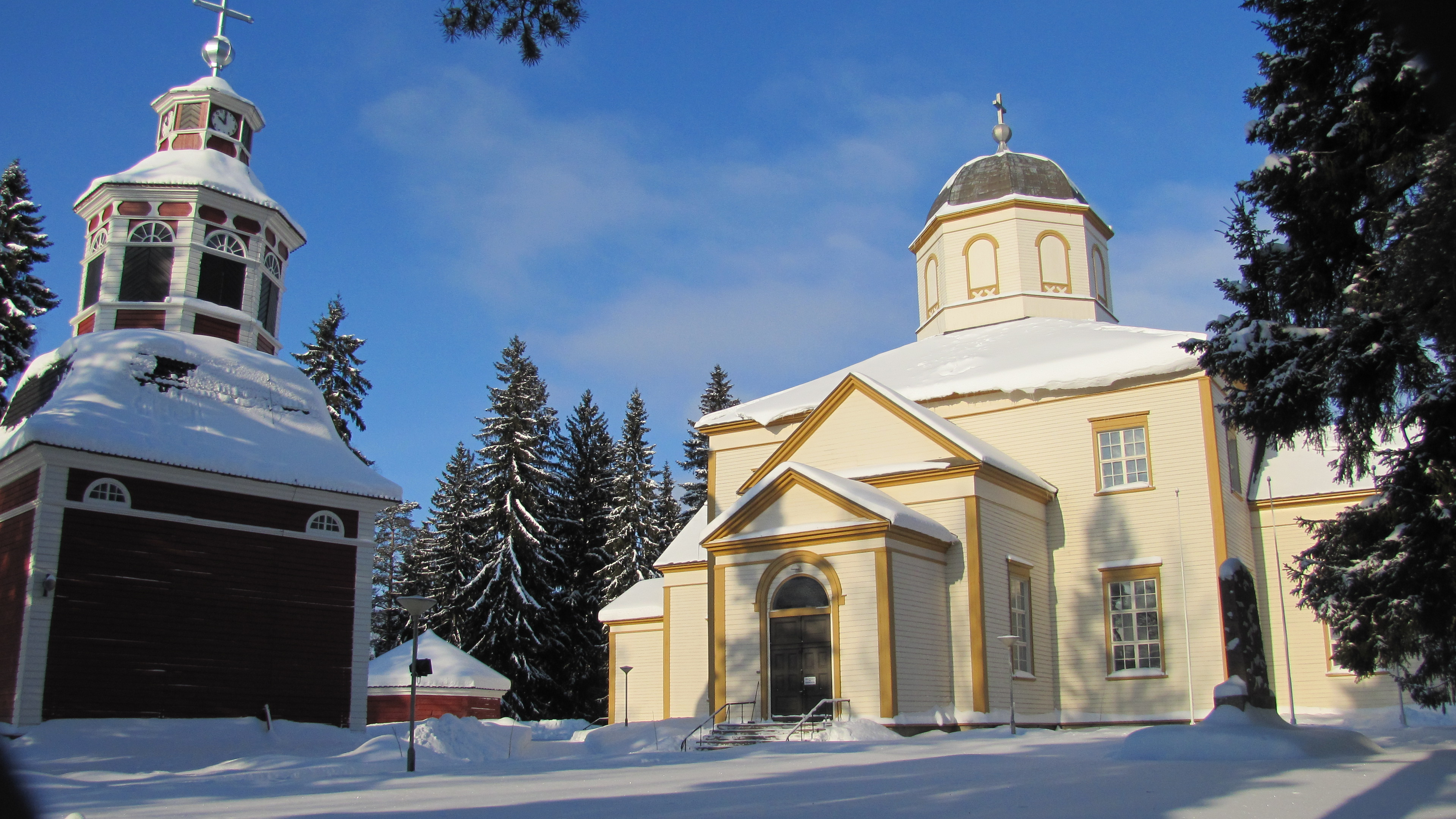
Église de Sulkava.

## La période du Grand-Duché (1809-1917)

### Période du début du Grand-Duché: néoclassicisme et renouveau gothique

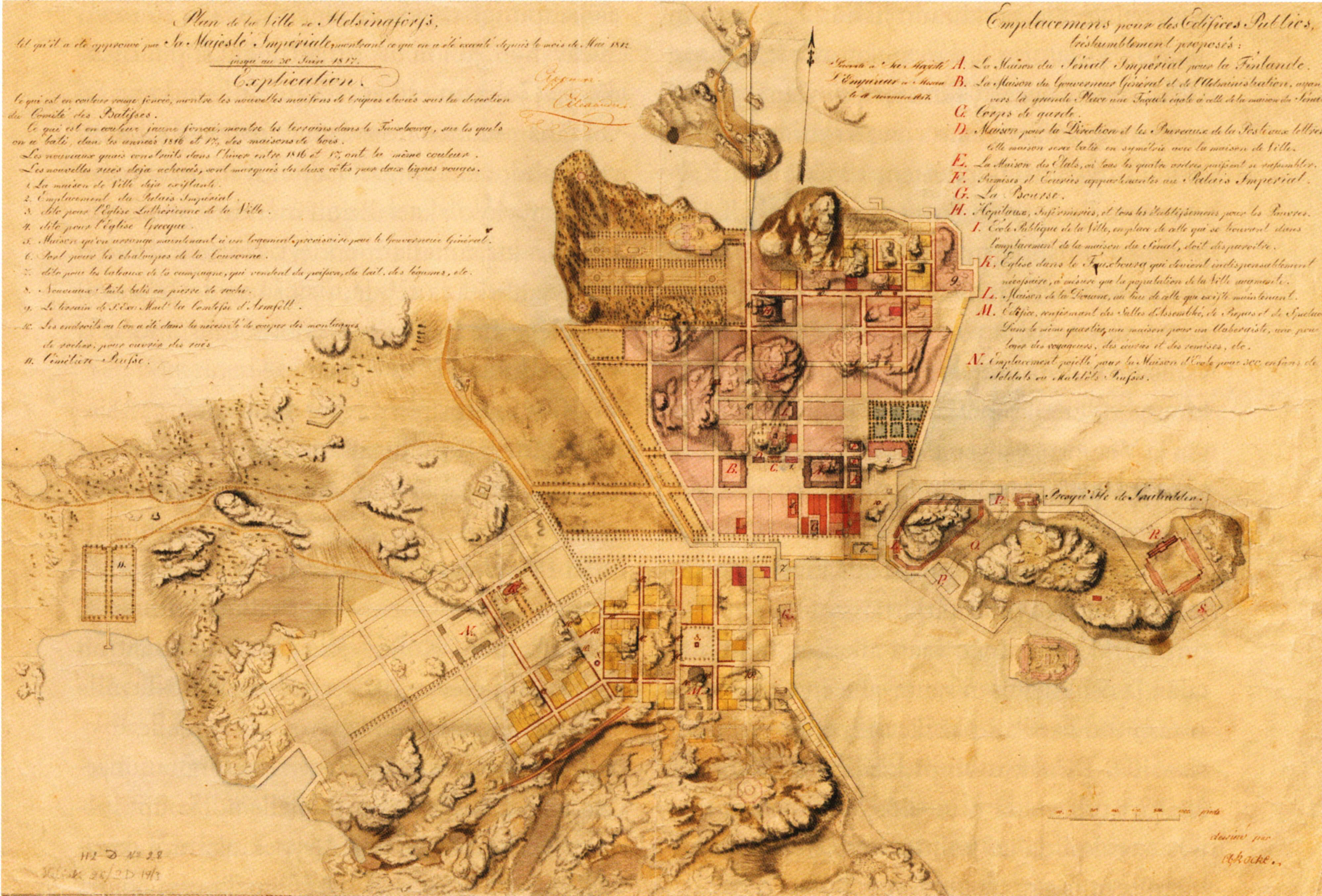
Plan final de Johan Albrecht Ehrenström pour la ville de Helsinki (1817).

La pierre angulaire de la Finlande, en tant qu’État, est posée en 1809, lors de la diète de Porvoo, quand le tsar Alexandre Ier de Russie se proclame souverain constitutionnel du nouveau Grand-duché de Finlande et promet de maintenir la foi et les lois du pays. La création d'une capitale témoigne clairement de la volonté du tsar de faire du nouveau Grand-Duché, une entité autonome. Le 8 avril 1812, Alexandre Ier déclare Helsinki capitale du Grand-Duché de Finlande. Helsinki n'est alors qu'une petite ville en bois, d'environ 4 000 habitants, avec une immense forteresse insulaire, celle de Sveaborg et sa garnison militaire à proximité. Le tsar nomme l'ingénieur militaire Johan Albrecht Ehrenström, ancien courtisan du roi Gustave III de Suède, à la tête du comité de reconstruction, chargé d'élaborer un plan pour une nouvelle capitale en pierre. Le cœur de l'aménagement est la place du Sénat, entourée des bâtiments néoclassiques du palais du Conseil d'État, de la cathédrale luthérienne et de l'université. Selon les mots de l'historienne de l'art, Riitta Nikula, Ehrenström a créé « le cœur symbolique du Grand-Duché de Finlande, où toutes les principales institutions ont une place exacte dictée par leur fonction dans la hiérarchie ».
En fait, avant même la cession de la Finlande à la Russie, en 1809, l'avènement du néoclassicisme, au milieu du XVIIIe siècle survient avec l'artiste-architecte français Louis-Jean Desprez, employé de l'État suédois, auteur de l'église d'Hämeenlinna, en 1799. Charles (Carlo) Bassi est un autre architecte étranger, né en Italie, également employé par l'État suédois, qui se consacra surtout à la réalisation d'églises. Bassi immigre en Finlande et devint le premier architecte formellement qualifié à s'installer définitivement en Finlande. En 1810, Bassi est nommé premier chef du Conseil national de la construction (en finnois : Rakennushallitus), un poste du gouvernement maintenu jusqu'en 1995, basé à Turku, qu'il occupe jusqu'en 1824. Bassi reste en Finlande après le transfert de la souverainte sur le pays à la Russie. En 1824, le poste de chef du Conseil national de la construction est confié à un autre architecte immigré d'origine allemande, Carl Ludwig Engel.
Avec le déménagement de la capitale finlandaise de Turku à Helsinki, Engel est désigné par le tsar Alexandre Ier pour concevoir les nouveaux bâtiments publics majeurs à intégrer dans le plan d'urbanisme d'Ehrenström : il s'agit notamment des principaux bâtiments autour de la place du Sénat, de l'église du Sénat, des bâtiments de l'Université d'Helsinki - y compris le plus bel intérieur d'Engel, celui de la bibliothèque de l'Université d'Helsinki (1836-1845) - et des bâtiments gouvernementaux. Tous ces bâtiments sont conçus selon le style architectural dominant alors dans la capitale russe de Saint-Pétersbourg, à savoir le néoclassicisme, faisant d'Helsinki ce que l'on a appelé un Saint-Pétersbourg en miniature, par ailleurs le plan d'Ehrenström incluait même à l'origine un canal, rappelant le paysage urbain de l'ancien Saint-Pétersbourg.

Place du Sénat à Helsinki, dessinée par Carl Ludwig Engel. À partir de la gauche : Bâtiment principal de l’Université d’Helsinki - Cathédrale luthérienne d'Helsinki - Palais du Conseil d'État.

En plus de son travail à Helsinki, Engel a également été nommé intendant de l’État, chargé de la conception et de la supervision de la construction de la grande majorité des bâtiments de l’État à travers le pays, ceci comprenant également des dizaines de conceptions d'églises, ainsi que l'établissement et la mise en œuvre de plans d'urbanisme. Parmi ces réalisations, on peut citer les casernes navales d'Helsinki (1816-1838), la vieille église d'Helsinki (1826), la cathédrale de Lapua (1827), l'église de Kärsämäki (1828), l'hôtel de ville de Pori (1831), l'église de Hamina (1843) et le manoir de Wiurila (1845).
Engel avait en sa possession une copie du traité architectural d'Andrea Palladio Les Quatre Livres de l'architecture ce qui indique la dette de celui-ci à la théorie palladienne. Mais Engel a également entretenu une correspondance avec des collègues allemands et a suivi les tendances de l'architecture de son temps. Il pourrait avoir été en relation avec l'architecte prussien Karl Friedrich Schinkel, de trois ans son aîné, tous deux ayant étudié à l'académie d'architecture de Berlin, mais cette hypothèse n'a toujours pas été véritablement attestée. Les influences d'Europe centrale se manifestent aussi dans des domaines plus techniques, reprenant les formules de conception françaises post-révolutionnaire de Jean-Nicolas-Louis Durand, comme l'utilisation de gabarits.
Quelques-unes des dernières œuvres d'Engel se caractérisent également par l'adoption progressive, comme en Europe centrale, du style néogothique, qui se manifeste notamment par l'emploi plus fréquent de la brique rouge, ce style s'inspirant du gothique de brique présent tant en Allemagne qu'en Pologne. L'église allemande (1864) est représentative de cette période, bien que conçue par deux autres architectes itinérants, l'Allemand Harald von Bosse, qui avait beaucoup travaillé à Saint-Pétersbourg, et le Suédois Carl Johan von Heideken. Outre les églises, le style néogothique domine également l'architecture industrielle alors en plein essor, dont un des exemples es plus caractéristiques est certainement l'usine Verla de Jaala (1892), aujourd'hui inscrite au patrimoine mondial, conçue par Edward Dippel. La recherche d'un nouveau style national, comme partout en Europe, se fait également sentir en Finlande, mais n'aboutit pas avant l'avènement du Jugendstil à la fin du siècle. Le style néo-roman ou Rundbogenstil en provenance d'Allemagne semble avoir eu une influence dans lepays, particulièrement avec Heinrich Hübsch (en). Par exemple, certaines caractéristiques de Rundbogenstil sont visibles dans l'église de Kerimäki (1847) - la plus grande église en bois du monde - dessinée par Adolf Fredrik Granstedt, mais avec la contribution notable des maîtres d'œuvre du projet, Axel Tolpo et son fils Th. J. Tolpo.

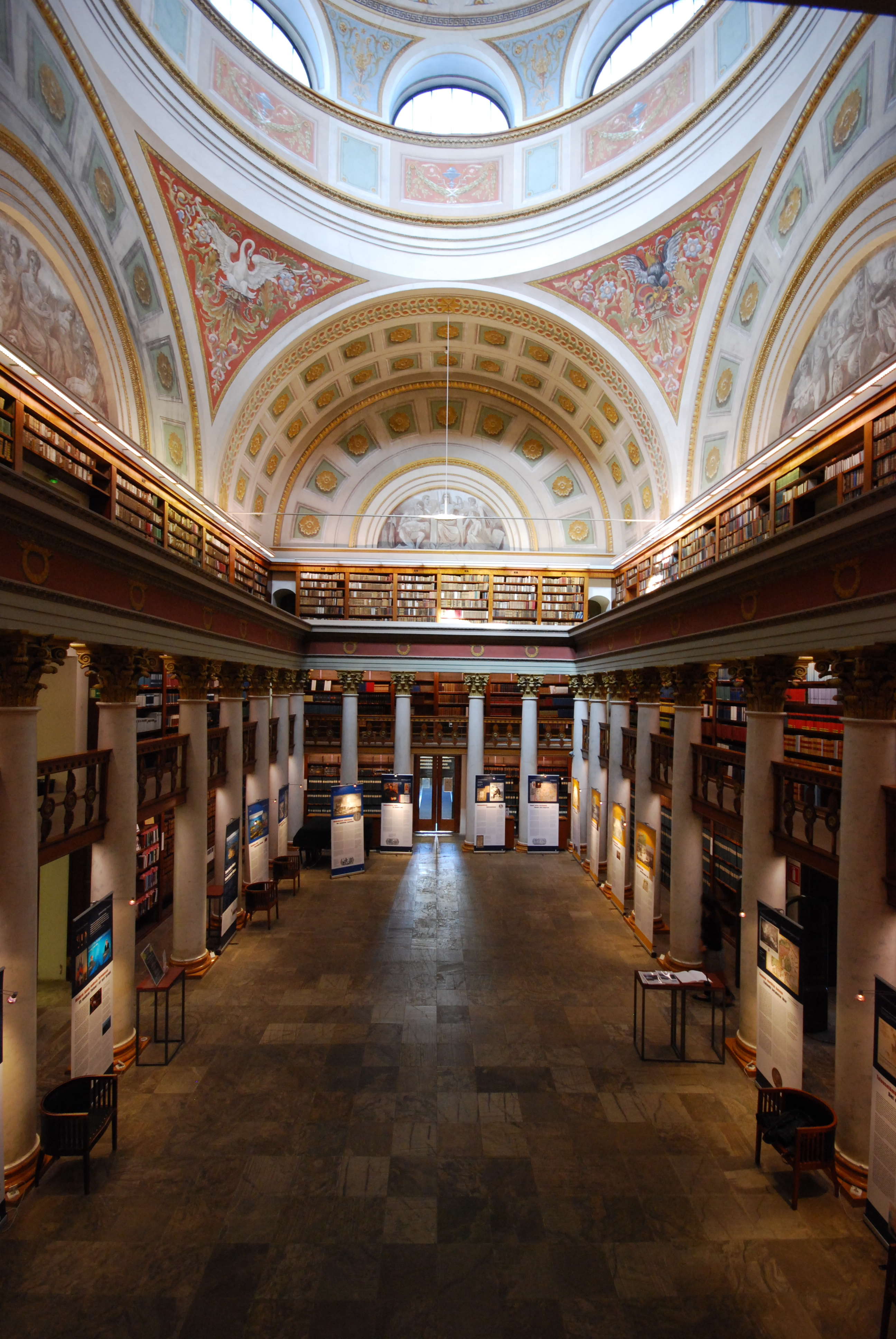
Salle de la coupole du bâtiment principal de la Bibliothèque nationale de Finlande (C.L. Engel - 1845).
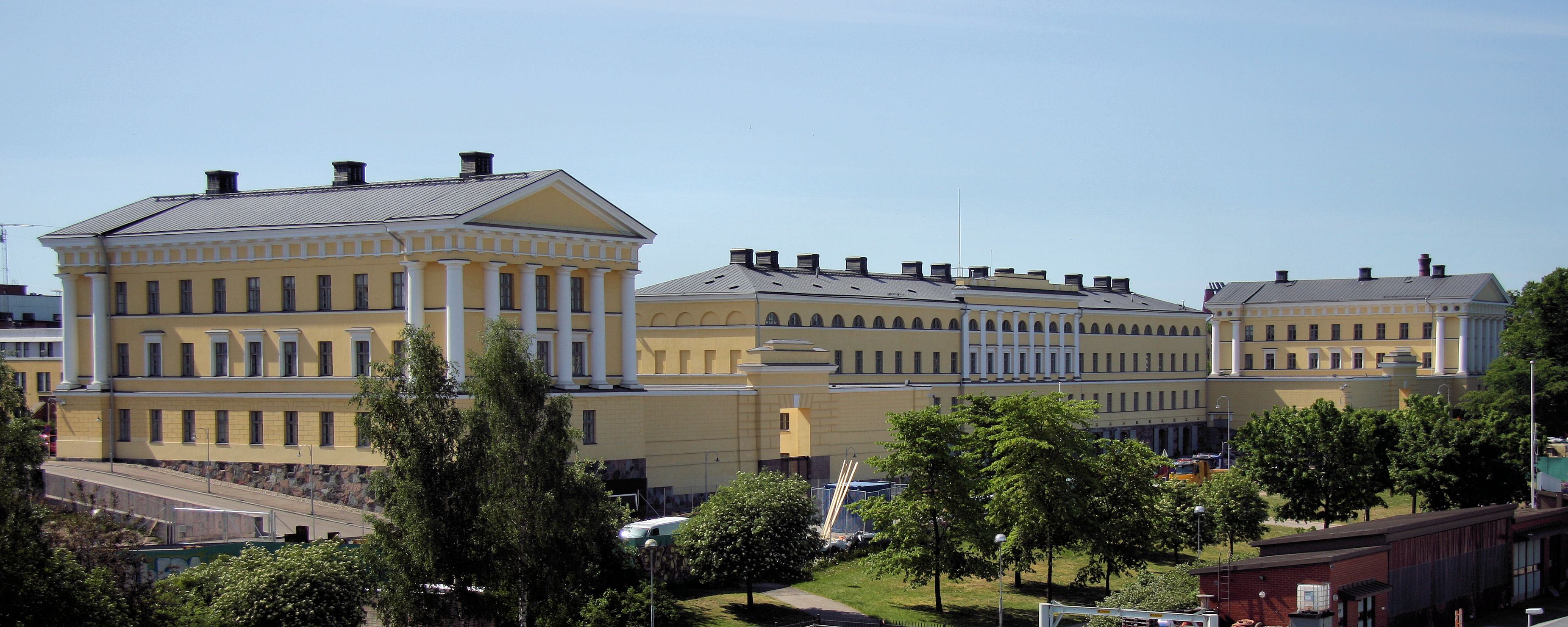
Caserne navale d'Helsinki (C.L. Engel, 1816–1838).
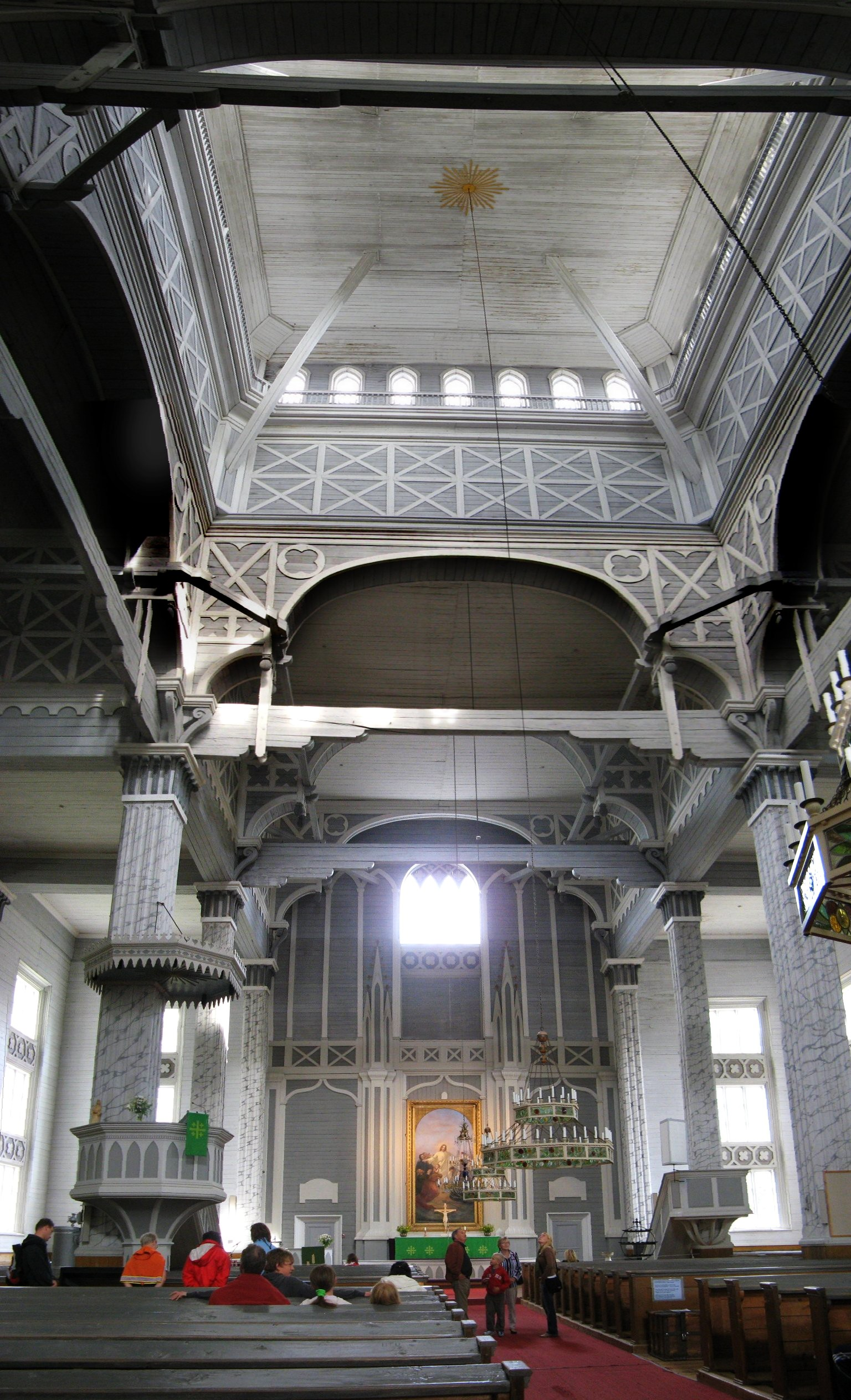
Église de Kerimäki (Adolf Fredrik Granstedt - 1847).
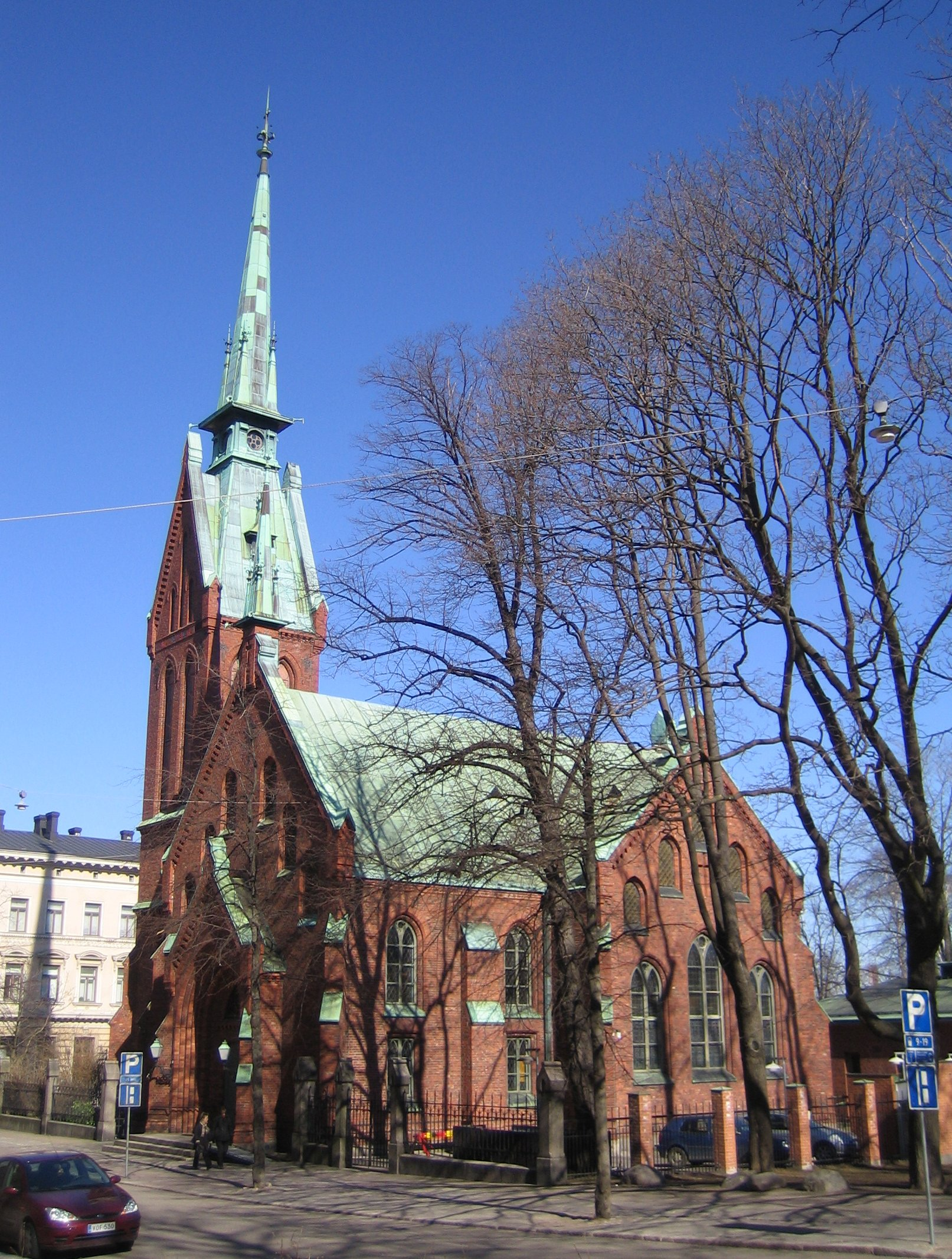
Église allemande à Helsinki (Harald Julius von Bosse et Carl Johan von Heideken - 1864).
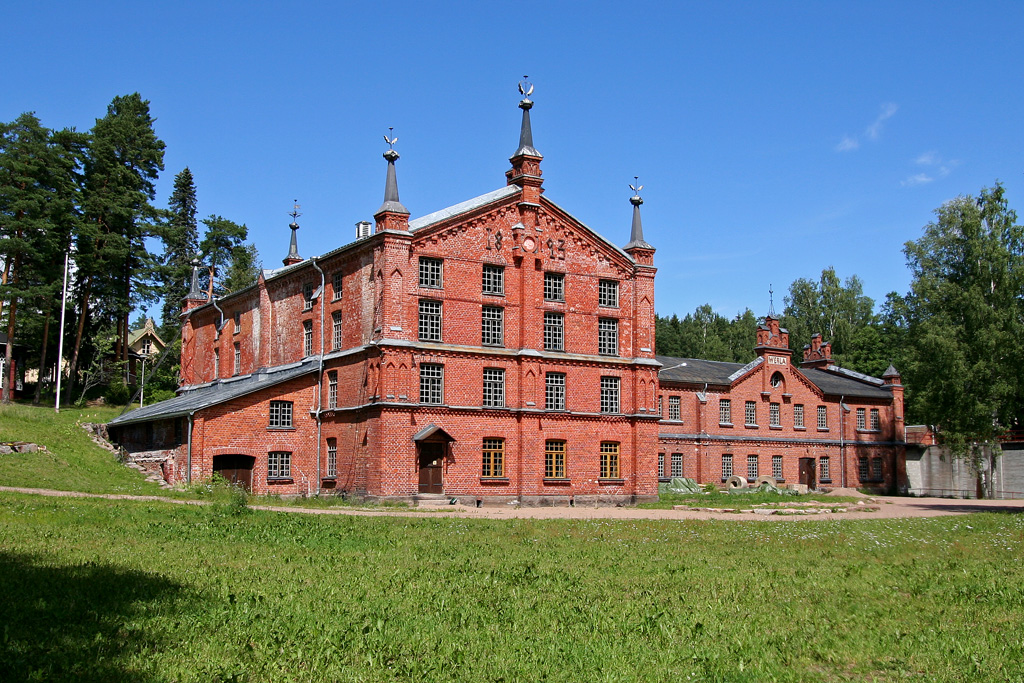
Usine de papier Verla (Edward Dippel, 1893)

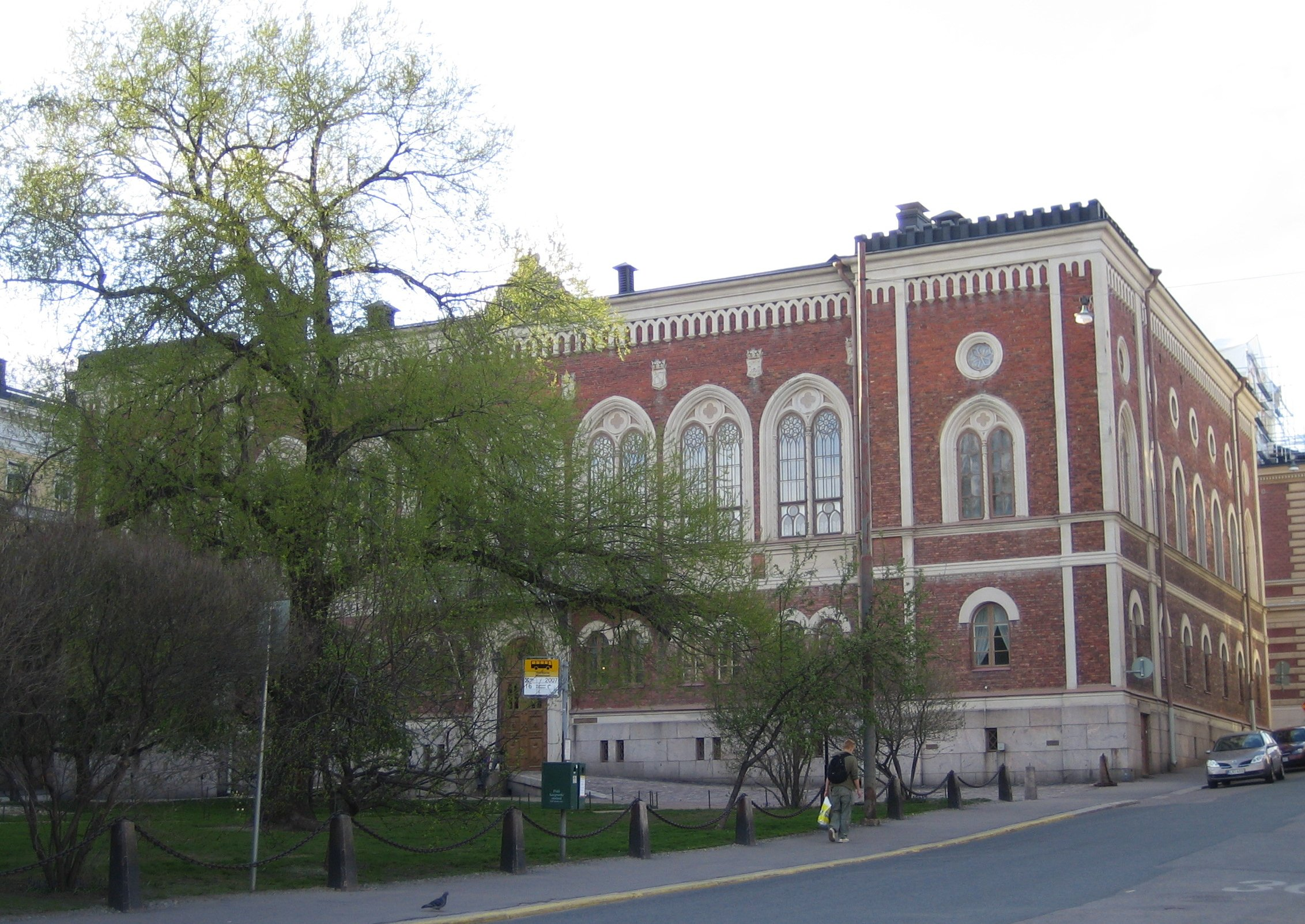
La maison de la noblesse de Finlande à Helsinki.

#### Essor de l'historicisme et de l'éclectisme
Les mélanges éclectiques d'architecture néogothique, néo-romane, néo-classique et néo-renaissance se poursuivent jusqu'au début du XXe siècle, avec des architectes utilisant des styles différents pour divers projets ou combinant même des éléments disparates dans une même œuvre (formant une architecture éclectique). La bibliothèque principale de Turku, par Karl August Wrede, achevée en 1903, est conçue dans le style de la Renaissance néerlandaise, imitant la maison de la noblesse de 1660, dessinée par l'architecte français Simon de la Vallée. L'architecte suédois Georg Theodor Chiewitz connut une carrière assez fructueuse dans son pays d'origine avant d'arriver en Finlande en 1851, fuyant une peine de prison en Suède pour faillite. Il entame une nouvelle carrière en tant qu'architecte des comtés de Turku et Pori en 1852. Parmi ses différentes œuvres, il conçut notamment de nouveaux plans d'urbanisme d'inspiration baroque pour les villes de Pori (1852), Mariehamn (îles Åland) (1859) et Nystad (en finnois : Uusikaupunki) (1856), un parc romantique anglais à Seinäjoki (1858), des églises néogothiques à Lovisa (1865) et Nystad (1864), la mairie de style Rundbogenstil-néogothique de Lovisa, la maison de la noblesse d'Helsinki (1862), le théâtre suédois à Helsinki (1853, incendié en 1863), de style néo-Renaissance, mais aussi des bâtiments de briques rouges d'usines à Littoinen, Turku, Forssa et Tampere, ainsi que diverses villas rustiques pour des clients privés. Ce style éclectique est poursuivi avec succès par l'un des employés de Chiewitz, Theodor Höijer (1843-1910), qui fonde l'un des cabinets d'architecture les plus actifs à Helsinki, concevant des dizaines d'édifices, tels que des écoles, des bibliothèques et plusieurs immeubles d'habitation. L'une de ses œuvres les plus célèbres, la caserne de pompiers d'Erottaja (1891), peut être lue comme un mélange des styles néogothique et néo-renaissance, l'architecte s'inspirant du Campanile de Giotto et de la tour du Palazzo Vecchio de Florence.
Cependant, le renouveau stylistique en Finlande se traduit aussi d'une manière différente du fait de son appartenance à l'Empire russe, à travers la construction d'églises orthodoxes russes dans la seconde moitié du XIXe siècle. Il faut cependant attendre 1899 pour voir le début de la politique culturelle délibérée de la russification de la Finlande sous le règne du tsar Nicolas II. À l'origine, tout comme dans la capitale russe Saint-Pétersbourg, les églises orthodoxes russes sont conçues dans le néoclassicisme dominant. Cependant, la seconde moitié du XIXe siècle a également vu l'émergence d'une architecture néo-russe et d'une architecture néo-byzantine - la Russie cherchant, à l'instar de nombreux pays ou régions européens dont la Finlande, à affirmer son nationalisme par le retour à une architecture nationale, se caractérisant par l'emploi de clochers à bulbe, chatiors et d'une riche décoration. Plusieurs de ces églises sont construites en Finlande, la grande majorité dans la moitié orientale du pays, avec des exemples notables à Tampere, Kuopio, Viinijärvi et Kouvola. L'église de Suomenlinna (1854) dans la forteresse du même nom, au large des côtes d'Helsinki, par exemple, a été conçue par l'architecte moscovite Constantin Thon, qui a conçu, entre autres, la cathédrale du Christ-Sauveur de Moscou, le Grand palais du Kremlin et le palais des Armures à Moscou. La présence de l'église orthodoxe, au cœur d'Helsinki, est symbolisée par l'emplacement de la cathédrale Ouspenski (1868), sur une colline dominant la ville. Son architecte, Aleksey Gornostayev (en), est l'un des pionniers de l'architecture néo-russe, créditée de la renaissance de l'architecture traditionnelle des toits en pente du Nord de la Russie, qui est également un élément proéminent de la cathédrale d'Ouspenski.

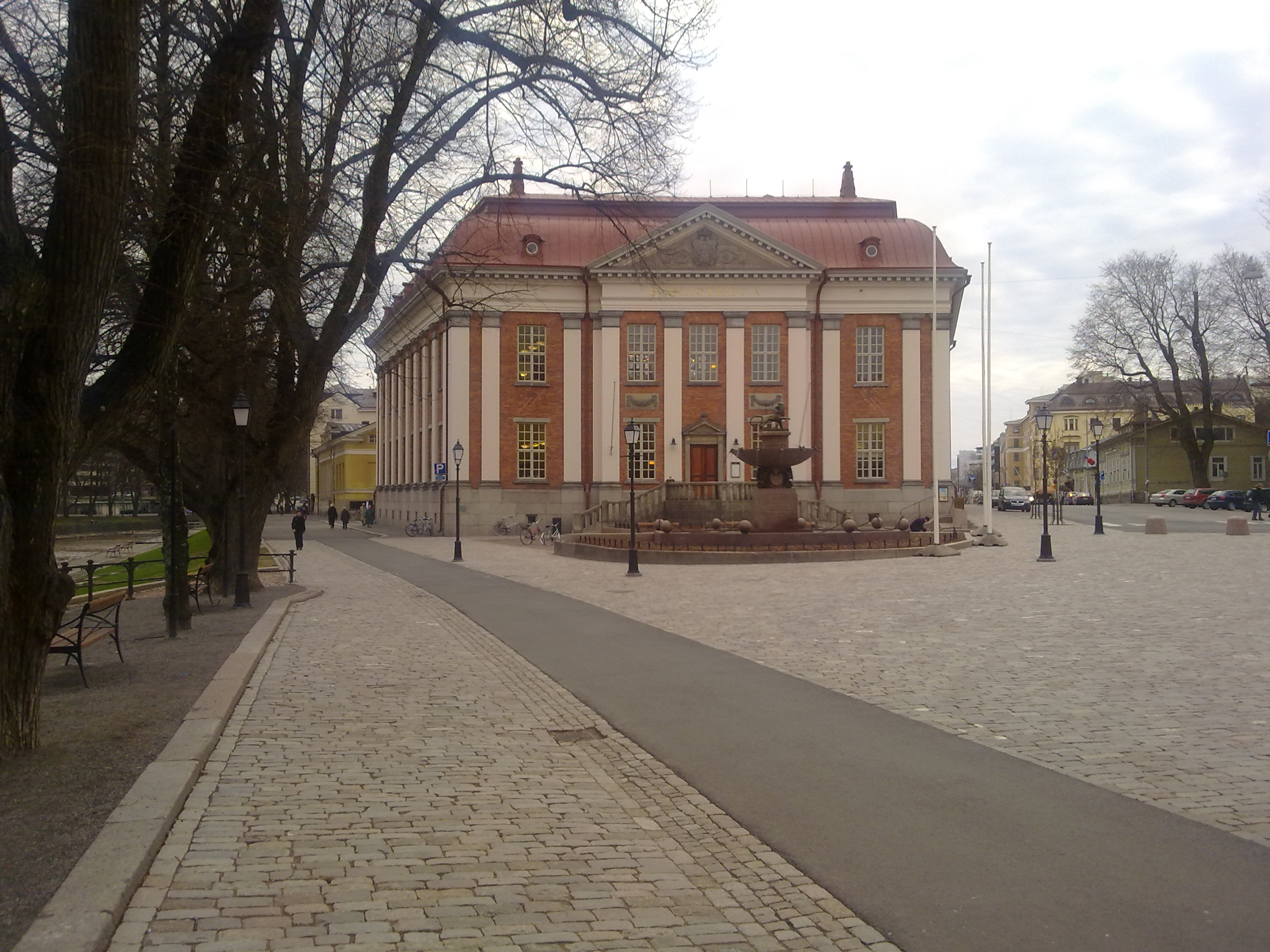
Bibliothèque principale de Turku (Karl August Wrede, 1903).
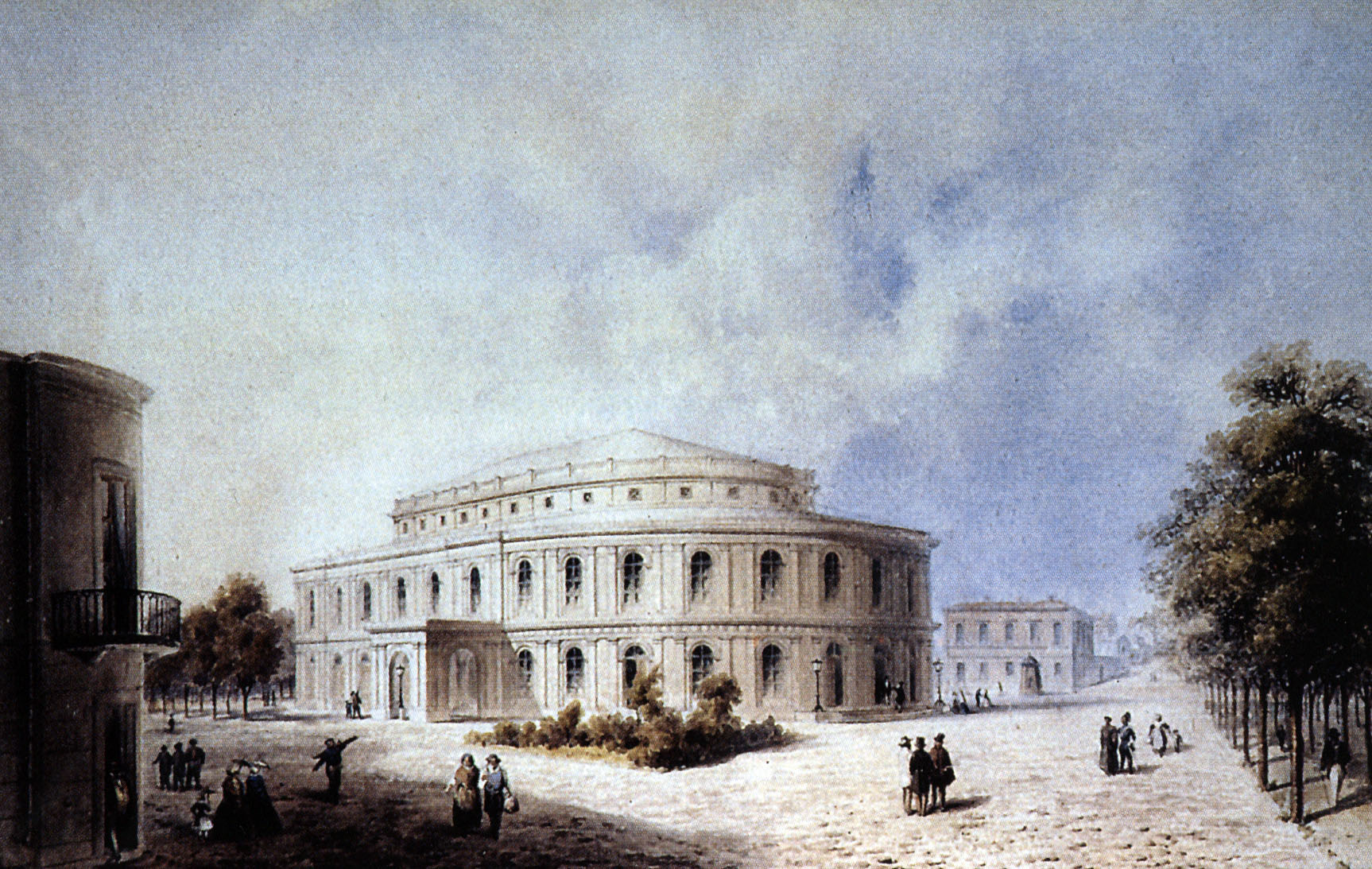
Théâtre suédois à Helsinki (Georg Theodor Chiewitz, 1853).
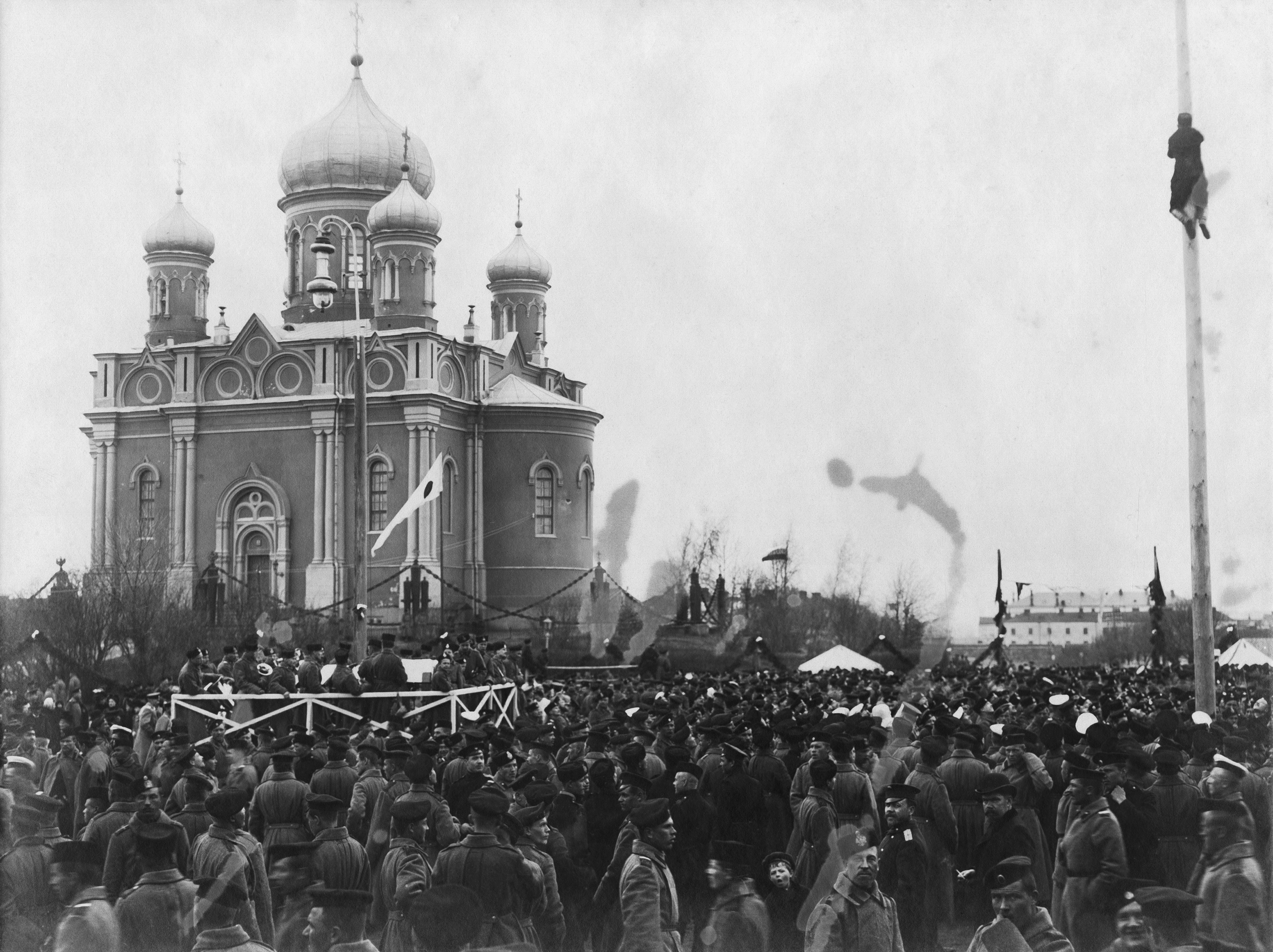
Église de Suomenlinna (Constantin Thon 1854) (photo de 1908).
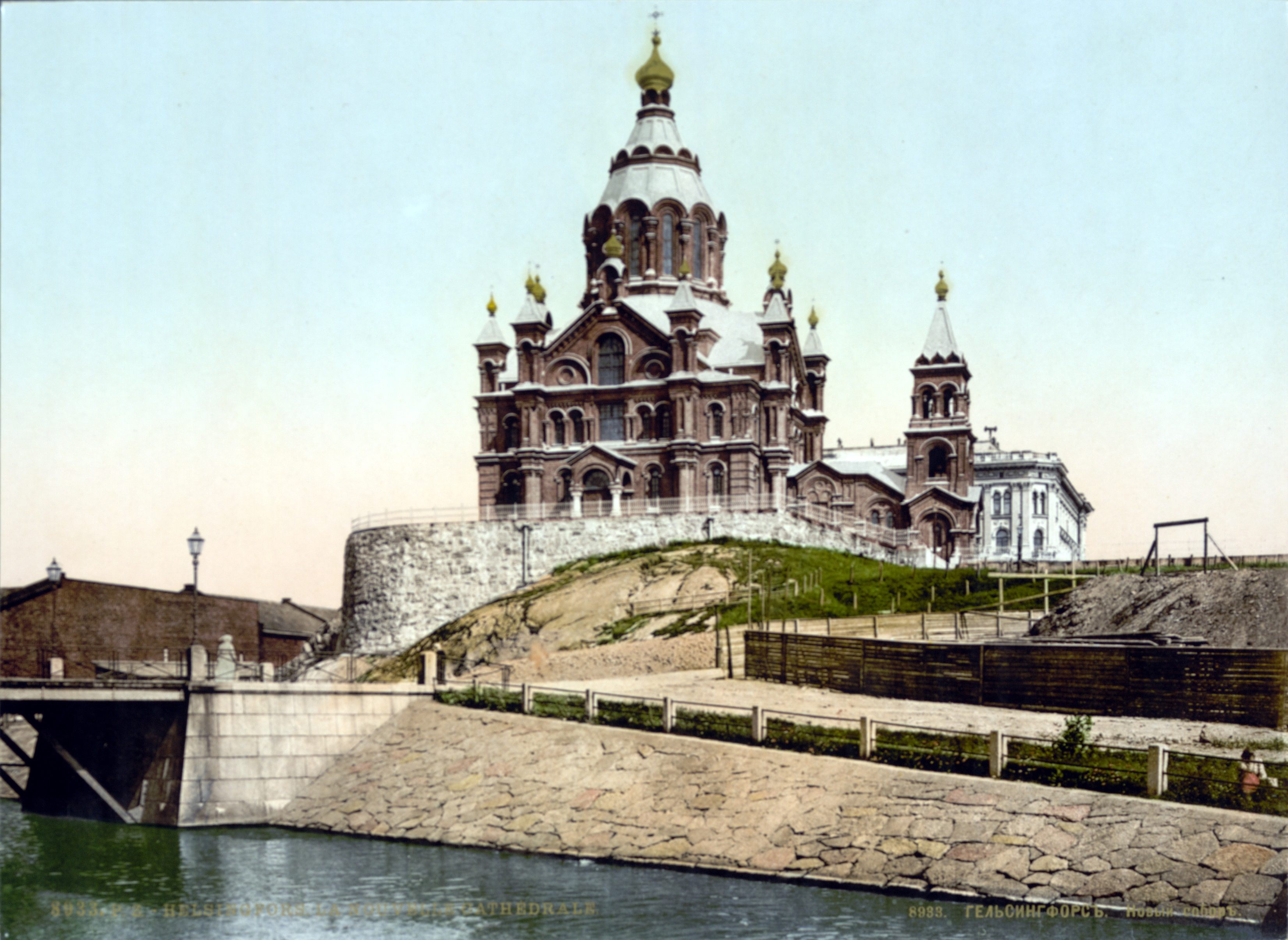
Cathédrale Ouspenski à Helsinki (Aleksey Gornostayev, 1868).

Cette période marque également la création des premiers cours d'architecture en Finlande, qui commencent en 1879 à l'Institut polytechnique d'Helsinki, avec des professeurs allemands ou ayant étudié en Allemagne. D'autres Finlandais vont cependant étudier à l'étranger. Jacob Rijf (1753-1808) est considéré comme le premier Finlandais à avoir étudié l'architecture à l'Académie royale des arts de Suède à Stockholm, en 1783-1784, mais il demeure une exception rare. Il devint un remarquable concepteur d'églises dans toute la Finlande, comme, l'église d'Hyrynsalmi (1786) et celle d'Oravais (1797). Cent ans plus tard, cela reste encore assez rare. Karl August Wrede, par exemple, architecte notoire, revivaliste, étudie l'architecture à Dresde et Theodor Höijer à l'Académie royale des arts de Stockholm. 

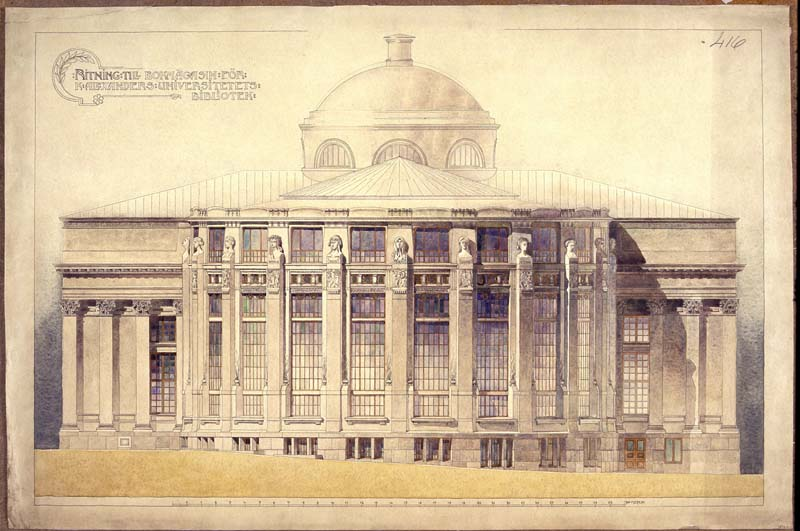
La rotonde de la bibliothèque de l'université d' Helsinki (Gustaf Nyström).

Gustaf Nyström a également étudié l'architecture et l'urbanisme à Vienne, en 1878-1879. Ses bâtiments sont typiques de l'éclectisme de l'époque, mêlant tout à la fois le style néogothique et le style néo-renaissance mâtiné de classicisme, à l'ornementation lourde s'alliant avec l'emploi intensif de la couleur dans les intérieurs, mais aussi parfois sur les façades. comme c'est le cas avec son Palais des États à Helsinki (1891). La rotonde en demi-cercle (1902-07), projet de Gustaf Nyström pour l'extension de la bibliothèque néoclassique de l'université d' Helsinki (1845) présente, d'une part, une continuité stylistique avec l'original, bien que les pilastres n'aient pas de chapiteaux classiques mais des reliefs, réalisés par le sculpteur Walter Runeberg, personnifiant les sciences - tout en utilisant des techniques modernes d'Art nouveau à l'intérieur : l'extension semi-circulaire de 6 étages, comprend un grand puits de lumière, entouré d'étagères placées radialement. En raison des exigences rigoureuses en matière de sécurité incendie, l'extension a une ossature en acier et en béton armé, avec des escaliers en béton armé, une construction en fer supportant le grand toit vitré et des fenêtres en métal. Après son diplôme de l'Institut Polytechnique, Usko Nyström (sans lien de parenté avec Gustaf Nyström) poursuit ses études à l'école des Beaux-Arts de Paris, en 1890-1891. De retour en Finlande, il développe, de 1895 à 1908, en partenariat avec Usko Nyström et Petrelius-Penttilä, l'architecture néo-renaissance - en particulier grâce à la croissance de la spéculation immobilière dans les immeubles d'appartements de classe moyenne à Helsinki - tout en développant un style plutôt Jugendstil, inspiré par le romantisme national et, politiquement, par le mouvement indépendantiste Fennomane. L’œuvre principale d'Usko Nyström, le grand Hôtel Cascade d'Imatra (1903) (aujourd'hui appelé en finnois : Imatran Valtionhotelli), est un bâtiment principal de style Jugendstil. L'hôtel, en pleine nature sauvage, est construit à proximité des impressionnants rapides d'Imatra (les plus importants de Finlande). Il est principalement destiné aux touristes aisés de la capitale impériale russe de Saint-Pétersbourg, tandis que son style architectural s'inspire à la fois du romantisme national finlandais et des châteaux français médiévaux et néorenaissance que Usko Nyström avait vus pendant son temps en France.

La maison des États à Helsinki (Gustaf Nyström, 1891).
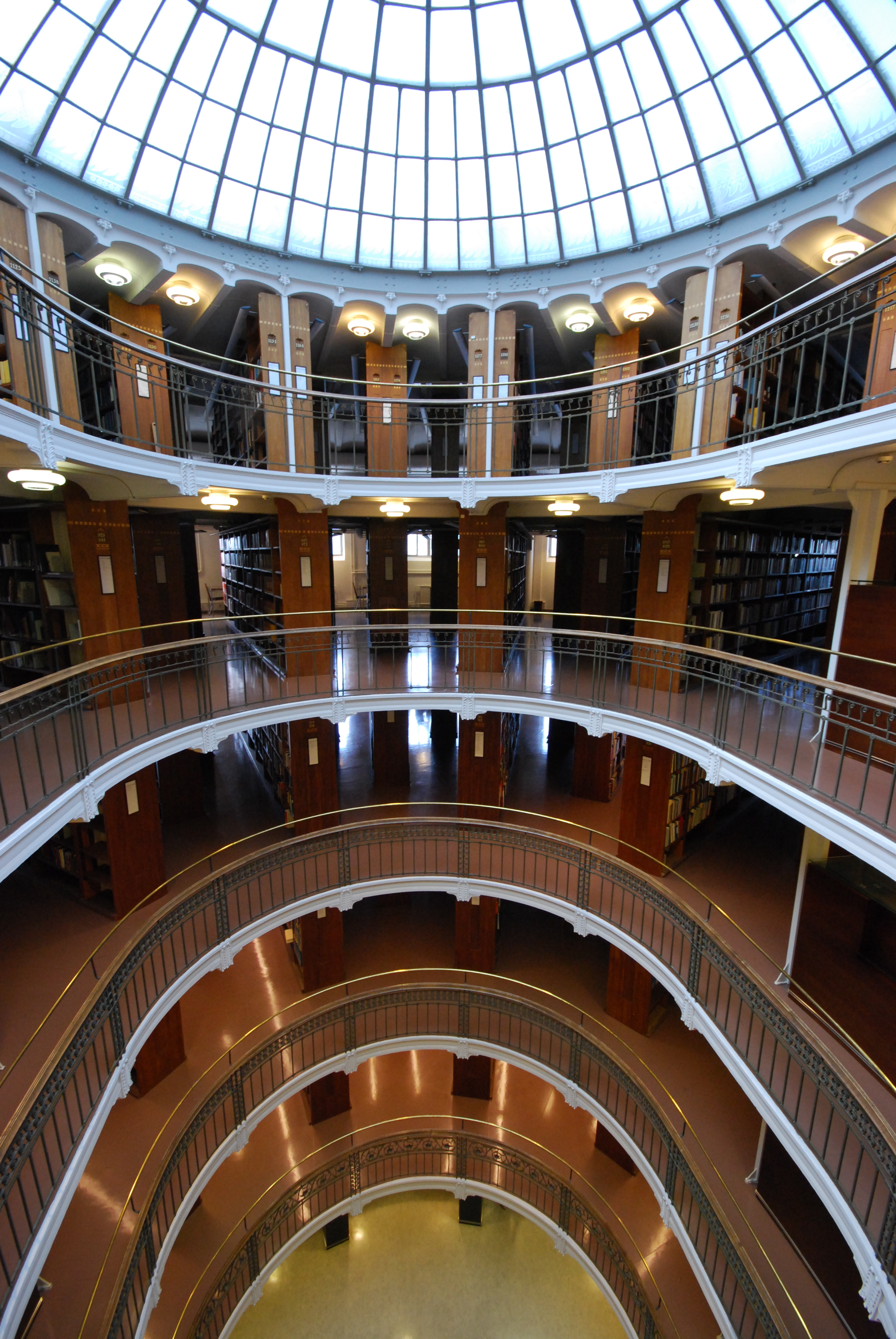
La rotonde de la bibliothèque nationale de Finlande (Gustaf Nyström, 1906).
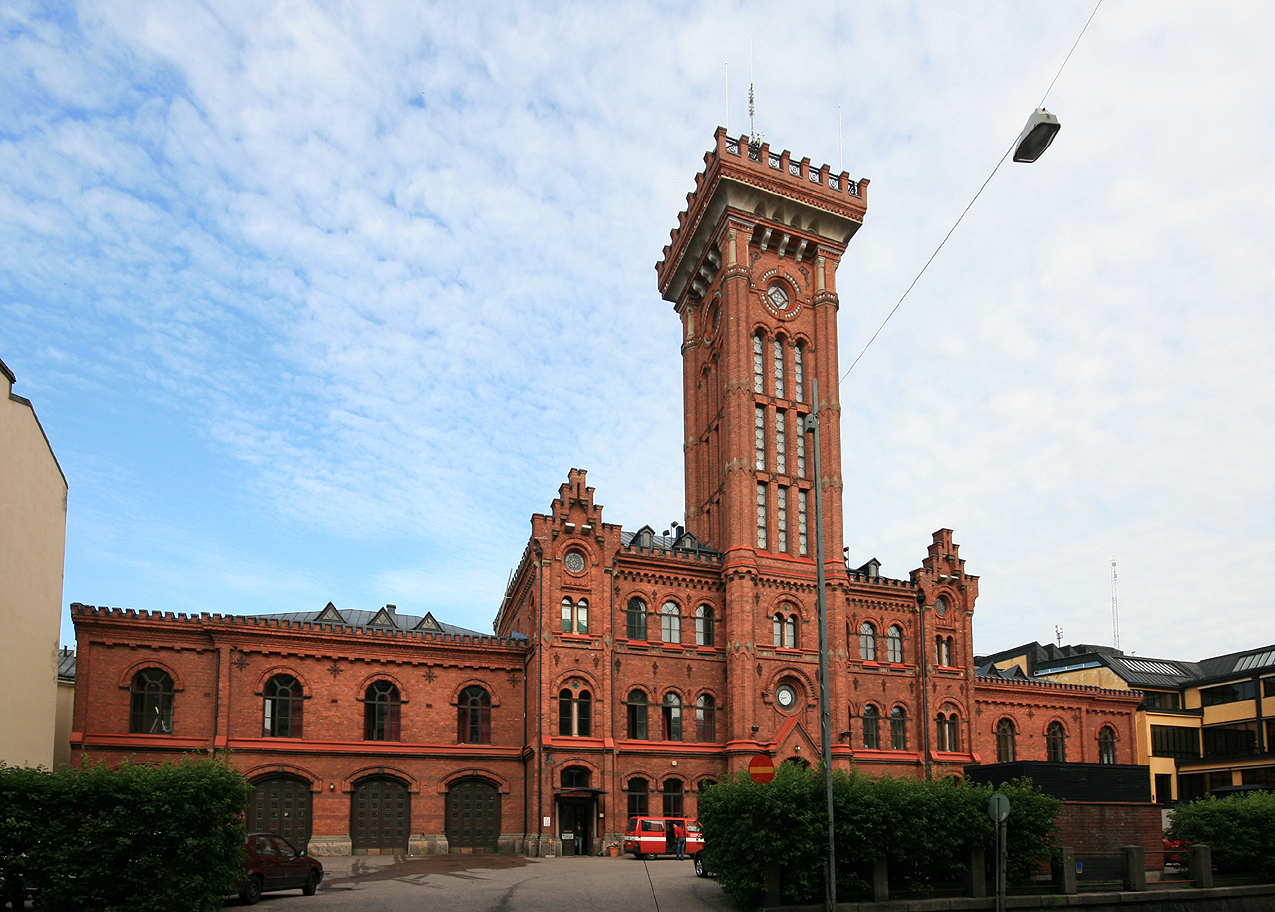
La caserne des pompiers d'Erottaja à Helsinki (Theodor Höijer, 1891).
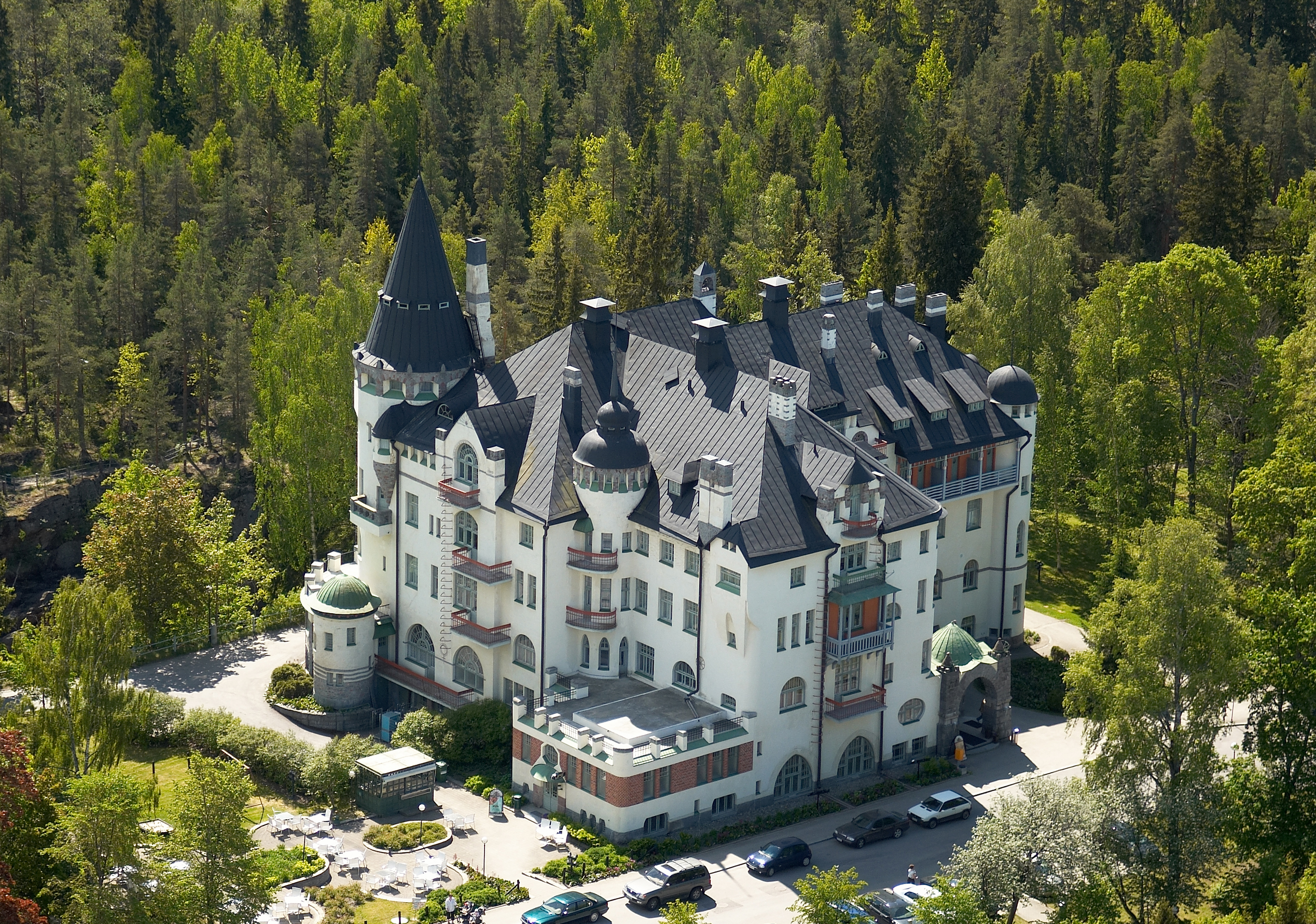
Le grand Hôtel Cascade d'Imatra (Usko Nyström, 1903).

### Période de la fin du Grand-Duché: le Jugendstil
À la fin du XIXe siècle, la Finlande continue à jouir d'une grande indépendance dans l'Empire russe, en tant que grand-duché, mais cela change avec l'arrivée au pouvoir du tsar Nicolas II, en 1894, qui engage une russification plus massive. Dans les arts, la réaction des classes bourgeoises est évidente : par exemple en architecture, le club des architectes finlandais est fondé en 1892, au sein de la Société des ingénieurs parlant suédois. À l'origine, il s'agit d'un forum de collaboration et de discussion, mais son caractère volontaire signifie qu'il fonctionne de façon informelle dans les cafés et les restaurants. De cette façon, il ressemble à de nombreux clubs d'écrivains ou d'artistes de l'époque et favorise généralement un esprit collégial de solidarité. Il contribue rapidement à faire de l'architecte, un artiste responsable des décisions esthétiques. En 1903, en complément de sa publication d'ingénierie, le club publie le premier numéro de l'Arkitekten, en suédois, la langue prédominante encore utilisée à l'époque parmi les classes professionnelles et notamment les architectes.
En 1889, l'artiste Albert Edelfelt représente le réveil national par une affiche montrant Madame Paris recevant Finlande, une demoiselle illuminée par une miniature de l'église Saint-Nicolas (qui deviendra plus tard la cathédrale luthérienne d'Helsinki) sur son chapeau. Une importance symbolique distincte est donnée à la Finlande, qui reçoit son propre pavillon à l'exposition universelle de Paris, celui-ci étant conçu par les jeunes architectes Herman Gesellius, Armas Lindgren et Eliel Saarinen, dans le style Jugendstil (ou Art Nouveau), alors populaire en Europe centrale. Le pavillon finlandais est bien accueilli par la presse et la critique européenne, bien qu'il soit le plus souvent étroitement associé à la situation culturelle et politique de la Finlande, plutôt qu'au pays. Par exemple, l'historien et critique d'art allemand Julius Meier-Graefe écrit à propos du pavillon : « De la périphérie... nous voudrions mentionner le pavillon finlandais extrêmement efficace, avec son design extrêmement simple et moderne... le caractère du pays et des gens et le fort conditionnement de ses artistes pour la décoration sont reflétés dans le bâtiment de la manière la plus agréable. ».
Le Jugendstil, en Finlande, se caractérise par des lignes fluides et l'incorporation de symboles nationalistes et mythologiques, en particulier ceux de l'épopée nationale, le Kalevala. Ces symboles sont issus pour la plupart de la nature et même de l'architecture médiévale, mais aussi de sources contemporaines ailleurs en Europe et même aux États-Unis (par exemple Henry Hobson Richardson et le style Shingle). Les bâtiments les plus importants de ce style romantique national sont construits en pierre, mais la découverte en Finlande de gisements de stéatite, une roche métamorphique facile à sculpter, permet de surmonter la difficulté d'utiliser exclusivement le granit dur. C'est le cas de la façade de l'immeuble Pohjola à Helsinki (1901), de Gesellius, Lindgren et Saarinen. Le style Jugendstil est associé à la Finlande et à la lutte pour l'indépendance nationale. L'importance du nationalisme a également été mise en évidence dans l'étude des bâtiments vernaculaires finlandais : tous les étudiants en architecture de l'époque - à l'époque la seule école d'architecture finlandaise est à Helsinki - ont appris le patrimoine architectural finlandais en les mesurant et en les dessinant. À partir des années 1910, outre les grands châteaux et les églises médiévales, les églises en bois des XVIIe siècle et XVIIIe siècle sont arpentés, tout comme les villes néoclassiques en bois - une pratique qui perdure dans les écoles d'architecture finlandaises encore aujourd'hui. Le Jugendstil est utilisé par Gesellius, Lindgren et Saarinen dans des principaux bâtiments nationaux tels que le Musée national et la gare centrale d'Helsinki. Lars Sonck et Wivi Lönn, l'une des premières femmes architectes finlandaises, ont également travaillé dans ce même style.

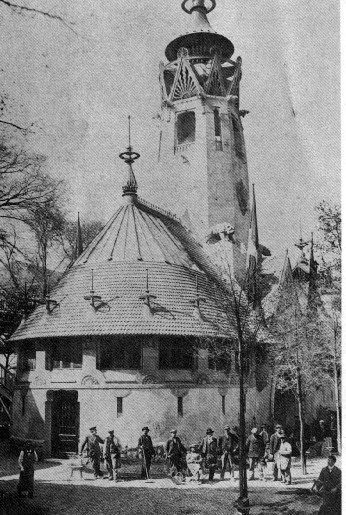
Pavillon finlandais à l'exposition universelle de Paris de 1889 (1900).
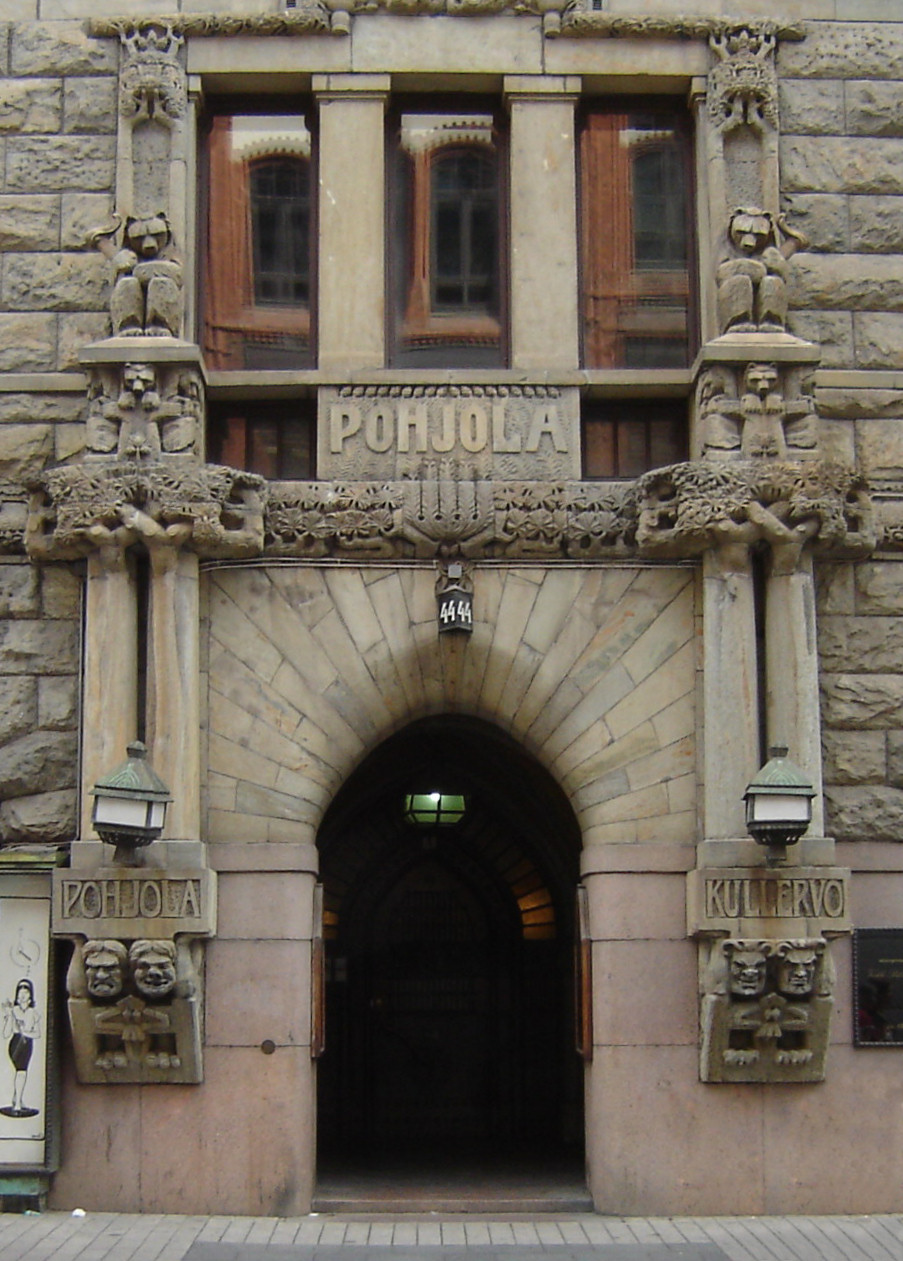
L'immeuble Pohjola à Helsinki (1901).
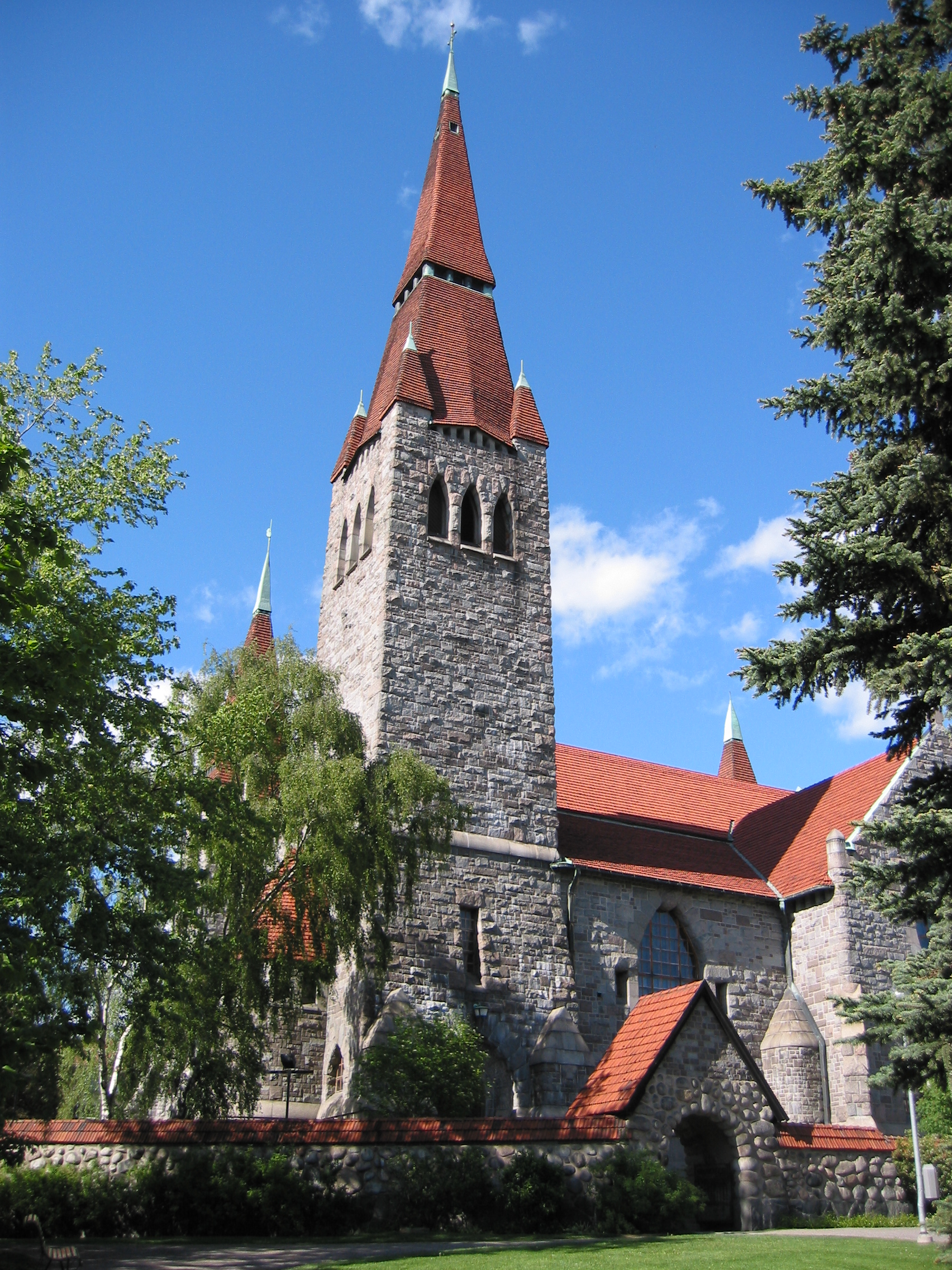
La cathédrale de Tampere (1902-1907).
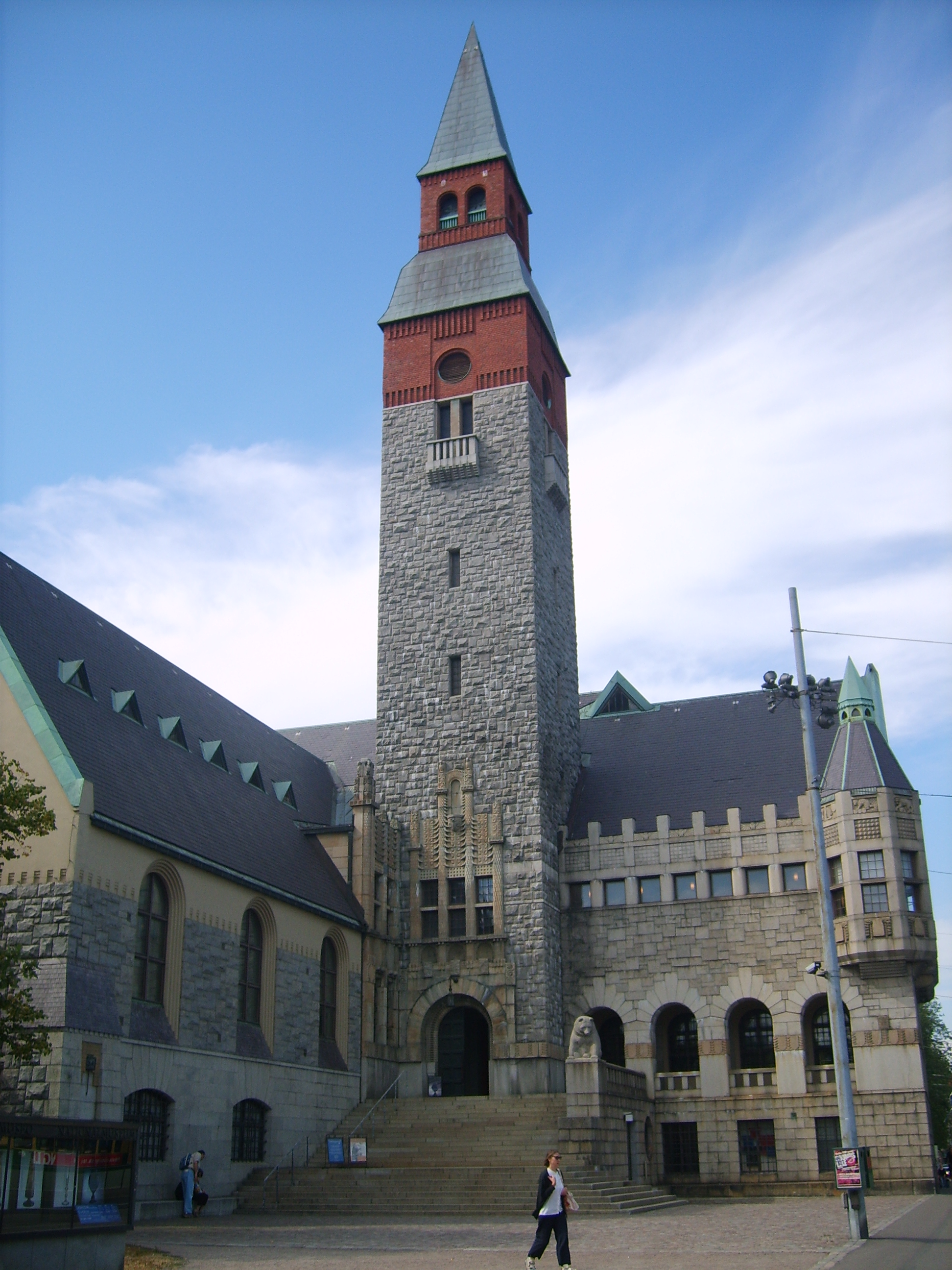
Le musée national de Finlande à Helsinki (1916).

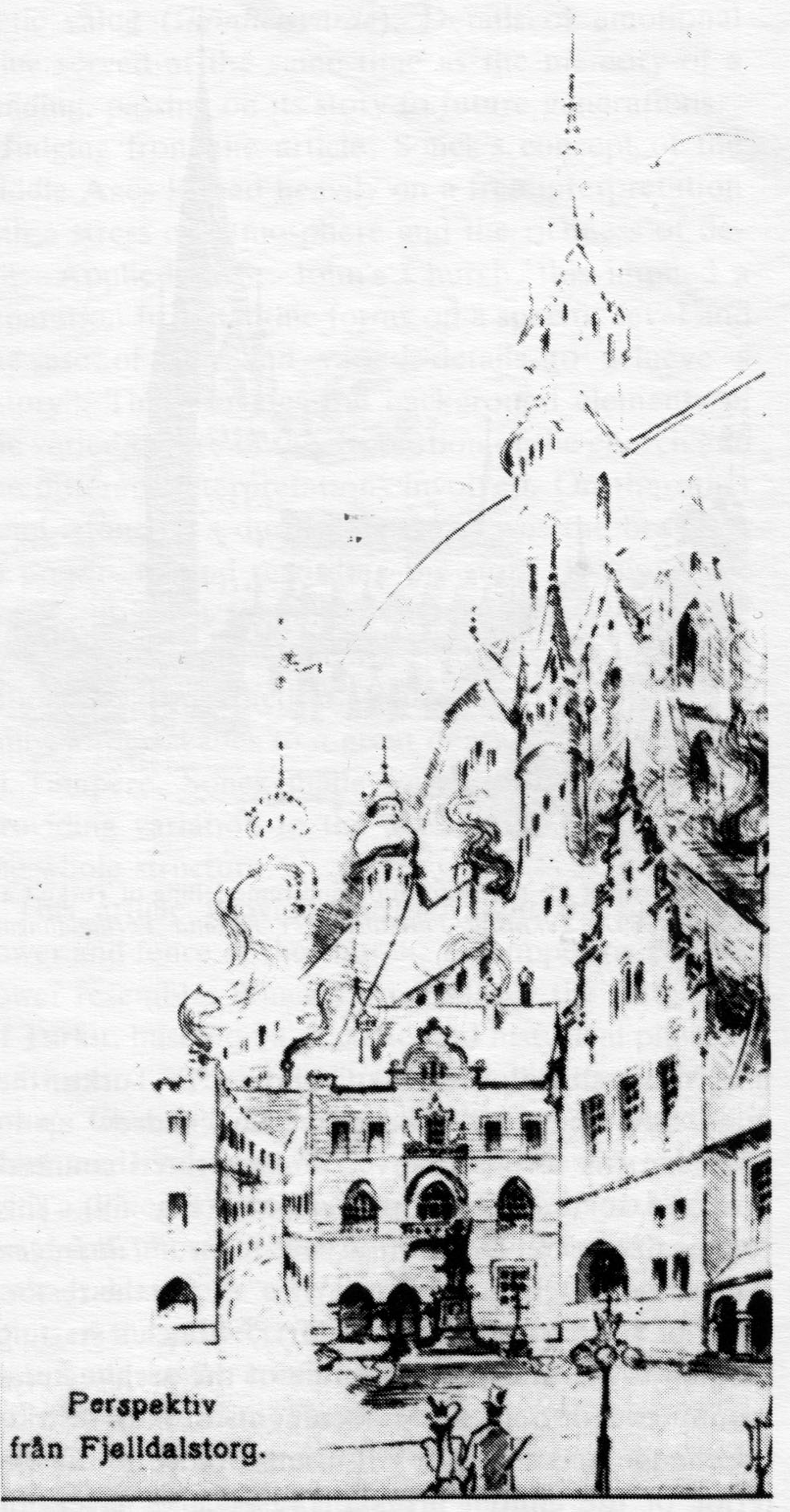
Concours du quartier Töölö à Helsinki : dessin de Lars Sonck, 1899.

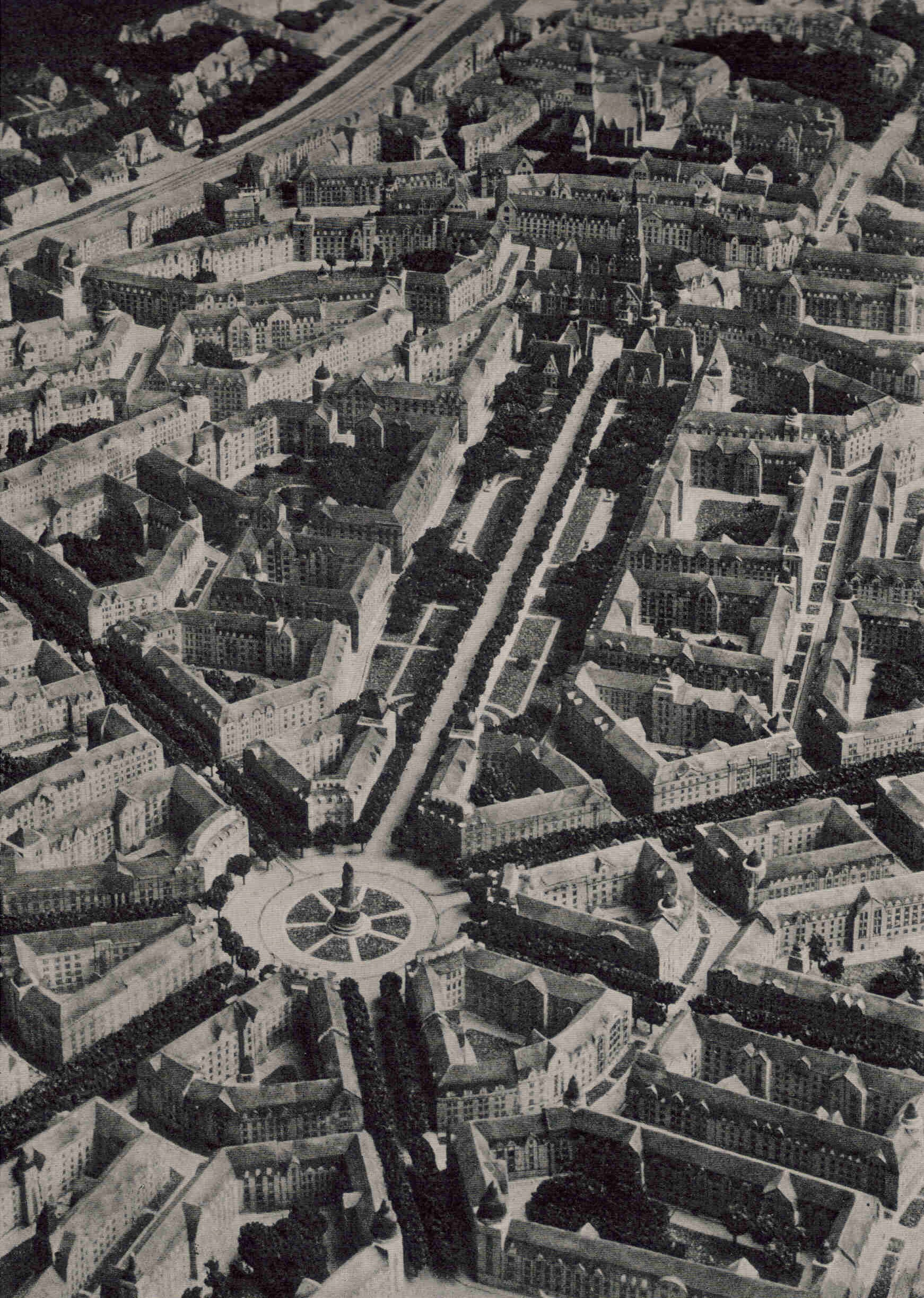
Détail de la maquette du plan d'urbanisme de Munkkiniemi-Haaga, Helsinki (Eliel Saarinen, 1915).

Même à l'apogée du Jugendstil, des critiques s'élèvent contre les goûts stagnants et les approches mythologiques qui institutionnalisent cette architecture. Sigurd Frosterus et Gustaf Strengel, critiques d'architecture, en sont les adversaires les plus connus. Frosterus avait travaillé brièvement dans le bureau de l'architecte belge Henry Van de Velde, à Weimar en 1903, alors qu'au même moment, Strengel travaillait à Londres dans le bureau de l'architecte Charles Harrison Townsend (en). Leur critique est en partie inspirée par les résultats du concours de 1904, pour la conception de la gare d'Helsinki, remporté par Eliel Saarinen. Dans le rapport du jury, le projet de Frosterus est qualifié d'architecture « importée ». La même année, Frosterus participe au concours de la gare de Vyborg, que Saarinen remporte de nouveau. Frosterus est un rationaliste strict qui veut développer l'architecture vers des idéaux scientifiques, au lieu de l'approche historique du Jugendstil. Selon les propres mots de Frosterus : « Nous voulons un style de fer et de cerveau pour les gares et les bâtiments d'exposition ; nous voulons un style de fer et de cerveau pour les magasins, les théâtres et les salles de concert. ». Selon lui, un architecte doit analyser ses travaux de construction pour pouvoir justifier logiquement ses solutions et il doit tirer parti des possibilités des dernières technologies. Le défi particulier de son époque est le béton armé. Frosterus considère que les bâtiments d'une métropole moderne doivent être constructivistes, en exprimant honnêtement leur fonction et leur technologie. Il conçoit un certain nombre de résidences privées, mais fait une percée majeure, en 1916, en remportant le deuxième prix du concours pour le Grand magasin Stockmann au cœur d'Helsinki. Il est finalement chargé de réaliser le bâtiment, qui est achevé après l'indépendance de la Finlande, en 1930. Il serait trompeur de voir dans le Jugendstil comme une opposition frontale au classicisme. Les propres œuvres de Frosterus combinent des éléments des deux styles. Un autre exemple important est la chapelle du cimetière de Kalevakangas à Tampere, dessinée par Wäinö Gustaf Palmqvist et Einar Sjöström. Ceux-ci avaient remporté un concours d'architecture pour le projet en 1911, qui fut achevé en 1913. Tout en contenant de nombreux éléments décoratifs familiers du Jugendstil, la forme emprunte à un modèle classique célèbre, le Panthéon de Rome.

#### Urbanisme
Les mérites de l'urbanisme constituent à cette époque un autre point de débat. En Europe, les théories pittoresques de l'urbanisme proposées par l'urbaniste viennois Camillo Sitte s'opposent alors à l'urbanisme classique et rationnel, également proposé à Vienne par Otto Wagner, fortement influencé par le modèle parisien, sous la direction du baron Haussmann de 1858 à 1870. Ce débat prend de l'ampleur en Finlande lors du tout premier concours d'urbanisme organisé de 1898 à 1900, pour le quartier Töölö d'Helsinki. Trois candidatures se distinguent : le premier prix à Gustaf Nyström (avec l'ingénieur Herman Norrmén), le deuxième prix à Lars Sonck et le troisième prix à un projet conjoint de Sonck, Bertil Jung et Valter Thomé. Le plan de Nyström représente le classicisme avec de larges rues principales et d'imposants édifices publics disposés en compositions axiales symétriques, et les deux autres dans le style de Sitte, avec un réseau de rues adapté au terrain rocheux et aux compositions pittoresques. Une fantastique esquisse, accompagnant l'inscription de Sonck au concours, donne une indication de l'image qu'il visait, inspirée par ses voyages en Allemagne. L'historien Pekka Korvenmaa souligne que le thème principal était la création de l'atmosphère des environnements urbains médiévaux, et Sonck, plus tard, conçoit une proposition similaire en 1904 pour réorganiser les environs immédiats de l'église Saint-Michel à Helsinki, avec de nombreux bâtiments extravagants en spirale. Dans le concours de Tööölö, le Conseil municipal a toutefois demandé aux lauréats de soumettre de nouvelles propositions. Alors que cela conduit à une nouvelle impasse, Nyström et Sonck sont chargés de travailler ensemble sur le plan final, combinant le vaste réseau de rues de Nyström et des éléments des détails de Sonck inspirés de Camillo Sitte. Le plan final, daté de 1916, sous la direction de Jung, rend un projet plus uniforme, tandis que l'architecture est considérée comme typique du classicisme nordique. Une rue typique de ce plan est celle de Museokatu, avec de hautes lignes d'édifices de style classique le long d'une ligne de rue sinueuse. Le nouveau boulevard d'Helsinginkatu, plus large (24 mètres) et bordé d'arbres traverse le quartier ouvrier de Kallio, dessiné en 1887 par Sonck, mais complété, vers 1923, par Nyström.
Mais les deux plans d'Eliel Saarinen pour Helsinki, le plan Munkkiniemi-Haaga, de 1910-1915, et le plan Pro-Helsingfors, de 1918, étaient encore plus ambitieux que celui de la ville de Tööölö. Le premier concerne un développement urbain de 170 000 habitants, ce qui équivaut à la population totale du centre d'Helsinki de l'époque. Le projet s'inspire également de l'axialité parisienne de Haussman, des places résidentielles intimes de Raymond Unwin dans les cités-jardins anglaises et des vastes immeubles d'habitation d'Otto Wagner à Vienne. Seuls de petits fragments du projet sont réalisés. Le projet ultérieur, qui est né de la spéculation foncière privée plutôt que de l'urbanisme public, implique l'expansion du centre d'Helsinki - qui comprenait même le remblayage de la baie de Töölö, au centre de la ville - ainsi que l'aménagement de petites communautés satellites - ce que Saarinen appelait la « décentralisation organique », toujours inspirée du principe britannique de la cité-jardin - à la périphérie de la ville. Aucun aspect de ce dernier système n'a jamais été réalisé.
L'émigration d'Eliel Saarinen, aux États-Unis, en 1923, après qu'il a reçu le deuxième prix au concours de Tribune Tower de Chicago, en 1922, est un événement architectural et historique, majeur. Aux États-Unis, Saarinen conçoit le campus de l'Académie d'Art de Cranbrook, en 1928, dans le même style architectural, tandis que les architectes finlandais se tournent définitivement vers le modernisme.

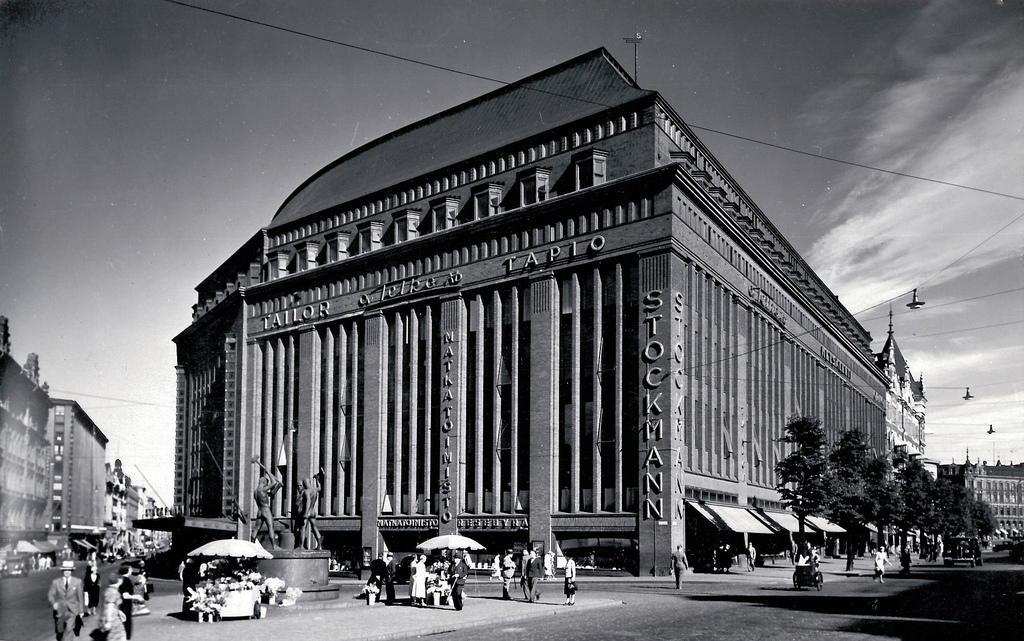
Grand magasin Stockmann à Helsinki (Sigurd Frosterus, 1916-1930).
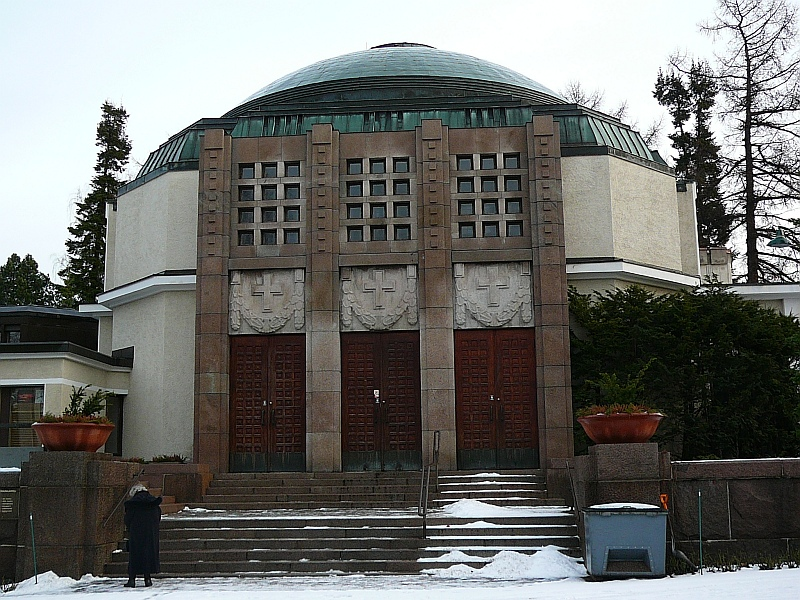
Chapelle du cimetière de Kalevakangas à Tampere (Wäinö Gustaf Palmqvist et Einar Sjöström, 1913).
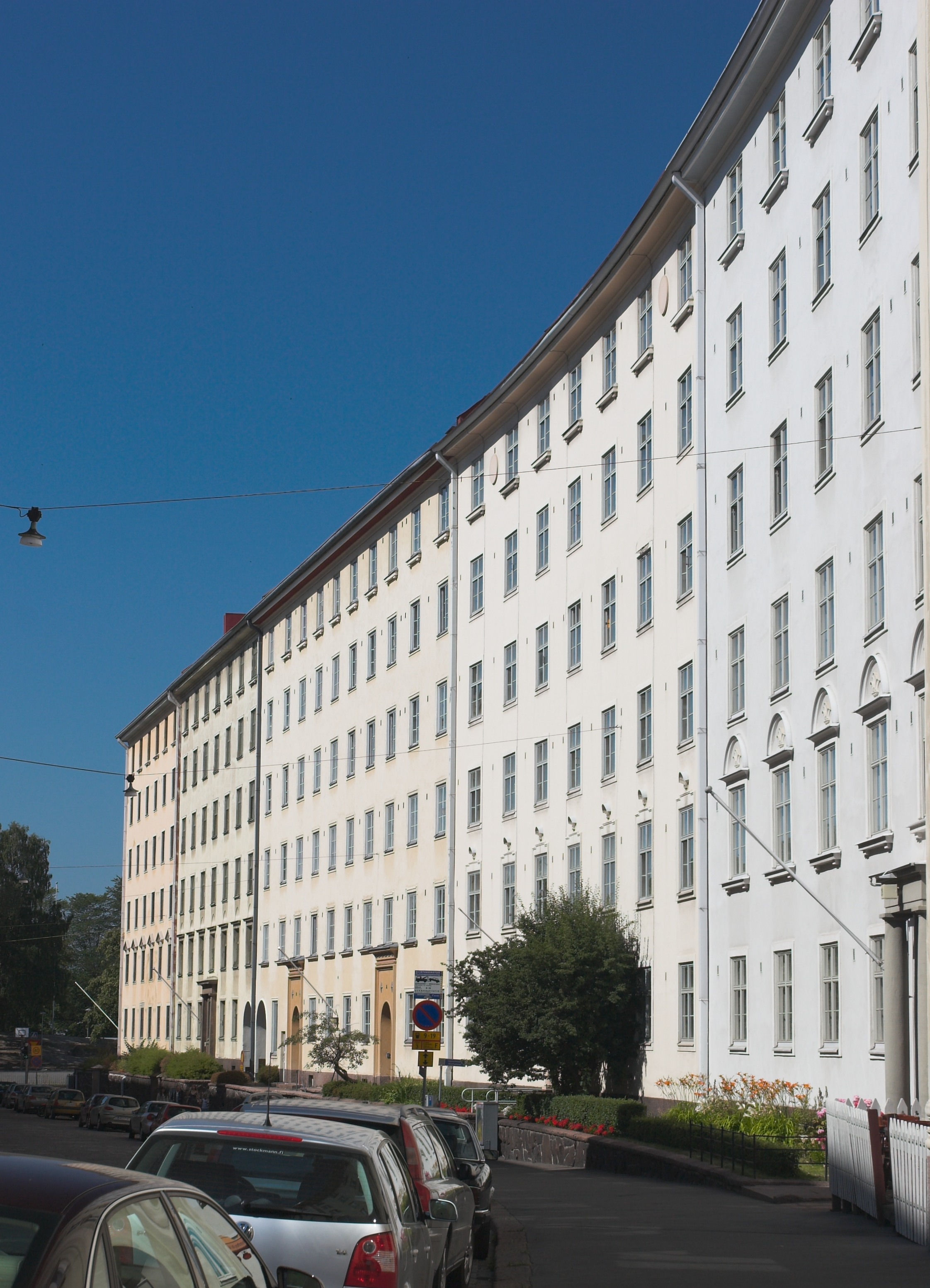
Töölö, urbanisme des années 1920-1930 (Lars Sonck).
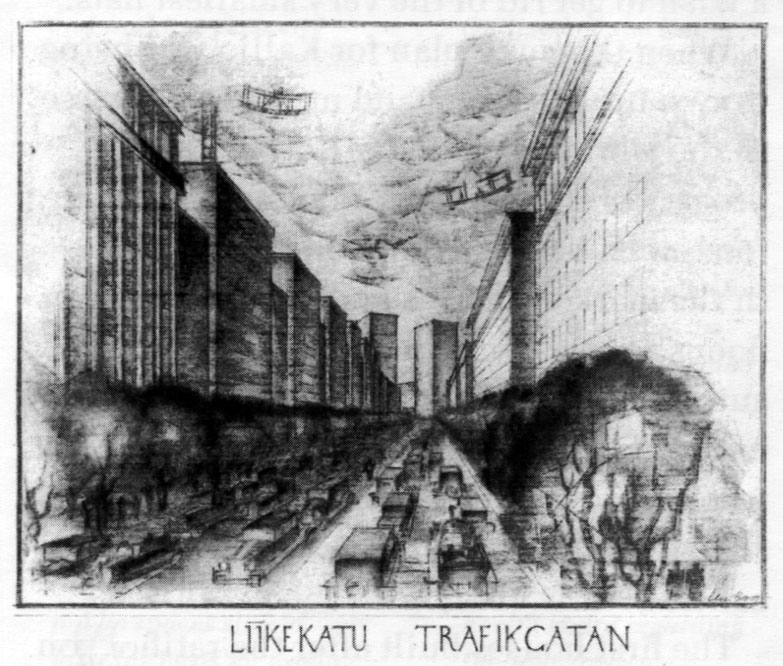
Plan de la ville d'Helsinki (Oiva Kallio, années 1920).
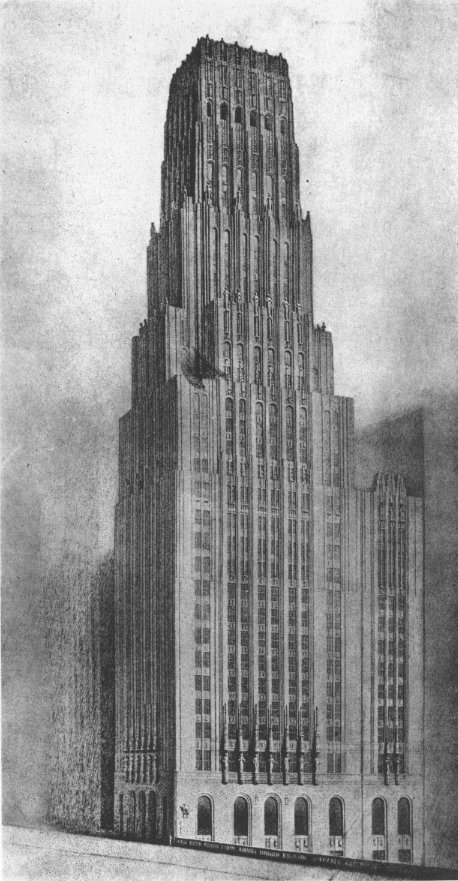
Plan de la Tribune Tower d'Eliel Saarinen (en) (1922).

## Après l'indépendance (1917-)

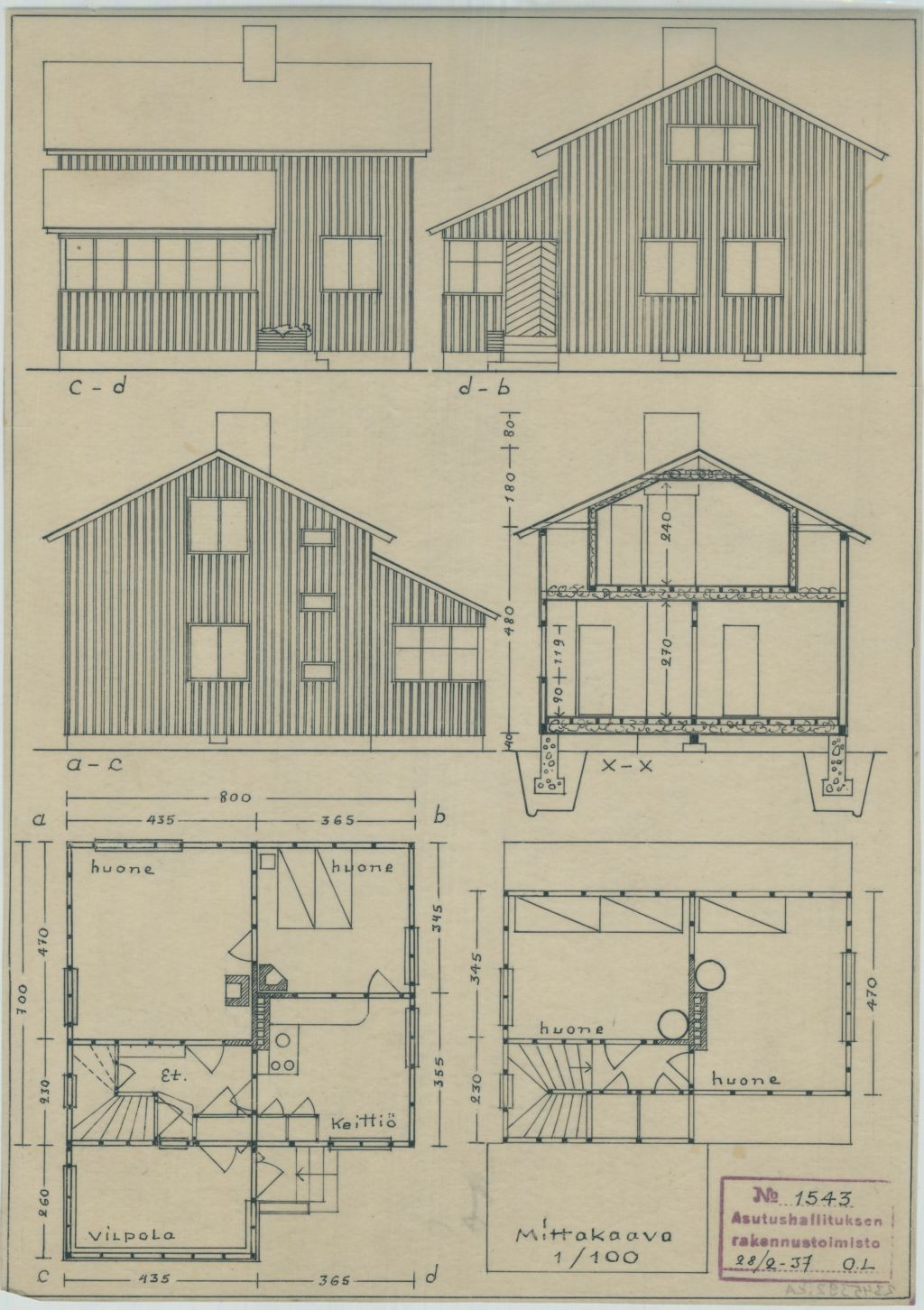
Le Conseil national des règlements (Asutushallitus) maison type (1937).

### Classicisme nordique et fonctionnalisme international

#### Essor et déclin du classicisme nordique
Avec l'indépendance de la Finlande, obtenue en 1917, le Jugendstil s'éloigne de la culture bourgeoise. Par la suite, l'architecture finlandaise prend la voie d'un retour au classicisme, réinterprété par le classicisme nordique, et qui se distingue donc d'une persistance de l'architecture néoclassique. Ce nouveau style est influencé dans une certaine mesure par les voyages d'études d'architectes en Italie, mais également par des réalisations majeures en Suède, en particulier l'architecture de Gunnar Asplund. Parmi les architectes finlandais de cette époque, on peut citer Johan Sigfrid Sirén et Gunnar Taucher, ainsi que les premiers travaux d'Alvar Aalto, Erik Bryggman, Martti Välikangas, Hilding Ekelund et Pauli Blomstedt. Le bâtiment le plus remarquable de cette période est celui du Parlement finlandais (1931) de Johan Sigfrid Sirén. D'autres bâtiments importants sont construits dans ce style comme le Centre d'apprentissage du finnois pour adultes à Helsinki (1927) par Gunnar Taucher (associé à Pauli Blomstedt), le musée d'art de Vyborg (1930) d'Uno Ullberg, la galerie d'art d'Helsinki (1928) et l'église de Töölö à Helsinki (1930) de Hilding Ekelund, et plusieurs bâtiments d'Alvar Aalto, en particulier le Club des travailleurs de Jyväskylä (1925), le bâtiment agricole du Sud-Ouest de la Finlande à Turku (1928), l'église de Muurame (1929) et la première version de la bibliothèque de Viipuri (1927-1935), avant qu'Aalto ne modifie considérablement sa conception, en raison de l'émergence de l'architecture fonctionnaliste.
Mais au-delà de ces bâtiments publics, conçus dans la variante nordique du classicisme, ce même style est également utilisé pour les habitations ouvrières en bois, surtout dans le quartier Puu-Käpylä d'Helsinki (1920-1925) de Martti Välikangas. Les quelque 165 maisons de Puu-Käpylä, sur le modèle des logis de fermes et les cités-jardins, sont réalisées selon une technique de construction traditionnelle, en rondins carrés, revêtus de panneaux verticaux, mais cette même technique constructive est rationalisée grâce à une usine implantée sur place permettant l'usage d'éléments préfabriqués. Le principe de la normalisation du logement prend généralement son essor pendant cette période. En 1922, le Conseil national de la protection sociale (en finnois : Sosiaalihalitus) charge l'architecte Elias Paalanen (fi) de concevoir différentes modèles de maisons de ferme, qui sont ensuite publiés sous forme de brochure, Pienasuntojen tyyppipiirustuksia (en français : Dessins types pour les petites maisons) republiés à plusieurs reprises. En 1934, Paalanen est chargé de concevoir un type de maison urbaine équivalente, et il propose douze modèles différents. Alvar Aalto s'est également impliqué, dès 1936, dans ces petites maisons standardisées, en concevant pour l'entreprise du bois et de produits dérivés du bois, Ahlström, trois types de système AA: 40 m2 (Type A), 50 m2 (Type B) et 60 m2 (Type C). Bien qu'elles prennent modèle sur des fermes traditionnelles, on y trouve également des éléments stylistiques clairement inspirés du classicisme nordique mais aussi du modernisme.
Cependant, c'est avec les répercussions de la Seconde Guerre mondiale que le système standard de conception des maisons prend encore plus d'ampleur, avec l'avènement de la maison dite Rintamamiestalo (littéralement, en français : maison du soldat de front de guerre). Ces bâtiments sont construits dans tout le pays. C'est le cas du district de Karjasilta à Oulu, qui en constitue un exemple particulièrement bien conservé. Mais ce même modèle de maisons joue également un rôle différent, au lendemain de la Seconde Guerre mondiale, dans le cadre des réparations de guerre finlandaises dues à l'Union soviétique : parmi les produits livrés par la Finlande à l'Union soviétique, figurent plus de 500 maisons en bois, basées sur la maison standard Rintamamiestalo, les livraisons ayant lieu entre 1944 et 1948. Un certain nombre de ces maisons finissent par être exportées depuis l'Union soviétique vers divers lieux en Pologne, où de petits villages finlandais sont créés, par exemple, le quartier de Szombierki (en) à Bytom, ainsi qu'à Katowice et Sosnowiec.

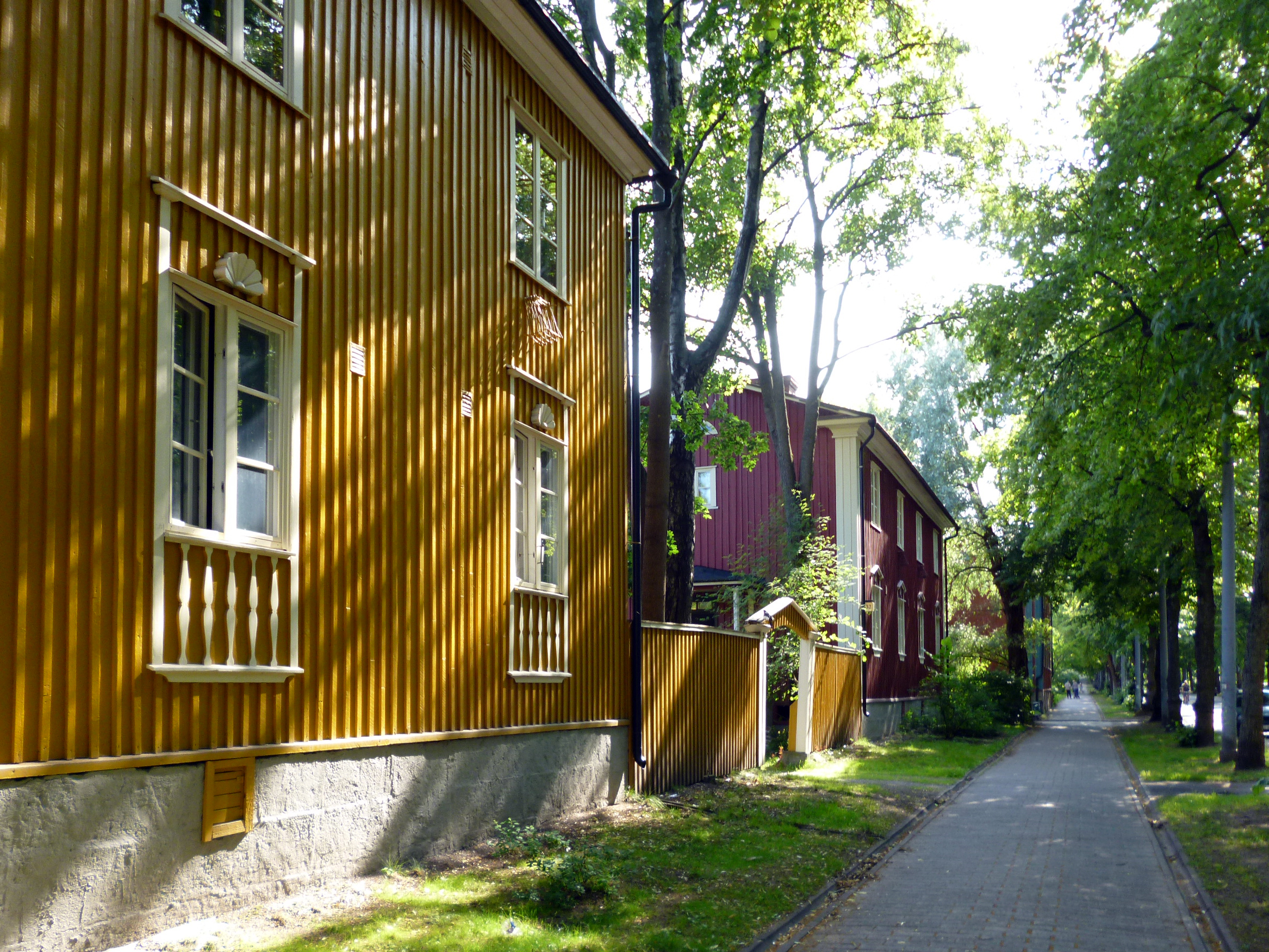
Zone d'habitation des travailleurs de Puu-Käpylä Helsinki (1920-1925).
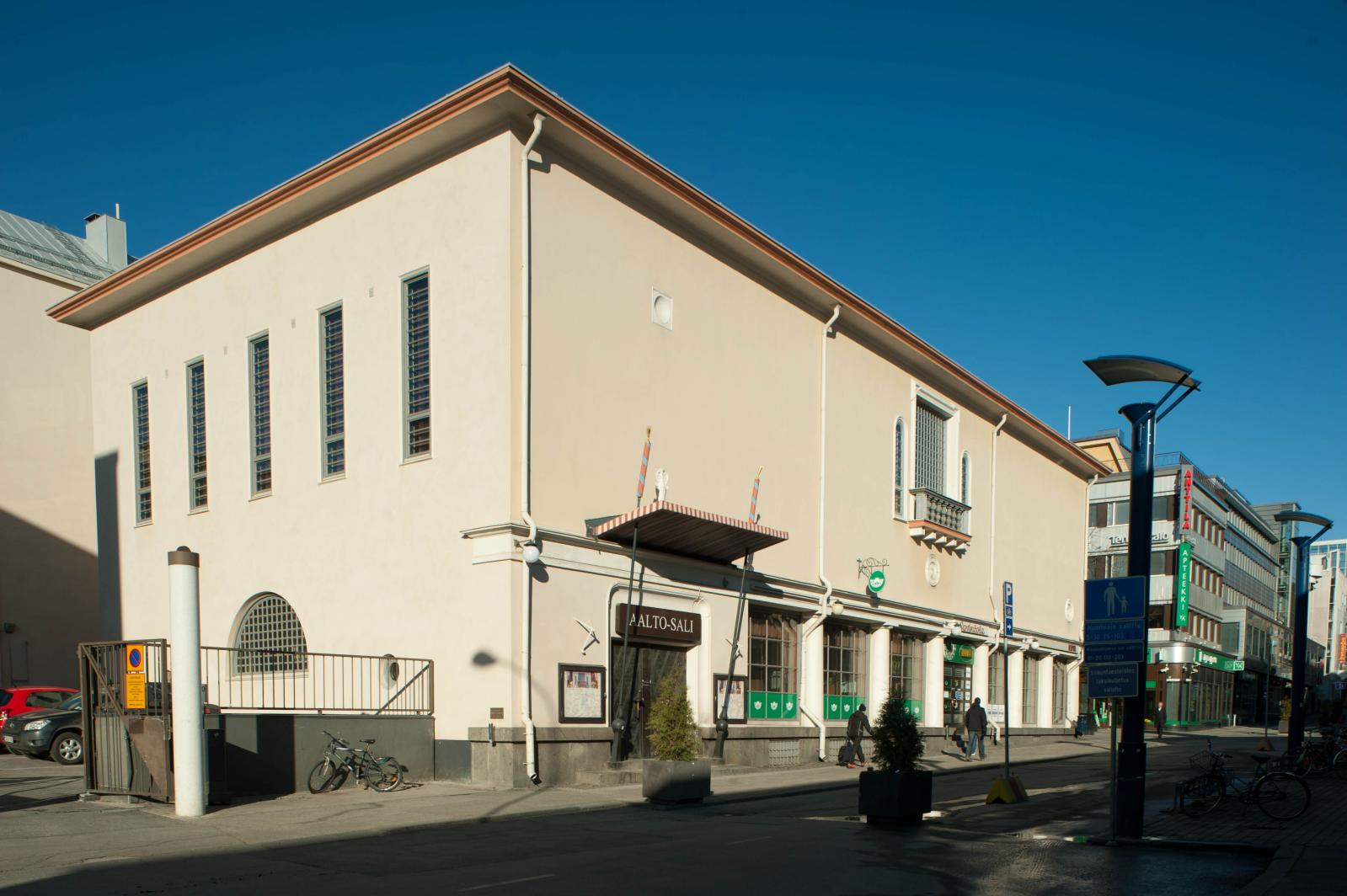
Club des travailleurs de Jyväskylä (Alvar Aalto et Aino Aalto, 1925).
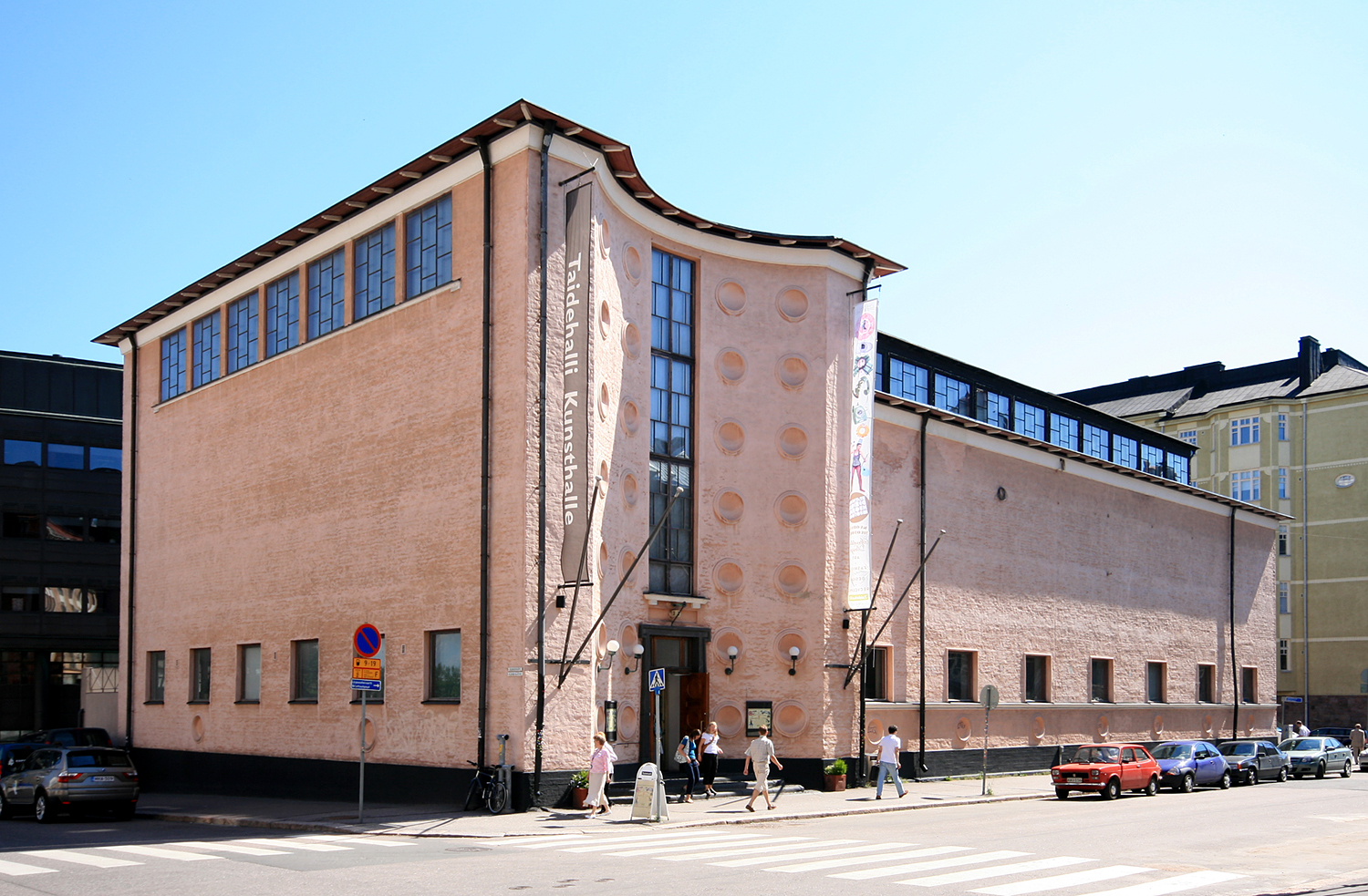
Galerie d'art d'Helsinki (Hilding Ekelund et Jarl Eklund, 1928).
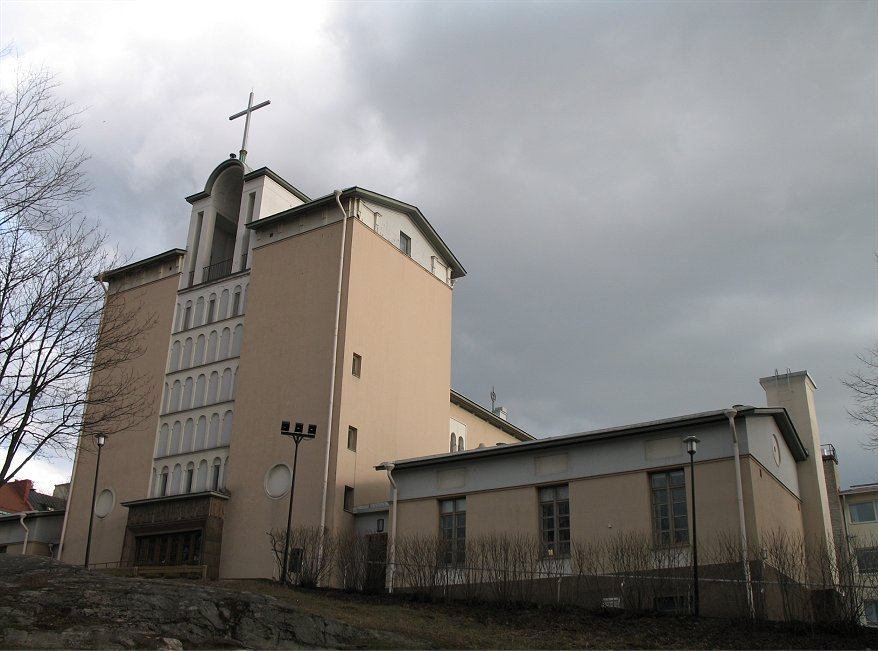
Église de Töölö, Helsinki (Hilding Ekelund, 1930).
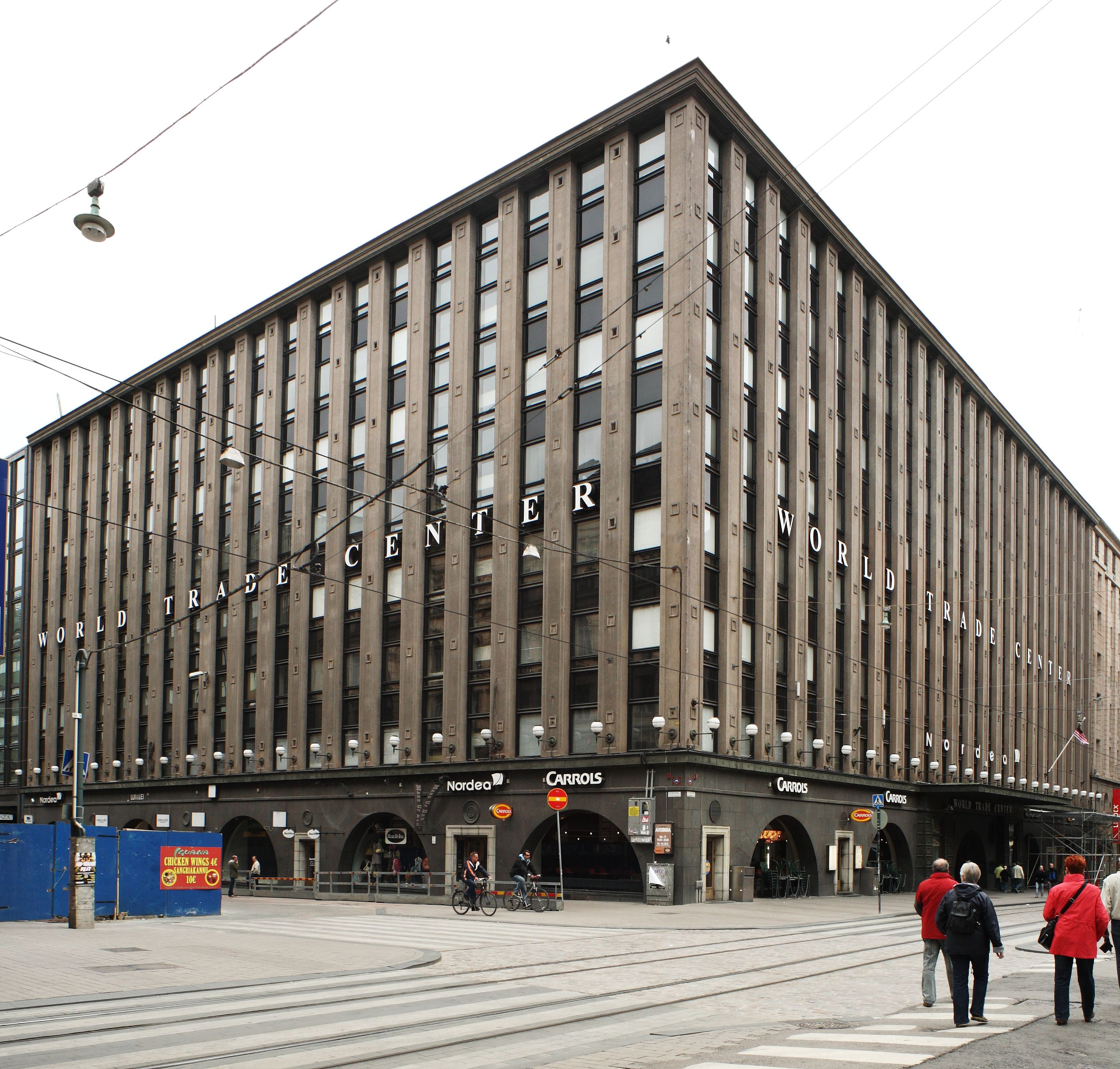
Bâtiment de la banque Liittopankki à Helsinki (Pauli Blomstedt, 1929).
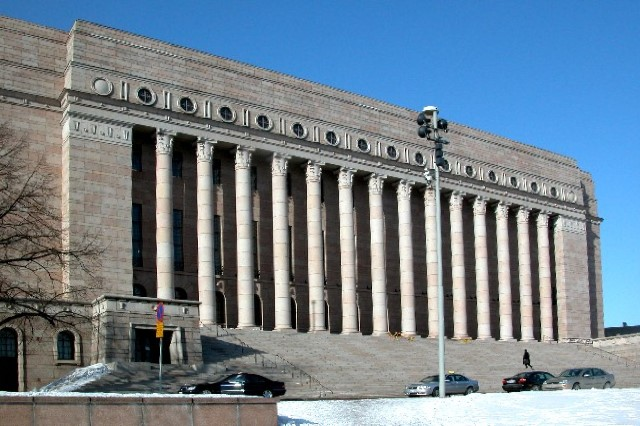
Bâtiment du Parlement de Finlande (Johan Sigfrid Sirén, 1931).
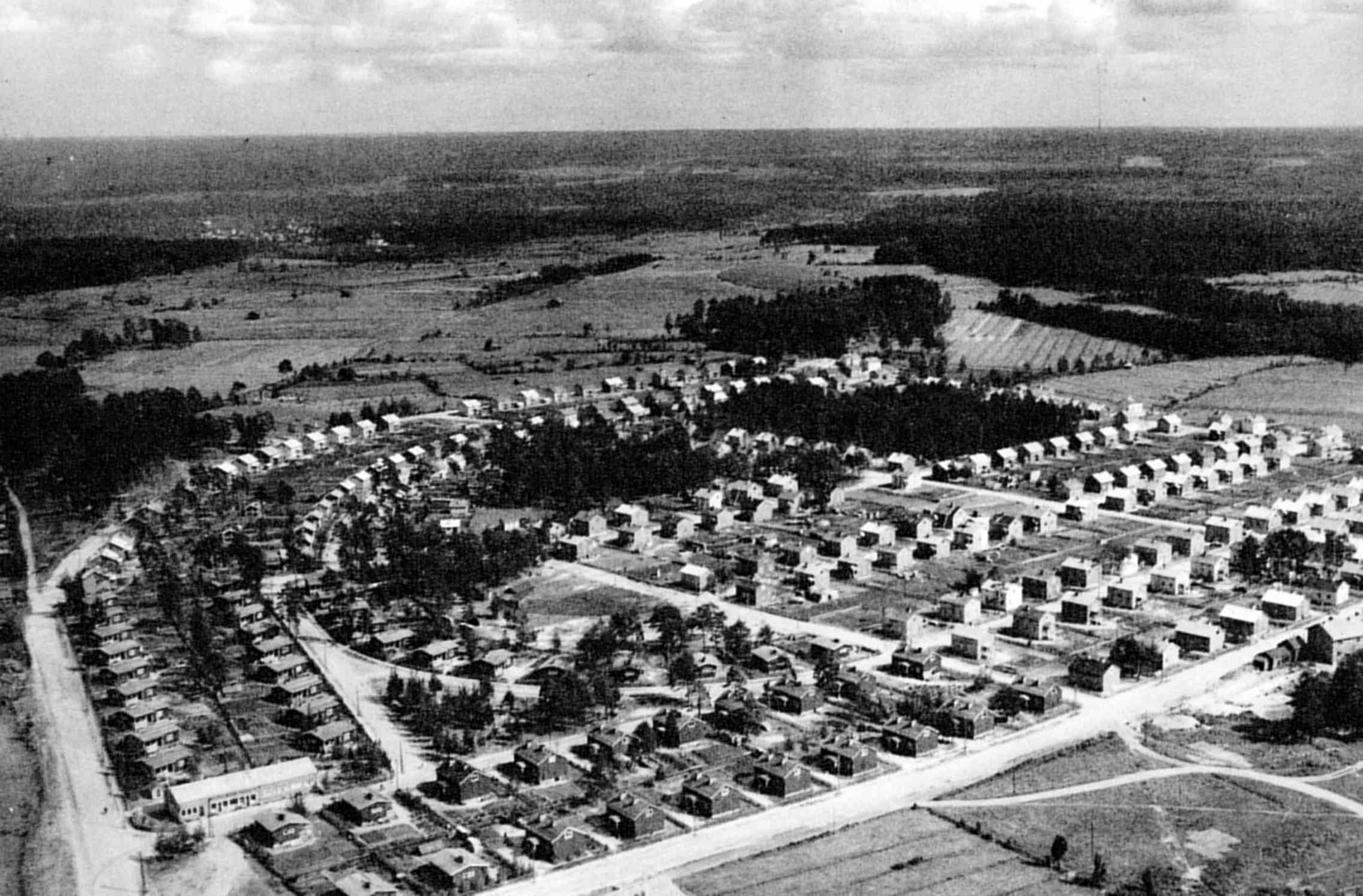
Maisons Rintamamiestalo (Vétérans de guerre) à Karjasilta, Oulu (en 1950).
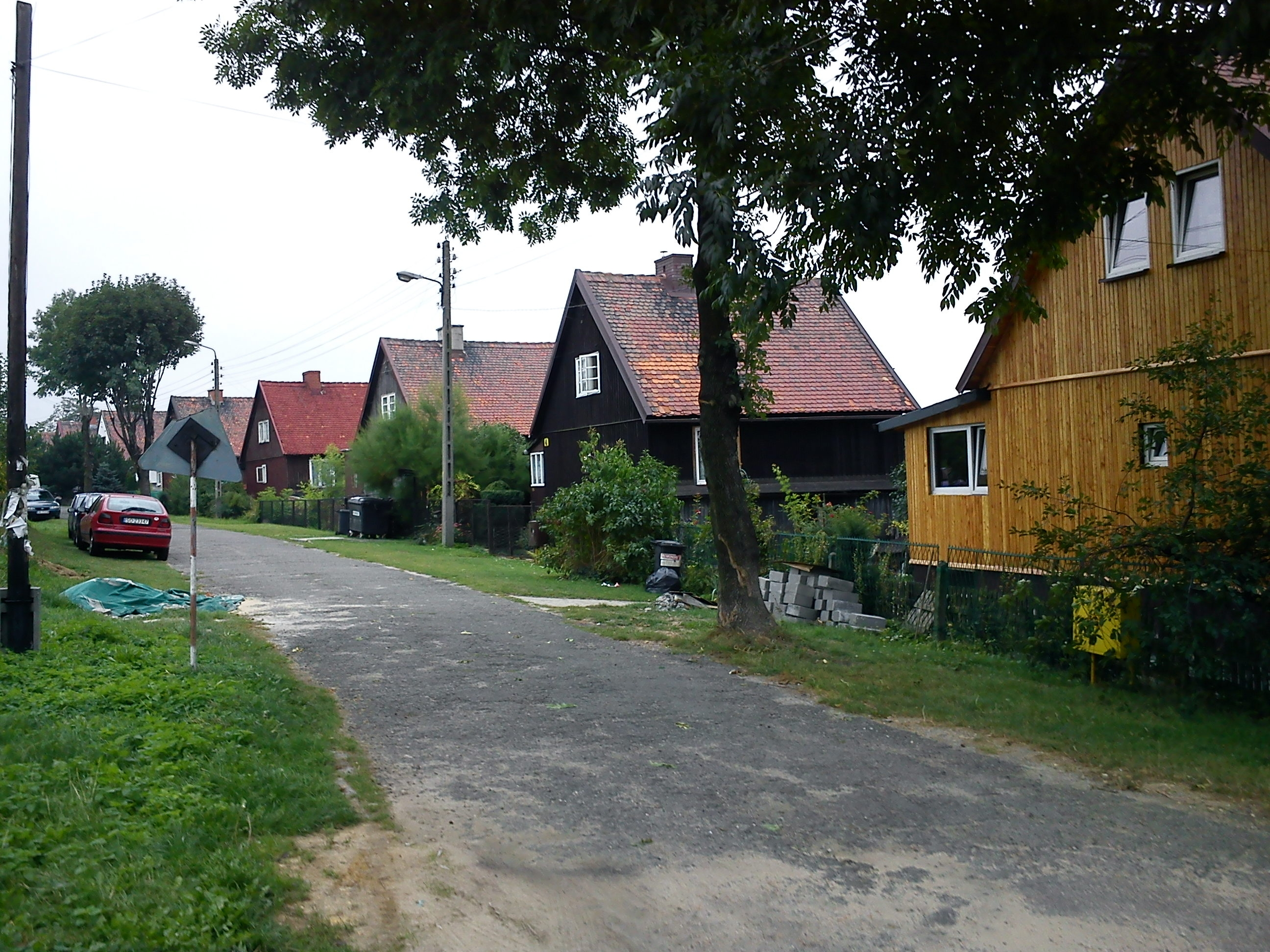
Maisons finlandaises à Sosnowiec en Pologne (fin des années 1940).

En dehors du domaine de l'habitat, la période du classicisme nordique est considérée comme assez brève, supplantée par une architecture développée dans d'autres pays européens, en particulier dans la conception des banques et autres immeubles de bureaux, typique de Frosterus et Pauli E. Blomstedt, comme le bâtiment de la banque Liittopankki à Helsinki, 1929. En réalité, une synthèse d'éléments de différents styles apparaît. Néanmoins, à la fin des années 1920 et au début des années 1930, il y a déjà un mouvement significatif vers le fonctionnalisme, inspiré surtout par les théories de l'architecte franco-suisse Le Corbusier, mais aussi par des exemples voisins, une fois de plus en Suède, comme à l'Exposition de Stockholm de 1930 d'Asplund et Sigurd Lewerentz. Mais à l'époque, certains architectes essaient alors d'exprimer leur mécontentement face aux styles statiques, tout comme en leur temps Sigurd Frosterus et Gustaf Strengel avaient critiqué le romantisme national. Pauli E. Blomstedt, qui avait certainement conçu des bâtiments importants, dans le style nordique du classicisme, devient alors un véhément critique, écrivant de manière sarcastique, dans un essai de 1928, Anémie architecturale sur le sens du bon goût, du classicisme nordique, à une époque où il avait déjà endossé le fonctionnalisme blanc :

« Il n'y aura bientôt plus de différence entre un architecte et un tailleur à la mode. Les couturiers se rendent chaque printemps dans les maisons de couture parisiennes, et nous, architectes, nous nous rendons de temps en temps à Stockholm ou Göteborg pour y découvrir les dernières nouveautés de la saison, c'est-à-dire si elles n'ont pas déjà été publiées dans notre Revue des Modes, notre revue Byggmästaren ou notre revue Architekten. Les encadrements de fenêtres, les colonnades prêtes à l'emploi et les couleurs douces-amères, même les intérieurs complets peuvent se retrouver en Finlande. Mais nous nous sommes développés au cours des dernières années, et les façades et les paysages urbains sont si harmonieux ! C'est ce que beaucoup disent. [...] ajoutons quelques cercles - appelés médaillons - entre les fenêtres de certains étages, et pour démontrer un art sensible, nous trouvons une délicate corde à linge pendante d'une guirlande, ou un méandre aplani, ou même une étoile dorée, ce qui est une solution extrêmement élégante, »

.

#### Développement de l'architecture moderniste
Blomstedt lui-même meurt prématurément en 1935, à l'âge de 35 ans. Le principal contributeur au développement du modernisme en Finlande a été son contemporain Alvar Aalto, qui était l'ami d'Asplund et aussi de l'architecte suédois Sven Markelius. Ce dernier invite Aalto à rejoindre le Congrès international d'architecture moderne (CIAM), dont le maître d'œuvre est Le Corbusier. La réputation d'Aalto en tant que contributeur important au modernisme est confirmée par son implication dans le CIAM et par la publication de ses œuvres dans des revues architecturales, d'envergure mondiale, ainsi que dans des livres significatifs sur l'histoire de l'architecture, notamment dans la deuxième édition (1949) de Space, Time and Architecture (en) par le secrétaire général du CIAM, Sigfried Giedion
. Les édifices importants d'Aalto datent de la première période du modernisme, qui correspond essentiellement aux principes théoriques et à l'esthétique architecturale de Le Corbusier et d'autres architectes modernistes tels que Walter Gropius. Ils comprennent les bureaux du journal Turku Sanomat à Turku, le sanatorium de Paimio (1932), dans le cadre d'une campagne nationale pour la construction d'un sanatorium contre la tuberculose et la bibliothèque de Viipuri (1927-1935). Au cœur du fonctionnalisme, il y a une attention particulière portée à l'utilisation du bâtiment. Dans le cas du sanatorium Paimio d'Aalto, le point de départ de la conception, affirme-t-il, est de faire du bâtiment lui-même un élément contribuant au processus de guérison. Aalto aime appeler le bâtiment un « instrument médical ». Par exemple, une attention particulière est accordée à la conception des chambres à coucher des patients : celles-ci contiennent généralement deux patients, chacun avec son propre placard et son propre lavabo. Aalto conçoit des lavabos spéciaux, sans éclaboussures, afin que le patient ne dérange pas l'autre pendant le lavage. Les patients passent de nombreuses heures allongés, et Aalto a donc placé les lampes, dans la chambre, hors de la ligne de vision des patients et peint le plafond d'un vert sombre relaxant afin d'éviter l'éblouissement. Chaque patient dispose de son propre placard spécialement conçu, fixé au mur et sur le sol pour faciliter le nettoyage.
Un autre architecte moderniste finlandais de l'époque, qui avait également connu le classicisme nordique et qui fut brièvement associé à Aalto, est Erik Bryggman. Ils ont travaillé ensemble à la conception de la Foire de Turku en 1929 et sa chapelle de la Résurrection (1941) à Turku est son chef-d'œuvre. Cependant, pour Giedion, l'importance d'Aalto l'amène à abandonner le pur modernisme au profit d'une architecture organique, et comme Giedion le voyait, inspoté des formations naturelles de la Finlande. Bien que ces éléments organiques soient déjà apparents dans ses premiers projets, ils apparaissent plus clairement dans la villa Mairea à Noormarkku (1937-1939), un chef-d'œuvre d'Aalto, une maison conçue pour l'industriel Harry Gullichsen et son épouse Maire Gullichsen et inspirée par la maison sur la cascade de Frank Lloyd Wright en Pennsylvanie. Bien qu'il s'agisse d'une villa de luxe, Aalto fait valoir que la villa Mairea participe à la recherche de standardisation du logement social.
Le passage du classicisme nordique au fonctionnalisme est parfois brutal et révolutionnaire, comme c'est le cas pour les bureaux du journal Turku Sanomat, d'Aalto, et le sanatorium de Paimio, qui utilisent des caractéristiques modernistes aussi distinctes que l'utilisation de constructions en béton armé, de fenêtres en acier et des toits plats. Le passage du classicisme à la modernité, dans l'approche du design d'Aalto, est illustré par la bibliothèque de Viipuri (1927-1935). Ce bâtiment part à l'origine d'un projet classique à l'époque du concours (1927) puis évolue vers un bâtiment de haute modernité une fois achevé, à la suite de retards dans le projet, tout en conservant bon nombre des idéaux de l'idée originale. Les traces du classicisme nordique se poursuivent naturellement synthétisées avec le fonctionnalisme et un style individuel plus idiosyncrasique, un exemple bien connu étant l'œuvre mature d'Erik Bryggman, la chapelle de la Résurrection à Turku, datant de 1941. Dans une étude majeure de l'architecture finlandaise de cette période, mais avec un accent particulier sur Aalto, l'historien-théoricien grec Demetri Porphyrios (en), soutient que l'ordonnancement organique, l’œuvre de la maturité d'Aalto, utilise la même juxtaposition hétérotopique, c'est-à-dire la juxtaposition d'éléments contraires, évident dans l'architecture Romantique nationale nordique.

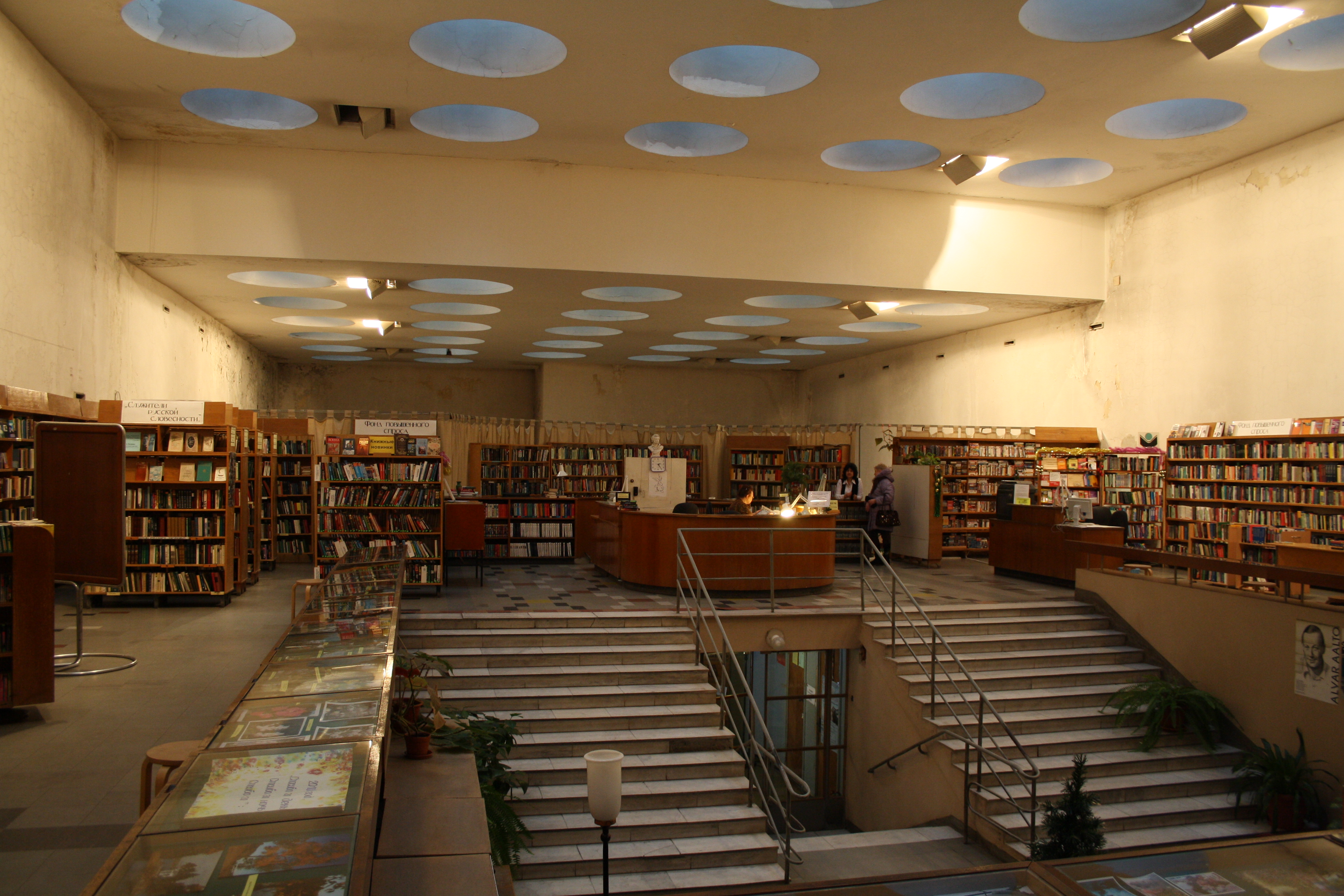
Intérieur de la bibliothèque de Viipuri (Alvar Aalto, 1927-1935).
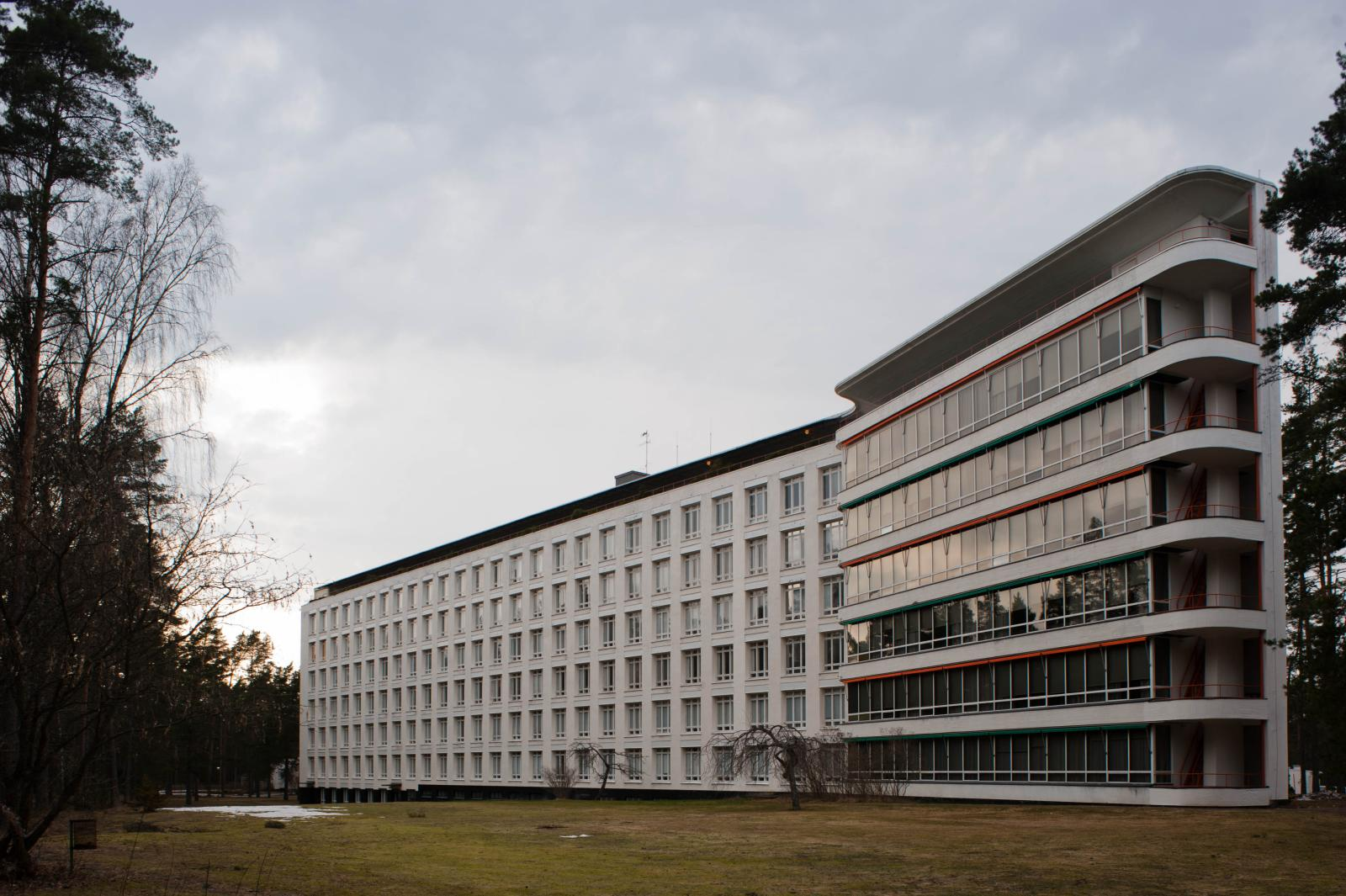
Le sanatorium de Paimio (Alvar Aalto, 1932).
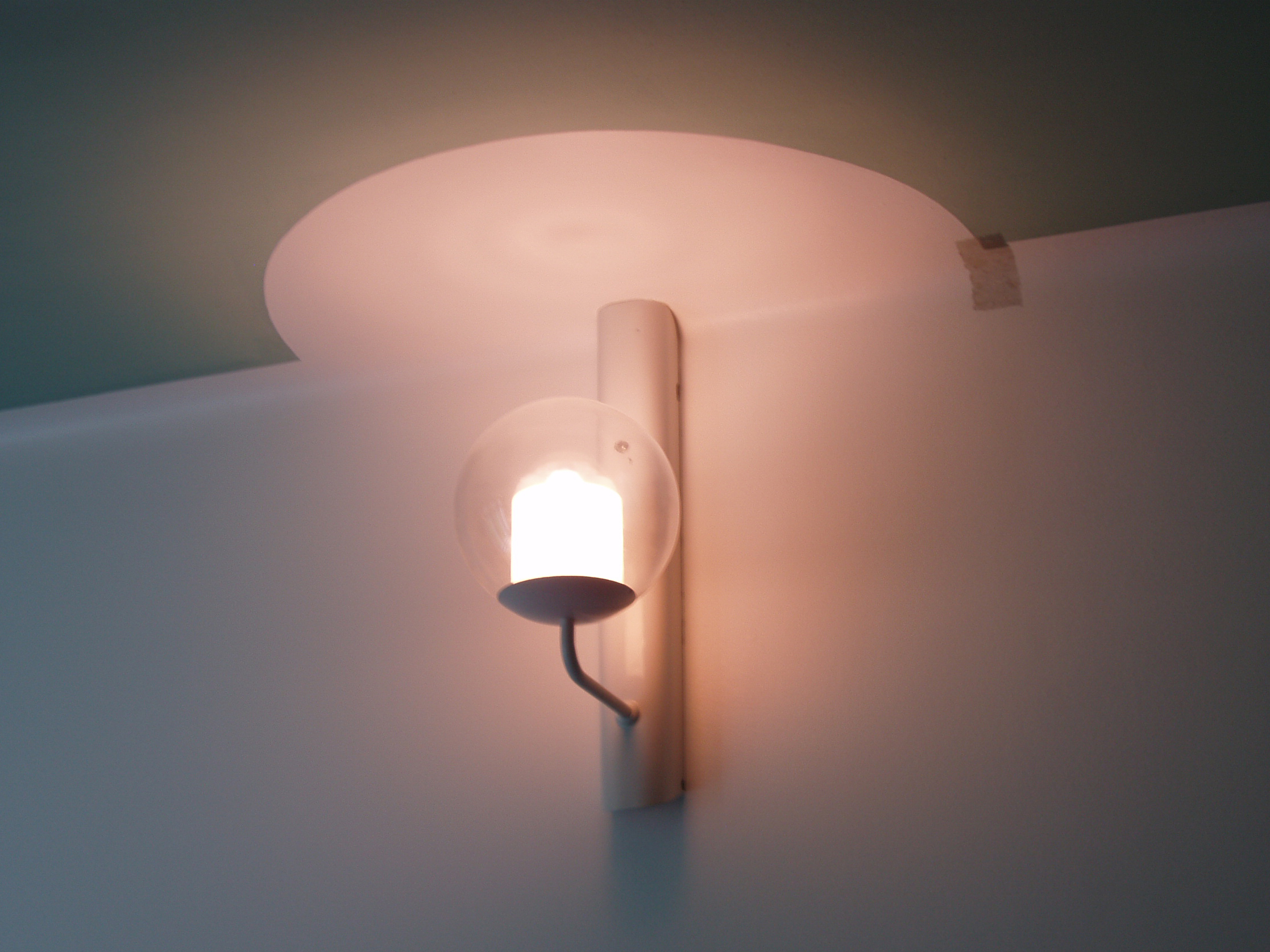
Chambre de patient du sanatorium de Paimio (Alvar Aalto).
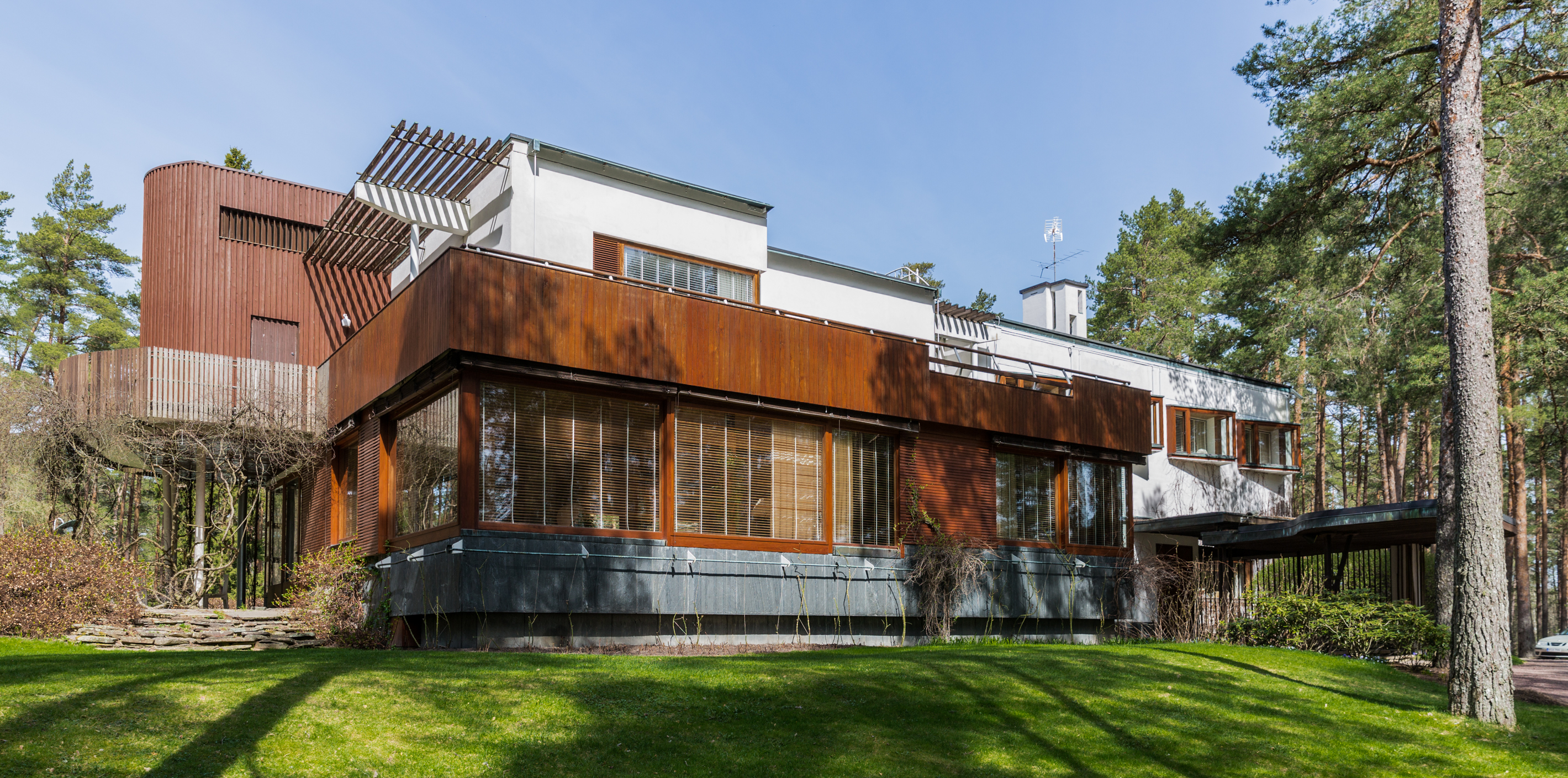
Villa Mairea à Noormarkku (Alvar Aalto, 1938-1939).
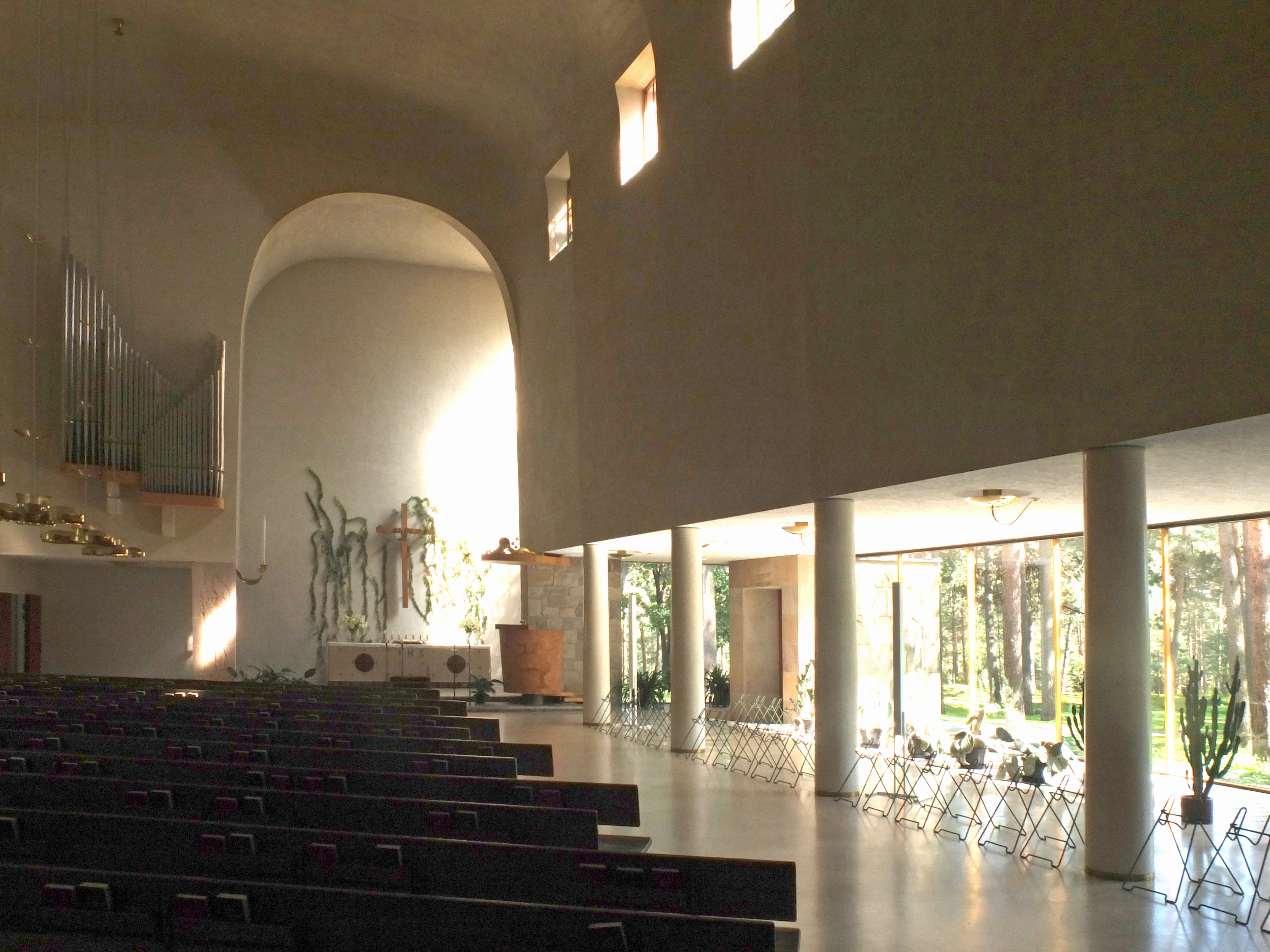
Chapelle du cimetière de Kalevakangas à Tampere (Erik Bryggman, 1941).

### Le fonctionnalisme régional
Les Jeux olympiques d'Helsinki, en 1952, ont été un événement majeur qui a permis à la Finlande de mettre en valeur son architecture moderniste. Parmi les bâtiments de ce style, le stade olympique, des architectes Yrjö Lindegren et Toivo Jäntti (fi), dont la première version fut le résultat d'un concours d'architecture, en 1938, destiné aux jeux qui devaient avoir lieu en 1940, jeux annulés en raison de la guerre, mais qui se déroulent en 1952 finalement dans un stade plus grand. Le rôle de ces Jeux olympiques, dans le domaine de l'architecture, est l'association de l'architecture moderne, blanche et fonctionnaliste à la modernisation de la nation, ce qui lui permet de bénéficier d'un soutien du public. En effet, celui-ci peut contribuer au financement de la construction du stade en achetant divers objets souvenirs. L'architecture fonctionnaliste s'est également développée par le biais de divers bureaux d'architecture étatiques, tels que l'armée, l'industrie et, dans une moindre mesure, le tourisme. Un « fonctionnalisme blanc » caractérise la maturité de l'architecture d'Erkki Huttunen, chef du département de construction de la coopérative commerciale Suomen Osuomen Osuuskauppojen Keskuskunta (SOK), comme en témoignent leurs ateliers de production, entrepôts, bureaux et même magasins construits dans tout le pays. Le premier d'entre eux est un bureau et un entrepôt combinés à Rauma (1931), avec des murs en crépi blanc, une terrasse sur le toit avec balustrade rappelant les rambarde de navire, de grandes fenêtres au niveau de la rue et des escaliers d'accès courbes.
Le ministère de la Défense possède son propre département d'architecture et, dans les années 1930, de nombreux bâtiments militaires sont conçus dans le style du fonctionnalisme blanc. L'hôpital militaire de Viipuri et l'hôpital militaire de Tilkka à Helsinki (1936), tous deux conçus par Olavi Sortta (fi), en sont deux exemples. Après l'indépendance, l'industrie du tourisme se développe et l'accent est mis sur la découverte de la nature sauvage de la Laponie : l'architecture fonctionnaliste blanche, alors à la mode, de l'hôtel Pohjanhovi à Rovaniemi, par Pauli Blomstedt (1936), s'adresse aux touristes finlandais de la classe moyenne croissante ainsi qu'aux touristes étrangers en Laponie. Il est cependant détruit pendant la guerre de Laponie, en 1944. Dans le même temps, des auberges plus modestes et rustiques sont construites.
Après la Seconde Guerre mondiale, la Finlande cède à l'Union soviétique 11 % de son territoire et 30 % de ses actifs économiques dans le cadre du traité de paix de Moscou de 1940. De plus, 12 % de la population finlandaise, dont 422 000 Caréliens, sont évacués. La réponse de l'État à cette situation est connue sous le nom de période de reconstruction. La reconstruction commence dans les zones rurales où vivent alors les deux tiers de la population. La reconstruction consiste non seulement à réparer les dommages causés par la guerre, comme la destruction de la ville de Rovaniemi par l'armée allemande lors de sa retraite. Mais aussi, elle entame une urbanisation plus poussée, des programmes de logements standardisés, des programmes de construction d'écoles, d'hôpitaux, d'universités et d'autres bâtiments de service public, ainsi que la construction de nouvelles industries et de centrales électriques. Ainsi, l'architecte Aarne Ervi conçoit cinq centrales électriques, le long du fleuve Oulujoki, dans la décennie qui suit l'après-guerre, et Alvar Aalto crée plusieurs complexes industriels après la guerre, bien qu'en fait il ait déjà été fortement impliqué dans la conception de projets de différentes ampleur pour des entreprises industrielles finlandaises, au cours des années 1930. Cependant, malgré l'expansion des travaux publics, la décennie qui suit la guerre est marquée par des pénuries de matériaux de construction, à l'exception du bois. L'Église évangélique-luthérienne de Finlande est également devenue une figure majeure de l'architecture, dans l'entre-deux-guerres et l'après-guerre, en organisant des concours d'architecture avec l'association finlandaise des architectes (SAFA) pour la conception de nouvelles églises et chapelles de cimetières dans tout le pays. Parmi les exemples les plus importants en temps de guerre et après-guerre, on peut citer : la chapelle de la Résurrection de Turku (Erik Bryggman, 1941), l'église de Lahti (Alvar Aalto, 1950), l'église des trois croix d'Imatra (Alvar Aalto, 1952-1957), la chapelle du cimetière de Vatiala à Tampere (Viljo Revell, 1960), l'église de Hyvinkää (Aarno Ruusuvuori, 1960), et la chapelle de la sainte croix de Turku (Pekka Pitkänen, 1967). Vuoks Bryggman, en particulier, a conçu plusieurs chapelles de cimetière, mais il a aussi été le l'architecte le plus prolifique de sépultures de guerre, conçues en collaboration avec d'autres artistes.

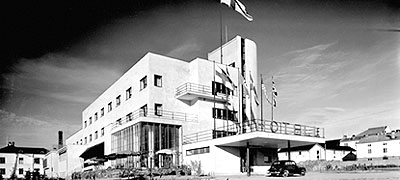
Hôtel Pohjanhovi à Rovaniemi, Pauli Blomstedt (1936, détruit en 1944).
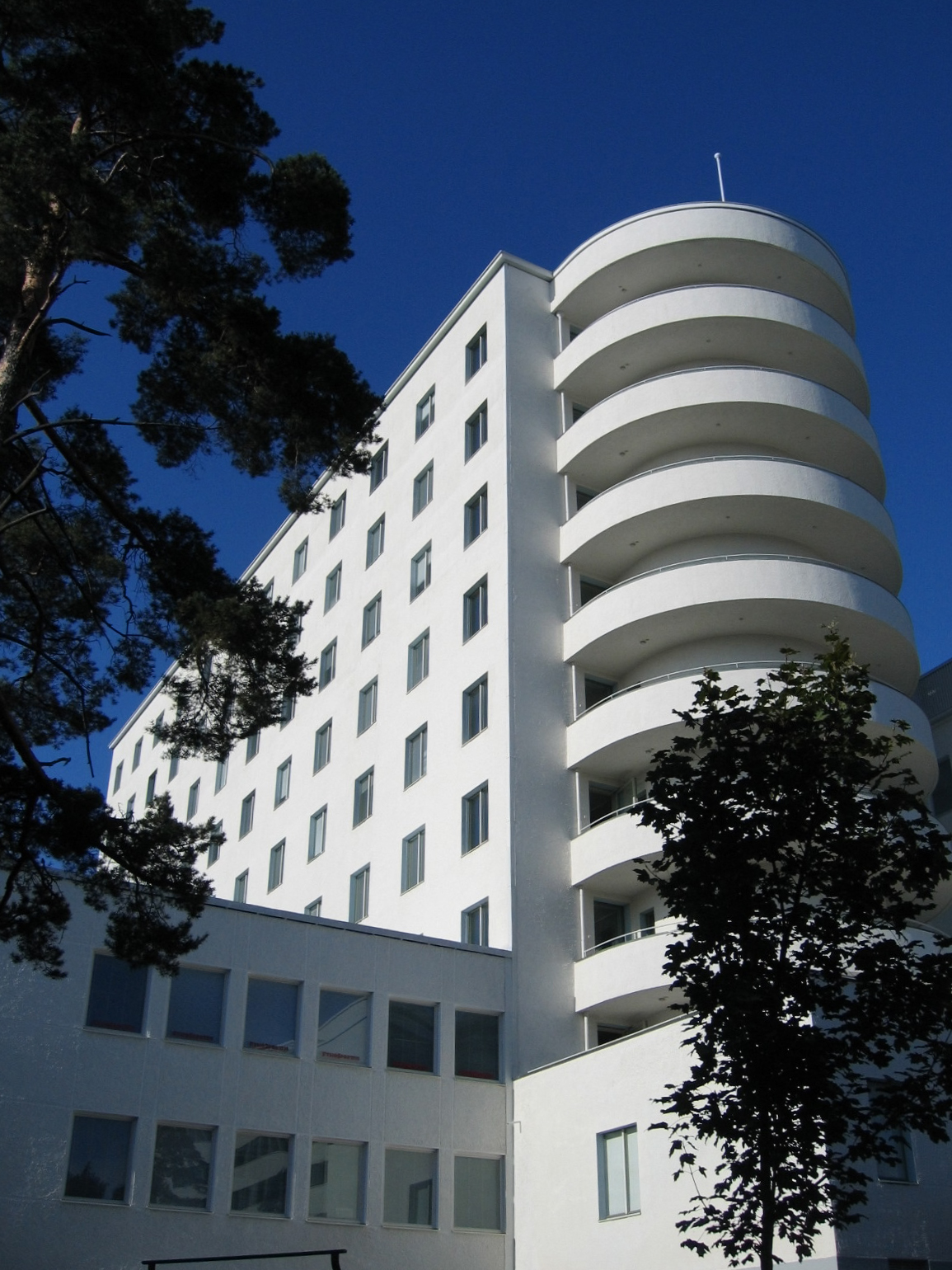
L'hôpital militaire de Tilkka à Helsinki (Olavi Sortta, 1936).
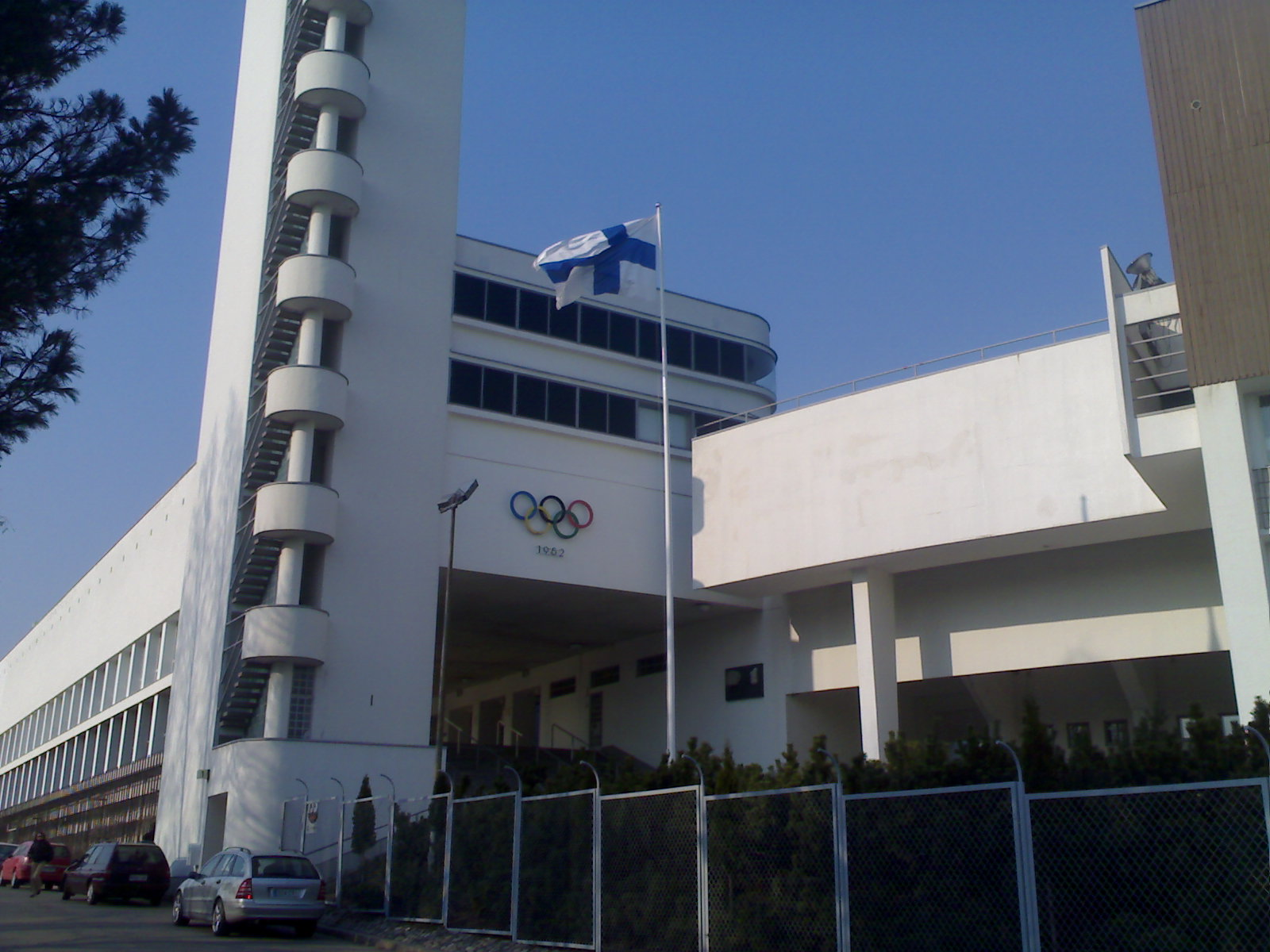
Stade olympique d'Helsinki (Yrjö Lindegren et Toivo Jäntti, 1938-1950).
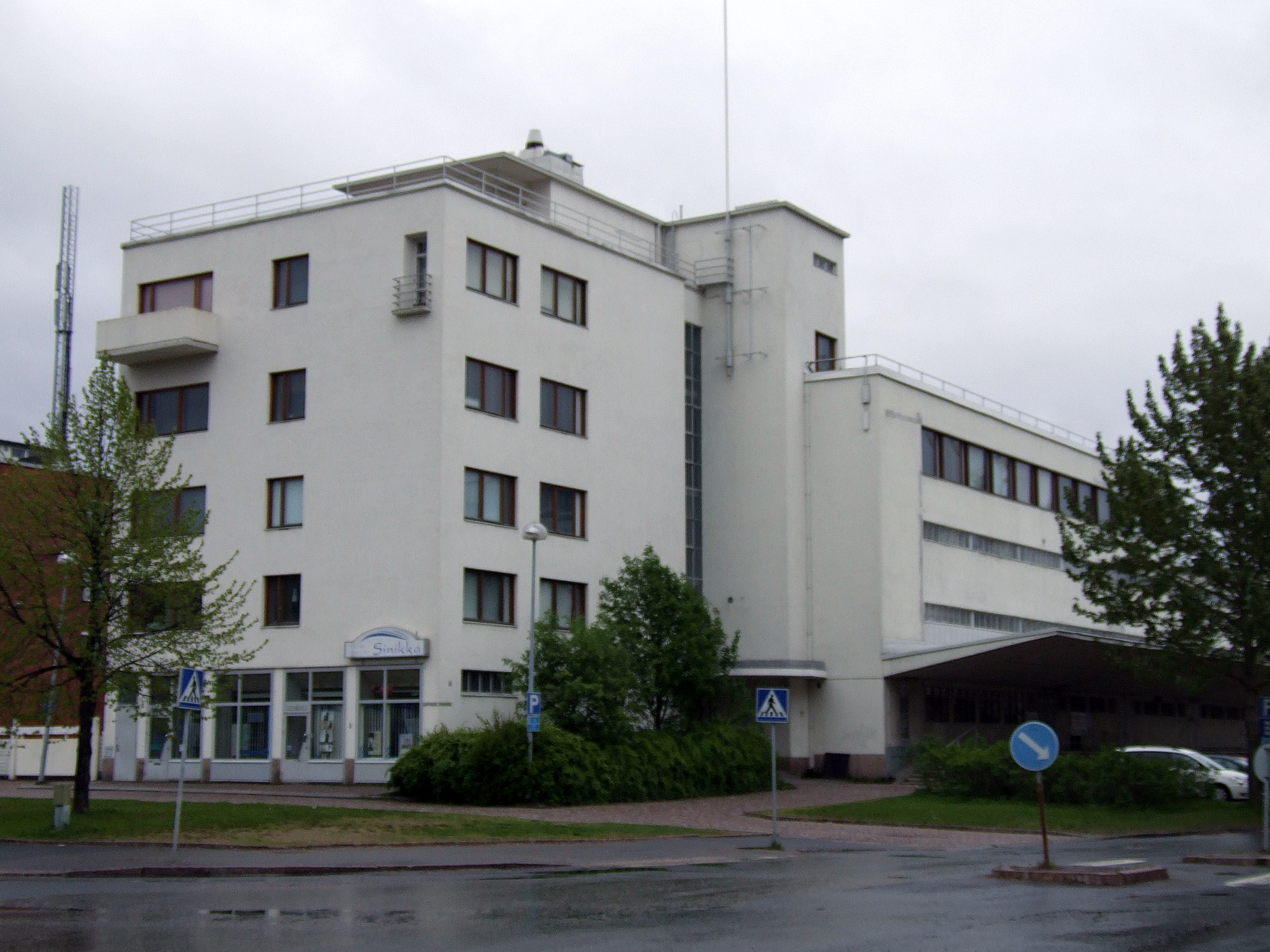
Bureaux et entrepôts du SOK à Oulu (Erkki Huttunen, 1938).
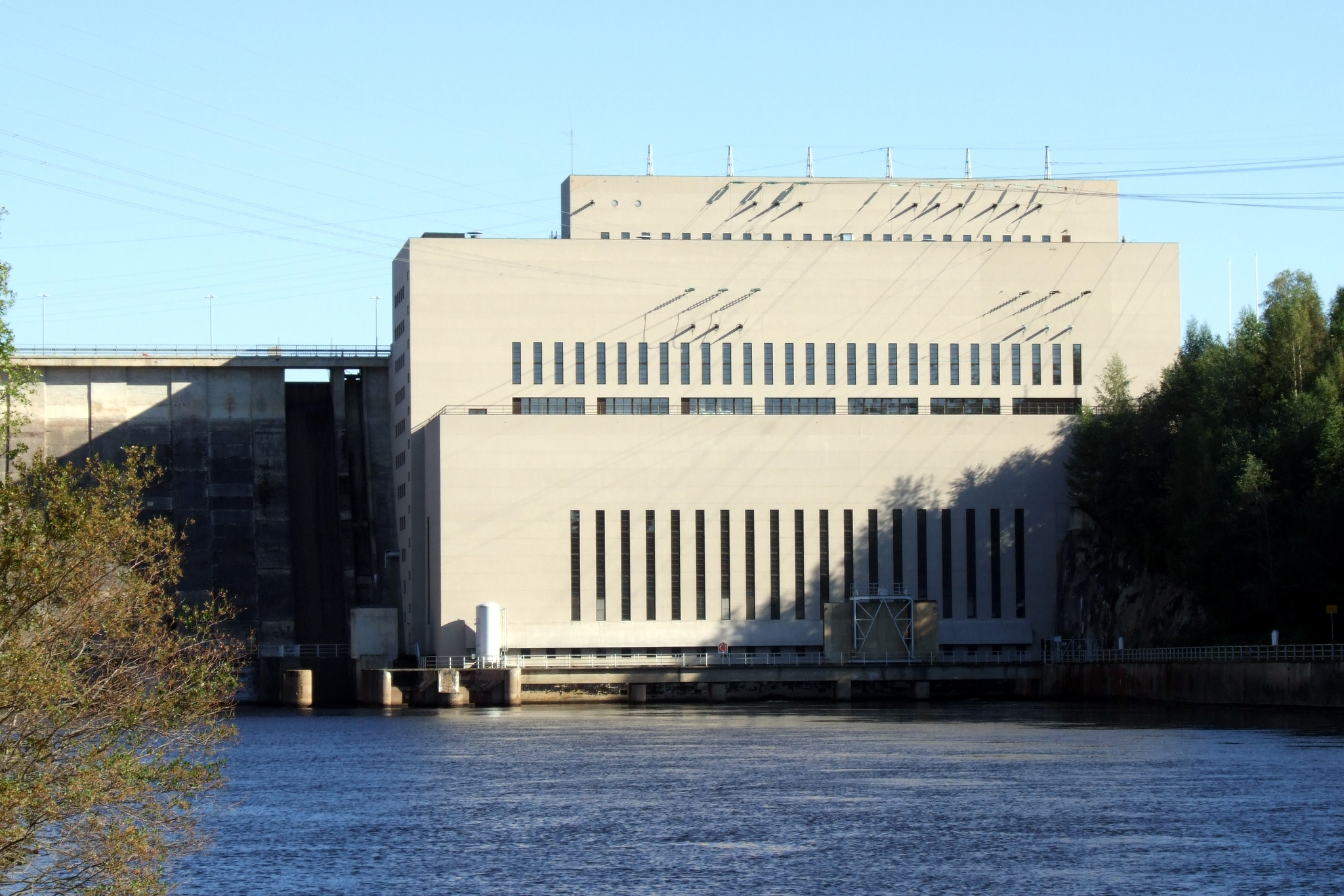
Centrale électrique de Pyhakoski (Aarne Ervi, 1942–1951).
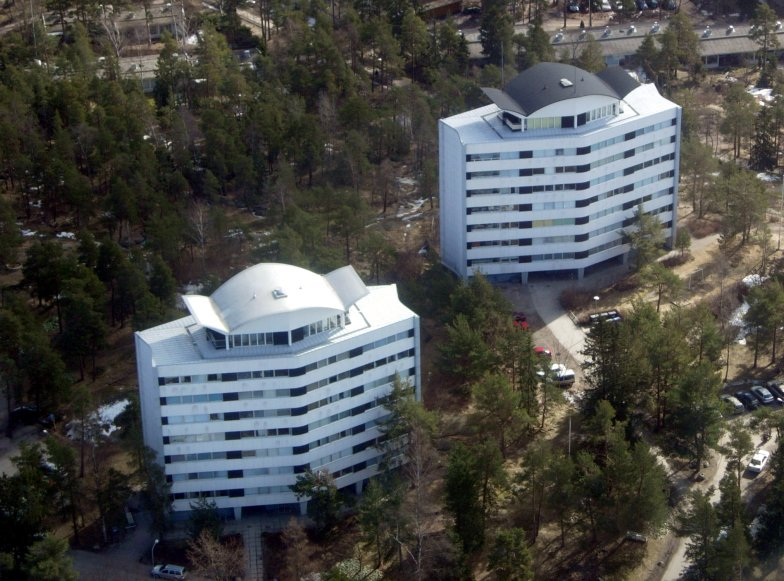
Les bâtiments flacon, Tapiola (Viljo Revell, 1953).
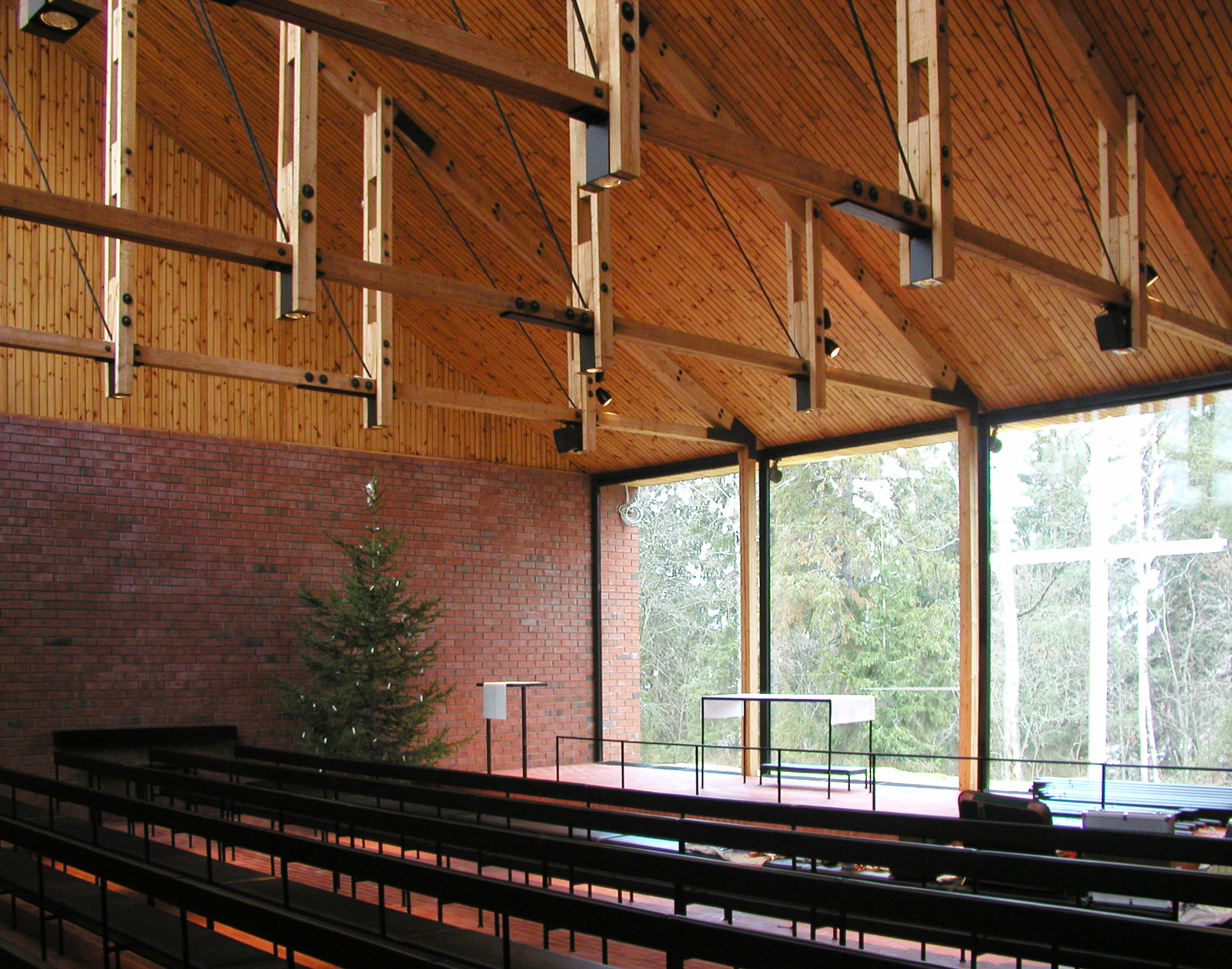
La chapelle d'Otaniemi, Espoo (Kaija Siren et Heikki Siren, 1954-1957).
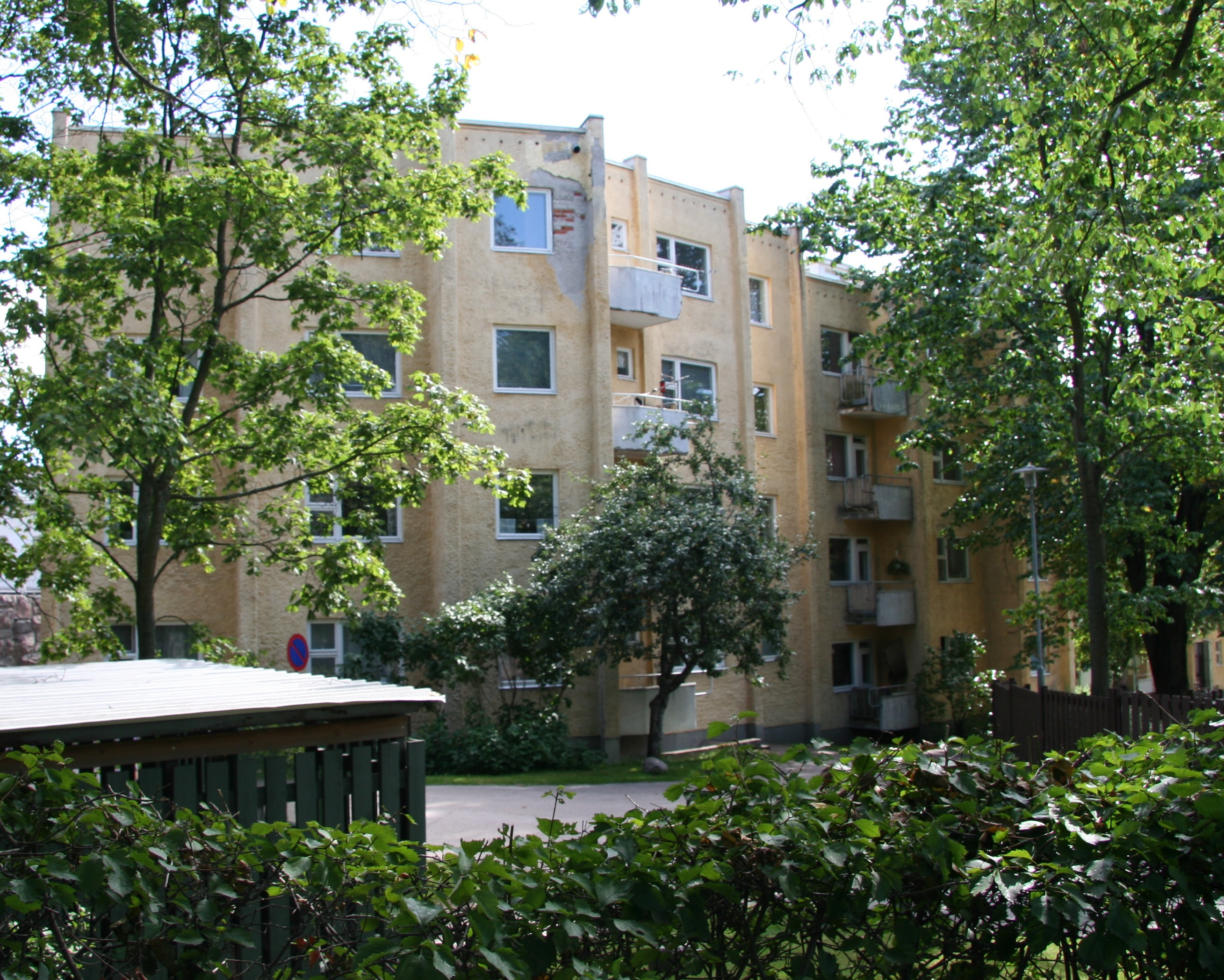
Immeuble Serpentin (immeubles d'habitation) à Helsinki (Yrjö Lindegren, 1949-1951).
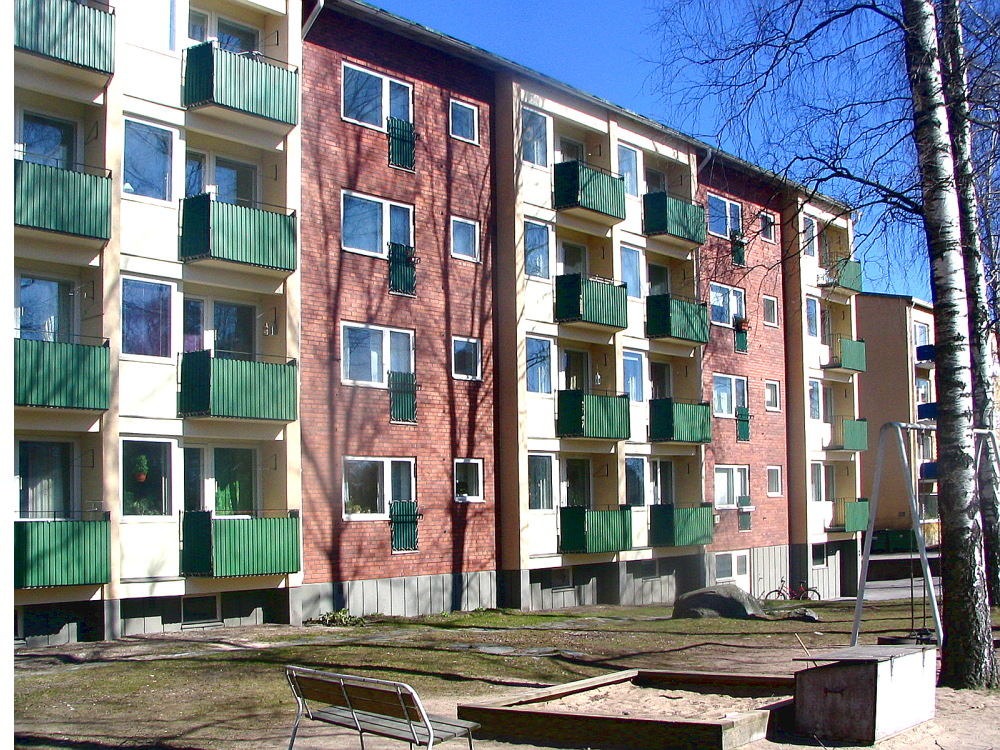
Zone d'habitation Roihuvuori à Helsinki (Hilding Ekelund, 1957).
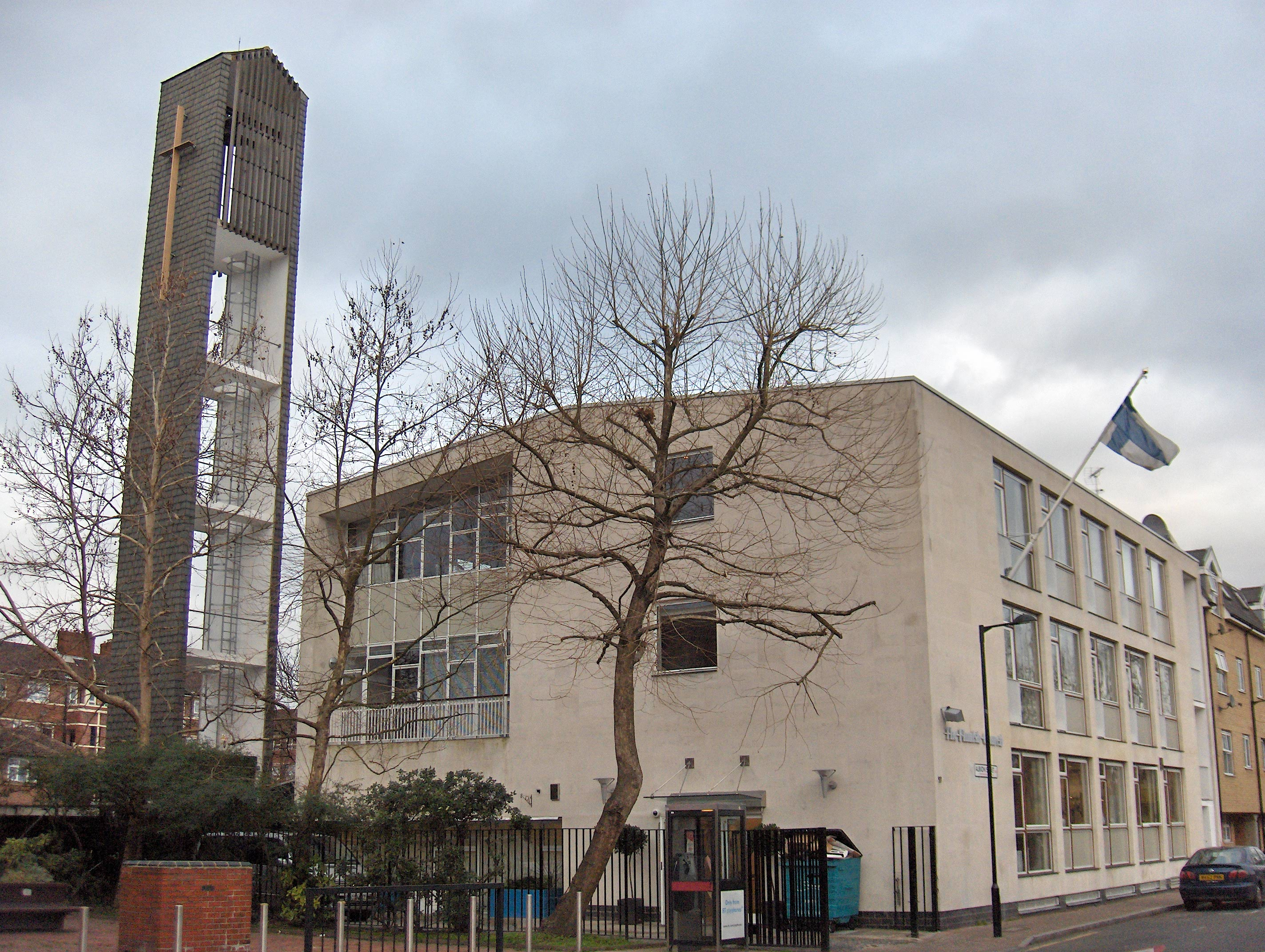
Église finlandaise à Londres (Cyril Mardall-Sjöström, 1958).

Les années 1950 marquent également le début d'un exode rural particulièrement important, mais ainsi de projets financés par l'État pour le logement social. Un exemple majeur est Käärmetalo (littéralement en français : Immeuble serpent, communément appelé en anglais : Serpentine house), (1949-1951) par Yrjö Lindegren. Construit en utilisant la brique enduite traditionnelle, le bâtiment a néanmoins une forme moderne en forme de serpent qui suit la topographie de la zone tout en créant également de petites cours en forme de poche pour les résidents. Mais au-delà de la forme, il ne s'agit pas seulement de produire des logements de masse basés sur des systèmes de standardisation et de construction d'éléments préfabriqués. Hilding Ekelund, qui était auparavant responsable de la conception du village des athlètes, pour les Jeux olympiques, a été l'un des chefs de file de l'architecture des logements sociaux. Le processus d'urbanisation traditionnel a cependant été remis en question par la conception de « villes forestières », des constructions de grande hauteur, situées dans des zones forestières, à la périphérie des grandes villes, comme la banlieue de Pihlajamäki à Helsinki (1959-1965), sur la base d'un plan d'urbanisme d'Olli Kivinen et des plans de construction de Lauri Silvennoinen. Ainsi, la zone comprend des bâtiments fonctionnalistes blancs de neuf étages et des bâtiments lamellaires allant jusqu'à 250 mètres de long sur quatre étages, dans un environnement forestier.
Pihlajamäki a également été l'un des premiers projets de construction en béton préfabriqué en Finlande. L'exemple significatif concernant l'objectif de vie dans la nature est la cité-jardin de Tapiola, située à Espoo, promue par son fondateur Heikki von Hertzen pour encourager la mobilité sociale. L'urbanisme de la cité-jardin est réalisé par Otto-Iivari Meurman, avec les principaux édifices du centre ville par Aarne Ervi et d'autres bâtiments d'Aulis Blomstedt et Viljo Revell, entre autres. Dans les années 1950 et 1960, alors que l'économie finlandaise commence à prospérer avec une industrialisation accrue, l'État providence se consolide, avec l'accroissement du nombre d'hôpitaux, d'écoles, d'universités et d'installations sportives (l'athlétisme étant un sport dans lequel la Finlande brille au niveau international). Les grandes entreprises possède aussi une volonté de qualité architecturale, notamment la laiterie Valio, pour construire des usines rationnelles de haute technologie et plus tard, leur siège social (Helsinki, 1975-1978) par leur propre architecte Matti K. Mäkinen (fi), en collaboration avec l'architecte Kaarina Löfström (fi).
Il y a eu un autre effet à la suite de l'urbanisation et du souci de préserver la nature : les villes traditionnelles, et même les vieilles villes médiévales, comme Porvoo et Rauma, ont été menacées de démolition, pour être remplacées par des rues rectilignes et de grands ensembles urbains de blocs préfabriqués à plusieurs étages. C'est ce qui se produit dans les villes de Turku — où l'on décrit l'ensemble du réaménagement comme la « maladie de Turku » — Helsinki et Tampere. Mais ces deux dernières villes n'ont pas du tout d'architecture médiévale et même Turku avait perdu la majorité de ses bâtiments médiévaux lors du grand incendie de 1827. De toute façon, les quartiers de Porvoo et Rauma sont épargnés, la vieille ville de Rauma, à l'architecture en bois, étant plus tard (1991) classée au patrimoine mondial de l'UNESCO.
Les revenus des habitants augmentent à cette époque et cette nouvelle richesse contribue à l'accroissement du nombre de résidences de loisirs - autrefois réservées aux très riches - situées de préférence seules sur l'un des nombreux bords de lacs eux-mêmes isolés ou sur le bord d'un rivage. Une partie essentielle de la maison de loisirs, occupée pour les vacances d'été et de façon intermittente au printemps et à l'automne, mais fermée l'hiver, est le sauna, généralement situé dans un bâtiment séparé de la maison. En effet, le sauna est traditionnellement un phénomène rural et sa popularité dans les maisons modernes en fait une activité de loisirs plutôt qu'un lieu d'hygiène. L'association finlandaise des architectes (SAFA) et les entreprises commerciales organisent des concours de design pour des modèles standardisés de maisons de loisirs et de saunas, construits de préférence en bois. Les architectes utilisent jusqu'à aujourd'hui la maison d'été et le sauna comme lieu d'expérimentation. En ce qui concerne, la taille et l'opulence, la maison d'été d'Aalto, comme sa maison expérimentale de Muuratsalo (1952-1953), se situe entre les traditions de splendeur de la classe moyenne et la rusticité modeste. À l'inverse, le sauna lacustre qui va avec, construit en rondins, est une application moderne de la construction rustique. Les années 1960 sont marquées par des types de maisons d'été plus expérimentales, conçues dans le but d'être produites en série. Les plus remarquables d'entre elles sont la maison Futuro de Matti Suuronen (1968) et la maison Venturo (1971), d'Alvar Aalto, dont plusieurs seront fabriquées et vendues dans le monde entier. Leur succès est toutefois de courte durée, la production ayant été affectée par la crise énergétique des années 1970.

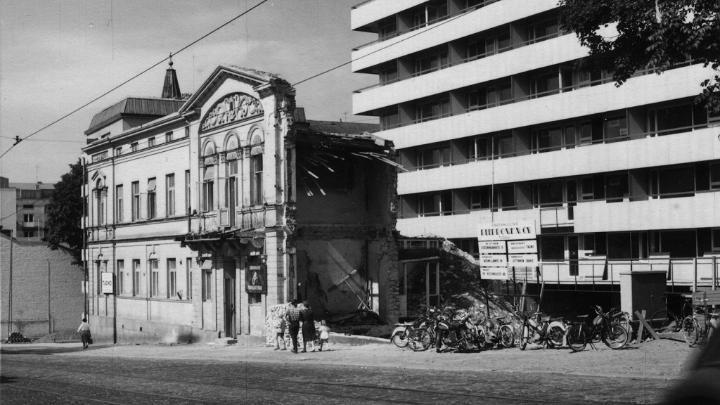
La « maladie de Turku », un changement radical dans le paysage urbain, au début des années 1960.
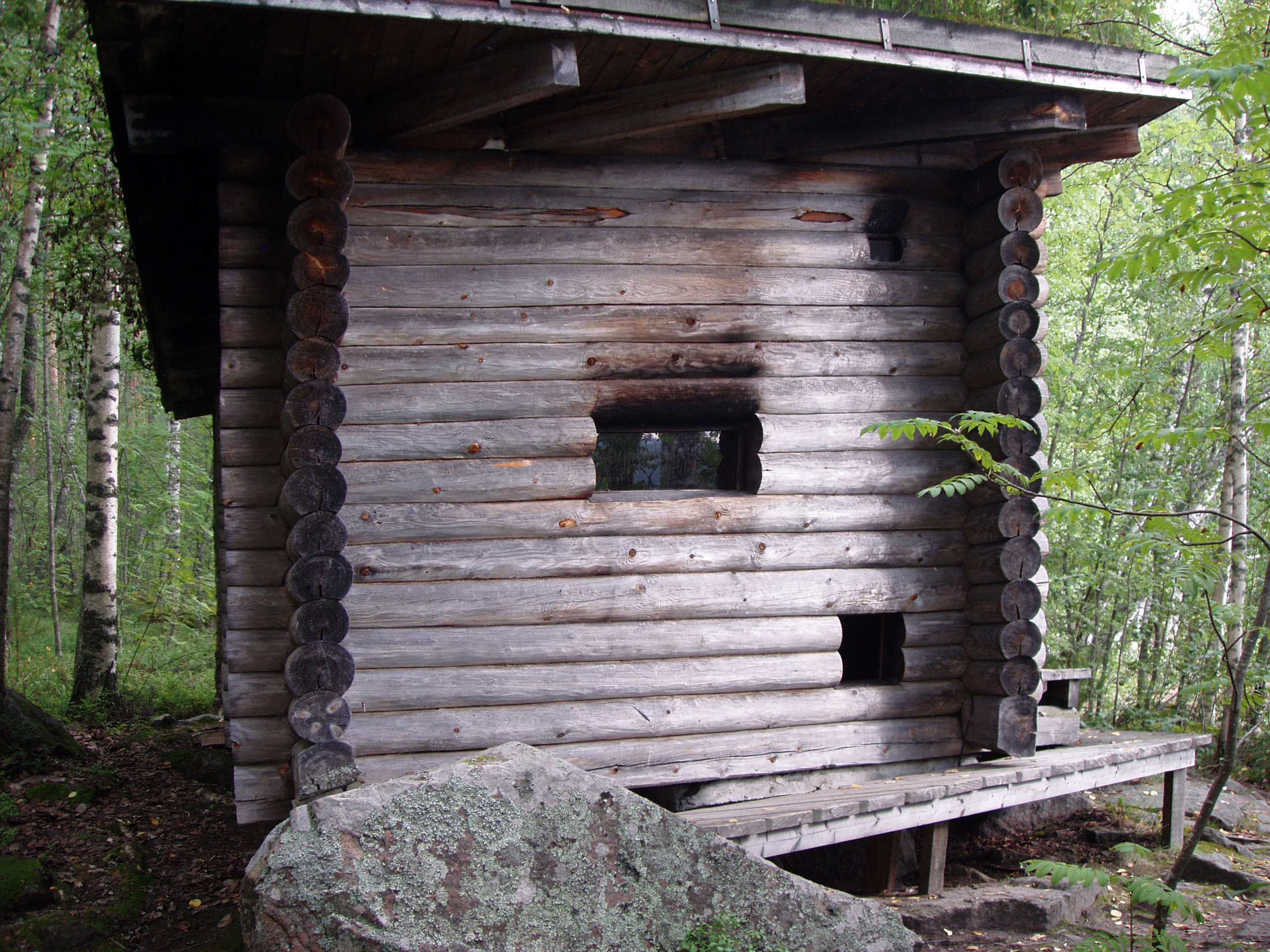
Le sauna de Muuratsalo (Alvar Aalto, vers 1952).
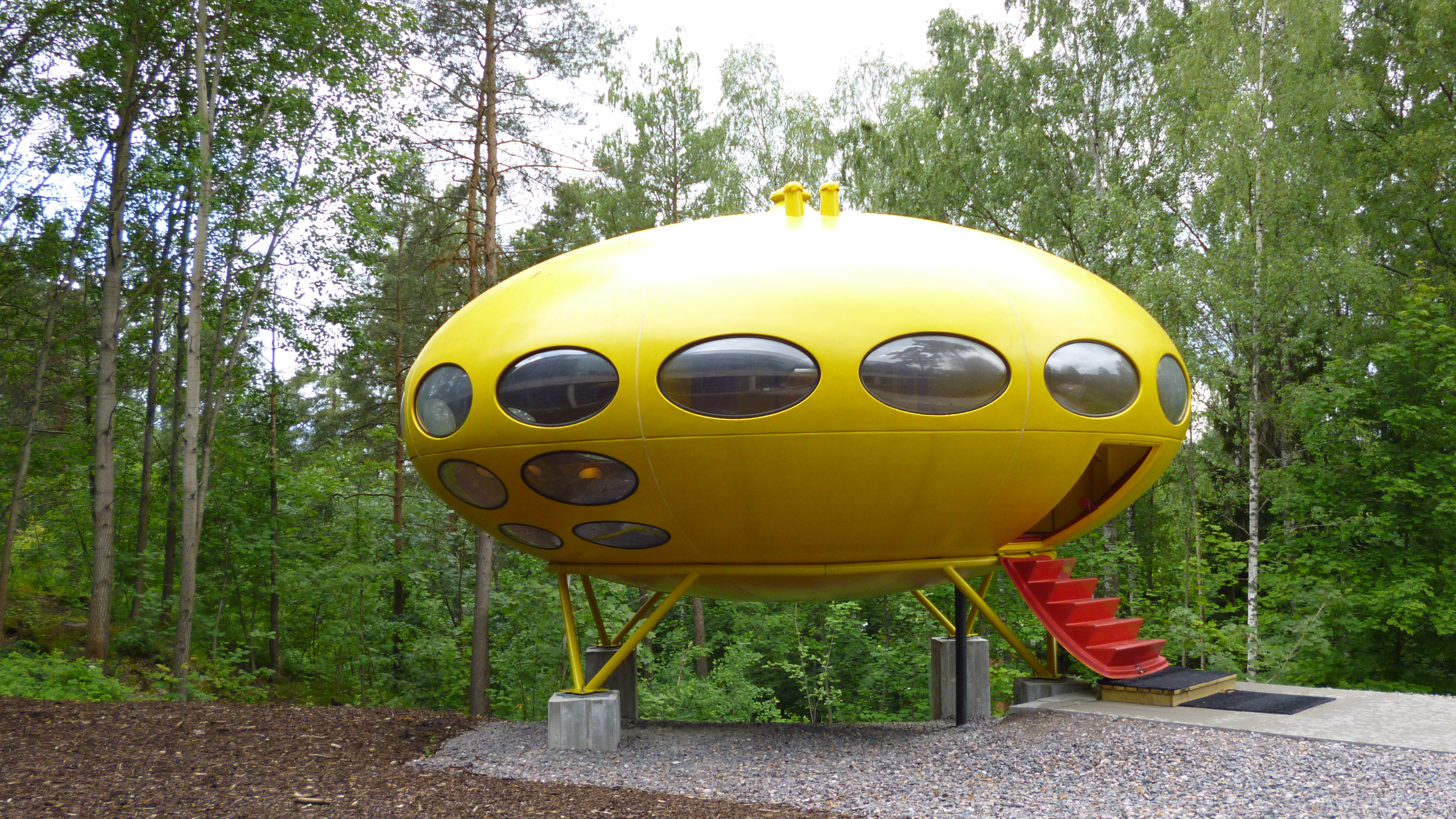
La maison Futuro (Matti Suuronen, 1968).

La fin des années 1950 et des années 1960 témoignent d'une réaction à la position alors dominante d'Alvar Aalto dans l'architecture finlandaise. Pourtant, certains architectes finlandais ont développé leur propre interprétation du non-rationalisme dans l'architecture moderniste : c'est le cas notamment de Heikki et Kaija Siren, avec la chapelle d'Otaniemi, (1956-1957), Keijo Petäjä, avec l'église de Lauttasaari à Helsinki (1958), Viljo Revell, avec l'hôtel de ville de Toronto au Canada, (1958-1965), Timo Penttilä, avec le théâtre municipal d'Helsinki (1967), Marjatta et Martti Jaatinen, l'église de Kannelmäki (1962-1968), les frères Timo et Tuomo Suomalainen pour l'église Temppeliaukio d'Helsinki. Reima Pietilä, prend l'architecture dans une ligne organique encore plus idiosyncrasique qu'Aalto, tandis qu'à l'autre extrémité du spectre se trouve une ligne rationaliste incarnée dans les œuvres d'Aarne Ervi, Aulis Blomstedt, Aarno Ruusuvuori, Kirmo Mikkola (fi), Kristian Gullichsen, Matti Mäkinen (en), Pekka Salminen, Juhani Pallasmaa et, un peu plus tard, Helin & Siitonen Architects.

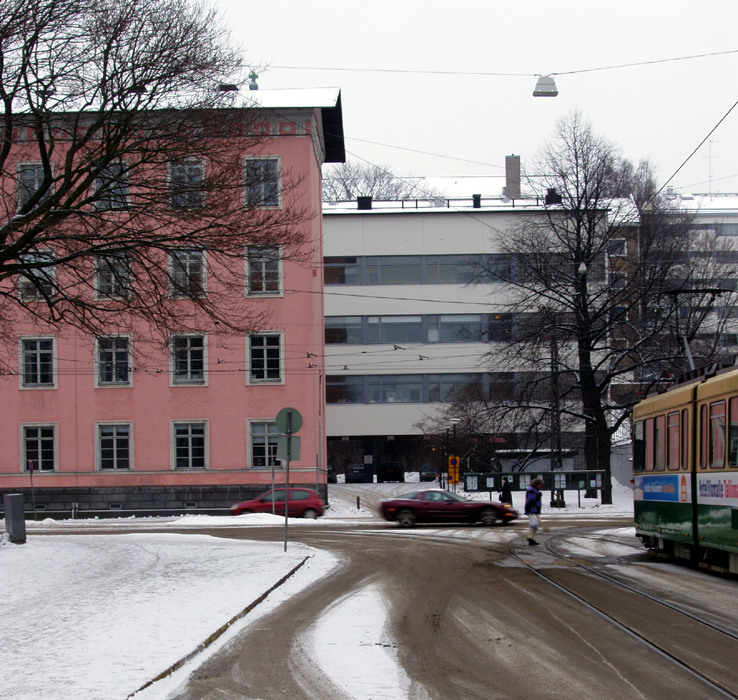
L'agrandissement du Centre d'éducation des adultes, Helsinki (Taucher, 1927) (1959)
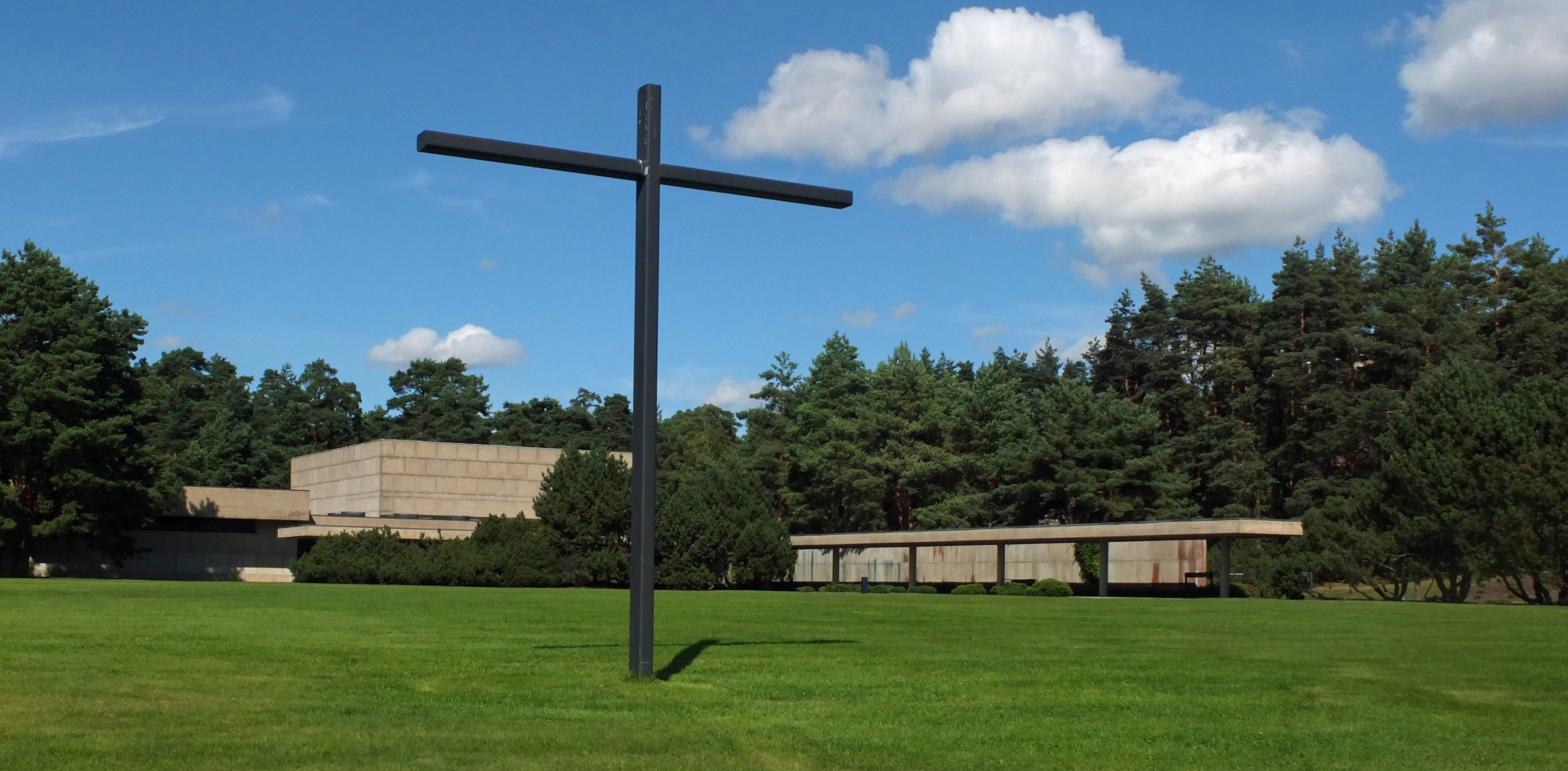
La chapelle de la Sainte-Croix à Turku (1967, Pekka Pitkänen).
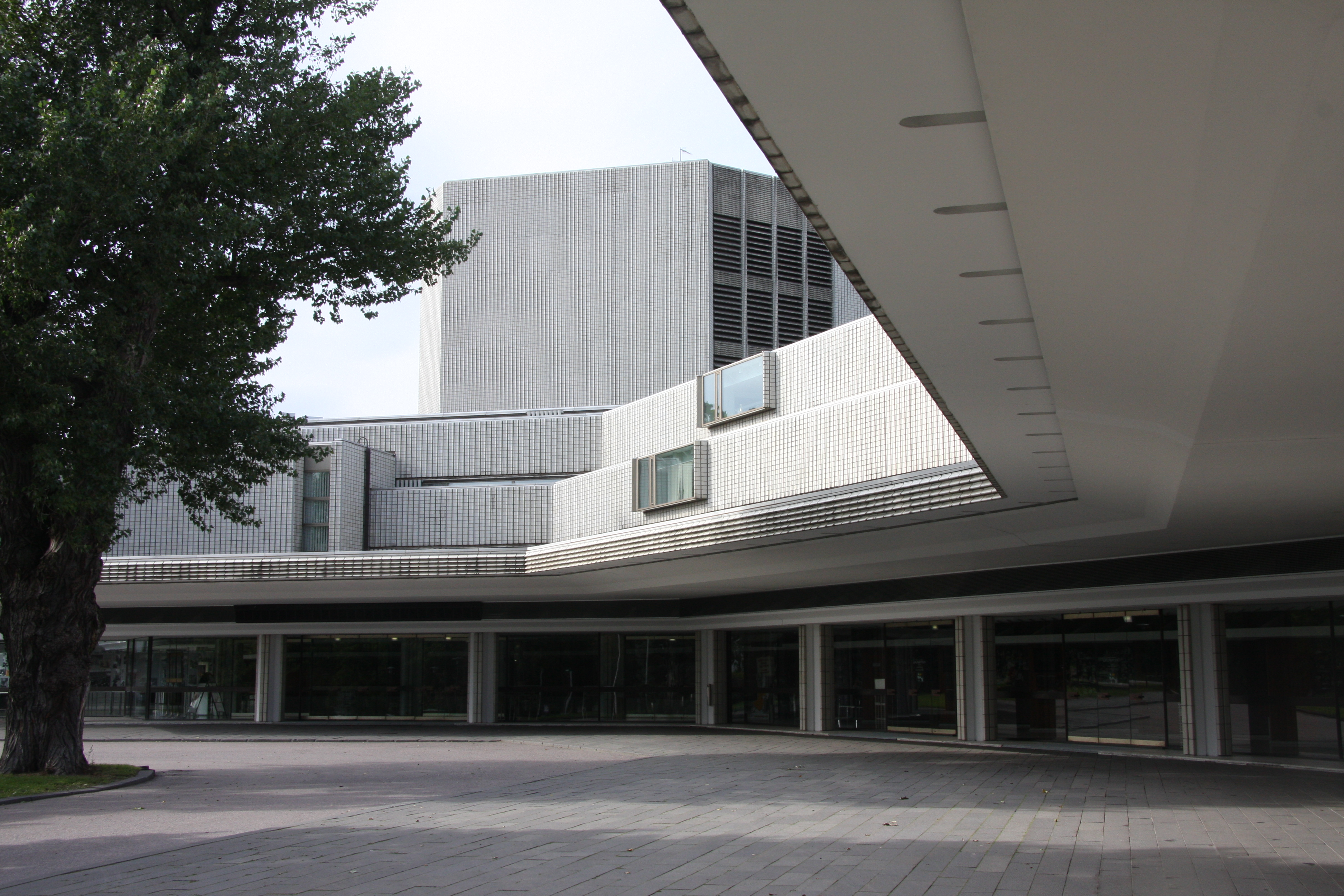
Le théâtre municipal d'Helsinki (1967, Timo Penttilä).
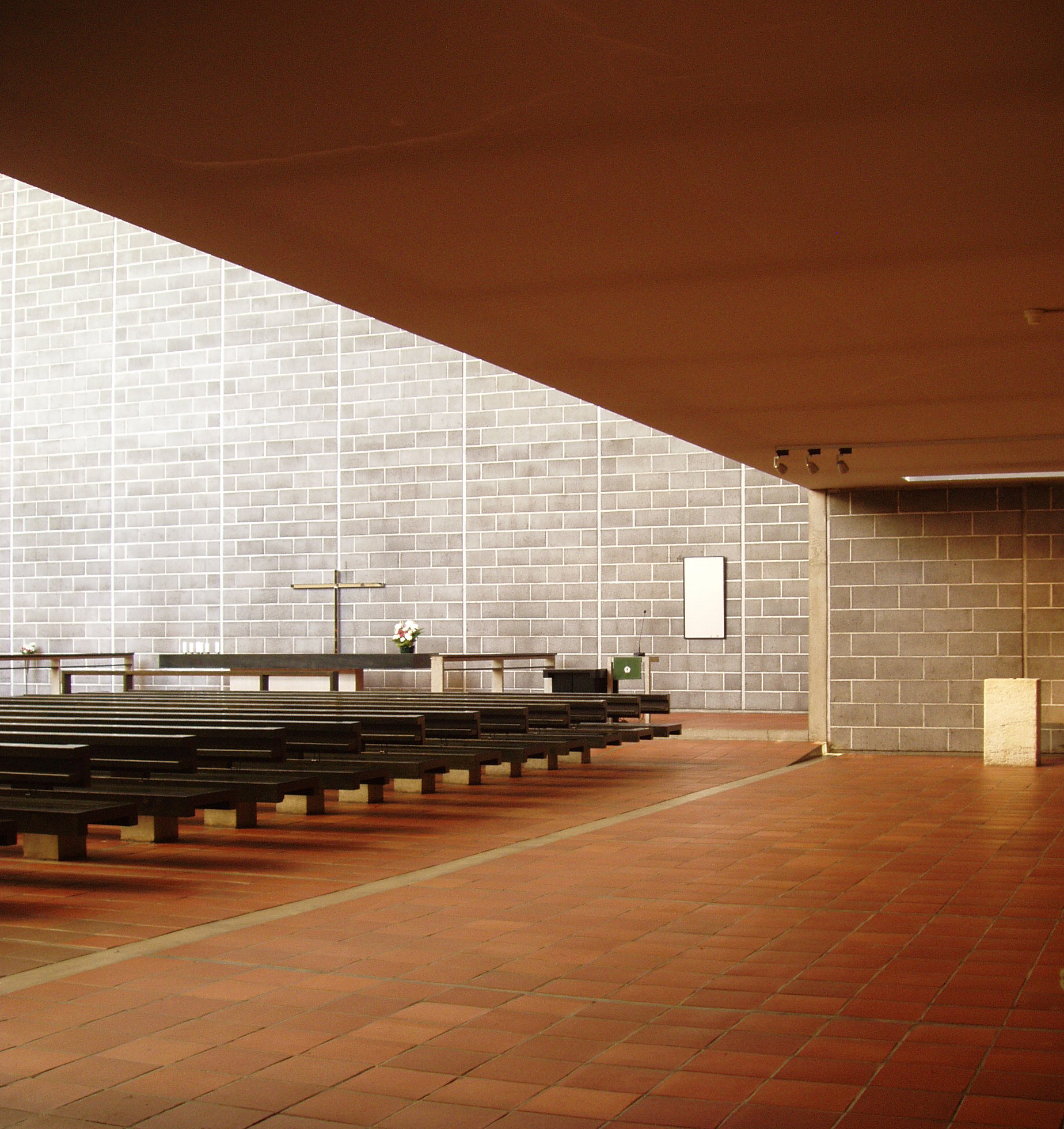
l'église de Tapiola, Espoo (1965, Aarno Ruusuvuori).
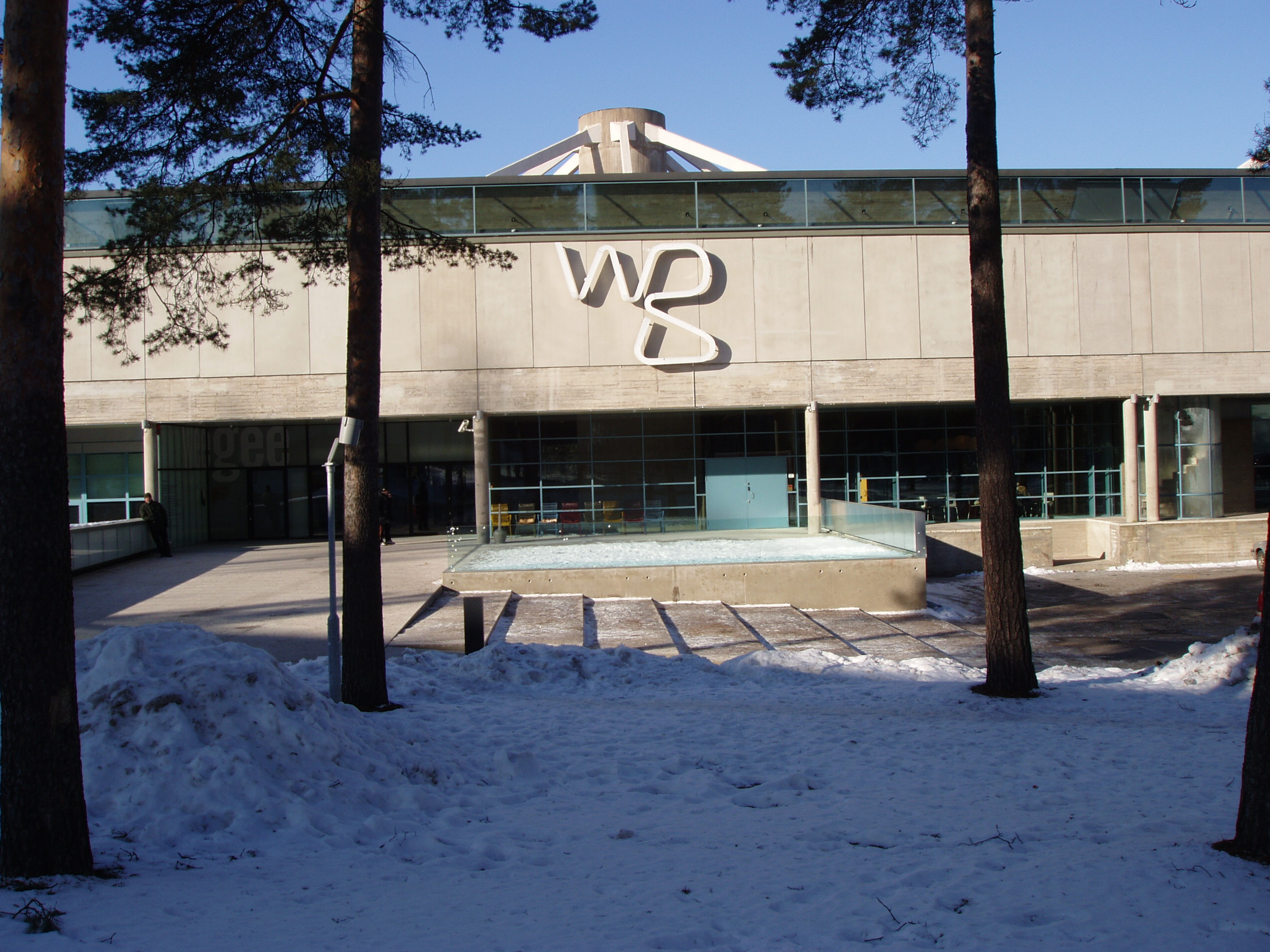
L'imprimerie Weilin & Göös Print Works, Espoo (1964–1966, Aarno Ruusuvuori).
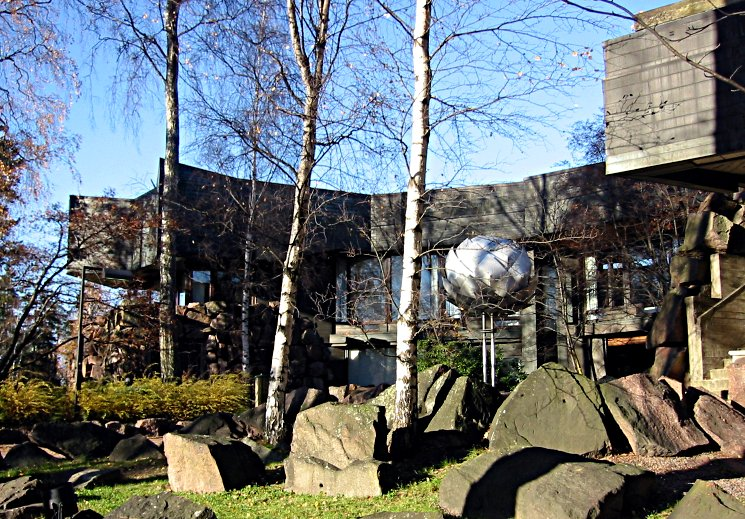
L'immeuble des étudiants Dipoli, Otaniemi (1961–1966), Reima et Raili Pietilä).
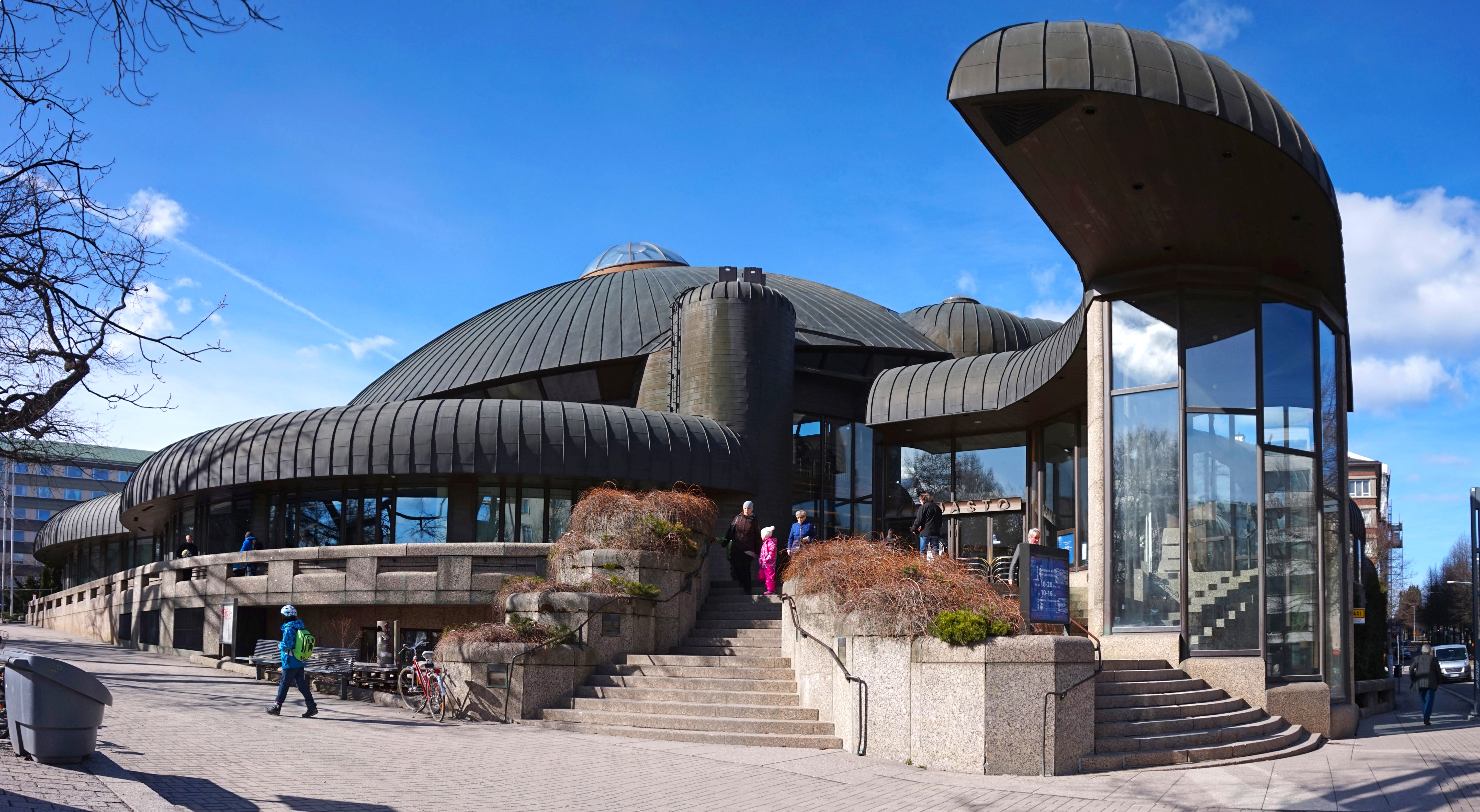
La bibliothèque Metso à Tampere (1978–1986, Reima et Raili Pietilä).
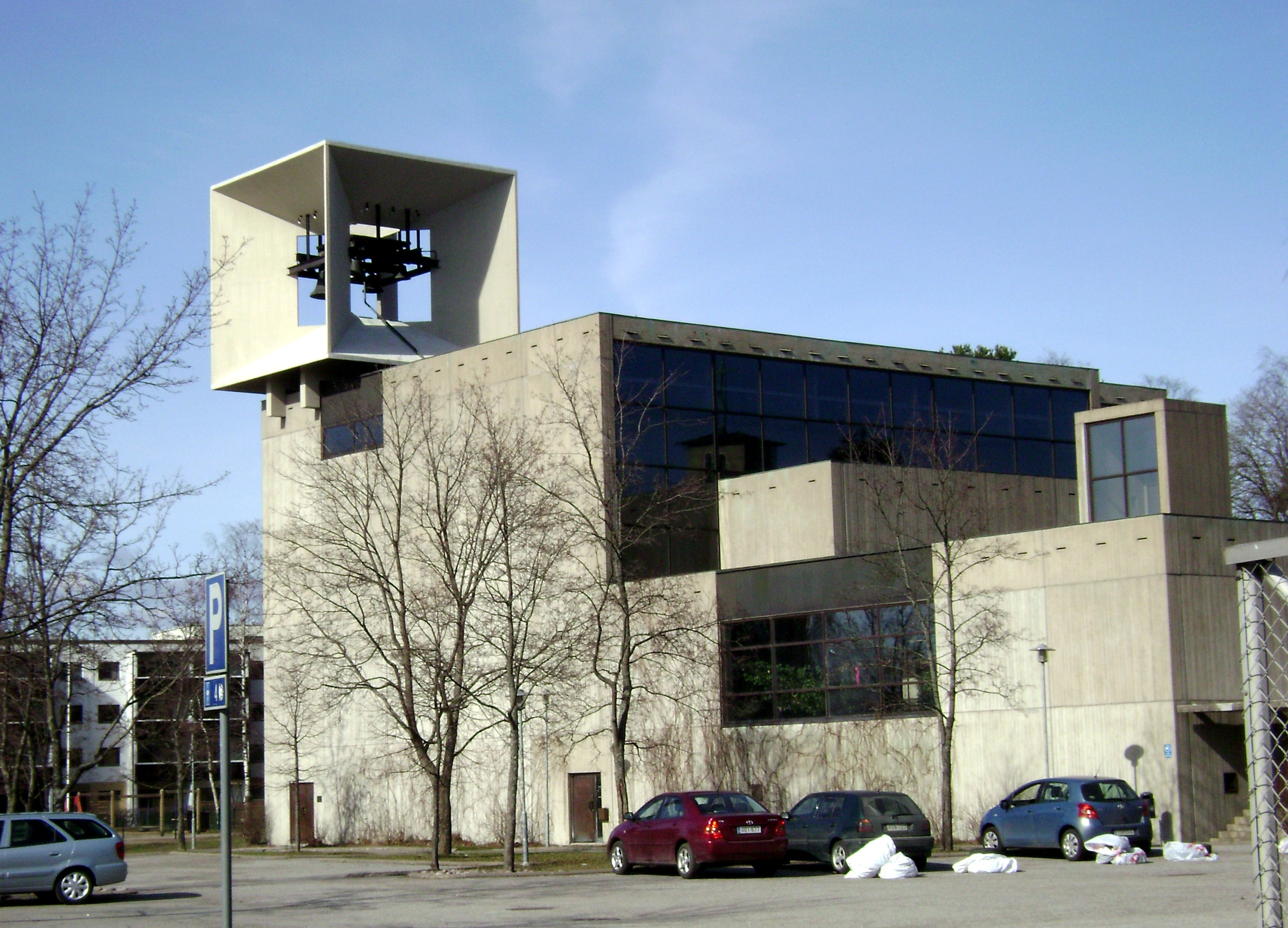
L'église de Järvenpää (1968, Erkki Elomaa).
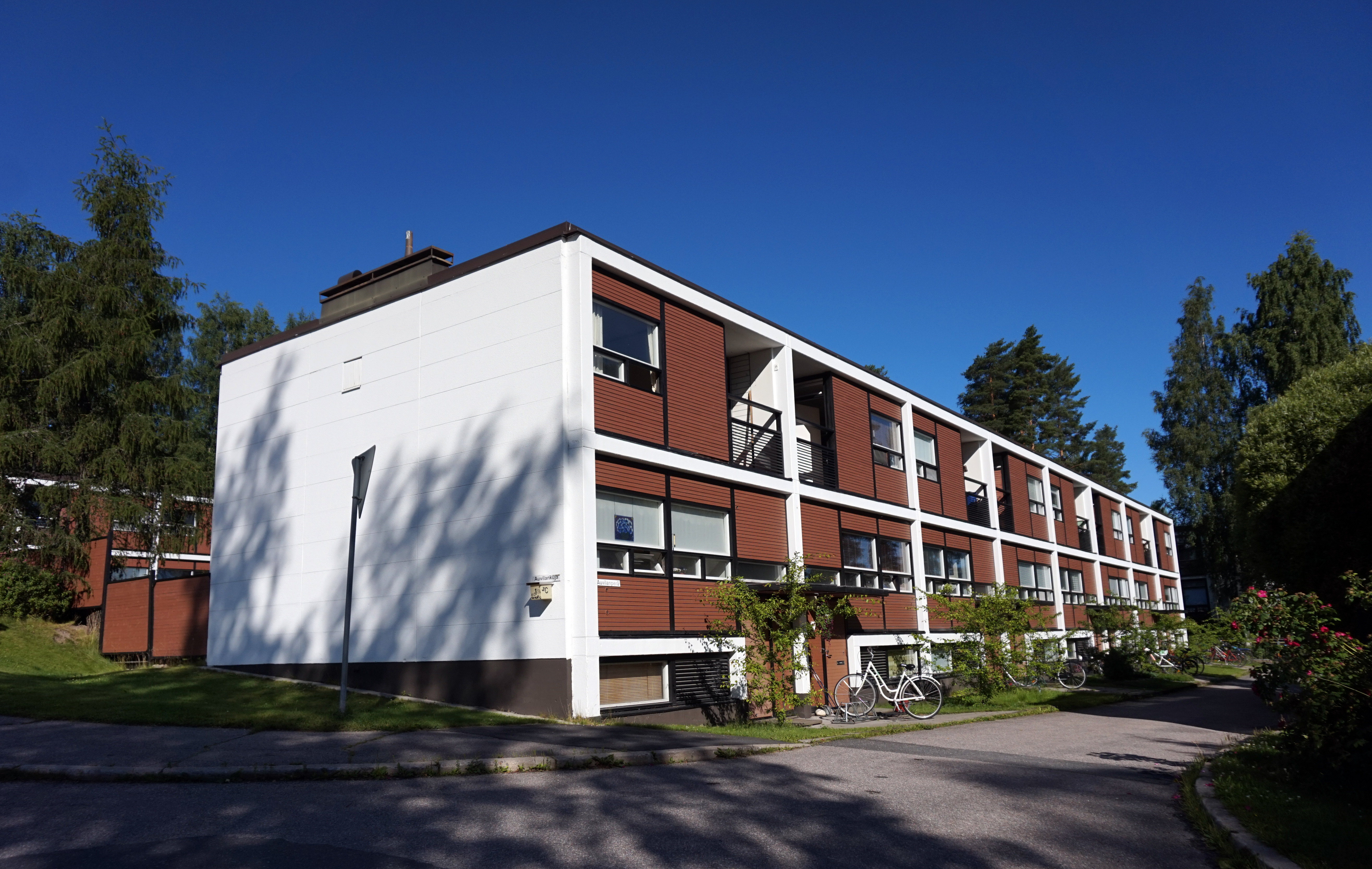
Immeubles pré-fabriqués de Kortepohja (1964–1969, Bengt Lundsten et Esko Kahri).
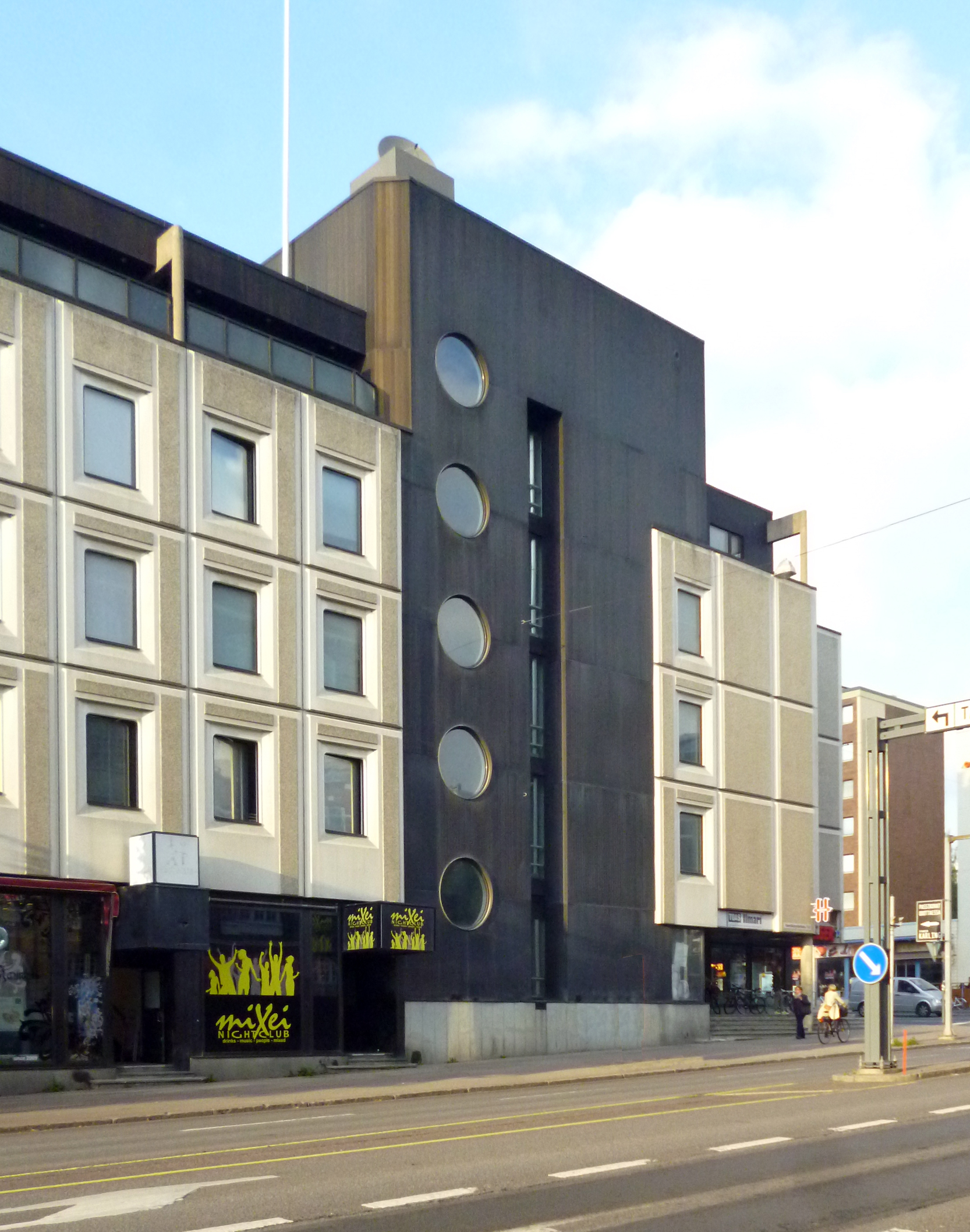
La banque STS, Tampere (1973, Kosti Kuronen).

Blomstedt a été l'une des figures fondatrices du musée de l'architecture finlandaise, professeur de théorie de l'architecture à l'université technologique d'Helsinki, rédacteur en chef de la revue d'architecture finlandaise Arkkitehti (revue d'architecture finlandaise), et membre clé du Congrès international d'architecture moderne (CIAM). Il a contribué à créer, en 1958, Le Carré bleu, une revue de théorie de l'architecture, publiée à l'origine uniquement en français (afin d'attirer l'attention des principaux acteurs du CIAM alors francophones). La revue se concentre sur un formalisme et une morphologie stricts. Parmi ses articles, la revue présente les propres études de Blomstedt sur les proportions géométriques et les systèmes de dimensionnement, inspirées tout autant par les systèmes harmoniques conçus par le mathématicien suisse Hans Kayser (de) que par les études de Le Corbusier sur les systèmes proportionnels. L'une des œuvres phares de Blomstedt est l'extension du Centre d'éducation des adultes en langue finnoise à Helsinki (1959). Le bâtiment principal, datant de 1927, avait été conçu par Gunnar Taucher avec le frère aîné de Blomstedt, Pauli Blomstedt. L'ensemble du bâtiment est une application de cette recherche, composé de subdivisions d'un module de base de 360 mm (5x72, 3x120 et 2 × 180 mm). En effet, l'approche de Blomstedt est centrée sur le développement d'un système de dimensionnement et de proportionnalité pour la conception architecturale qui, selon lui, est en harmonie avec les lois de la nature et de la beauté (échelle humaine et harmonie musicale) tout en fournissant un système standard pour l'industrialisation de masse de la construction, considérée comme essentielle à l'efficacité du modernisme. L'une des expériences proportionnelles de Blomstedt, datée de 1973, est même devenue le logo du musée de l'architecture finlandaise.
Reima Pietilä a également été actif dans les activités du musée de l'architecture finlandaise et a publié des articles théoriques dans Le Carré bleu et Arkkitehti. Pietilä a même assisté à une réunion du groupe d'architectes Team X, tenue en 1972, à l'université Cornell aux États-Unis, qui s'est beaucoup intéressé aux questions de structuralisme en architecture (en), mettant l'accent sur les éléments de la culture, un peu en réaction aux tendances universalisantes du modernisme, en particulier comme l'avaient promu à l'origine les instigateurs de Team X, l'ancienne génération du CIAM. Pietilä adopte un point de vue diamétralement opposé par rapport à celui de l'école rationaliste. Bien que les œuvres conçues en partenariat avec son épouse Raili Pietilä, relèvent en grande partie des idiosyncrasies organiques d'Aalto, elles sont beaucoup plus abstraites et nébuleuses. Par ce que selon lui, la nature est l'apothéose de la plasticité, il exige une analyse morphologique des produits architecturaux, en considérant la géométrie euclidienne comme un instrument d'analyse inadéquat.
Son premier ouvrage majeur, le pavillon finlandais à l'exposition universelle de Bruxelles, en 1958, a en effet adopté une approche modulaire semblable aux théories de Blomstedt. Cependant, l'ensemble des éléments, en bois, de forme rectangulaire donne un avant-goût des surfaces postérieures de Pietilä, entièrement libres. Les plus remarquables de ces œuvres organiques sont l'église de Kaleva à Tampere (1959-1966), le bâtiment de l'assemblée des étudiants de Dipoli, Espoo (1961-1966), la bibliothèque municipale Metso à Tampere (1978-1986) et pour couronner son travail final, la résidence officielle du Président de la Finlande, le Mäntyniemi à Helsinki (1983–1993).
Un rapport plus direct, entre Aalto et la tendance quelque peu opposée du structuralisme, peut être vu dans l'œuvre d'Arto Sipinen. Il avait été un employé d'Aalto, au moment où ce dernier dirigeait la construction du campus de Seminaarinmäki pour l'université de Jyväskylä (1951-69). Aalto avait démissionné de la planification de la zone, en 1969, à la suite de désaccords avec les clients et un nouveau concours est organisé en 1969-1970 pour la poursuite de l'aménagement du campus, comprenant une nouvelle bibliothèque principale. Le concours est remporté par Sipinen.
Mais contrairement à l'acropole vaguement organique d'Aalto ou, comme il l'appelait lui-même, une « acropole athénienne », c'est-à-dire des bâtiments individuels de forme non rectangulaire situés dans un paysage de parc et avec de grandes perspectives lointaines, le plan de Sipinen comporte une disposition d'inspiration structuraliste, une grille rationnelle à la fois stricte, avec des bâtiments distincts, de forme rectangulaire, et une partie urbaine, qu'il appelle Kasbah, avec des ruelles et des cours, tout en poursuivant l'utilisation de la brique qu'Aalto avait également reprise des bâtiments existants sur le site datant du XIXe siècle. Au cours des décennies suivantes, Sipinen poursuit le même langage structuraliste dans la conception du centre culturel d'Espoo (1989), ainsi que dans les autres campus de l'université de Jyväskylä à Mattilanniemi et Ylistönrinne, tout en construisant l'ensemble des nouveaux campus en blanc.

Campus de l'université d'Oulu (Kari Virta, 1967-).

Les travaux d'Aalto et de Sipinen, sur le campus de l'université de Jyväskylä, ainsi que sur le campus de l'université technologique d'Helsinki à Otaniemi, doivent également être considérés dans le contexte de la volonté de l'État finlandais, après la guerre, d'étendre l'enseignement supérieur dans tout le pays, avec la création de plusieurs nouvelles universités, dotées de campus spécialisés. Un autre ancien employé d'Aalto, Jaakko Kontio (fi), en collaboration avec Kalle Räike, conçoit le campus de l'université de technologie de Lappeenranta (1969), en partie d'après l'esthétique en briques rouges d'Aalto et en suivant les tracés d'inspiration structuraliste de l'époque. Ces agencements d'inspiration structuraliste, des œuvres de Sipinen ou de Kontio, ont une contrepartie plus gracieuse - dans le sens du rejet de matériaux coûteux associés à la tradition et à la grandeur - sur le campus de l'université d'Oulu (1967) conçu par Kari Virta (fi), travaillant sur l'idée d'une construction emmêlée, extensible à l'infini, les différentes parties étant constituées d'éléments préfabriqués en matériaux bon marché et peints avec des couleurs vives.
Si le minimalisme de l'école rationaliste peut s'inspirer autant des travaux des maîtres modernistes comme Le Corbusier et Ludwig Mies van der Rohe que de l'esthétique de l'architecture constructiviste russe ou du futurisme de Richard Buckminster Fuller, il y a aussi des références à l'architecture traidtionnelle, comme les habitations paysannes finlandaises ou l'architecture ancestrale japonaise. Cette attitude relève de la vision structuraliste de l'époque, comme en témoignent aussi l'architecture moderniste japonaise de Kenzō Tange. L'architecture brutaliste, quant à elle, est une référence au style architectural britannique de la même époque. Aarno Ruusuvuori est le principal représentant de ce style, avec l'utilisation esthétique intensive du béton. Il le met en œuvre dans l'église d'Huutoniemi à Vaasa (1964), l'église de Tapiola (1965) et l'imprimerie Weilin & Göös à Espoo (1964-1966), convertie en parc d'exposition WeeGee,, en 2006. Parmi les autres exemples, bien connus, du style brutaliste, on peut citer la chapelle de la sainte croix de Turku, par Pekka Pitkänen (1967), l'église de Järvenpää d'Erkki Elomaa (1968) et le musée Sibelius de Turku, par Woldemar Baeckman (1968). La méthode de construction, des éléments préfabriqués en béton, pendant les années 1960 et 1970, est interprétée différemment, par Kosti Kuronen, dans le bâtiment de la banque STS (1973-1976), à Tampere. Elle adopte la forme d'un langage d'immeubles en forme de blocs avec des fenêtres en hublots inspiré de l'architecture métaboliste japonaise, suggérant la croissance et l'adaptabilité.
Juha Leiviskä interprète de manière différente les idées de Mies van der Rohe dans ses bâtiments. Il est également inspiré par De Stijl dans la continuité, sans limite de l'espace, représentée par une série de murs parallèles, mais aussi le concept de la lumière naturelle éthérée des églises baroques allemandes, comme dans celles des frères Asam. L'autre source d'inspiration réside dans les lampes des églises et mosquées turques, comme Sainte-Sophie à Constantinople. En effet, Leiviskä a fait sa réputation dans les concours d'architecture religieuse. C'est le cas de l'église de Myyrmäki, où l'espace intérieur du bâtiment, relativement long, est constitué d'espaces laissés entre une série de murs pleins autonomes, ce qui fait qu'il n'y a pas d'espace rectangulaire.

### Postmodernisme, régionalisme critique, déconstruction, minimalisme, paramétrisme
Depuis la fin des années 1970, la Finlande est plus ouverte aux influences internationales directes. Le fonctionnalisme s'est toutefois perpetué dans un minimalisme dominant, comme en témoignent par exemple les travaux de Heikkinen–Komonen Architects, avec le centre scientifique Heureka à Vantaa (1985-1989) ou ceux d'Olli Pekka Jokela, par exemple, Biokeskus 3 à Helsinki (2001) mais aussi la production prolifique de Pekka Helin, avec par exemple le petit parlement. L'ironie et l'aspect ludique de l'architecture postmoderne sont rejetés en Finlande, même s'il serait erroné de dire qu'elle n'a eu aucune influence, « surtout si l'on considère qu'elle fait partie de « l'esprit dominant du temps » ». C'est le cas des travaux de Simo Paavilainen, lui-même influencé plus par son intérêt pour le classicisme nordique et l'interprétation rationaliste italienne du post-modernisme. Les collages postmodernes, plus fantaisistes se retrouvent chez des architectes de Nurmela-Raimoranta-Tasa (fi), centre commercial BePOP à Pori (1989), et les réflexions théoriques sur le lieu et la phénoménologie (en) de Juhani Pallasmaa. Il est intéressant de noter que l'architecture d'Aalto, le classicisme nordique primitif et les œuvres parvenues à maturité, plus tard, sont utilisés pour défendre les positions des pensées modernistes et postmodernes. Les architectes de ce qu'on appelle Oulun koulu (l'école d'Oulu), comme Heikki Taskinen et Reijo Niskasaari, ont été les étudiants de Reima Pietilä à l'école d'architecture de l'université d'Oulu. Ils tentent de créer une architecture régionaliste, en combinant des éléments du postmodernisme populiste - par exemple, la citation d'éléments classiques tels que les frontons - avec des idées conservées de l'architecture vernaculaire, le développement organique et la morphologie des bâtiments. Un exemple clé en est la mairie d'Oulunsalo (1982) par Arkkitehtitoimisto NVV (les architectes Kari Niskasaari, Reijo Niskasaari, Kaarlo Viljanen, Ilpo Väisänen et Jorma Öhman).
Cependant, la plus grande influence du postmodernisme, en Finlande, se retrouve dans l'urbanisme. Cette évolution s'inscrit dans une tendance venant d'Europe centrale et du sud, à partir de la fin des années 1970, qui réévalue la ville européenne décimée par la guerre, mais aussi les principes de planification modernistes. Les architectes théoriciens en pointe dans ce domaine sont les architectes rationalistes italiens Aldo Rossi et Giorgio Grassi, l'architecte suisse Mario Botta, l'architecte allemand Oswald Mathias Ungers et les postmodernistes luxembourgeois Rob Krier et Léon Krier. Tous s'attachent à faire revivre l'idée de typologie, c'est-à-dire des trames urbaines antérieures. L'un des principaux forums, pour cette « reconstruction de la ville européenne » est l'exposition internationale du bâtiment de Berlin (en) (IBA), qui se déroule à l'époque à Berlin-Ouest, de 1979 à 1985, et où les architectes susmentionnés ont une influence profonde. Aucun architecte finlandais n'est présent à l'IBA, mais dans les villes finlandaises, cette nouvelle conception de l'urbanisme s'est imposée au point que la planification urbaine sous le contrôle des autorités peut imposer des exigences très précises en matière de développement urbain. C'est le cas dans, les tracés des réseaux de rues traditionnelles et même dans l'aspect général des bâtiments, en termes de hauteur, de paysage, de lignes de toitures et de matériaux de construction. Les principaux exemples sont la planification des zones d'Itä-Pasila (côte ouest), de Länsi-Pasila et de Katajanokka à Helsinki. En termes de forme architecturale, cela se matérialise souvent par des détails postmodernes ajoutés à une masse globale. Par exemple, dans les bureaux d'Otavamedia (éditeurs) à Länsi-Pasila, Helsinki (1986) d'Ilmo Valjakka, des versions postmodernes de détails d'Europe centrale et méridionale tels que des tours d'angle, des colonnades aveugles, c'est-à-dire inutilisables, et des ponts scénographiques sont ajoutées à l'ensemble. De même, dans le centre commercial BePOP (1989) à Pori, par les architectes de Nurmela-Raimoranta-Tasa, contient des intérieurs postmodernes et sa rue d'inspiration médiévale courbée caractéristique. L'ensemble du bloc urbain répond cependant à des paramètres de hauteur stricts pour la zone. Le centre administratif public de Kankaanpää (1994), des architectes Sinikka Kouvo (fi) et Erkki Partanen appliquent un ordre hétéroclite, des confrontations de volumes variés, que l'on pouvait auparavant déjà discerner dans l'œuvre mature d'Aalto, mais avec une touche postmoderne inspirée par Mario Botta et ses maisons rondes, et des bandes de maçonnerie rayées.
L'objectif est de parvenir à une nouvelle conception du régionalisme, dans un langage moderne qui se matérialise par une plus grande utilisation du bois, le matériau de construction le plus associé historiquement à l'architecture finlandaise. Son usage est ambivalent : d'un côté pour ses valeurs positives intrinsèques et de l'autre son incarnation de la nostalgie, sans parler de son potentiel économique pour une industrie du bois omniprésente. Déjà en 1956, Alvar Aalto soutient que l'utilisation du bois n'est pas un retour nostalgique à une matière traditionnelle. Il s'agit de ses « caractéristiques biologiques, sa conductivité thermique limitée, sa parenté avec l'homme et la nature vivante, la sensation agréable au toucher qu'il donne ». Une unité spéciale, le studio du bois, financé en partie par l'industrie finlandaise du bois, est créée à l'université d'Aalto, non seulement pour étudier la construction en bois, mais aussi pour construire des structures expérimentales en bois, souvent sur la base de principes de conception paramétriques informatisés. La tour d'observation du zoo d'Helsinki (2002) est ainsi créée par Ville Hara et le studio du bois.
De même, l'église de Kärsämäki (1999-2004) d'Anssi Lassila, est le résultat d'un concours pour étudiants, organisé par le département d'architecture de l'université d'Oulu, qui avait pour sujet la construction d'une église moderne en utilisant les techniques de construction en bois du XVIIIe siècle, pour rappeler une ancienne église ayant existé à ce même emplacement. Parmi les autres constructions en bois de grande envergure, depuis 2000, on peut citer la salle de concert Sibelius (Lahti, 1997-2000), de l'APRT, le toit est du stade olympique d'Helsinki (2005), par K2S Architects et le Kilden Performing Arts Centre (en) à Odderøya en Norvège (2012), d'ALA Architects. Le musée de l'Histoire des Juifs polonais à Varsovie en Pologne (2013), de Lahdelma & Mahlamäki, se caractérise par le principe des « objets complexes dans une boîte de verre », aux formes organiques paramétriques.

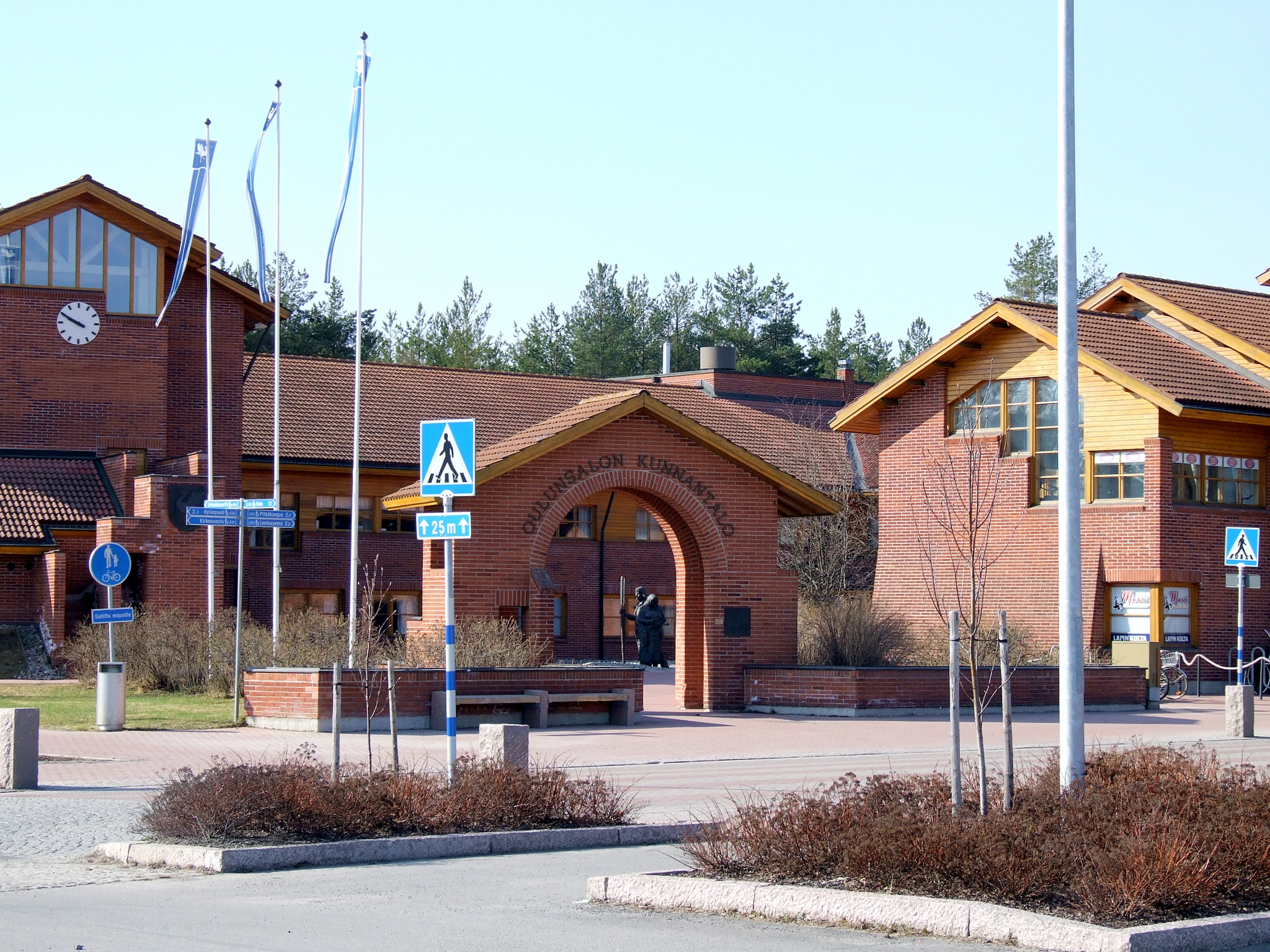
La mairie d'Oulunsalo (1982, Arkkitehtitoimisto NVV).
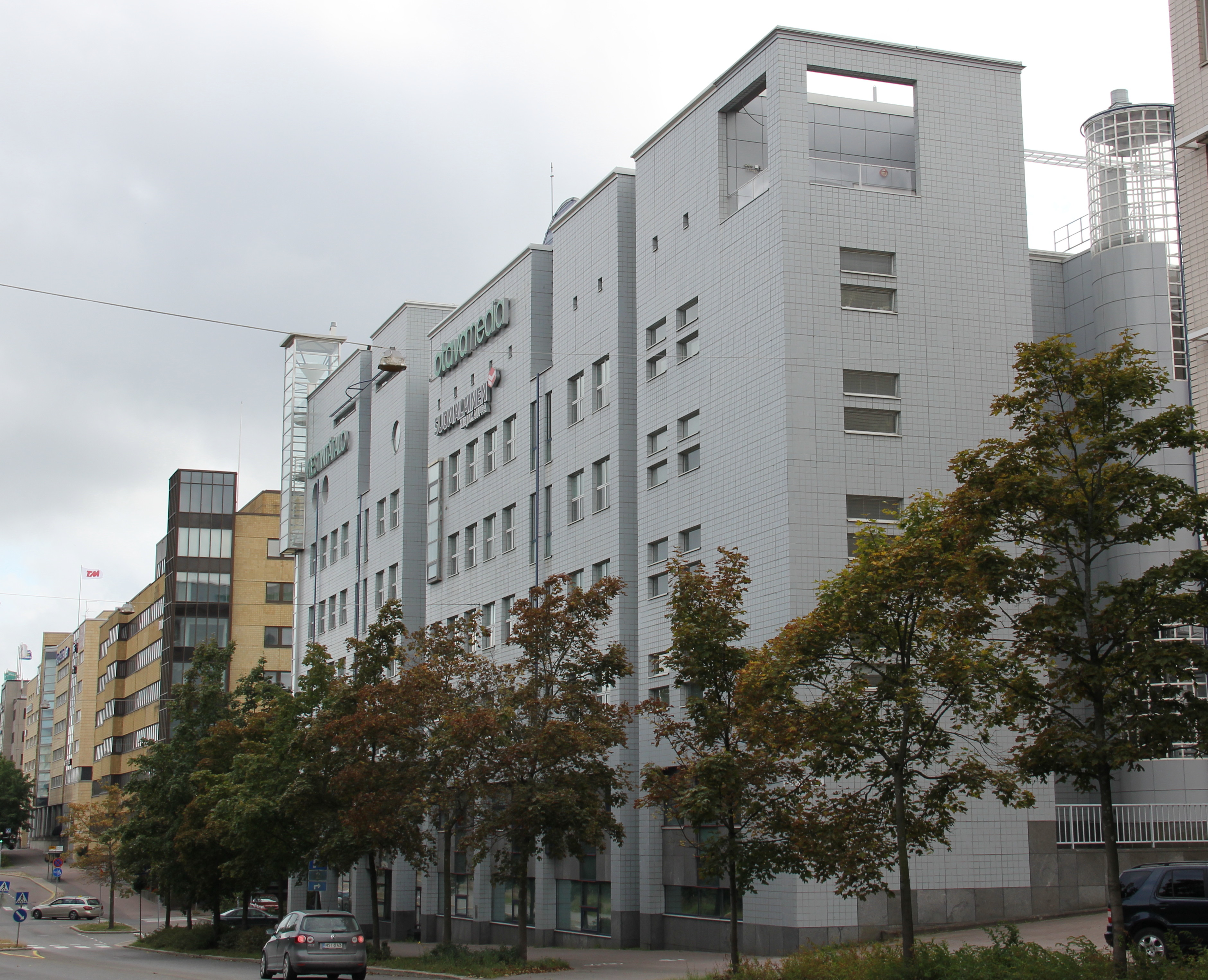
Bureaux des éditeurs Otavamedia : Länsi-Pasila, Helsinki (1986, Ilmo Valjakka).
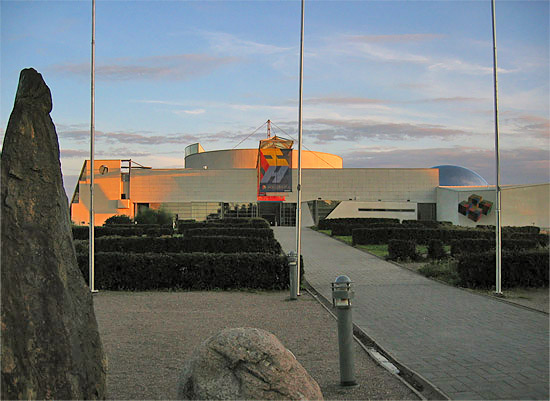
Centre scientifique Heureka (1985–1989, Heikkinen-Kommonen Architects).
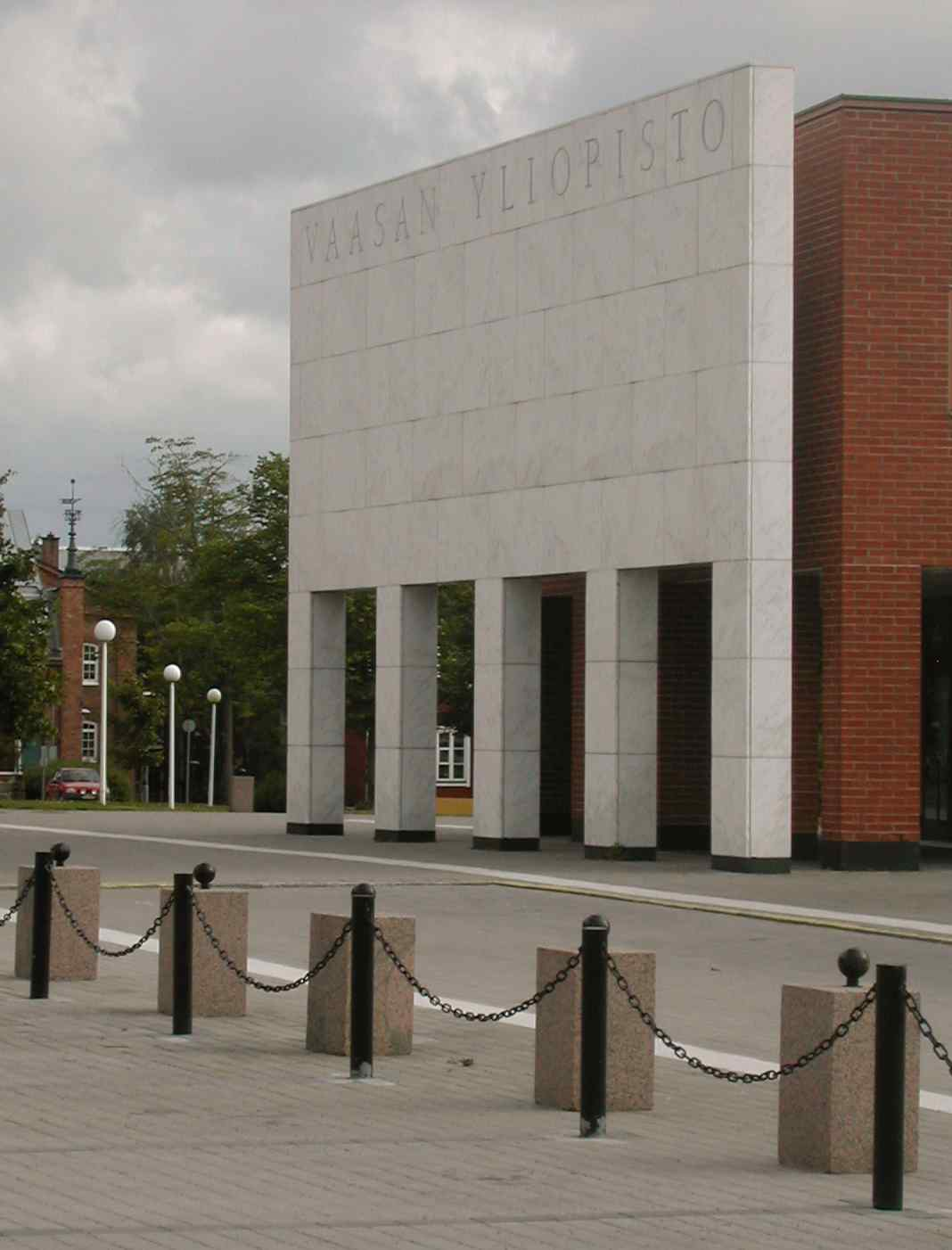
L'université de Vaasa (1994, Simo et Käpy Paavilainen).
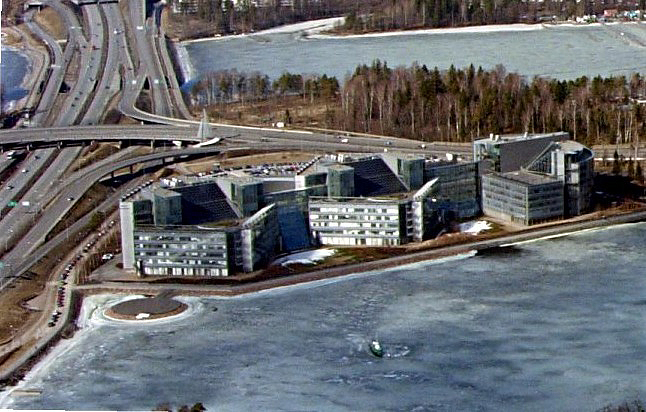
Siège de Nokia, Espoo (1983–97, Helin and Siitonen Architects).
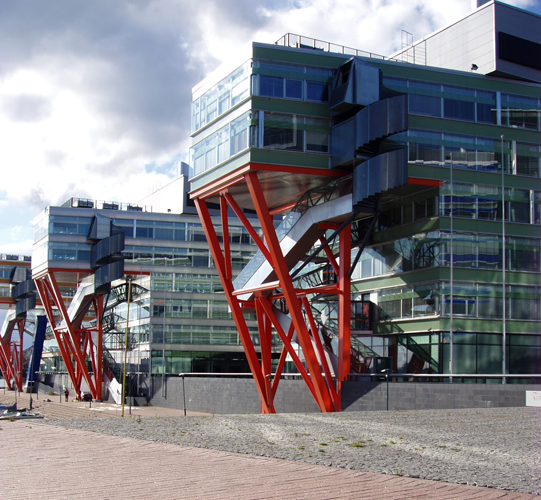
Rénovation du front de mer : Centre High Tech, Ruoholahti, Helsinki (2001), Kai Wartiainen.
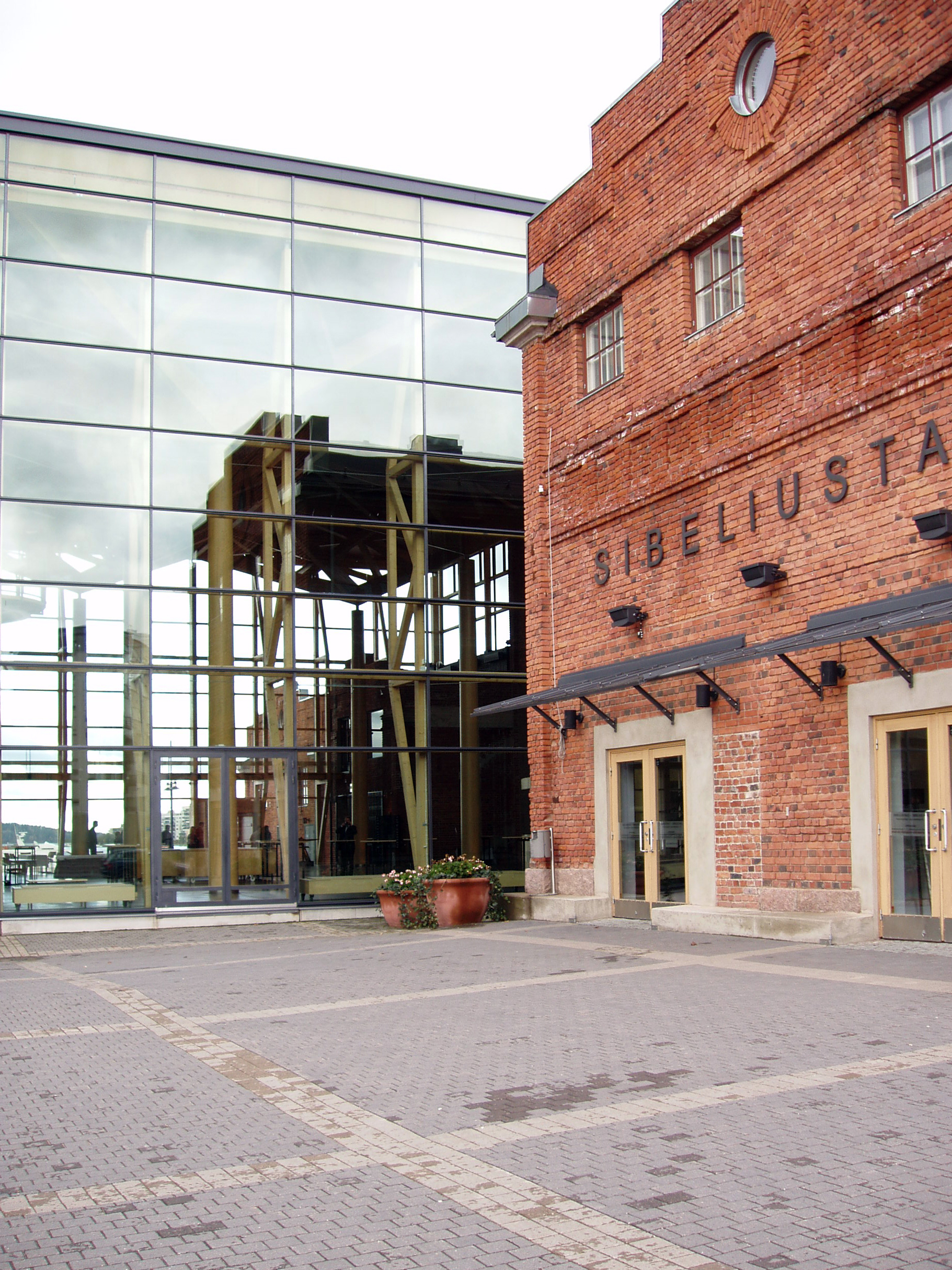
salle de concert Sibelius, Lahti (2000, Hannu Tikka et Kimmo Lintula, APRT Architects).
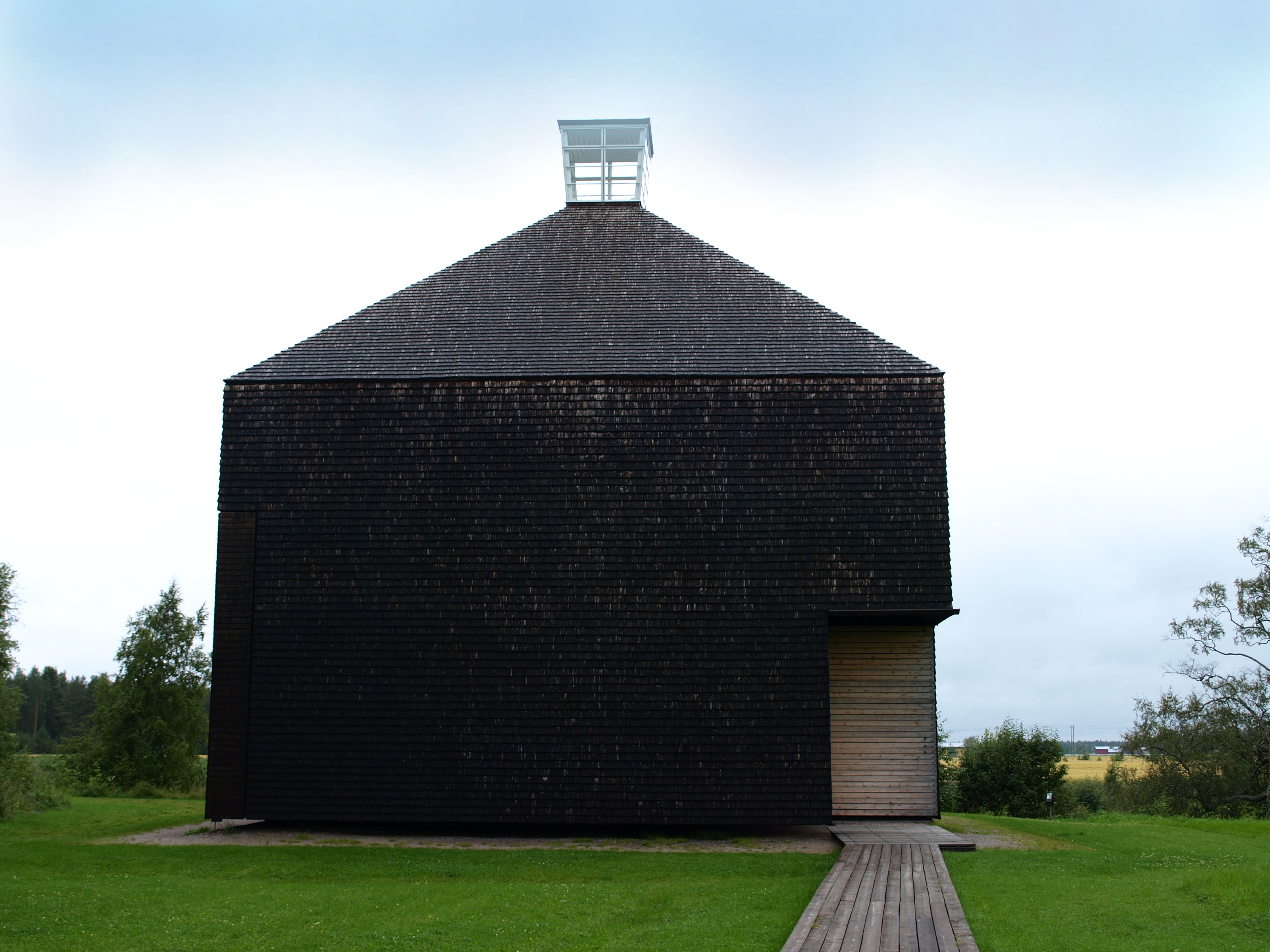
Église de Kärsämäki (1999-2004, Anssi Lassila).
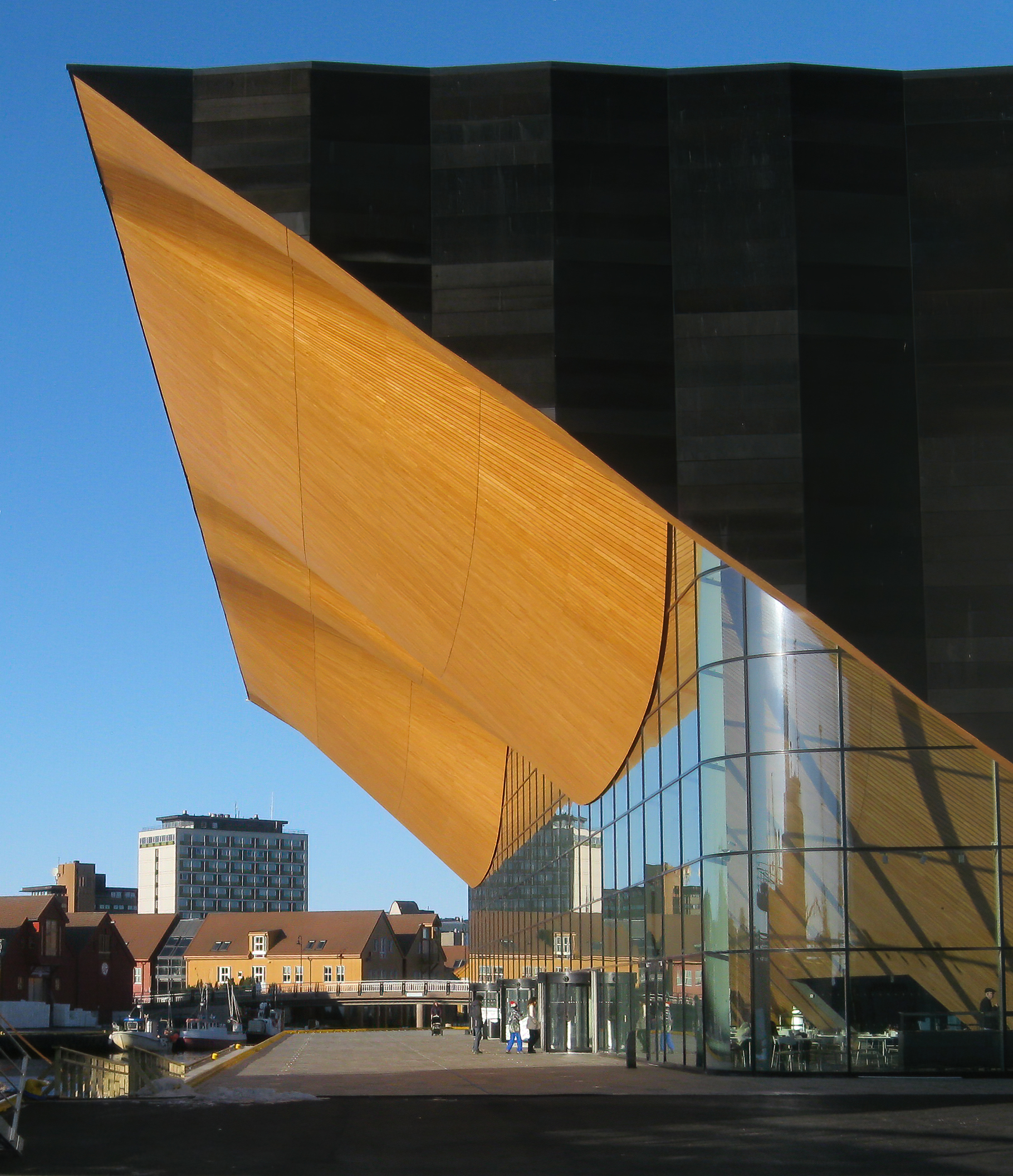
Kilden Performing Arts Centre (en) à Odderøya en Norvège (2012, ALA Architects).
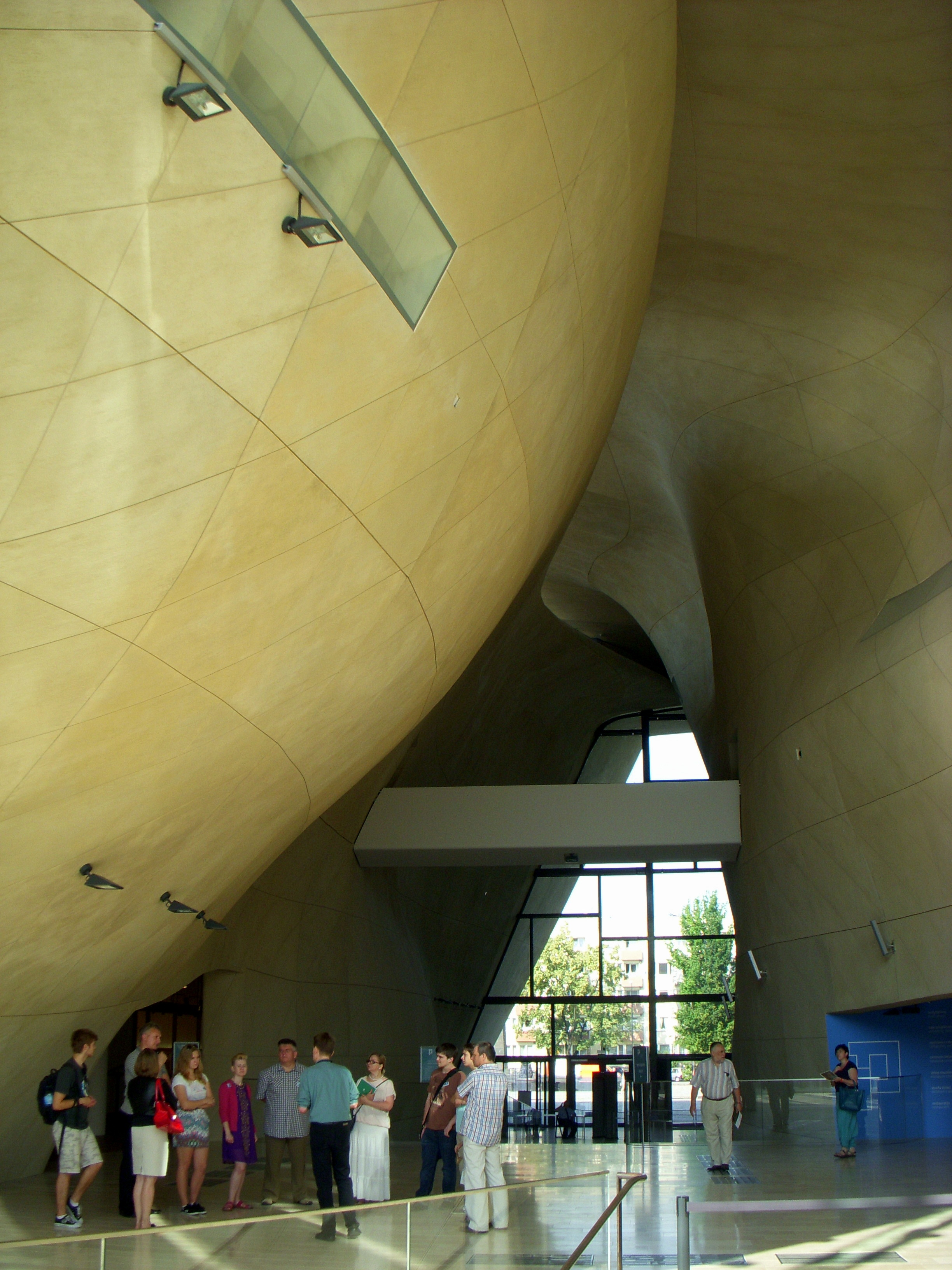
Le musée de l'Histoire des Juifs polonais à Varsovie (2013, Lahdelma & Mahlamäki).
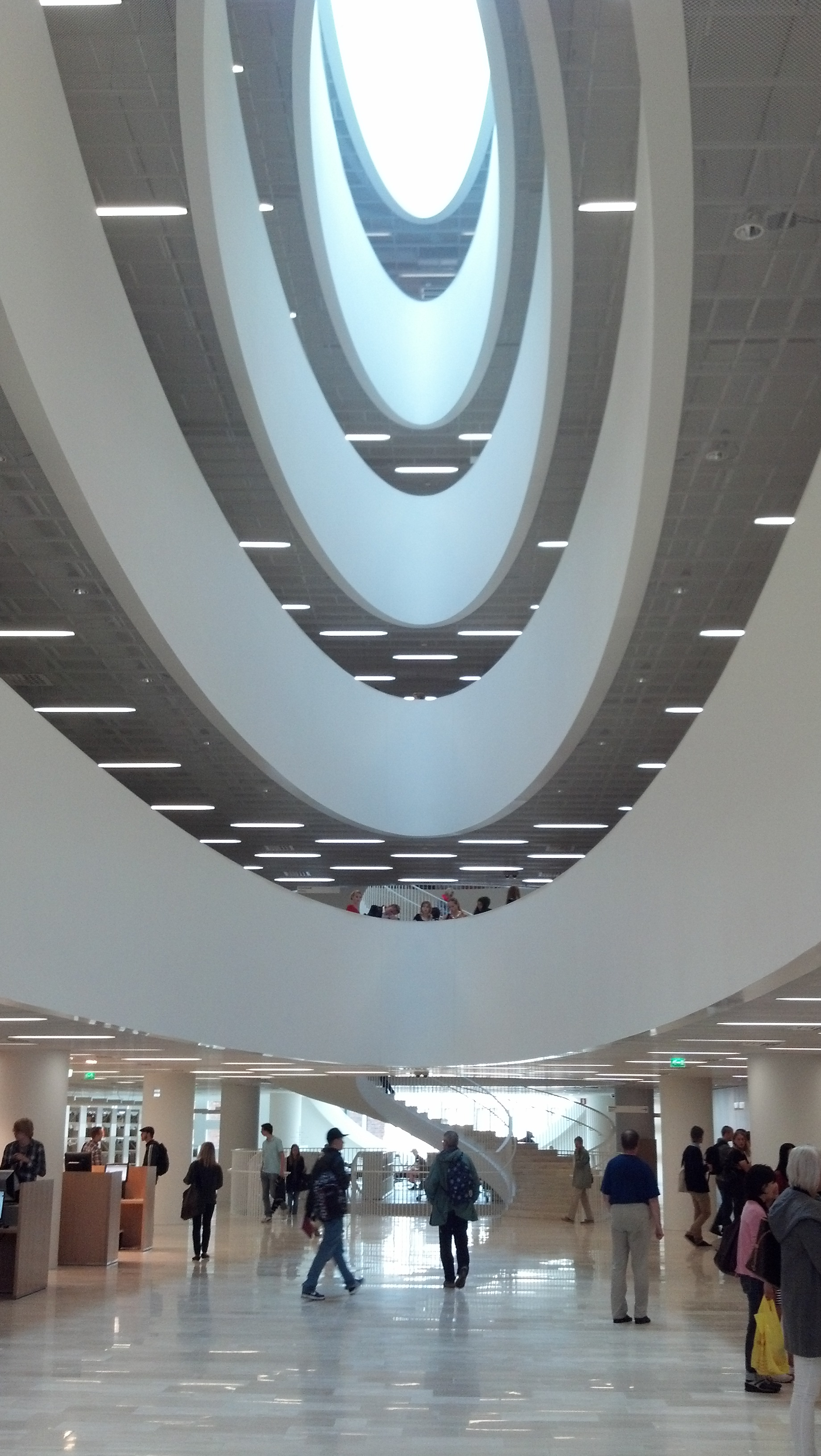
La maison Kaisa, bibliothèque de l'université d'Helsinki (2012, Anttinen Oiva Architects).

Si le déconstructivisme a influencé l'architecture finlandaise, dans les années 1990 et 2000, c'est principalement grâce à l'influence internationale de l'architecte néerlandais Rem Koolhaas, une architecture caractérisée par des disjonctions formelles ludiques et l'utilisation du « générique », une anti-architecture à valeur esthétique. Les premiers exemples sont l'œuvre de Kai Wartiainen (en), le centre High Tech, Ruoholahti, Helsinki, 2001 et celle d'ARK-House Architects. La fantaisie et le populisme du postmodernisme ainsi que son souci de jouer avec l'architecture, comme forme de langage, conduit quelques architectes finlandais dans le domaine de l'art conceptuel ou de l'architecture théorique ou papier. C'est le cas des œuvres de Casagrande & Sami Rintala qui sont le plus souvent des installations pour des biennales d'art ou d'architecture. Leur œuvre « Land (e)scape » (1999) consiste en de vieilles granges en rondins, montées sur des échasses de 10 mètres de haut - une allusion à l'exode de la population rurale finlandaise - la performance culmine avec la mise à feu des granges.

### Néo-urbanisme, urbanisme-générique et constructions écologiques
À la fin du XXe siècle et au début du XXIe siècle, la Finlande entreprend une plus grande restructuration de la région Helsinki-Espoo-Vantaa, la grande capitale. Helsinki, incapable de s'étendre vers l'extérieur, en raison de son enclavement côtier par les villes voisines (anciennement des comtés ruraux) d'Espoo et de Vantaa, adopte des politiques d'urbanisme en vue d'une densification accrue, également prônées dans le cadre d'une politique de développement durable et d'écoconstruction. Elle connait également un processus de désindustrialisation, c'est-à-dire le remplacement des entreprises industrielles des rives proches du centre-ville par des habitations. Le projet d'habitats sur le rivage de Katajanokka à Helsinki, par les architectes de Nurmela-Raimoranta-Tasa (2006) en est un bon exemple.
D'importants projets d'aménagement ont une incidence sur la croissance urbaine, comme la construction de trois rocades et le métro de Helsinki, commencé en 1982. Ce dernier s'étend jusqu'à Helsinki Est, et il est prévu qu'il aille jusqu'à Espoo, ainsi que de nouvelles interconnexions et de nouvelles stations. C'est ce qui s'est déjà produit dans les limites d'Helsinki, à la fin des années 1970, et au début des années 1980, avec la construction de la station de métro Itäkeskus au centre-est, cette station de métro étant intégrée dans un centre commercial, à proximité d'une bibliothèque et d'une piscine. L'œuvre architecturale la plus importante de l'ensemble est le centre commercial principal et la tour de 82 mètres (1987) d'Erkki Kairamo (Gullichsen Kairamo Vormala Architects), un architecte très influencé par l'architecture constructiviste russe des années 1920 et 1930. Les anciennes zones industrielles, portuaires et de construction navale d'Helsinki sont remplacées par de nouvelles zones d'habitat, conçues pour la plupart dans un style minimaliste-fonctionnaliste voire de maisons-type (fi) avec les Helsinki-talo, ainsi que de nouveaux équipements tels que les jardins d'enfants et les écoles, qui, dans un souci d'efficacité, sont également destinés à être utilisés en tant que services communautaires de quartier, comme l'école Opinmäki et le centre polyvalent d'Esa Ruskeepäää. D'autres grandes villes, en particulier Lahti, Tampere, Oulu et Turku, adoptent des stratégies similaires à celles de la région du Grand Helsinki, tout en développant des systèmes ferroviaires et routiers plus efficaces au sein de ces réseaux, ainsi que des réseaux de pistes cyclables.

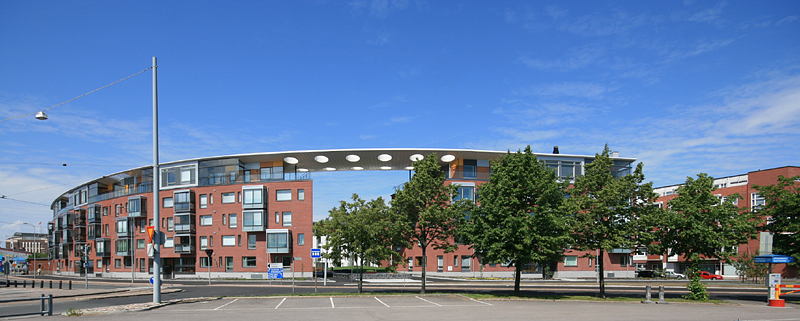
Immeuble Katajanokanranta à Katajanokka, Helsinki (Nurmela-Raimoranta-Tasa architects, 2006)
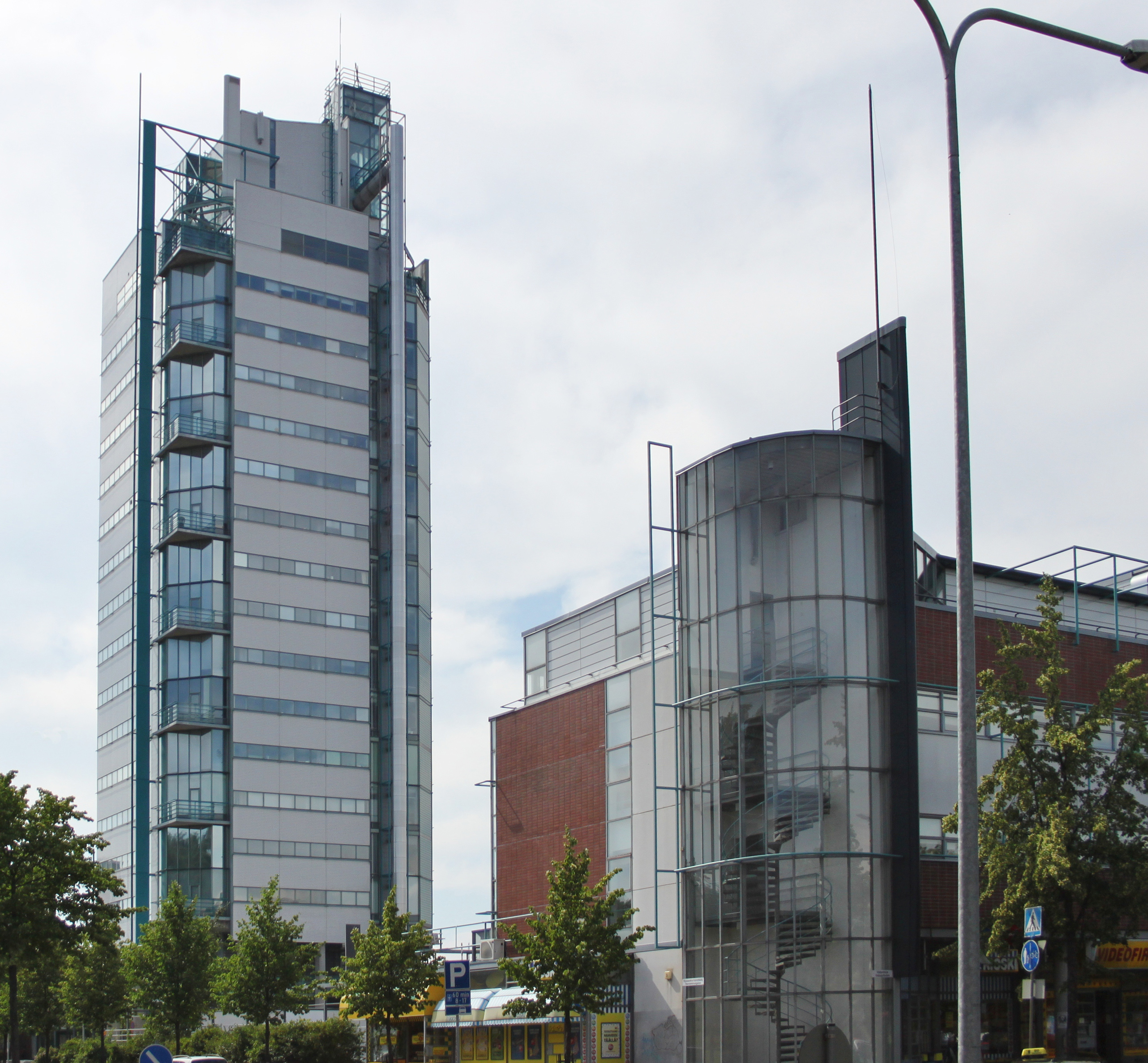
Itäkeskus quartier de Helsinki (Erkki Kairamo, 1987).
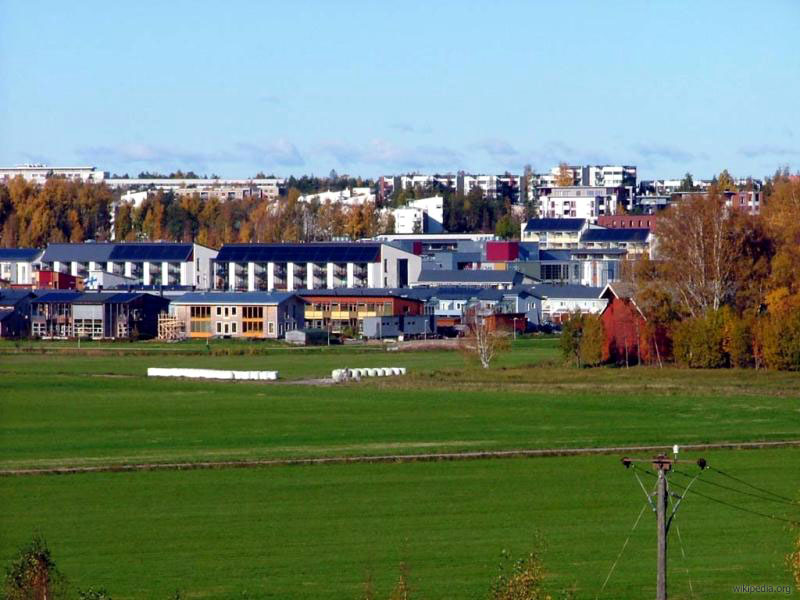
Éco Village de Viikki, Helsinki (Petri Laaksonen, 1995-2000).
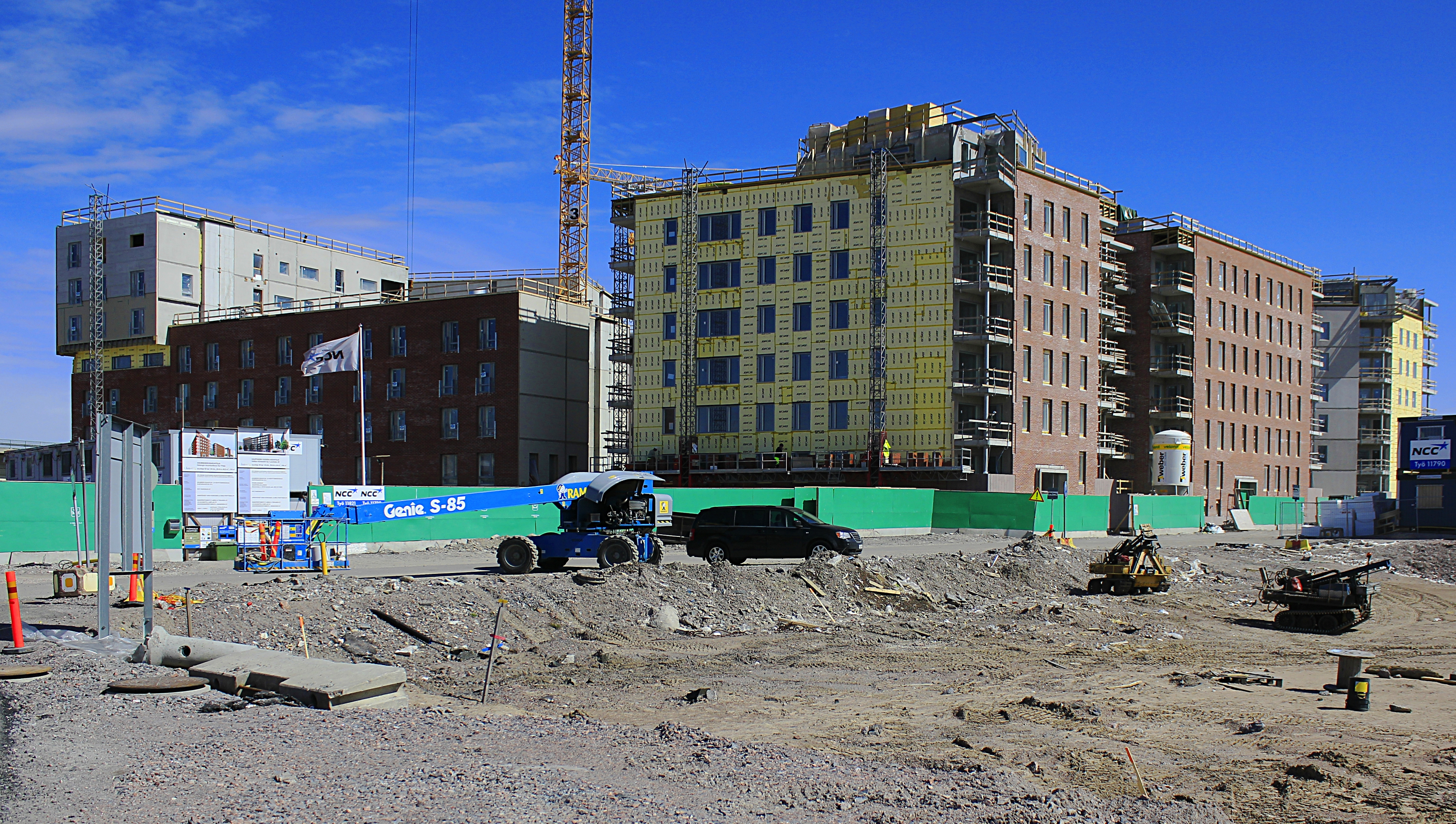
Construction du quartier Kalasatama, Helsinki (2013).
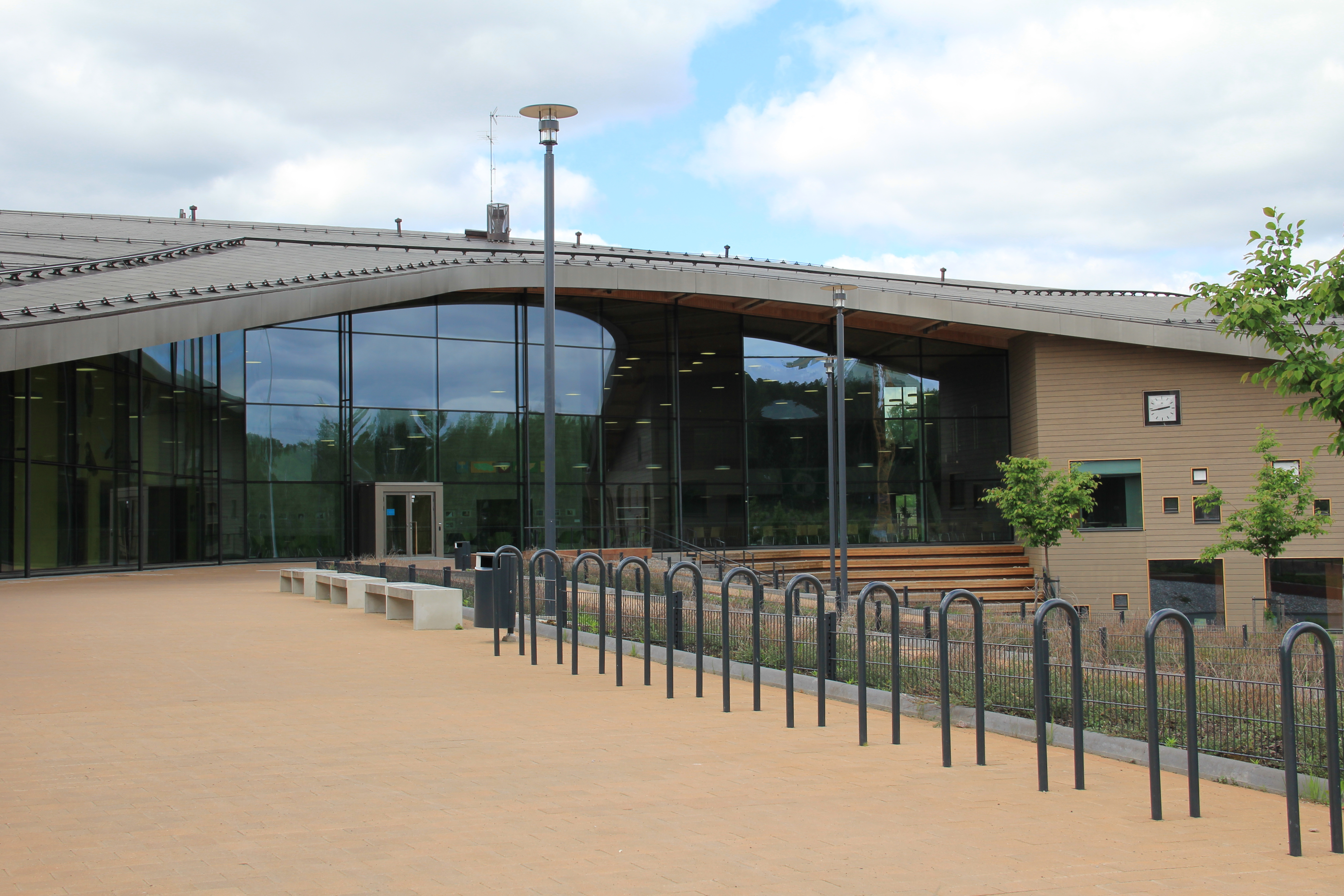
l'école de Saunalahti et les services communautaires, Espoo (Verstas Architects, 2012).

## Concours d'architecture
L'organisation de concours d'architecture, principalement sous le contrôle de l'association finlandaise des architectes (SAFA), revêt une importance capitale pour le développement de l'architecture en Finlande, depuis plus de 100 ans. Le premier concours d'architecture a lieu en 1860, avant même la fondation de la SAFA. Douze concours ont lieu en 1880. Ce n'est qu'après 1893 que le système de la mise en concurrence devient plus systématique, avec l'établissement de règles. Plusieurs des œuvres architecturales les plus importantes du début de ce siècle sont le fruit de concours : la cathédrale de Tampere (Lars Sonck, 1900), le musée national d'Helsinki (Gesellius-Lindgren-Saarinen, 1902). Sonck n'avait que 23 ans quand il remporte le concours. En effet, plusieurs architectes de renom ont démarré leur carrière alors qu'ils étaient encore jeunes au moment de leur succès à un concours d'architecture. Ces concours servent non seulement à la conception de bâtiments publics et d'églises, mais aussi pour diverses études d'urbanisme et d'aménagement du territoire. Outre Lars Sonck et Gesellius-Lindgren-Saarinen, parmi les carrières remarquables qui ont commencé ou ont été stimulées par l'obtention d'un concours, on peut citer : la bibliothèque de Viipuri d'Alvar Aalto, le pavillon finlandais à l'Exposition universelle de Bruxelles (1958) par Reima Pietilä, l'église de Myyrmäki (1984) par Juha Leiviskä, le siège social de Nokia à Espoo (1983-1997) par Heloo. Les résultats de ces concours sont perçus comme reflétant les tendances internationales de l'époque, ou comme ayant endossé le régionalisme critique, c'est-à-dire ce qu'Aalto avait qualifié « être international tout en restant fidèle à soi-même ».

## Les concours de pavillons lors des expositions internationales

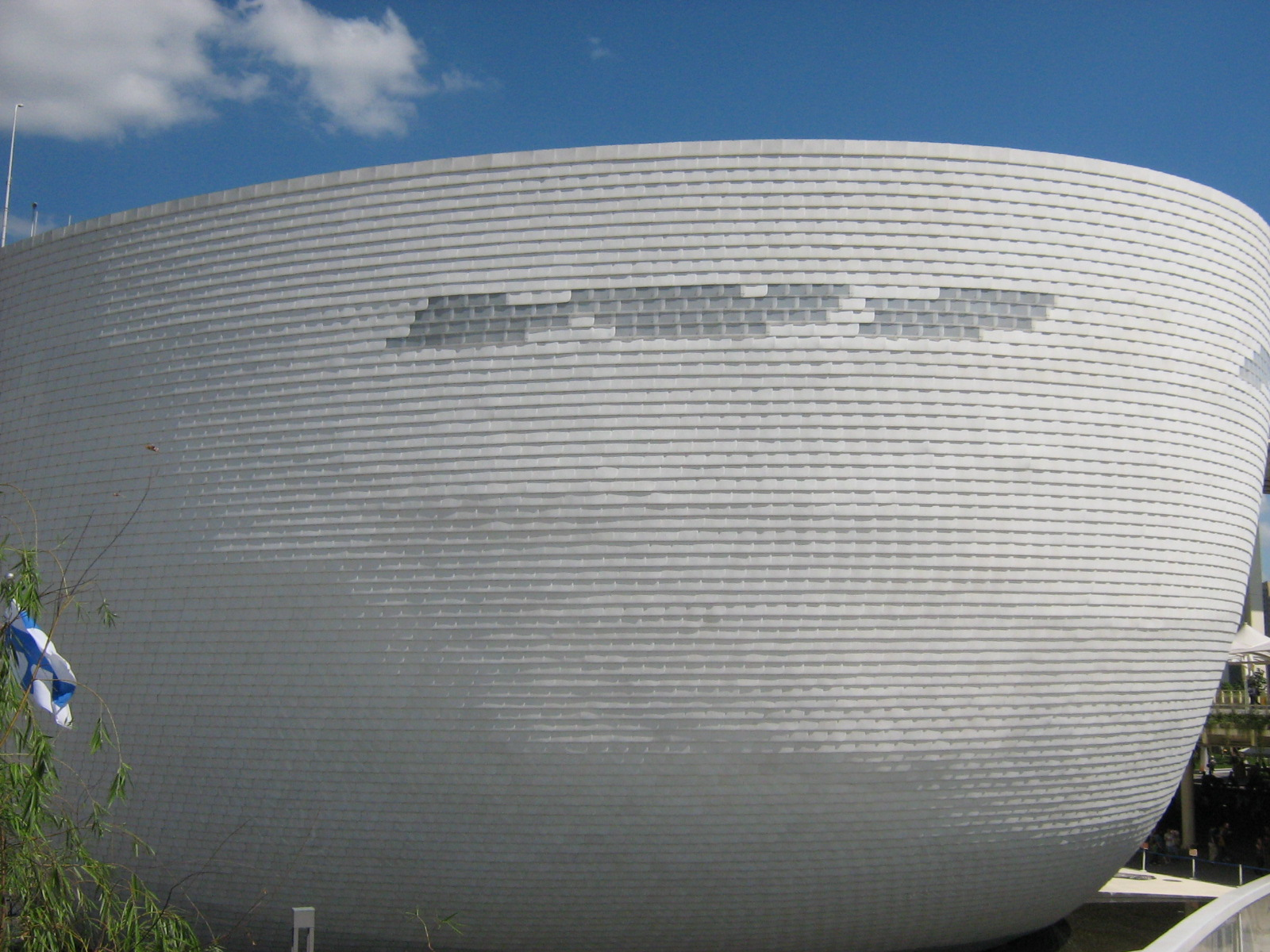
Le pavillon finlandais à l'Expo de Shanghai (2010, JKMM Architects).

Les pavillons nationaux individuels des Expositions internationales, ou Expo, donnent à chaque pays qui y participent, l'occasion de créer une œuvre censée être une déclaration ou une démonstration de la part des nations, quoique conçue dans le but de faire la promotion du pays à des fins commerciales et culturelles. La participation de la Finlande aux expositions peut être vue d'un point de vue économique, politique et culturel. C'était l'occasion d'afficher l'indépendance de la Finlande, lors de l'exposition universelle de 1900 à Paris, alors que le pays était encore sous la domination russe. En ce qui concerne l'architecture, les concours entre architectes finlandais sont d'une grande importance pour faire de telles déclarations. La Finlande a participé à la majorité des expositions universelles, depuis l'celle de 1851, à Londres, bien qu'elle fût à cette date dans le pavillon russe. La Finlande a eu dix pavillons, dont huit ont été sélectionnés à l'issue d'un concours d'architecture : Paris, 1889 (pavillon créé par un architecte français), Paris, 1900 (pavillon dessiné par Gesellius-Lindgren-Saarinen, à la suite d'un concours),
Exposition internationale coloniale, maritime et d'art flamand à Anvers (1930) (pavillon d'Erik Bryggman), Bruxelles, 1935 (d'Aarne Hytönen et Risto-Veikko Luukkonen, sans concours), Paris, 1937 (Alvar Aalto, à la suite d'un concours), New York, 1939-1940 (pavillon intérieur d'Alvar Aalto, après concours), Bruxelles, 1958 (pavillon de Reima Pietilä, après concours), Séville, 1992 (pavillon de Monark après concours), Hannover, 2000 (pavillon de Sarlotta Narjus et Antti-Matti Siikala après concours), Shanghai, 2010 (pavillon de JKMM Architects après concours). Les pavillons des expos ont tous été démolis après la clôture de l'exposition, à l'exception du pavillon finlandais de Séville 1992, en Espagne : le bâtiment a été réaménagé pour abriter le siège de la Fundación FIDAS, l'association des architectes de Séville.

## Les influences à l'étranger

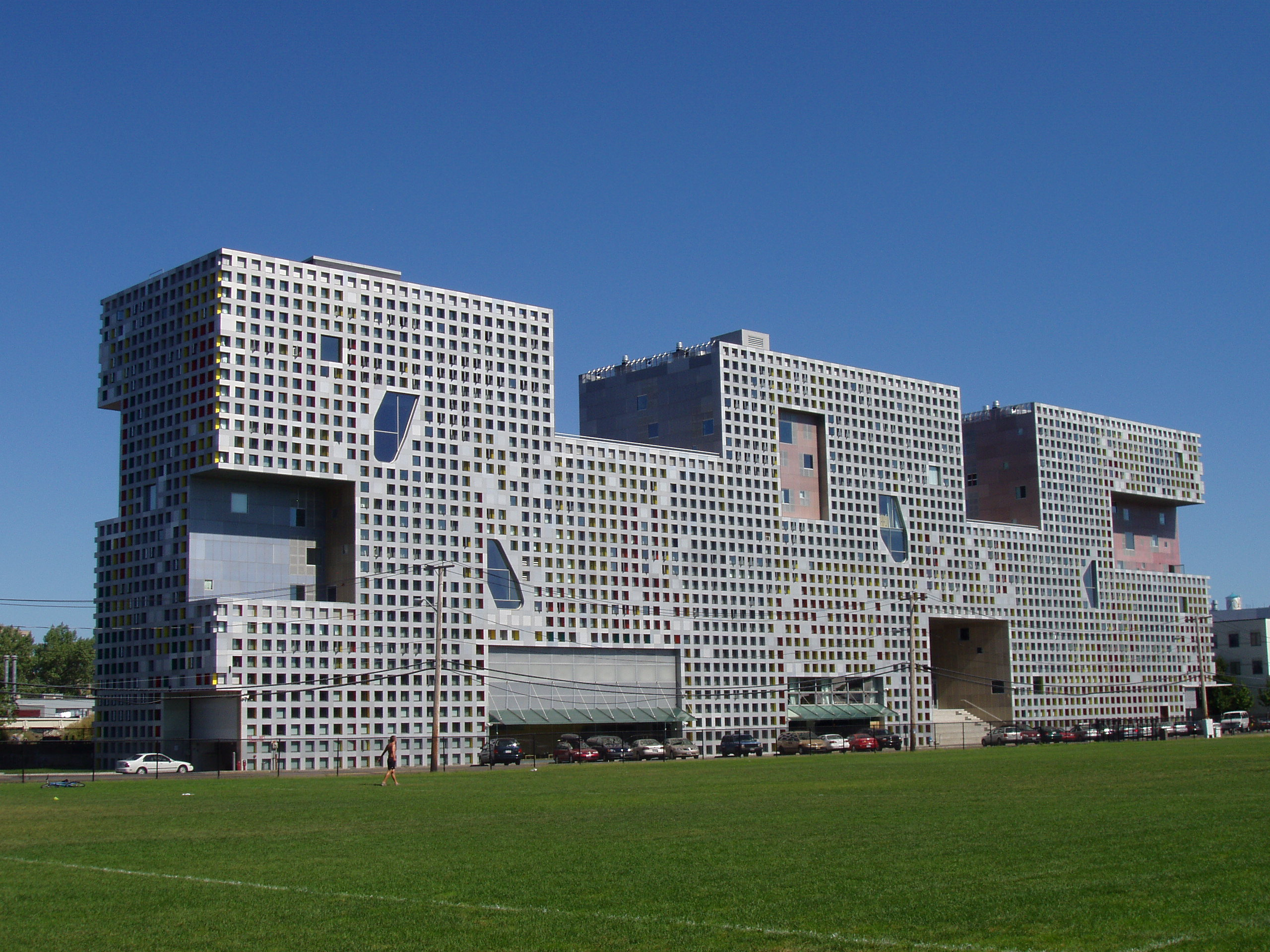
Le Simmons Hall du Massachusetts Institute of Technology à Cambridge (Massachusetts) est inspiré par l'architecte Alvar Aalto.

Les architectes finlandais, principalement Alvar Aalto, ont eu une influence significative en dehors de leur pays. L'architecte portugais Alvaro Siza, l'architecte britannique Colin St John Wilson (en) et les architectes américains Richard Meier, Robert Venturi et Steven Holl ont tous exprimé l'influence d'Aalto sur leur travail. En effet, Steven Holl a eu l'occasion à deux reprises de construire à proximité de bâtiments d'Aalto, en gagnant le concours pour le musée d'art contemporain d'Helsinki, baptisé Kiasma, en référence au chiasma optique, (1993-98), construit près de la maison Finlandia d'Aalto, mais aussi le Simmons Hall, au Massachusetts Institute of Technology à Cambridge (Massachusetts) construit en face la maison Baker, d'Aalto. Mais avant Aalto, le premier événement important d'influence directe est l'émigration d'Eliel Saarinen, aux États-Unis, en 1923 - après avoir reçu le deuxième prix au concours de la Tribune Tower à Chicago, en 1922. Il était aussi responsable de la conception du campus de l'académie des Beaux-Arts de Cranbrook, dans le Michigan. Il est souvent cité comme étant l'« architecte du siècle américain », bien qu'il soit né en Finlande. Son fils, Eero Saarinen, est élevé et éduqué principalement aux États-Unis. Il a créé des bâtiments importants partout aux États-Unis, comme le TWA Flight Center à l'aéroport international John-F.-Kennedy de New York et la Gateway Arch, porte d'accès à Saint-Louis (Missouri). Son style varie considérablement, en fonction du type de construction. Grâce à sa popularité, Saarinen a pu influencer de nombreux projets architecturaux, comme lors de la sélection de Jørn Utzon, pour le concours de l'opéra de Sydney, en Australie, ou le choix de l'architecte finlandais, Viljo Revell, pour le concours de l'hôtel de ville de Toronto, au Canada (1958-1965). Un autre architecte finlandais, Cyril Mardall, né Cyril Sjöström, fils du célèbre architecte Einar Sjöström, émigre en Angleterre et, en 1944, s'associe à F. R. S. Yorke (en) et à Eugene Rosenberg (en) pour former le cabinet d'architectes Yorke Rosenberg Mardall (en), mieux connu sous le nom de YRM. Plus récemment, les architectes et théoriciens finlandais Juhani Pallasmaa et Kari Jormakka ont produit des théories architecturales et de grandes quantités d'écrits publiés en plusieurs langues - très influentes à l'échelle mondiale, tout autant que les bâtiments actuels conçus par des architectes finlandais.

## Les architectes étrangers en Finlande
Les premiers architectes finlandais de renom sont venus de l'étranger. C'est le cas de Carlo Bassi d'Italie et Carl Ludwig Engel de Prusse, au XIXe siècle, avec leur style néoclassique. Mais depuis lors, il y a eu relativement peu d'architectes étrangers à travailler en Finlande. C'est aussi le cas pour les bâtiments individuels conçus par des architectes étrangers. Le Suédois Georg Theodor Chiewitz a exercé une influence majeure au début de sa carrière, en dessinant dans les styles néo-renaissance et néo-gothique. Des dizaines d'architectes étrangers ont été attirés par le bureau d'Alvar Aalto, mais pour de courtes durées, comme l'architecte danois Jørn Utzon, le britannique Patrick Hodgkinson (en) et l'architecte suisse Bruno Erat. Ce dernier s'installe en Finlande et devient un pionnier des maisons écologiques. En 1978-1981, l'architecte britannique Ralph Erskine conçoit une importante zone de logements sociaux à Malminkartano. Les architectes étrangers étant autorisés à participer aux concours d'architecture finlandais, un nombre important d'entre eux gagne des concours dans différents pays. L'architecte américain Steven Holl devient le premier architecte étranger à remporter le concours pour un grand bâtiment public en Finlande, le musée d'art contemporain d'Helsinki, le Kiasma à Helsinki. L'architecte suédoise Erika Wörman, du cabinet Djurgårdsstaden Arkitekter, a remporté en 1988, le concours pour la conception de l'immense zone résidentielle de Kartanonkoski (en) à Vantaa, avec un design postmoderne coloré radicalement différent des plans de logement finlandais de l'époque. Le musée Gösta Serlachius (2014) à Mänttä a été conçu par le cabinet d'architectes barcelonais MX_SI. Le concours pour le musée Guggenheim d'Helsinki (2015) a été remporté par le cabinet d'architectes franco-japonais Moreau Kusunoki Architectes. En 2016-2017, les architectes danois Schauman Nordgren Architects ont remporté trois grands concours d'architecture et d'urbanisme pour des sites à Pargas, Tampere et Jyväskylä. Les commandes directes d'architectes étrangers sont rares, en particulier celles des architectes vedettes, à l'exception de l'architecte américain Daniel Libeskind, chargé de concevoir le pont central et l'arena de Tampere (2011-2018).

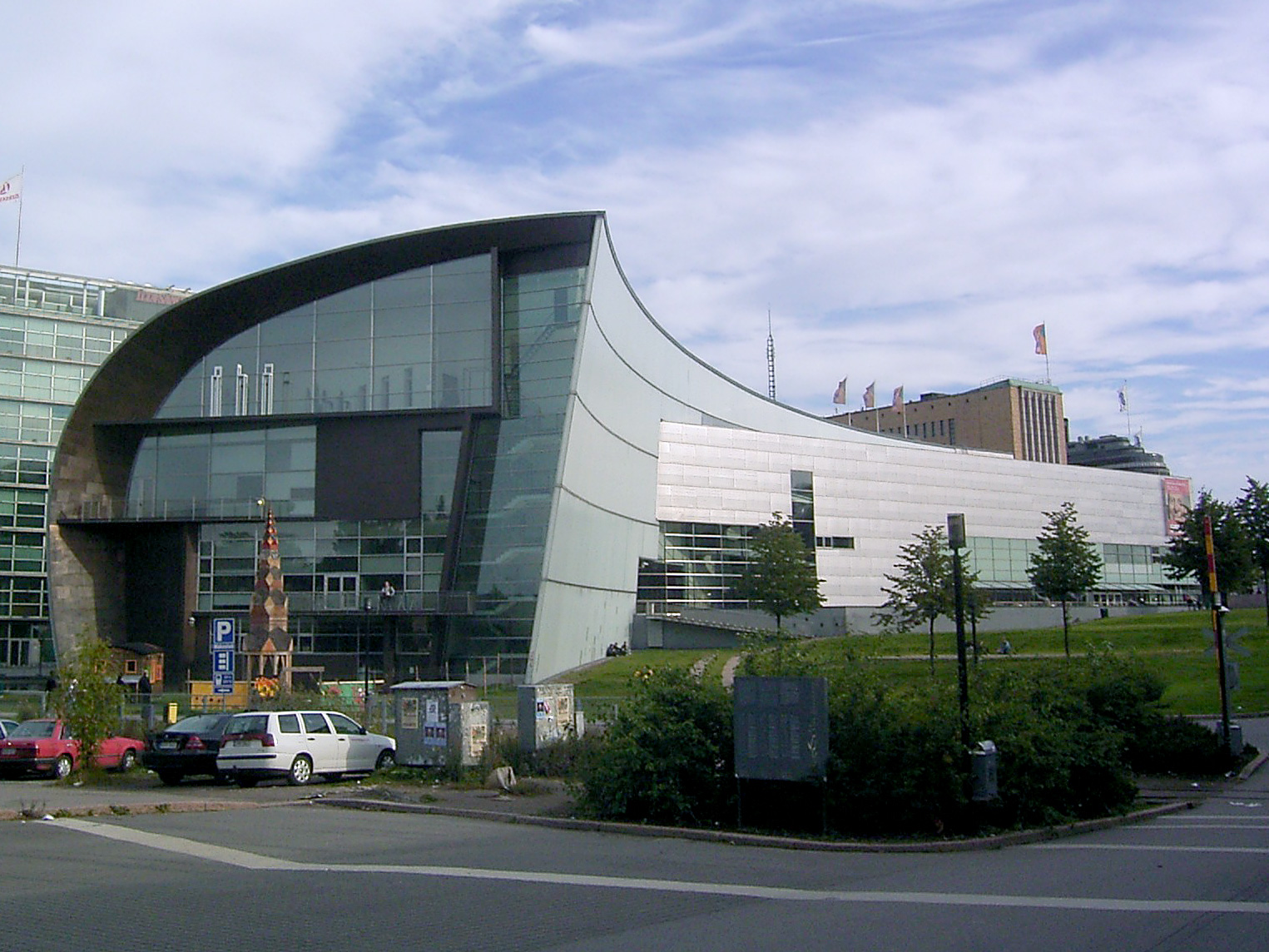
Le Kiasma, le musée d'art contemporain Kiasma d'Helsinki de Steven Holl (1998).
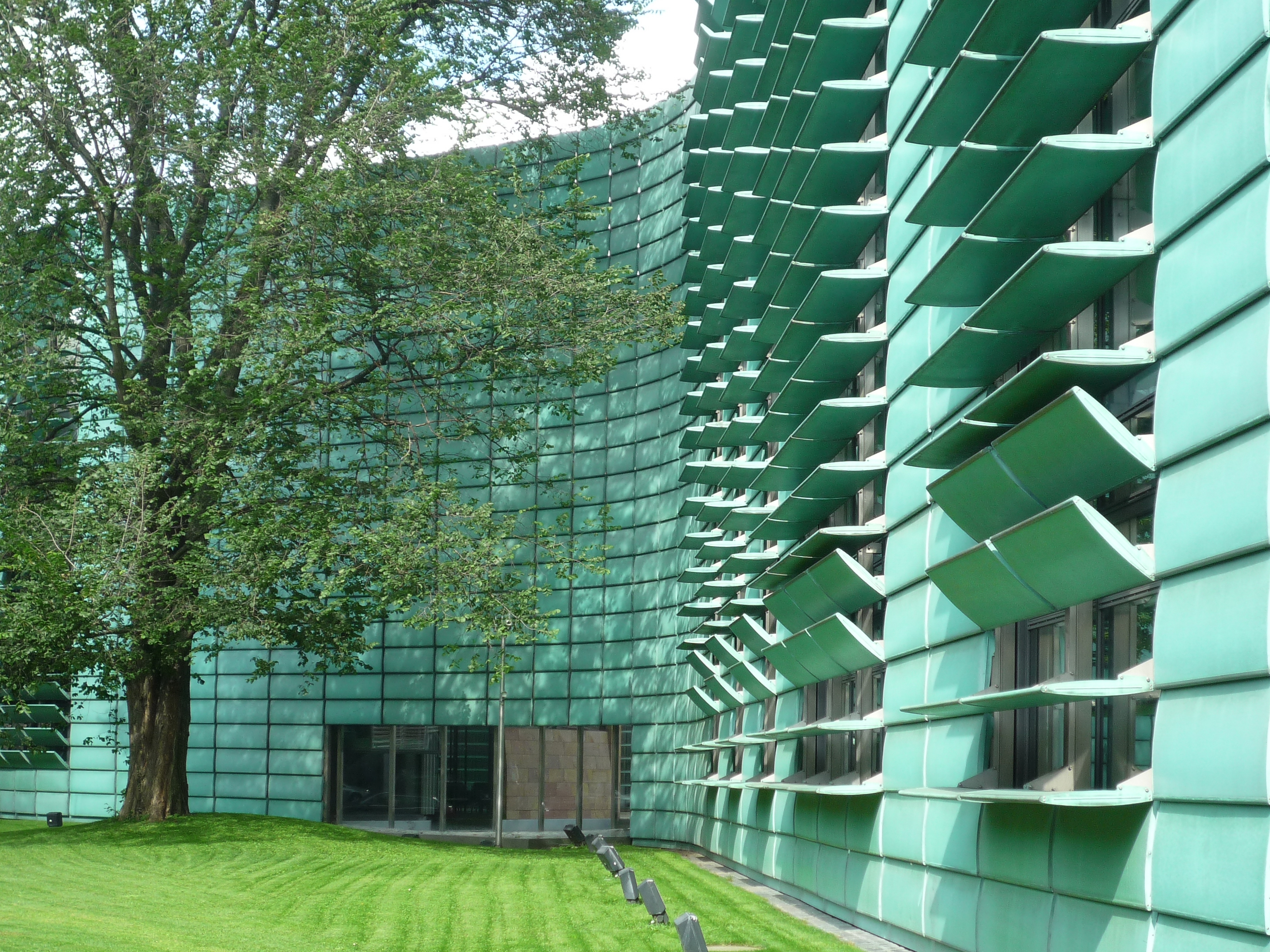
Ambassade des pays nordiques, Berlin (Architekten Berger + Parkkinen, 1999)
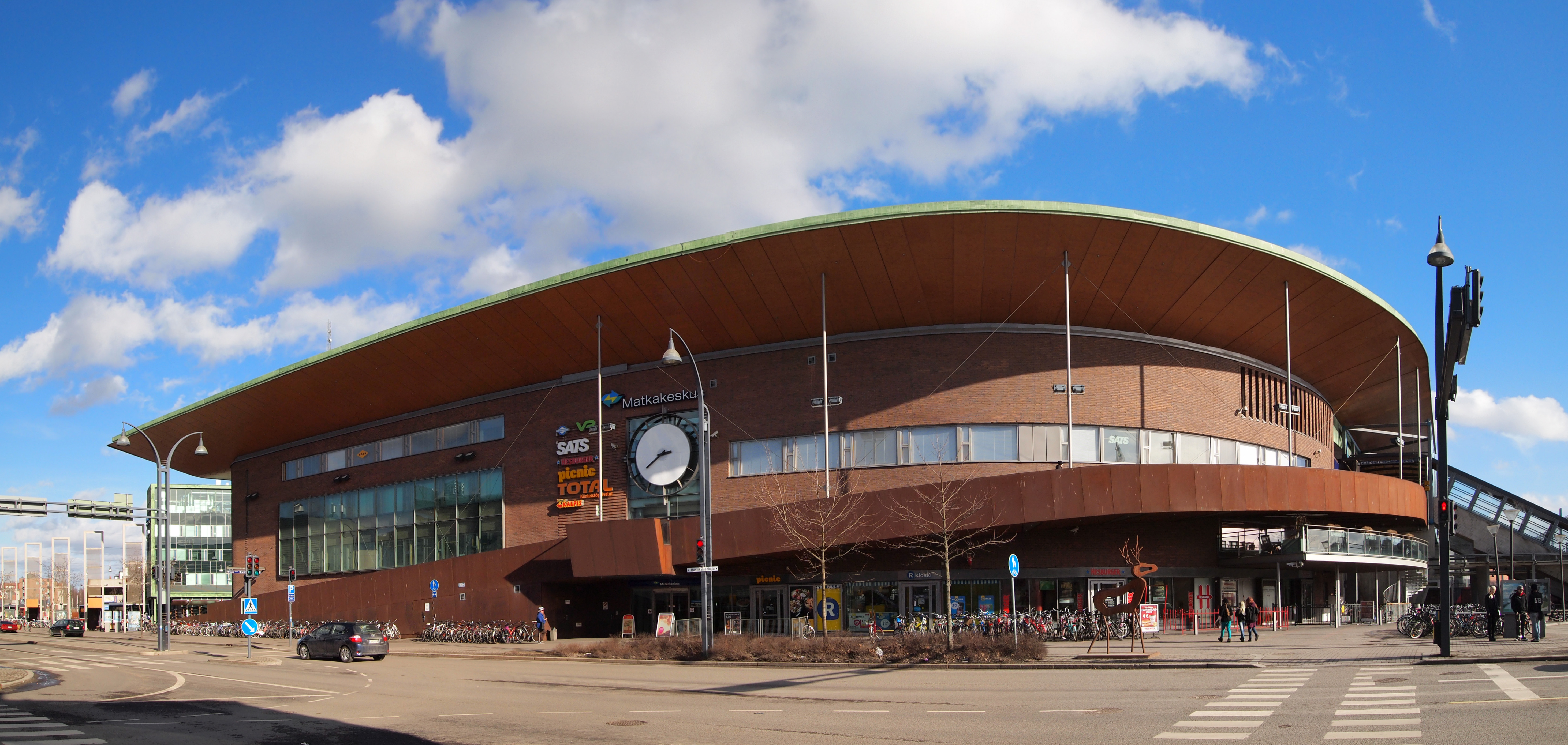
Centre de voyage à Jyväskylä (Harris - Kjisik Architects, 2004)